# Bunuri mobile din domeniul știință și tehnică clasate în patrimoniul cultural național al României aflate în județul Iași
Acestă listă conține bunurile mobile din domeniul știință și tehnică clasate în Patrimoniul cultural național al României aflate la momentul clasării în județul Iași.

## Tezaur
| Foto | Informații generale                                                                   | Detalii tehnice | Descriere | Deținător                                                 | Legături |
| ---- | ------------------------------------------------------------------------------------- | --- | --- | --------------------------------------------------------- | -------- |
|      | Motor electric cu rotor îngust „Schuckert” Autor: Schuckert & Co, Nürnberg            | Descoperit: Iași Dimensiuni: L=57 cm; A=31 cm; Î=40 cm Material: cupru, fontă, fier, oțel | Este o mașină electrică de curent continuu, de tip Schuckert. Are inductorul fix, format din doi electromagneți a căror poli de același fel sunt plasați față în față, cuprinzând armătura mobilă (rotorul) în intervalul dintre ei. Rotorul, în formă de inel, pe care este bobinarea mobilă de tip Gramme. De o formă aplatizată, rotorul este compus din coroane de fier moale izolate între ele. Colectorul situat în dreapta, tot de tip Gramme este format din lame de cupru la care sunt legate fascicolele bobinării rotorice. În stânga, se vede roata de transmisie sau recepție a mișcării, funcție de rolul de motor sau generator pe care-l îndeplinește mașina respectivă. Avantajul, mașinii Schuckert este faptul că cea mai parte din lungimea firului rotorului este activă, spre deosebire de inelul lui Gramme, și că ajută, în același timp, la răcirea firului prin ventilație. Construcția totuși nu era așa de simplă și mașinile cu rotorul disc au fost mai târziu utilizate doar ca alternatori pentru frecvențe mari. Este un exemplar deosebit de valoros de mașină electrică, datând din perioada de căutări (ultimul deceniu al secolului XIX) în domeniul mașinilor electrice. A făcut parte din colecția de mașini electrice care au fost utilizate la Iași, la Laboratorul de electricitate de la Universitatea din Iași. | Muzeul Științei și Tehnicii „Ștefan Procopiu”, Iași       | Cimec    |
|      | Mașina electrică Gramme Autor: Société des Machines Magnéto-Électriques Gramme, Paris | Datare: aprox. 1880 Descoperit: Iași Dimensiuni: Î=33 cm; L=57 cm; LA=41,7 cm Material: fontă, oțel, cupru, alamă, fibre textilă. | Este prima mașină Gramme în curent continuu care a fost creată pentru uz industrial. Inductorul este alcătuit din doi electromagneți astfel plasati încât polii de același semn se găsesc unul în fața altuia. Miezul și piesele polare superioare sunt din fontă moale și turnate dintr-o singură bucată cu baza formând batiul. Între cele două piese polare se rotește indusul în formă de inel a cărui axă este susținută de două paliere fixate pe batiu. Mașina electrică de curent continuu este de tip serie. Mișcarea ia naștere ca rezultat al acțiunii reciproce între un câmp magnetic și un curent ce trece, prin conductorii rotorului. Reprezintă una din cele mai vechi mașini electrice. Aceste mașini au constituit punctul de plecare în construcția mașinilor electrice. | Muzeul Științei și Tehnicii „Ștefan Procopiu”, Iași       | Cimec    |
|      | Tahometru mecanic totalizator DESCHIENS Autor: Eugène DESCHIENS, Paris                | Descoperit: jud. Iași, Iași, str. Roman Vodă, nr. 3 Dimensiuni: L=19cm, LA=7cm, H=5,5cmm Material: alamă, sticlă, fier, bronz | Tahometru este un dispozitiv de control, prin care se măsoară viteza (frecvența) de rotație a diferitelor elemente, cum ar fi rotoare, arbori sau discuri. Valoarea care caracterizează viteza de rotație este exprimată de obicei în număr de rotații ale elementului de pe unitatea de timp. Mecanismul este plasat în interiorul unei cutii metalice din alamă prevăzută în partea frontală cu un ecran din protejat cu stică. Este alcătuit dintr-un sistem de roți dințate, un registru cu cinci cilindri corespunzători unităților, sutelor, zeci de mii, sute de mii pe care sunt inscripționate cifrele de la 0 la 9 și un ax filetat la capătul exterior. Ecranul instrumentului este din alamă cu cinci ferestre pentru vizualizarea cifrelor. Angrenajul de roți dințate preia mișcarea de rotație a axului și acționează cinci cilindri care au inscripționate cifrele de la zero la nouă. Pe ecran se afișează valorea turației. Este un instrument de măsură rar. Eugène DESCHIENS, a cărui afacere era activă în Paris în perioada 1866-1894, a fost un producător eminent de contoare de viteze (tahometre). | Muzeul Științei și Tehnicii „Ștefan Procopiu”, Iași       | Cimec    |
|      | Magnetou DIXIE Autor: Splitdorf Electrical Co, Newark, U.S.A. New Jersey              | Descoperit: jud. BACĂU, BACĂU, str. Nordului, nr. 6 Dimensiuni: L=11cm: LA=16,5cm; I=19cm. Material: metal, cupru, material feromagnetic, fier, ebonită, alamă. | Magnetoul Dixie type 46 este un mic generator electric cu inductoarele formate din magneți, folosit pentru aprinderea amestecului combustibil la motoarele cu electroaprindere. Mecanismul este introdus într-o carcasă de tablă de zinc. Principiul de functionare al instalatiei clasice de aprindere, consta in ruperea unui contact electric la capetele unui condensator, la care tensiunea dintre armaturi are o valoare foarte mare. Odata cu ruperea contactului la bornele condensatorului apare un impuls de tensiune, care este amplificat de un transformator ridicator – bobina de inductie – care genereaza in circuitul secundar o tensiune electrica de valoare foarte mare, tensiune ce produce o descarcare electrica in bujie. Cama ruptorului este solidara sau sincrona cu arborele („axa”) cu came. Magnetoul Dixie 46 este pentru motoare cu combustie internă cu patru cilindri. Dixie a fost un magnetou revoluționar folosit de automobile, avioane, bărci, motoare staționare și motociclete. Acest magnetou a fost folosit și la automobilul FORD. | Muzeul Științei și Tehnicii „Ștefan Procopiu”, Iași       | Cimec    |
|      | Concertina                                                                            | Descoperit: jud. Prahova, Băicoi Dimensiuni: L= 36,5 cm; LA= 23 cm; H= 21 cm Material: lemn, metal, panză | Concertina (Bandoneon) este un instrument muzical asemănător cu acordeonul, inventat în 1834 de Carl Uhlig, în Germania. Are burduf și câte trei rânduri de butoane plasate pe ambele părți ale acestuia (23 de butoane și 46 de ancii). Când sunt apăsate, butoanele se deplasează în aceeași direcție cu burduful, spre deosebire de acordeon, unde butoanele se deplasează perpendicular pe burduf, punând în vibrațiile anciile corespunzătoare.Un buton de concertină produce note diferite la împingere și tragere (bifonic).Fiecare tastatura (clapă) are două planuri: una deschide, iar alta închide notele. Deoarece butoanele de pe mâna dreaptă sunt diferite de cele de pe mâna stângă, un muzician trebuie să acționeze patru butoane pentru ca să instrumentul să poată reda muzica. | Muzeul Științei și Tehnicii „Ștefan Procopiu”, Iași       | Cimec    |
|      | Țiteră                                                                                | Școală: Saxon Markneukirchen, Germania Descoperit: jud. Prahova Dimensiuni: L=64 cm;LA=35 cm;H=3cm Material: lemn, metal, plastic, hârtie | Este un instrument muzical de concert compus dintr-o cutie de rezonanță și coarde de metal puse în vibrație prin atingere (ciupire) cu un plectru sau o pană de gâscă. Instrumentul conține 5 coarde pentru o melodie și 30 de coarde pentru acompaniament și bass. Lungimea coardelor este egală cu cea a cutiei de rezonanță. Corpul țiterei este tăiat la mijloc de un orificiu fasonat, unde este menționat numele fabricantului. | Muzeul Științei și Tehnicii „Ștefan Procopiu”, Iași       | Cimec    |
|      | Aparat de multiplicat                                                                 | Școală: Gestetner Descoperit: , com. Buzau Material: metal, matase, bachelită | Aparatul de multiplicat Gestetner Cyclostyle (șapirograf) este o mașină de copiere cu șablon ce conține doi cilindri și ecrane de mătase pentru a transfera cerneala pe hârtie. Mediul de transfer al imaginii este un șablon realizat din hârtie de dud cerată flexibilă, susținută de o coală de carton rigidă și înfășurată pe tamburul umplut cu cerneală al mașinii rotative. Atunci când o foaie goală de hârtie este trasă printre un tambur rotit manual și o rolă presantă, cerneala este forțată să intre prin orificiile șablonului fiind apoi transpusă pe hârtie. Mașinile plane timpurii foloseau un fel de racletă pentru a împrăștia cerneala în mod egal de-a lungul suprafeței dorsale a șablonului sau ecranului de mătase, procedeu folosit în serigrafie. Impactul caracterului tipografic îndepărtează ceara, făcând hârtia permeabilă pentru cerneala pe bază de ulei. O mică roată dințată din metal, Stiloul Cyclostyle, era folosit pentru a scrie sau a desena pe șablon, a perfora găuri mici în hârtie și a scoate stratul de ceară în acele locuri. Greșelile puteau fi corectate acoperindu-le cu un fluid corector special preparat,care după uscare erau retipărite. Mașină de birou este cu comandă manuală, pliere frontală, mâner bachelită, orificiu de umplere a uleiului, etalon de calibrare cu scală și contor de numărare. Partea dreaptă este prevăzută cu o tavă de ieșire pentru hartie pe care este imprimat numele producatorului. Partea stângă are o placă metalică cu proeminențe și perforații, la care se adaugă o altă placă similară care este detașabilă și un cadru metalic atașat care poate fi folosit pentru a ține o placă de intrare pe hârtie, pentru diferite dimensiuni ale acesteia. Capac metalic, cu mâner din lemn pliabil deasupra, elemente de prindere la bază cu cleme metalice. Inscripții ale producătorului imprimate pe mașină.                                                                         | Muzeul Științei și Tehnicii „Ștefan Procopiu”, Iași       | Cimec    |
|      | Ceas de buzunar                                                                       | Datare: 1920 Școală: Schaffhausen Descoperit: jud. Iași, IAȘI Dimensiuni: L: 12 cm; La: 5cm; Gr: 1 cm Material: sticlă; metal; aur; aurire | Este un ceas de formă rotundă, cu cadran emailat alb și cifre arabe aurite pentru ore și minute, prevăzut cu două capace de protecție aurite. În dreptul orei șase este plasat secundarul ce conține cifre arabe. Conține în partea de sus cheița remontoare și lanțul cu trei plăcuțe aurite tip breloc. Cadranul emailat cuprinde cifre arabe de culoare neagră și cadranul mic pentru secundar. Primul capac este realizat din aur de 14k și 0,585 g, iar al doilea capac are inscripționat pe el METAL și numărul seriei 1020419. | Muzeul Științei și Tehnicii „Ștefan Procopiu”, Iași       | Cimec    |
|      | Ceas                                                                                  | Datare: 1850 Descoperit: jud. Prahova, BĂICOI Dimensiuni: Î: 11,5 cm; D: 25 cm Material: bronz; marmură; turnare | Cadranul solar este realizat din marmură, are formă circulară și este prevăzut cu lupă și tun cu explozie (bronz). Pe cadran se disting două puncte Est și Vest, iar în jurul acestei rozete sunt trasate orele, cu cifre romane (XII, I, II, III…, în partea dreaptă, respectiv XI, X, IX…, în partea stângă). Ceasul solar era orientat în așa manieră încât razele solare se concentrau în focarul lentilei, după câteva secunde se producea o explozie care marca, în acest fel, ora 12. | Muzeul Științei și Tehnicii „Ștefan Procopiu”, Iași       | Cimec    |
|      | Elgin                                                                                 | Datare: 1910 Școală: Elgin Natl'watch Company Descoperit: jud. Iași Dimensiuni: L: 6,2 cm; La: 5 cm; D: 1,2 cm Material: argint aurit; email; sticlă; metal; cizelare; gravare | Ceas de buzunar din argint aurit, cu 15 rubine, prevăzut cu mecanism cu arc, coroană remontoare, doi tamburi și regulator micrometric din oțel. Cadran din porțelan, secundar la ora 6, cifre romane, de culoare neagră pentru ore, respectiv cifra arabe roșii pentru minute. Ceasul este prevăzut cu trei capace, unul în față ce prezintă motive florale realizate prin tehnica cizelării, iar alte două sunt amplasate pe reversul ceasului. Pe mecanism este inscripționată firma constructoare: „Elgin Natl'watch Company” și nr. seriei 16389941, iar pe primul capac este gravat anul de fabricație 1910. | Muzeul Științei și Tehnicii „Ștefan Procopiu”, Iași       | Cimec    |
|      | Fonograf Autor: Edison National Phonograph Co.                                        | Datare: începutul sec. XX Școală: Atelier american Descoperit: jud. Buzău, com. ULMENI Dimensiuni: L=33 cm, LA=24 cm, H=29 cm, Lpâlnie=35 cm, Dpâlnie=17 cm Material: cutie de lemn de stejar ce conține pâlnia pentru amplificare, mecanismul și suportul metalic cilindric       | Fonograful este un aparat ce conține o pâlnie acustică exterioară, detașabilă, permițându-se închiderea cutiei cu un capac exterior, devenind portabil. Aparatul are o acustică foarte bună și utilizează cilindrii din ceară marca Edison, special confecționați, pentru a fi utilizați de acest tip de fonograf. Doza este utilizată pentru cilindrii ce au o durată de audiție 2 min. Sunetul este redat prin intermediul unei doze terminate cu un ac care se deplasează pe orizontală urmărind șanțurile gravate pe cilindrul cu înregistrare, pâlnia acustică, pârghia pentru pornire-oprire a mecanismului cu arc, cureaua de piele ce este în legătură cu mecanismul, producând rotirea suportului cu cilindrul de ceară. Aparatul conține în interiorul cutiei mecanismul de antrenare. Lateral-dreapta se află manivela de antrenare a mecanismului. Aparatul este în stare de funcționare. Pe cutia aparatului, frontal, imprimată semnătura atelierului Edison. Central, pe suportul metalic imprimat cu caractere aurii: „Marca înregistrată - Thomas A. Edison”. | Muzeul Științei și Tehnicii „Ștefan Procopiu”, Iași       | Cimec    |
|      | Klingsor Autor: Krebs & Klenk                                                         | Datare: 1910 Școală: Atelier german Descoperit: jud. Prahova, Băicoi Dimensiuni: L=60 cm, LA=37,5 cm, H=101 cm, Dplatan=25 cm Material: Aparat din lemn de stejar, elegant executat, cu uși ce conțin vitralii, camerade rezonanță și mecanism cu arc.                             | Aparatul este un model deosebit de elegant și frumos executat din lemn de stajar în culoarea naturală, lăcuit și cu elemente decorative de culoare brun-roșcată. Patefonul este alcătuit din două compartimente. Partea superioară o reprezintă camera de rezonanță ce se închide cu două ușițe ce au montate în ramă vitralii și elemente traforate geometrice de culoare brun-roșcat. Camera de rezonanță este special construită. În față, pe un cadru de lemn sunt montate în diagonală coarde metalice acordate pe note muzicale, fixate în butoane speciale. Placa conține un număr de 64 de butoane pentru prinderea acestora. Partea inferioară, prevăzută cu două ușițe, conține platanul pentru disc, brațul acustic mobil cu doza, două cutiuțe metalice săpate amplasate la dreapta și stânga platanului, pârghia pentru pornirea-oprirea platanului. Sub platan este montat mecanismul cu arc și regulatorul de viteză. Central este fixată plăcuța din alamă cu inscripția: „Klingsor. IN-u.AUSL.PAT”. Lateral dreapta, la exterior, se află manivela pentru încordarea arcului mecanismului. Lipsă 11 corzi metalice. | Muzeul Științei și Tehnicii „Ștefan Procopiu”, Iași       | Cimec    |
|      | Parlophone Autor: Carl Lindstrom Company Berlin                                       | Datare: începutul sec. XX Școală: Atelier german Descoperit: jud. Brăila, com. CHIȘCANI Dimensiuni: L = 44 cm, LA = 44 cm, Î cutie = 26 cm, Î total = 94 cm, Dplatan = 25 cm; Dpâlnie = 64 cm Material: aparat din lemn cu pâlnie acustică exterioară din metal și mecanism cu arc | | Muzeul Științei și Tehnicii „Ștefan Procopiu”, Iași       | Cimec    |
|      | I.A.R.                                                                                | Datare: Circa 1939 Școală: I.A.R. Brașov Dimensiuni: L: 145 cm; Ø: 125 cm Material: oțel; aluminiu; fontă | Motorul IAR 1000 A de mare putere cu ardere internă în patru timpi, cu 14 cilindri în dublă stea, răcire cu aer, puterea totală 1140 CP la turația de 2.500 rotații pe minut și la presiunea de admisie de 935 mm coloană de mercur, având gradul de compresie 6,14 și o greutate specifică de 0,675 kg/CP. Motorul deținea compresor care restabilea puterea până la altitudinea de 3.600 m (antrenat mecanic) cu reductor. Este primul motor de avion românesc de mare putere care a trecut cu succes toate probele de omologare, dând rezultate excelente. A echipat avionul de vânătoare românesc IAR - 80, fabricat într-un număr de 200 de exemplare. Datorită performanțelor sale, dar în special vitezei atinse, acest avion dotat cu motorul IAR 1000 A a fost plasat pe locul patru în lume în anul 1940. A mai echipat avioanele IAR 81, IAR 39 și IAR 47. | Complexul Muzeal Național „Moldova”, Iași                 | Cimec    |
|      | Motor                                                                                 | Datare: 1947 Descoperit: jud. Caraș-Severin, Caransebeș Dimensiuni: L: 400 cm; LA: 75 cm; Î: 90cm Material: oțel; aluminiu; fontă | Reactor alcătuit dintr-o turbină cu gaze și un compresor, folosit la propulsia prin reacțiune a unui avion. Toată energia produsă de turbină este folosită pentru antrenarea compresorului care trimite aerul comprimat în camera de ardere a turbinei. Înaintarea avionului este datorată forței de reacțiune a gazelor de ardere la ieșirea lor din turbină prin efuzor. Este propulsorul cel mai indicat pentru avioanele de foarte mare viteză. Motorul este compus din: difuzor, compresor, turbină, cameră de ardere, injector și efuzor. A echipat avionul cu reacție IAC-17. | Complexul Muzeal Național „Moldova”, Iași                 | Cimec    |
|      | I.A.R.                                                                                | Datare: 1935 Școală: I.A.R. Brașov Dimensiuni: L: 106 cm; Ø: 120 cm Material: oțel; aluminiu; fontă; cauciuc | Motor de putere medie cu ardere internă în 4 timpi cu aprindere prin scânteie, realizat la IAR Brașov după licența Gnome-Rhome. Caracteristici: 7 cilindri dispuși în stea, puterea la 1.500 m: 410 CP, puterea totală: 420 CP, turația nominală: 2.050 rot/min, turația max. 2.200 rot/min, răcire cu aer, rezistență mare la înaintare. Nu este în stare de funcționare. | Complexul Muzeal Național „Moldova”, Iași                 | Cimec    |
|      | Motor Autor: ARGUS                                                                    | Școală: Argus Motoren Berlin Dimensiuni: L: 130 cm; LA: 96 cm; H: 60 cm; G: 230 kg Material: oțel; aluminiu; fontă | Motor de putere medie cu ardere internă în 4 timpi cu aprindere prin scânteie. Caracteristici: 8 cilindri inversați în V, puterea totală: 240 CP, puterea nominală: 200 CP, turația nominală: 1.880 rot/min, turația max. 2.000 rot/min, răcire cu aer. Nu are instalațiile anexe. Nu este în stare de funcționare. | Complexul Muzeal Național „Moldova”, Iași                 | Cimec    |
|      | I.A.R.                                                                                | Școală: I.A.R. Brașov Dimensiuni: L: 130 cm; Ø: 100 cm Material: oțel; aluminiu; fontă | Este un motor de putere mare în 4 timpi, cu ardere internă, realizat la IAR Brașov după licența Gnome-Rhome Mistral, Franța. Caracteristici: 14 cilindri dispuși în dublă stea, puterea max.: 870 CP, turația max. 2.500 rot/min, răcire cu aer. Nu are instalațiile anexe. Nu este în stare de funcționare. | Complexul Muzeal Național „Moldova”, Iași                 | Cimec    |
|      | Aspirator Autor: Santos                                                               | Datare: 1909 Școală: Keller Manufactory Company Descoperit: jud. Galați Dimensiuni: Ø: 32 cm; H: 64 cm Material: metal; cauciuc; lemn; material textil; sticlă | Este un aparat sau o mașină pentru aspirarea prafului cu ajutorul unei depresiuni pe care o creează, într-un anumit loc pe conducta de aspirație (cu ajutorul unor pompe de gaz, al unor roți cu palete, al unui fluid care trece printr-un ajutaj). Acest aspirator funcționează pe principiul de pompă aspiro-respingătoare, cu motor electric. | Complexul Muzeal Național „Moldova”, Iași                 | Cimec    |
|      | Mignon                                                                                | Datare: Circa 1908 Școală: Mignon Descoperit: jud. București Dimensiuni: L: 41 cm; A: 30 cm; Î: 26 cm Material: lemn de nuc și mahon; metal | Mașina de scris Mignon cu carul mic, nu are clape. Un ac cântător se deplasează pe o placă ce are inscripționate litere, cifre și semne de punuctuație. Cu ajutorul a două clape, litera necesară este transpusă pe un cilindru rotitor care o imprimă pe hârtie. Prin intermediul unor pârghii este rotit un cilindru care conține caracterele în relief, astfel ca litera aleasă de palpator pe panoul cu caractere să fie în poziția de imprimare. | Complexul Muzeal Național „Moldova”, Iași                 | Cimec    |
|      | Dalton                                                                                | Datare: Circa 1928 Școală: James I Dalton Descoperit: jud. Galați, Galați Dimensiuni: L: 23 cm; A: 38 cm; Î: 32 cm Material: metal; lemn; material plastic | Mașina de adiționat Dalton posedă o claviatură cu numere și semne aritmetice. În partea dreaptă se găsește o manivelă care antrenează un mecanism de totalizare a rezultatului. Rezultatul este afișat pe o bandă de hârtie ce se desfășoară în fața unui ecran. Mașina este descompletată și blocată. | Complexul Muzeal Național „Moldova”, Iași                 | Cimec    |
|      | Remington                                                                             | Datare: Circa 1925 Școală: Remington Descoperit: jud. Galați, Galați Dimensiuni: L: 40 cm; A: 35 cm; Î: 25 cm Material: metal | Mașina de scris marca Remington are car normal, o claviatură pe care sunt notate cifrele, literele și semnele de punctuație. Prin intermediul unor pârghii claviatura acționează niște cionănele, dispuse în evantai care conțin caracterele în relief. Imprimarea se face prin apăsarea unei clape ce determină apăsarea unui ciocănel cu literă pe un tambur între care este interpusă o bandă cu tuș în două culori. Parțial funcționează. | Complexul Muzeal Național „Moldova”, Iași                 | Cimec    |
|      | Olympia                                                                               | Datare: Circa 1937 Școală: Olympia Descoperit: jud. Galați, Galați Dimensiuni: L: 72 cm; A: 35 cm; Î: 26 cm Material: metal | Mașina de scris cu car normal Olympia, posedă o claviatură pe care sunt notate cifrele, literele mari și mici ale alfabetului și semnele de punctuație. Prin intermediul unor pârghii claviatura acționează niște cionănele, dispuse în evantai care conțin caracterele în relief. Banda tușată este rulată pe două role metalice. Mașina are posibilitatea să scrie la un rând sau la două rânduri și poate să efectueze tabele. Este în stare de funcționare. | Complexul Muzeal Național „Moldova”, Iași                 | Cimec    |
|      | Facit                                                                                 | Datare: Circa 1925 Școală: Aktiobolaget Descoperit: jud. Galați, Galați Dimensiuni: L: 40 cm; A: 24 cm; Î: 20 cm Material: metal; lemn | Mașină de calculat Facit ce constă dintr-un mecanism de potrivire a numerelor și un mecanism contor (mecanism numărător cu transfer decadic). În mecanismul de potrivire a numerelor, prin apăsarea clapei se introduce numărul cu care se face operația aritmetică. În partea dreaptă a mașinii se găsește o manivelă cu care se antrenează mecanismul de potrivire a numerelor și a mecanismului contor. Mașina este fixată pe un suport de lemn. Este incompletă și blocată. | Complexul Muzeal Național „Moldova”, Iași                 | Cimec    |
|      | Symphonion                                                                            | Datare: Circa 1900 Școală: Symphonion Fabrik Descoperit: jud. București Dimensiuni: L: 50 cm; LA: 41 cm; Î: 32 cm; diametrul discului: 30,2 cm Material: lemn; oțel; bronz; alamă; sticlă; hârtie                                                                                  | Cutia de formă paralelipipedică cu furnir de nuc, cu colonade sculptate la fiecare muchie verticală. Pe exteriorul capacului este o intarsie din lemn de trandafir reprezentând flori, iar în interiorul capacului o fotografie cu un grup de copii. Discul orizontal din metal perforat cu știfturi pe spate, agață grupul de lame metalice situate pe o placă de bronz. Discul este acționat cu un resort și roți dințate. Armarea resortului se face cu o manivelă situată în dreapta. Pornirea și oprirea discului se face printr-o pârghie situată lateral stânga. Mecanismul este în stare de funcționare. | Complexul Muzeal Național „Moldova”, Iași                 | Cimec    |
|      | Piano Melodico Autor: Racca, Giovanni                                                 | Datare: Circa 1900 Descoperit: jud. Galați, Galați Dimensiuni: L: 80 cm; A: 40 cm; Î: 39 cm Material: lemn; oțel; bronz; alamă; material textil; hârtie | Automatul are formă paralelipipedică din lemn de culoare neagră cu patru picioare cu ornamentații. Pe partea laterală se găsește o manivelă care prin intermediul unui angrenaj antrenează cartela perforată. Perforațiile acționează asupra unor pârghii, care, în final, acționează ciocănelele din lemn ce lovesc coardele pianului aflate în corpul automatului. Mecanismul muzical nu funcționează la parametrii normali. | Complexul Muzeal Național „Moldova”, Iași                 | Cimec    |
|      | Heinr Zimmermann Autor: Zimmermann, Jules Heinrich                                    | Datare: Circa 1900 Descoperit: jud. Galați, Galați Dimensiuni: L: 56 cm; A: 34 cm; Î: 187 cm Material: lemn; oțel; bronz; alamă | Automatul are formă paralelipipedică cu rama frontală sculptată. Pe exterior pe ușa aparatului este fixată o oglindă. În interior se află mecanismul de funcționare și cartela perforată. În momentul în care perforația cartelei lasă libere știfturile acestea comandă prin intermediul unei transmisii ciocănelele, respectiv corzile pianinei. Mecanismul este în stare de funcționare. | Complexul Muzeal Național „Moldova”, Iași                 | Cimec    |
|      | Orphenion Autor: Rückert, Bruno                                                       | Datare: Circa 1895 Descoperit: jud. București Dimensiuni: L: 16,5 cm; A: 16,5 cm; Î: 8 cm; diametrul discului: 13,3 cm Material: lemn; oțel; bronz; alamă; hârtie | Automatul este de formă paralelipipedică. Pe capacul cutiei la exterior sunt pictați doi copilași. Mecanismul de reprodus (lamelele vibrante) este montat pe o placă de bronz. Aparatul este activat manual cu ajutorul unei manivele. Când se rotește manivela, aceasta, prin intermediul unei roți dințate, pune în mișcare de rotație discul perforat. Știfturile de pe spatele discului perforat agață prin intermediul unor rotițe dințate lamelele, care prin vibrație produc sunetele. | Complexul Muzeal Național „Moldova”, Iași                 | Cimec    |
|      | Stella                                                                                | Școală: Mermod Freres Descoperit: jud. București Dimensiuni: L: 52 cm; A: 58 cm; Î: 32 cm; diametrul discului: 64 cm Material: lemn; oțel; bronz; alamă; hârtie | Cutia automatului este din lemn furniruit cu intarsii florale pe interiorul capacului. Mecanismul este alcătuit dintr-un registru de lamele elastice din oțel (pieptene) acționate prin rotirea discului perforat. Discul este rotit de un motor cu arc din oțel, acționat de o manivelă. Mecanismul este în foarte bună stare de funcționare. | Complexul Muzeal Național „Moldova”, Iași                 | Cimec    |
|      | Orchestron                                                                            | Datare: 1909 Școală: Ersten Prager Musikwerke - und Orchestrionfabrik Diego Fuchs Descoperit: jud. Vaslui, Huși Dimensiuni: L: 140 cm; A: 57 cm; Î: 250 cm Material: lemn; oțel; bronz; alamă; piele; sticlă; pâslă; pânză; fontă                                                  | Automatul de formă paralelipipedică din lemn de culoare maro, conține în interior: pian, tobă mică, tobă mare (spartă), xilofon metal, toate acționate de știfturile unui tambur (lipsă) plasat tot în interior. Tamburul e acționat printr-un angrenaj de roți dințate de o greutate prin cădere. Ridicarea greutății se face cu o manivelă. O altă manivelă folosește la schimbarea melodiilor prin deplasarea tamburului pe orizontală. În față aparatul are două uși mici și una mare prevăzute cu sticlă pictată (peisaj cu o moară de apă și copaci). Aparatul se află într-o stare avansată de degradare, partea metalică ruginită și cea lemnoasă stricată, fără luciu. Nu funcționează la parametrii normali. | Complexul Muzeal Național „Moldova”, Iași                 | Cimec    |
|      | Manopan                                                                               | Datare: Circa 1900 Școală: Euphonica Musikwerke Descoperit: jud. Caraș-Severin, Oravița Dimensiuni: L: 51 cm; A: 29 cm; Î: 25 cm; cartelă perforată circulară: 10/87 cm Material: lemn; oțel; bronz; alamă; carton; piele                                                          | Automat muzical cu citire pe cartelă perforată continuă. Face parte din categoria orgilor cu lamele metalice. Prin intermediul manivelei se acționează un burduf din piele care, conform programului de pe cartela perforată, acționează supape ce lasă să treacă aerul peste lamele elastice din metal care vibrează. Mecanismul este în stare de funcționare. | Complexul Muzeal Național „Moldova”, Iași                 | Cimec    |
|      | Ariston Autor: Ehrlich, Paul                                                          | Datare: 1880 Școală: Fabrik Leipzge Musikwerke Descoperit: jud. Sibiu, Sibiu Dimensiuni: L: 41 cm; A: 53 cm; Î: 34 cm; diametrul discului: 33 cm Material: lemn; oțel; bronz; alamă; carton; piele                                                                                 | Automatul are formă paralelipipedică, construit din lemn vopsit în culoare neagră. În interior se găsesc foale, supape și ancii metalice. În partea dreaptă se găsește o manivelă, iar în partea superioară se găsesc știfturi metalice. Funcționarea: la rotirea discului perforațiile acestuia comandă deschiderea supapelor ce permit trecerea aerului comprimat din foale peste anciile metalice. Stare de funcționare mediocră. | Complexul Muzeal Național „Moldova”, Iași                 | Cimec    |
|      | Standard Autor: Standard & Electric Co.                                               | Datare: 1931 Descoperit: jud. Timiș, Timișoara Dimensiuni: L: 36 cm; l: 23 cm; Î: 22 cm; Gr: 10 kg Material: tablă oțel; bachelită | Radioreceptorul Standard este cu amplificare directă cu difuzor exterior electromagnetic cu paletă liberă. Funcționează pe gamele de unde lungi și medii. Este prevăzut cu buton de reglaj volum, buton de reglaj al selectivității, buton schimbător game, bornă pentru antenă și pick-up. Alimentarea se face în curent alternativ la: 110, 125, 220V. Componentele electronice sunt așezate compact cu blindaje strânse din tablă de cupru. Carcasa este din tablă, iar difuzorul exterior este din bachelită. | Muzeul Științei și Tehnicii „Ștefan Procopiu”, Iași       | Cimec    |
|      | Radioreceptor Autor: Baltic                                                           | Datare: 1928 Descoperit: București Dimensiuni: L: 50 cm; l: 22 cm; Î: 24 cm; Gr: 13,5 kg Material: lemn; tablă oțel; metal | Piesa reprezintă un moment important în istoria electrotehnicii. Schema electrică este complexă și prin soluții tehnice utilizate radio Baltic oferea o recepție stabilă și de bună calitate. Radioreceptorul Baltic este cu amplificare directă cu difuzor exterior electromagnetic. Funcționează pe gamele de unde lungi și medii. Este prevăzut cu buton de reglaj volum, buton de reglaj al selectivității, buton schimbător game, bornă pentru antenă. Alimentarea se face în curent continuu cu baterie anodică 120 V și baterie filament 4 V. Era unul dintre cele mai perfecționate din epocă. | Muzeul Științei și Tehnicii „Ștefan Procopiu”, Iași       | Cimec    |
|      | Telefunken Autor: Telefunken                                                          | Datare: 1928 Descoperit: jud. Brăila, Brăila Dimensiuni: L: 33 cm; l: 47 cm; Î: 18 cm; Gr: 10 kg Material: lemn; tablă oțel | Radioreceptorul Telefunken 40W este cu amplificare directă cu difuzor exterior electromagnetic cu paletă liberă. Funcționează pe gamele de unde lungi și medii. Este prevăzut cu buton pornit-oprit și de reglaj volum, buton de acord, pârghie schimbător game, bornă pentru antenă. Alimentarea se face în curent alternativ la 220V. Era unul dintre cele mai perfecționate din epocă. | Muzeul Științei și Tehnicii „Ștefan Procopiu”, Iași       | Cimec    |
|      | Philips Autor: Philips                                                                | Datare: 1928 Descoperit: jud. Iași, Iași Dimensiuni: L: 48 cm; l: 47 cm; Î: 17 cm; Gr: 14,5 kg Material: tablă oțel; bachelită | Radioreceptorul Philips Tip 2511 este cu amplificare directă cu difuzor exterior electromagnetic cu paletă liberă. Funcționează pe gamele de unde lungi și medii. Alimentare: curent continuu, cu baterie anodică de 120 V și baterie filament de 4 V. Este prevăzut cu dispozitive de comandă și auxiliare: buton de reglaj volum, buton de acord care comandă trei condensatori variabili pe aceeași axă, întrerupător și o cheie pentru blocarea cutiei. Construcția aparatului este foarte strânsă și blindată element cu element. Era unul dintre cele mai perfecționate din epocă. | Muzeul Științei și Tehnicii „Ștefan Procopiu”, Iași       | Cimec    |
|      | Difuzor Autor: Philips                                                                | Datare: 1930 Descoperit: jud. Iași, Iași Dimensiuni: L: 53 cm; l: 26 cm; Î: 73 cm; Gr: 6 kg Material: tablă oțel; bachelită; lemn | Difuzorul Philips Tip 2116 este de tip electrodinamic cu impedanța de 2000 Ω. Carcasa este din bachelită de culoare maro cu un design atractiv. Era unul dintre cele mai perfecționate din epocă. | Muzeul Științei și Tehnicii „Ștefan Procopiu”, Iași       | Cimec    |
|      | Philips Autor: Philips                                                                | Datare: 1930 Descoperit: jud. Galați, Galați Dimensiuni: L: 53 cm; l: 27 cm; Î: 81 cm; Gr: 30 kg Material: tablă oțel; bachelită | Radioreceptorul Philips Tip 2601 este cu amplificare directă cu difuzor interior permanent dinamic. Funcționează pe gamele de unde lungi și medii. Este prevăzut cu dispozitive de comandă și auxiliare: buton de reglaj volum, buton de acord, schimbător game și borne pentru antenă și pick-up exterior. Carcasa aparatului este din bachelită, specifică firmei Philips din acea perioadă. Prin design și performanțe a fost novator în epocă. | Muzeul Științei și Tehnicii „Ștefan Procopiu”, Iași       | Cimec    |
|      | Braun Autor: Braun                                                                    | Datare: 1935 Descoperit: jud. Prahova, Câmpina Dimensiuni: L: 43 cm; l: 17 cm; Î: 33 cm; Gr: 6 kg Material: tablă oțel; bachelită; lemn | Radioreceptorul superheterodină Braun 239 D este unul dintre primele tipuri de aparate portabile. Funcționează pe gamele de unde lungi, medii și scurte. Alimentarea aparatului se face în curent continuu cu baterie anodică de 120 V și baterie filament de 4 V. Este prevăzut cu dispozitive de comandă și auxiliare: cheie contact pentru pornit-oprit, buton de reglaj volum, buton de acord al selectivității, buton de schimbător game, bornă pentru antenă. Era unul dintre cele mai perfecționate din epocă. | Muzeul Științei și Tehnicii „Ștefan Procopiu”, Iași       | Cimec    |
|      | Zenith Autor: Zenith                                                                  | Datare: 1934 Descoperit: jud. Galați, Galați Dimensiuni: L: 63 cm; l: 49 cm; Î: 108 cm; Gr: 40 kg Material: tablă oțel; bachelită; lemn | Radioreceptorul superheterodină Zenith tip consolă este cu difuzor interior permanent dinamic. Funcționează pe gamele de unde lungi și medii. Este prevăzut cu dispozitive de comandă și auxiliare: buton reglaj volum, buton de acord, schimbător game și borne pentru antenă. În partea laterală este prevăzut cu pick-up tip gramofon cu ac metalic și turația de 78 rot/min. Prin design și performanțe a fost novator în epocă. | Muzeul Științei și Tehnicii „Ștefan Procopiu”, Iași       | Cimec    |
|      | Philco Autor: Philco                                                                  | Datare: 1934 Descoperit: București Dimensiuni: L: 21 cm; l: 21 cm; Î: 28 cm; Gr: 6 kg Material: tablă oțel; bachelită; lemn | Radioreceptor auto superheterodină Philco cu difuzor interior permanent dinamic. Funcționează pe gamele de unde lungi și medii, are carcasa din tablă de oțel și cântărește 6 kg. Alimentarea aparatului este în curent continuu de la bateria automobilului de 6 V. Alimentatorul cu vibrator transformă curentul continuu în curent alternativ (225 V). Prezintă dispozitiv special pentru bordul automobilului cu buton întrerupător și de reglaj al volumului și reglajul selectivității. Firma Philco a fost una dintre primele firme care au construit aparate pentru automobile. | Muzeul Științei și Tehnicii „Ștefan Procopiu”, Iași       | Cimec    |
|      | Pathé Autor: Pathé Freres                                                             | Datare: Cca 1920 Descoperit: jud. Constanța, Constanța Dimensiuni: L: 53 cm; l: 48 cm; Î: 35 cm; D platan: 28 cm Material: lemn de nuc; lemn de mahon; metal | Aparatul pentru redarea directă a sunetului de pe discuri marca „Pathé” a fost construit în perioada anilor 1920 de către firma franceză PATHÉ, înființată în anul 1894 de frații Charles și Emile Pathé pentru construirea propriilor aparate pentru redarea sunetului. Aparatul PATHÉ este mecanic și face parte din categoria patefoanelor ce folosesc ca amplificatoare de sunete cutiile de rezonanță. Suportul de înregistrare-redare a sunetului îl constituie discul din ebonită. Patefonul PATHÉ este un model de masă, răspândit în deceniul al treilea al sec. XX. Construcția patefoanelor sub forma acestor modele a fost foarte variată, atât prin diversitatea lemnului utilizat în construcția cutiei, prin mecanismul de antrenare prevăzut cu două arcuri, cât și prin calitatea acustică oferită de cutia de rezonanță. Nr. serie inscripționat în lemn: 16492. Aparat PATHÉ este un patefon, model de masă, de formă paralelipipedică, construit din lemn de nuc și mahon, lăcuit. Capacul exterior este rabatabil și menținut deschis prin intermediul brațului de susținere, plasat în partea stângă. În interiorul cutiei, central, se află platanul ce poartă discul. Platanul este pornit și oprit cu ajutorul pârghiei plasată în dreapta. Acul ce indică viteza de rotație, cu specificația „moins vite - plus vite” , este plasat în partea stângă a platanului. Lateral stânga, se află brațul acustic din metal nichelat, ce se termină cu doza din mică ce conține membrana vibratoare și acul din oțel. Pentru buna citire a înregistrării de pe disc se utilizează numai ace foarte bine ascuțite. Sunetul este transmis la exterior prin intermediul camerei de rezonanță, plasată la partea interioară a aparatului. Cutia de rezonanță este prevăzută cu două ușițe ce se deschid și închid, astfel reglându-se volumul acustic. Lateral dreapta, în exteriorul cutiei se află montată manivela de antrenare a mecanismului ce poartă platanul. | Muzeul Științei și Tehnicii „Ștefan Procopiu”, Iași       | Cimec    |
|      | Graphophone Autor: The American Graphophone Company, New York                         | Datare: Cca 1897 Descoperit: jud. Galați, Galați Dimensiuni: L: 30 cm; l: 19,5 cm; Î: 14 cm; H total: 43 cm; L cilindru: 11 cm; D cilindru: 4 cm; L pâlnie: 29 cm; D pâlnie: 21 cm Material: lemn de stejar; oțel; aluminiu                                                        | Aparatul „Graphophone” este un tip de fonograf, brevetat la 4 mai 1886 de Charles Tainter și Chichester Bell din SUA, care utilizează pentru înregistrare și redare cilindrul din ceară. Aceste aparate, tip „Graphophone” au fost construite și răspândite la sfârșitul sec al. XIX-lea și începutul sec. XX, fiind comercializate în paralel cu gramofoanele. Fac parte din categoria aparatelor cu înregistrare și redare directă a sunetului, având la bază procedee mecanice. Acest „Graphophone” este un model AT construit în anul 1897 și este alcătuit din piese originale în proporție de 95 %. Cureaua de transmisie a mecanismului fost înlocuită. Lipsă acul dozei. Mecanismul de antrenare a cilindrului este în stare de funcționare. Cutia aparatului este de formă paralelipipedică, construită din lemn de stejar. Pe partea frontală a cutiei este inscripționat „THE GRAPHOPHONE - Patented May 4 1886 Dec 27 1887 Aprilie 3 1888 june 10 1890 Oct 15 1894 March 20 1897 - Manufactured by THE AMERICAN GRAPHOPHONE COMPANY type AT New York, 212454”. Deasupra cutiei se află fixat mecanismul ce constă dintr-un ax pe care glisează un suport ce conține doza cu diafragma aflată la capătul pâlniei acustice, un cilindru de oțel pe care se fixează cilindrul de ceară ce conține înregistrarea, sistemul de reglare al vitezei de deplasare a diafragmei și de rotire al cilindrului. Doza este mobilă. Mecanismul de rotire al cilindrului este acționat cu ajutorul manivelei plasată lateral, în partea stângă a acestuia. Pe suportul metalic ce susține cilindrul din oțel este scris „graphophone”, cu caractere în culori. Reproducerea melodiei se realizează prin urmărirea cu ajutorul acului diafragmei a șanțurilor ce sunt gravate pe cilindru. Amplificarea sunetului se realizează cu ajutorul pâlniei exterioare, din aluminiu. | Muzeul Științei și Tehnicii „Ștefan Procopiu”, Iași       | Cimec    |
|      | Pathé "Le Coq" Autor: Pathé Freres                                                    | Datare: Cca 1900 Descoperit: București Dimensiuni: L: 38 cm; l: 25 cm; Î: 20 cm; L cilindru: 11 cm; D cilindru: 4 cm; L pâlnie: 40 cm; D pâlnie: 26 cm Material: lemn de nuc; oțel; aluminiu                                                                                       | Firma PATHÉ din Franța, înființată în 1894, este prima firmă europeană constructoare de aparate pentru redarea directă a sunetului (fonografe, gramofoane și patefoane), precum și a discurilor din ebonită. Fonograful PATHÉ „Le Coq” a fost construit în primii ani ai sec. XX, mecanismul și modul de funcționare fiind caracteristice fonografelor ce utilizează la înregistrarea și redarea sunetului cilindrii din ceară. Este alcătuit din cutia confecționată din lemn de nuc, mecanismul de antrenare ce conține cilindrul pentru suportul cilindrilor din ceară și pâlnia acustică, confecționată din aluminiu. Deasupra cutiei se află fixat mecanismul ce constă dintr-un ax pe care glisează un suport ce conține doza cu diafragma aflată la capătul pâlniei acustice, un cilindru de oțel pe care se fixează cilindrul de ceară ce conține înregistrarea, sistemul de reglare al vitezei de deplasare a diafragmei și de rotire al cilindrului. Pâlnia acustică este susținută de un cadru metalic, cu două brațe, plasate dreapta-stânga. Pe aceste brațe este incripționat în metal numele firmei producătoare, Pathé Freres. Doza ce conține diafragma este legată solidar de pâlnia acustică. Mecanismul de rotire al cilindrului este acționat cu ajutorul manivelei plasată lateral, în partea stângă a acestuia. Partea frontală a cutiei este frumos decorată, colorată în roșu cu emblema firmei, cocoșul ce stă în fața unui fonograf și înscrisul „Je chante haut et clair - Mark Déposée”. Aceeași emblemă este gravată și pe mecanism. Reproducerea melodiei se realizează prin urmărirea cu ajutorul acului diafragmei a șanțurilor ce sunt gravate pe cilindru. Amplificarea sunetului se realizează cu ajutorul pâlniei exterioare, din aluminiu. Mecanismul poate fi introdus în interiorul cutiei, fiind astfel protejat și transportabil. Lipsă acul dozei. Mecanismul de antrenare al cilindrului este în stare bună de funcționare.             | Muzeul Științei și Tehnicii „Ștefan Procopiu”, Iași       | Cimec    |
|      | Pianolă Autor: Aeolian Company                                                        | Datare: 1910 Școală: Aeolian Company Material: lemn; piele; fildeș; abanos; hârtie; pânză cauciucată; celuloid; plumb; bronz; oțel; fontă; alamă; cupru | Pianola Aeolian Company poate fi folosită pentru interpretarea manuală și automată. Este un automat independent care se putea atașa la un pian cu coadă sau pianină. Sistemul de citire a rolei de hârtie perforată este pneumatic prin depresiunea aerului. Motorul pneumatic este alcătuit dintr-un sistem de foale care comunică prin tuburi de plumb cu piesa principală de citit, flautul lui Pann. Acesta este un tub de cu 77 de orificii care reprezintă numărul de clape ale pianinei și comenzile de start/stop și derulare. Este un automat muzical cu performanțe deosebite. | Complexul Muzeal Național „Moldova”, Iași                 | Cimec    |
|      | Aparat de înregistrare-redare a sunetului Autor: Pathepost                            | Datare: 1/4 sec. XX Școală: Pathepost Descoperit: București Material: metal; pânză cauciucată; cauciuc; email; piele | Aparatul de înregistrat și redat discuri "Pathépost" a fost construit în perioada 1900-1910 de către firma franceză PATHÉ, înființată în anul 1894 de frații Charles și Emile Pathé pentru construirea propriilor aparate pentru redarea sunetului. Aparatul "Pathepost" face parte din categoria aparatelor de înregistrare și redare a sunetului prin utilizarea discurilor din ceară. Modelul se deosebește de tipurile clasaice a aparatelor directe de redare a sunetului pe suport cilindru din ceară utilizate la fonograf. Aparatul este un tip intermediar între fonograf și gramofon. Înregistrarea pe discuri din ceară cu diametrul de 114 mm și 104 mm se realiza prin intermediul pâlniei legată de două brațe acustice, situate dreapta-stânga. La capătul brațului se află doza cu diafragma din mică ce conține acul din safir. Pentru înregistrare se utiliza pâlnia legată la un braț acustic, iar pentru ascultarea înregistrării se utiliza celălalt braț acustic legat de căști. Pe fiecare doză se află inscripționat: "Reproducter - Breveté S.G.D.G. - France et Etranger" și cocoșul ce constituie marca înregistrată a firmei Pathé. Discurile pentru înregistrare-redare sunt speciale, confecționate din carton cu cerezină, o ceară sintetică folosită în acest scop. Mecanismul cu resort din interior ce produce rotirea platanului este încordat cu ajutorul unei cheițe, amplasată frontal. Aparatul este prevăzut cu capac de închidere, de culoare neagră, acoperit cu pânză impermeabilă. Central, pe capac, se află inscripționată denumirea aparatului. | Complexul Muzeal Național „Moldova”, Iași                 | Cimec    |
|      | Colibri Autor: Colibri                                                                | Datare: 1930 Școală: Colibri Descoperit: București Material: pânză cauciucată, metal, mică, piele, email | Minipatefonul portabil "Colibri" face parte din categoria patefoanelor construite în formă miniaturală, și răspândite în toată lumea. Aparatul a fost construit în Belgia, în anul 1927. Brațul acustic ce conține diafragma a fost construit în Elveția. Este un aparat mecanic utilizat la redarea directă a sunetului înregistrat pe disc de ebonită. Aparatul COLIBRI se deosebește de celelalte tipuri constructive de patefoane portabile prin dimensiunile reduse ale acestuia. Aparatul are formă paralelipipedică, cu brațul acustic, doza, discul și manivela detașabile. Este format din două elemente, prinse între ele prin intermediul unei balamale. Pe un element se află montat brațul acustic, iar celălalt conține platanul cu disc. Brațul acustic este fixat la un capăt, iar celălalt se termină cu doza ce conține diafragma din mică și acul din oțel ce citește înregistrarea mecanică a sunetului de pe disc. Pe diafragmă este desenată pasărea Colibri și inscripționată denumirea acesteia. Sub disc se află pârghia pentru pornirea - oprirea aparatului. În partea laterală, dreapta se găsește manivela cu rol de încordare a arcului ce produce rotirea platanului. Sub platanul ce poartă discul este inscripționat „Made in Belgium”. Cutia aparatului se închide cu ajutorul unei închizători metalice și se introduce în suportul din piele, prevăzut cu încuietoare cu cheie. | Complexul Muzeal Național „Moldova”, Iași                 | Cimec    |
|      | Polyphon Autor: Polyphon - Musikwerke                                                 | Datare: 4/4 sec. XIX Descoperit: Iași Material: lemn, bronz, oțel, sticlă, alamă, fontă | Automatul muzical cu disc „Polyphon” a fost construit în jurul anului 1898 de firma Polyphon Musikwerke fondată în anul 1890 de Gustave Barchausen și Paul Riesner. Automatul a fost achiziționat în anul 1958 în stare de conservare foarte bună, are ca suport de înregistrare discul perforat din metal cu diametrul de 49 cm, așezat vertical. Motorul de antrenare este cu arc de oțel care este încordat de o manivelă. Prin destinderea arcului, discul perforat se rotește cu viteza constantă reglată de un regulator de turație. Discul, care prezintă mici proeminențe în dreptul perforațiilor, acționează prin rotire lamelele elastice acordate pe note muzicale a două registre din oțel. În felul acesta, prin vibrațiile lamelelor din oțel este reprodusă melodia pe disc. Cutia automatului este construită în stil Art Noveau. | Complexul Muzeal Național „Moldova”, Iași                 | Cimec    |
|      | Symphonion Autor: Symphonion - Fabrik                                                 | Datare: 2/2 sec. XIX Școală: Symphonion - Fabrik Descoperit: București Material: lemn, bronz, oțel, alamă | Automatul muzical „Symphonion” a fost construit în jurul anului 1898 și face parte din seria cutiilor muzicale cu suport de înregistrare pe discuri perforate din metal, construite în număr mare în perioada 1885 - 1914 de Symphonion Fabrik, Leipzig, Germania. Mecanismul de antrenare a discului asemănător cu mecanismele de orologerie, este cu arc de oțel care este încordat de o manivelă. Prin destinderea arcului, discul perforat se rotește cu viteză constantă reglată de un regulator de turație. Discul, care prezintă mici proeminențe în dreptul perforațiilor, acționează prin rotirea lamelelor elastice acordate pe note muzicale a două registre din oțel. În felul acesta, prin vibrațiile lamelelor din oțel este reprodusă melodia înregistrată pe disc. Cutia automatului este construită în stil Art Noveau. | Complexul Muzeal Național „Moldova”, Iași                 | Cimec    |
|      | Keith Prowse Autor: Prowse, Keith                                                     | Datare: 1/4 sec. XX Descoperit: București Material: lemn, piele, fildeș, abanos, hârtie, pânză cauciucată, celuloid, plumb, bronz, oțel, fontă, alamă, cupru | Pianola - Pianină cu pedale „Keith Prowse” a fost construită în jurul anului 1914 de firma cu același nume, înființată în anul 1890 de Keith Prowse, un om de afaceri englez. Pianola - Pianină „Keith Prowse” poate fi folosită pentru interpretare manuală și automată. La bază este o pianină de o calitate excepțională, cu un mecanism pentru role încorporat în interior. Acționarea sistemului pneumatic se face mecanic prin intermediul a două pedale. Sistemul de citire a rolei de hârtie perforată este pneumatic prin depresiunea aerului. Motorul pneumatic este alcătuit dintr-un sistem de foale care comunică prin tuburi de plumb cu piesa principală de citire, flautul lui Pann. Acesta este un tub cu 77 orificii care reprezintă numărul de clape ale pianinei și comenzile de start/stop și derulare. Este un automat muzical cu performanțe deosebite. | Complexul Muzeal Național „Moldova”, Iași                 | Cimec    |
|      | Symphonion Autor: Symphonion - Fabrik                                                 | Datare: 4/4 sec. Descoperit: București Material: lemn, oțel, bronz, alamă | Automatul muzical „Symphonion” cu discotecă a fost construit în jurul anului 1898, face parte din seria cutiilor muzicale cu suport de înregistrare pe discuri perforate din metal, construite în număr mare în perioada 1885 - 1914 de Symphonion - Fabrik, Leipzig, Germania. Modelul se distinge de celelalte tipuri de Symphonion prin aspectul deosebit al cutiei din lemn cu aplicații sculptate în stil Art Nouveau. Discul este antrenat de un motor cu arc de oțel acționat de o manivelă. În funcție de perforațiile discului sunt acționate două claviaturi cu lamele vibrante de oțel, acordate pe note muzicale. Modelul se remarcă prin cutia în stil Art Nouveau și prin faptul că este alcătuit din două componente: automatul propriu-zis cu disc vertical și discoteca prevăzută cu despărțituri pentru discuri. | Complexul Muzeal Național „Moldova”, Iași                 | Cimec    |
|      | Steck Autor: Aeolian Company                                                          | Datare: 1909 Descoperit: București Material: lemn, piele, fildeș, abanos, hârtie, pânză cauciucată , celuloid, plumb, bronz, oțel, fontă, alamă, cupru | Pianina pianola „Steck” a fost construită de firma The Aeolian Company din New York, în jurul anului 1909, poate fi folosită pentru interpretare manuală și automată. La bază este o pianină de o calitate excepțională, cu un mecanism pentru role încorporat în interior. Acționarea sistemului pneumatic se face mecanic prin intermediul a două pedale. Sistemul de citire a rolei de hârtie perforată este pneumatic prin depresiunea aerului. Motorul pneumatic este alcătuit dintr-un sistem de foale care comunică prin tuburi de plumb cu piesa principală de citire, flautul lui Pann. Acesta este un tub cu 77 orificii care reprezintă numărul de clape ale pianinei și comenzile de start/stop și derulare. Este un automat muzical cu performanțe deosebite. | Complexul Muzeal Național „Moldova”, Iași                 | Cimec    |
|      | Automat muzical Autor: Bremond, B.A.                                                  | Datare: 1880 Școală: B.A. Bremond Descoperit: București Material: lemn; bronz; piele; oțel; alamă; sticlă | Cutia muzicală tip orchestră este un automat muzical care are ca suport de înregistrare un cilindru cu pini. Prin rotire cu viteză constantă, cilindrul acționează asupra registrului cu lame vibrante acordate pe note muzicale și comandă acompaniamentul format din tobiță și șase clopoței. Clopoțeii sunt loviți de doi chinezi realizați din ceramică. Melodiile înregistrate elicoidal pe cilindru sunt din repertoriul popular românesc. Cilindrul este antrenat de un motor cu arc de oțel, încordat de o manetă. Cutia muzicală este deosebit de atractivă prin aspectul casetei din lemn de trandafir și acompaniamentul muzical pe care îl prezintă. Mecanismul funcționează la parametrii normali. Conține pe cilindru „Hora Grivița”, „Iată noaptea”, „Coralia mea”, „România jună”. | Complexul Muzeal Național „Moldova”, Iași                 | Cimec    |
|      | Automat muzical Autor: K.G.R.                                                         | Datare: 1880 Școală: K.G.R Descoperit: jud. Ilfov, București Material: lemn; bronz; oțel; alamă; sticlă | Cutia muzicală tip orchestră cu seria 9299 este un automat muzical care are ca suport de înregistrare cilindrul cu pini. Prin rotire cu viteză constantă, cilindrul acționează asupra registrului cu lamele vibrante, acordate pe note muzicale și comandă acompaniamentul format din tobiță și șase clopoței. Clopoțeii sunt loviți de fluturași realizați din metal emailar. Cilindrul este antrenat de un motor cu arc de oțel încordat de o manetă. Foarte bine păstrată, cutia reproduce opt melodii din care trei din repertoriul românesc. Are pe capac în interior o etichetă metalică pe care sunt inscripționate melodiile: Regina mea - valse, Dinorah-Polka, Rigoletto. Aida - Marche, Românul, Carmen - Polka, Il Trovatore și Marșul Triumfător. | Complexul Muzeal Național „Moldova”, Iași                 | Cimec    |
|      | Țambal mecanic Autor: Giuseppe Turconi Fabricante Pianoforti Ed Cilindro              | Datare: 1900 Școală: Giuseppe Turconi Fabricante Pianoforti Ed Cilindro Descoperit: jud. Galați, Galați Material: lemn; oțel; alamă; cupru; hârtie | | Complexul Muzeal Național „Moldova”, Iași                 | Cimec    |
|      | Voix Celestes Autor: Fabrique de Geneve                                               | Datare: 1880 Școală: Fabrique de Geneve Descoperit: Iași Material: lemn; bronz; oțel; alamă; sticlă | Cutia muzicală tip orchestră cu seria 9299 este un automat muzical care are ca suport de înregistrare cilindrul cu pini. Prin rotire cu viteză constantă, cilindrul acționează asupra registrului cu lamele vibrante, acordate pe note muzicale și comandă sistemul pneumatic care funcționează ca orgă. Melodiile înregistrate elicoidal pe cilindru sunt: Donau Blue (Strauss), Traviata (Verdi), Wilhelm Tell (Rosini), Il Trevatore (Verdi), La ville du Regimen (Donizzetti), Doi ochi (Ventura), La ville du madame Rougot (Lecocq), La somnambule (Bellini). Cilindrul este antrenat de un motor cu arc de oțel încordat de o manetă. Foarte bine păstrată, cutia este deosebit de atractivă prin aspectul casetei din lemn de trandafir și acompaniamentul la orgă. | Complexul Muzeal Național „Moldova”, Iași                 | Cimec    |
|      | Valsonora Autor: Kaufmann Fabrik                                                      | Datare: 1880 Școală: Kaufmann Fabrik Descoperit: jud. Galați, Galați Dimensiuni: Generatoare 90 cm; diametru 30 cm Material: lemn; bronz; piele; oțel; alamă; sticlă | Orchestronul „Valsonora” se prezintă sub forma unui dulap din lemn lustruit, de culoare maro. Partea superioară cuprinde mecanismul de antrenare a cilindrului cu știfturi și instrumentele pe care le comandă. Partea inferioară păstrează cilindrul de rezervă. Partea superioară este închisă de două uși cu oglindă care prezintă două medalioane cu un portret de femeie. Funcționarea se bazează pe o transmisie cu roți dințate, care folosește la ridicarea unei greutăți din spatele dulapului, precum și la rotația cilindrului. Viteza de rotație a cilindrului este reglată de un regulator de turație centrifugal cu bile. Pe cilindrul cu știfturi și punți sunt înregistrate elicoidal șase melodii. În momentul în care cilindrul se rotește, știfturile pun în mișcare un sistem de pârghii care acționează asupra instrumentelor. Orchestronul poate funcționa și ca tonomat prin introducerea unei monede Este unicat în România și printre puținele din lume cu cele șase instrumente: pian, tobă mare, tobă mică, talger, xilofon, castaniete. Impresionează prin sonoritate, fiind construit pentru săli de dans și localuri publice. Pe tăblița metalică fixată pe uși are următoarea inscripție: „LA ÎNGER”: MAGAZIN DE MUZICĂ, MAȘINI DE CUSUT, BRICHETE, GRAMOFOANE, ARME, DIFERITE UNELTE, CASE DE BANI, JACQUES CALMANOVICI, IAȘI. Frontal în partea superioară: VALSONORA. | Complexul Muzeal Național „Moldova”, Iași                 | Cimec    |
|      | Orchestron Autor: Kaufmann Fabrik                                                     | Datare: 1904 Școală: Kaufmann Fabrik Descoperit: jud. Sibiu, Sibiu, Republica Centrafricană Material: lemn; bronz; piele; oțel; alamă; sticlă | Orchestronul „Piano Orchestrion” se prezintă sub forma unui dulap din lemn lustruit, de culoare maro. Partea superioară cuprinde mecanismul de antrenare a cilindrului cu știfturi și instrumentele pe care le comandă. Partea inferioară păstrează cilindrul de rezervă. Partea superioară este închisă de o ușă din lemn și sticlă colorată. Funcționarea se bazează pe o transmisie cu roți dințate, care folosește la ridicarea unei greutăți din spatele dulapului, precum și la rotația cilindrului. Viteza de rotație a cilindrului este reglată de un regulator de turație centrifugal cu bile. Pe cilindrul cu știfturi și punți sunt înregistrate elicoidal șase melodii. În momentul în care cilindrul se rotește, știfturile pun în mișcare un sistem de pârghii care acționează asupra instrumentelor: pian, tobă, talger și trianglu. Orchestronul poate funcționa și ca tonomat prin introducerea unei monede. Este unicat în România și printre puținele din lume cu cele șase instrumente: pian, tobă mare, tobă mică, talger, xilofon, castaniete. Impresionează prin sonoritate, fiind construit pentru săli de dans și localuri publice. Are două medalioane cu următoarea inscripție: „ZASLUIYE DEMVERDIENSTE MEZINWSTAVA-UMENIKUCHORSNEHO LINT AUSSTELUNG IN PILSEN KOCHKUNST”. | Complexul Muzeal Național „Moldova”, Iași                 | Cimec    |
|      | Eldorado VIII Autor: Kaufmann Fabrik                                                  | Datare: 1900 Școală: Kaufmann Fabrik Descoperit: jud. Galați, Galați, Republica Centrafricană Material: lemn; bronz; piele; oțel; alamă; sticlă | Orchestronul „Piano Orchestrion” se prezintă sub forma unui dulap din lemn lustruit, de culoare maro. Partea superioară cuprinde mecanismul de antrenare a cilindrului cu știfturi și instrumentele pe care le comandă. Partea inferioară păstrează cilindrul de rezervă. Partea superioară este închisă de o ușă cu motive geometrice din sticlă colorată și sidef. Funcționarea se bazează pe o transmisie cu roți dințate, care folosește la ridicarea unei greutăți din spatele dulapului, precum și la rotația cilindrului. Viteza de rotație a cilindrului este reglată de un regulator de turație centrifugal. Pe cilindrul cu știfturi și punți sunt înregistrate elicoidal șase melodii populare românești. În momentul în care cilindrul se rotește, știfturile pun în mișcare un sistem de pârghii care acționează asupra instrumentelor: pian, tobă, talger, xilofon și trianglu. Orchestronul poate funcționa și ca tonomat prin introducerea unei monede. Este unicat în România și printre puținele din lume cu cele șase instrumente: pian, tobă mare, tobă mică, talger, xilofon, castaniete. Impresionează prin sonoritate, fiind construit pentru săli de dans și localuri publice. Pe cilindru este inscripționat numele lui Ernst Kaufmann. | Complexul Muzeal Național „Moldova”, Iași                 | Cimec    |
|      | Symphonion                                                                            | Datare: 1898 Școală: Symphonion Fabrik, Leipzig Descoperit: jud. Ilfov, București Dimensiuni: diametrul discului = 30,2 cm Material: lemn; oțel; bronz; alamă; catifea | Modelul se distinge față de celelalte tipuri „Symphonion” prin aspectul deosebit al cutiei din lemn cu aplicații sculptate în stil Rococo. Pe partea interioară a capacului se află un medalion de catifea, în același stil. Discul pe care se află programată melodia „Pas de quatre” de Meyer Lutz, este antrenat de un motor cu arc de oțel acționat de o manivelă. În funcție de perforațiile discului, sunt acționate două claviaturi cu lame vibrante din oțel, acordate pe note muzicale. Pe suportul celor două claviaturi: „Shutz-marke Symphonion Trade Mark, Made in Germania, 283930”; pe disc: `Pas de quatre (the Skirt Dance ) Meyer Lutz 3522". | Complexul Muzeal Național „Moldova”, Iași                 | Cimec    |
|      | Symphonion cu trei discuri metalice perforate și ceas. Eroica                         | Datare: 1898 Școală: Symphonion Fabrik, Leipzig Descoperit: jud. Ilfov, București Dimensiuni: Diametrul ceasului = 26 cm; diametrul discului = 34,5 cm Material: lemn; bronz; alamă; sticlă                                                                                        | Modelul „Eroica” se remarcă prin sonoritatea puternică oferită de cele trei discuri care se rotesc simultan, puse în mișcare de două motoare cu resort de oțel. Cutia din lemn prezintă ornamente sculpturale în stilul epocii, cu un ceas de tip Lenzkirch, plasat în partea superioară. Pe registrul de lame metalice: „Schutz Marke - Trade Marke”. Pe discuri: „Symphonion Trade Mark - Schutz Marke, Vague Danubes, Valse - Waves of the Danube, Walty - Donauweller, Walzer”. Ceasul nu funcționează, însă nu prezintă piese lipsă și poate fi restaurat. | Complexul Muzeal Național „Moldova”, Iași                 | Cimec    |
|      | Popper's Bianca Autor: Popper & Co                                                    | Datare: 1910 Școală: Popper and Co Descoperit: jud. Ilfov, București Material: lemn; piele; bronz; oțel; sticlă; celuloid; postav; pergament; sârmă de cupru; ceramică; pânză | Ocherstronul Popper's Bianca a fost construit de firma Popper's and Co. din Leipzig, Germania, în jurul anului 1910. Face parte din seria automatelor muzicale cu suport de înregistrare pe bandă de hârtie perforată. Așa cum arată și denumirea, acest automat înlocuiește o mică orchestră formată din pian, xilofon, tobă mică, tobă mare, taler și trianglu. Între orchestroanele de acest tip, Popper's Bianca se distinge prin aspectul plăcut dat de tabloul animat pe care îl prezintă în timpul funcționării. Raritatea lui este foarte mare, iar în România pare a fi singurul de acest tip. | Complexul Muzeal Național „Moldova”, Iași                 | Cimec    |
|      | Pianină electrică Autor: Hupfeld, Ludwig A.G.                                         | Datare: 1914 Școală: Ludwig Hupfeld A.G. Descoperit: jud. Alba, Alba Iulia Material: lemn; piele; fildeș; plumb; oțel; bronz; fontă; celuloid; hârtie; pânză cauciucată | Hupfeld Universal A este o pianină cu mecanismul de pianolă înglobat în interior și cu acționarea sistemului de citire a benzii perforate de un motor electric. Se putea acționa și manual prin rotirea volanului cu o manivelă. Este destul de rară și e căutată de colecționarii din întreaga lume. În România este singurul exemplar. | Complexul Muzeal Național „Moldova”, Iași                 | Cimec    |
|      | Hupfeld Phonoliszt Violina Autor: Hupfeld, Ludwig A.G.                                | Datare: 1918 Școală: Ludwig Hupfeld A.G. Descoperit: jud. Ilfov, București Material: lemn; piele; hârtie; cauciuc; fildeș; abanos; mătase naturală; postav; plumb; oțel; bronz; alamă; sticlă; pânză                                                                               | Orchestronul „Hupfeld Phonoliszt Violina”, numit așa în onoarea marelui pianist Franz Liszt, prezentat în anul 1909, a avut un așa de mare succes comercial, încât Ludwig Hupfeld a trebuit să-și mărească fabrica ca să poată face față comenzilor. | Complexul Muzeal Național „Moldova”, Iași                 | Cimec    |
|      | Pianolă Autor: Hupfeld, Ludwig A.G.                                                   | Datare: 1920 Școală: Ludwig Hupfeld A.G. Descoperit: jud. Ilfov, București Material: lemn; oțel; plumb; alamă; cupru; bronz; piele; postav | Pianola electrică Hupfeld Dea se atașează la un pian sau pianină. La o apăsare de buton, prin intermediul unui întrerupător cu mercur este cuplat motorul electric în curent continuu, care acționează burduful principal din sistemul pneumatic. Citirea rolei de hârtie perforată se face prin intermediul unui tub mecanic, numit „Flautul lui Pann”, prevăzut cu 109 orificii, care reprezintă numărul de clape al pianului, comenzile Metrostyl-Themodist pentru tonalități și comenzile Start/Stop și derulare. Acționarea sistemului pneumatic se face printr-un motor electric. Sistemul de citire al rolei de hârtie perforată este pneumatic, prin depresiunea aerului. Mecanismul funcționează la parametrii normali, mai puțin sistemul de derulare înapoi a benzii. | Complexul Muzeal Național „Moldova”, Iași                 | Cimec    |
|      | Locomotivă cu aburi                                                                   | Datare: Pusă în funcțiune în 1943 Școală: Wiener Lokomotive A.G. Descoperit: jud. Iași, Iași, Depoul C.F.R. | Locomotivă cu abur cu tender. Are cinci osii motoare și o osie alergătoare, făcând parte din rândul locomotivelor exponente ale seriei germane de război DR50. La această locomotivă se regăsește un sistem constructiv deosebit, și anume locomotiva este concepută constructiv în cadrul unor forme și tehnologii care înbină stilul aerodinamic cu o înaltă funcționalitate, dar și simplitate a fiecărui aparat sau instalație. Practic s-a căutat ca fiecare instalație sau subansamblu să fie conceput cu cât mai puține piese, pentru ca, în cazul unor avarii în cursul acțiunilor de război, să fie cât mai ușor și mai rapid reparată. | Compania Națională de Căi Ferate „C.F.R.” S.A., București | Cimec    |
|      | Locomotivă cu aburi                                                                   | Datare: Pusă în funcțiune în 1919 Școală: Fabrica de locomotive Schwartzkoff Descoperit: jud. Hunedoara, Subcetate, Remiza C.F.R. | Locomotivă cu abur cu trei osii motoare, înaintea cărora se află montat un boghiu alergător, pentru o mai bună înscriere în curbe la viteze mari. Locomotiva face parte din prima generație a seriei 230000, generație cumpărată din Germania la cererea C.F.R. și care este foarte asemănătoare cu seria germană „P8”. În ultimii șase ani, a fost exploatată la remorcarea trenurilor omagiale sau de epocă cu turiști străini pe diferitele linii de circulație ale Regionalei C.F.R. Iași. | Compania Națională de Căi Ferate „C.F.R.” S.A., București | Cimec    |
|      | Locomotivă cu aburi Autor: A.E.G.                                                     | Datare: Pusă în funcțiune în 1930 Școală: A.E.G. Descoperit: jud. Iași, Iași, Depoul C.F.R. | Locomotivă cu abur cu cinci osii motoare, folosită cu foarte bune rezultate în absolut toate prestațiile solicitate de C.F.R. unei locomotive cu abur moderne. La apusul tracțiunii cu abur, acest tip de locomotivă a fost ultimul tip de locomotivă cu abur retras din serviciu. | Compania Națională de Căi Ferate „C.F.R.” S.A., București | Cimec    |
|      | Locomotivă cu aburi                                                                   | Datare: Pusă în funcțiune în 1944 Școală: Henschel and Sohn Descoperit: Vicșani Frontieră, Satația C.F.R. | Locomotivă cu abur cu tender, cu cinci osii motoare precedată de o osie alergătoare sistem Bissel. Tenderul este construit într-un sistem și tehnologie revoluționară pentru anii '40, din table dintr-un aliaj de titan și oțel, asamblate în unghi antiglonț (așa-zisul tender-barcă), iar cabina este construită din aceleași table și asamblată în așa fel ca să existe cât mai puține spații pentru geamuri și cu sistem de camuflare a luminii. De asemeni cabina are o instalație specială de ventilație și aerisire la trecerea sau staționarea în tunele sau spații închise. | Compania Națională de Căi Ferate „C.F.R.” S.A., București | Cimec    |
|      | Cutie muzicală Autor: Bremond, Geneva, Elveția                                        | Descoperit: jud. ILFOV Dimensiuni: L: 67 cm; La: 35 cm; Î: 22 cm Material: lemn; bronz; oțel; alamă; carton; piele | Cutia muzicală tip orchestră este un automat muzical care are ca suport de înregistrare cilindrul cu pini. Prin rotire cu viteză constantă cilindrul acționează asupra registrului cu lamele lor vibrante acordate pe note muzicale și comandă sistemul pneumatic care funcționează ca orgă. Melodiile sunt în număr de opt, înregistrate elicoidal pe cilindru. Cilindrul este antrenat de un motor cu arc de oțel încordat de o manetă. Cutia muzicală este deosebit de atractivă prin aspectul casetei din lemn de trandafir și acompaniamentul de orgă. Lipsește sticla de la capacul interior al mecanismului. | Muzeul Științei și Tehnicii „Ștefan Procopiu”, Iași       | Cimec    |
|      | Cutie muzicală Autor: Atelier Saint Croix, Elveția                                    | Descoperit: BUCUREȘTI Dimensiuni: L: 50 cm; La: 12 cm; Î: 21 cm Material: lemn; metal; hârtie; sticlă | Cutia muzicală din lemn, furniruită, de formă paralelipipedică. În interior cutia este împărțită în trei compartimente: primul conține manivela și sistemul ce acționează cilindrul cu știfturi (mecanismul cu arc), al doilea cilindrul cu știfturi și lamele vibrante, al treilea două manete pentru oprirea după o singură melodie și ca să se asculte mereu aceeași melodie. Pe capac, în interior, este fixat programul cu cele opt melodii înregistrate. Când tamburul se rotește, știfturile agață lamele metalice care, prin vibrație, produc sunetele. | Muzeul Științei și Tehnicii „Ștefan Procopiu”, Iași       | Cimec    |

## Fond
| Foto | Informații generale                                                                                     | Detalii tehnice | Descriere | Deținător                                           | Legături |
| ---- | --- | --- | --- | --------------------------------------------------- | -------- |
|      | Disc Autor: Symphonion Musikwerke AG                                                                    | Datare: sfârșitul sec. al XIX-lea Școală: Atelier german Descoperit: BUCUREȘTI, BUCUREȘTI Dimensiuni: D: 30 cm Material: Disc confecționat din metal, prevăzut cu perforații. | Discul conține înregistrarea melodiei de la aria: Duo de ”Norma”/Duetto from ”Norma”/”Theure Norma” (Opera "Norma", compozitor: Vincenzo Bellini, premiera a avut loc la Opera ”Scala” din Milono, 26 decembrie 1831). Melodia este înregistrată prin operația de perforare. Fiecare perforație reprezintă o notă a partiturii muzicale. În procesul de fabricație, metalul rezultat în urma perforării este întors pe partea interioară a discului sub forma unei proeminențe. Pentru funcționare, discul metalic este montat, în poziție orizontală, în automatul mecanic denumit simfonion, la care este posibilă operațiunea de schimbare a acestuia. În momentul rotirii discului, proeminențele agață lamelele metalice, acordate pe notele muzicale. Sub disc se află mecanismul format din doi piepteni metalici, poziționați diametral, care conțin 84 de lamele. Mecanismul este fixat pe un cadru metalic în cutia aparatului. Discul este susținut în poziție orizontală cu ajutorul unui braț metalic, mobil, prins într-o clemă și este dirijat în mișcarea de rotație prin intermediul unui ax central. Discul este păstrat în discoteca automatului muzical, denumit simfonion. | Muzeul Științei și Tehnicii „Ștefan Procopiu”, Iași | Cimec    |
|      | Disc Autor: Symphonion Musikwerke AG                                                                    | Datare: sfârșitul sec. al XIX-lea Școală: Atelier german Descoperit: BUCUREȘTI, BUCUREȘTI Dimensiuni: D: 30 cm Material: Disc confecționat din metal, prevăzut cu perforații. | Discul conține înregistrarea melodiei renumitului vals: An der schönen blauen Donau/Donau Waltz/Valse du Danube (compozitor: Johann Strauss fiul; piesă compusă în 1866). Melodia este înregistrată prin operația de perforare. Fiecare perforație reprezintă o notă a partiturii muzicale. În procesul de fabricație, metalul rezultat în urma perforării este întors pe partea interioară a discului sub forma unei proeminențe. Pentru funcționare, discul metalic este montat, în poziție orizontală, în automatul mecanic denumit simfonion, la care este posibilă operațiunea de schimbare a acestuia. În momentul rotirii discului, proeminențele agață lamelele metalice, acordate pe notele muzicale. Sub disc se află mecanismul format din doi piepteni metalici, poziționați diametral, care conțin 84 de lamele. Mecanismul este fixat pe un cadru metalic în cutia aparatului. Discul este susținut în poziție orizontală cu ajutorul unui braț metalic, mobil, prins într-o clemă și este dirijat în mișcarea de rotație prin intermediul unui ax central. Discul este păstrat în discoteca automatului muzical, denumit simfonion. | Muzeul Științei și Tehnicii „Ștefan Procopiu”, Iași | Cimec    |
|      | Disc Autor: Symphonion Musikwerke AG                                                                    | Datare: sfârșitul sec. al XIX-lea Școală: Atelier german Descoperit: BUCUREȘTI, BUCUREȘTI Dimensiuni: D: 30 cm Material: Disc confecționat din metal, prevăzut cu perforații. | Discul conține înregistrarea melodiei: Thalia, Mazurka (compozitor: Josef Strauss). Melodia este înregistrată prin operația de perforare. Fiecare perforație reprezintă o notă a partiturii muzicale. În procesul de fabricație, metalul rezultat în urma perforării este întors pe partea interioară a discului sub forma unei proeminențe. Pentru funcționare, discul metalic este montat, în poziție orizontală, în automatul mecanic denumit simfonion, la care este posibilă operațiunea de schimbare a acestuia. În momentul rotirii discului, proeminențele agață lamelele metalice, acordate pe notele muzicale. Sub disc se află mecanismul format din doi piepteni metalici, poziționați diametral, care conțin 84 de lamele. Mecanismul este fixat pe un cadru metalic în cutia aparatului. Discul este susținut în poziție orizontală cu ajutorul unui braț metalic, mobil, prins într-o clemă și este dirijat în mișcarea de rotație prin intermediul unui ax central. Discul este păstrat în discoteca automatului muzical, denumit simfonion. | Muzeul Științei și Tehnicii „Ștefan Procopiu”, Iași | Cimec    |
|      | Disc Autor: Symphonion Musikwerke AG                                                                    | Datare: sfârșitul sec. al XIX-lea Școală: Atelier german Descoperit: BUCUREȘTI, BUCUREȘTI Dimensiuni: D: 30 cm Material: Disc confecționat din metal, prevăzut cu perforații. | Discul conține înregistrarea melodiei: Vi piace? (compozitor: G.Tardi). Melodia este înregistrată prin operația de perforare. Fiecare perforație reprezintă o notă a partiturii muzicale. În procesul de fabricație, metalul rezultat în urma perforării este întors pe partea interioară a discului sub forma unei proeminențe. Pentru funcționare, discul metalic este montat, în poziție orizontală, în automatul mecanic denumit simfonion, la care este posibilă operațiunea de schimbare a acestuia. În momentul rotirii discului, proeminențele agață lamelele metalice, acordate pe notele muzicale. Sub disc se află mecanismul format din doi piepteni metalici, poziționați diametral, care conțin 84 de lamele. Mecanismul este fixat pe un cadru metalic în cutia aparatului. Discul este susținut în poziție orizontală cu ajutorul unui braț metalic, mobil, prins într-o clemă și este dirijat în mișcarea de rotație prin intermediul unui ax central. Discul este păstrat în discoteca automatului muzical, denumit simfonion. | Muzeul Științei și Tehnicii „Ștefan Procopiu”, Iași | Cimec    |
|      | Disc Autor: Symphonion Musikwerke AG                                                                    | Datare: sfârșitul sec. al XIX-lea Școală: Atelier german Descoperit: BUCUREȘTI, BUCUREȘTI Dimensiuni: D: 30 cm Material: Disc confecționat din metal, prevăzut cu perforații. | Discul conține înregistrarea cavatinei: O rette mich/Souvez-moi/ Save me (Opera dramatică ”Ernani”; compozitor: Giuseppe Verdi; premiera operei a avut loc la Veneția, 9 martie 1844). Melodia este înregistrată prin operația de perforare. Fiecare perforație reprezintă o notă a partiturii muzicale. În procesul de fabricație, metalul rezultat în urma perforării este întors pe partea interioară a discului sub forma unei proeminențe. Pentru funcționare, discul metalic este montat, în poziție orizontală, în automatul mecanic denumit simfonion, la care este posibilă operațiunea de schimbare a acestuia. În momentul rotirii discului, proeminențele agață lamelele metalice, acordate pe notele muzicale. Sub disc se află mecanismul format din doi piepteni metalici, poziționați diametral, care conțin 84 de lamele. Mecanismul este fixat pe un cadru metalic în cutia aparatului. Discul este susținut în poziție orizontală cu ajutorul unui braț metalic, mobil, prins într-o clemă și este dirijat în mișcarea de rotație prin intermediul unui ax central. Discul este păstrat în discoteca automatului muzical, denumit simfonion. | Muzeul Științei și Tehnicii „Ștefan Procopiu”, Iași | Cimec    |
|      | Disc Autor: Symphonion Musikwerke AG                                                                    | Datare: sfârșitul sec. al XIX-lea Școală: Atelier german Descoperit: BUCUREȘTI, BUCUREȘTI Dimensiuni: D: 30 cm Material: Disc confecționat din metal, prevăzut cu perforații. | Discul conține înregistrarea unei melodii din Opera ”La Mascotte”, quadrille (compozitor: Edmond Audran; premierea operei a avut loc la Paris în decembrie 1880). Melodia este înregistrată prin operația de perforare. Fiecare perforație reprezintă o notă a partiturii muzicale. În procesul de fabricație, metalul rezultat în urma perforării este întors pe partea interioară a discului sub forma unei proeminențe. Pentru funcționare, discul metalic este montat, în poziție orizontală, în automatul mecanic denumit simfonion, la care este posibilă operațiunea de schimbare a acestuia. În momentul rotirii discului, proeminențele agață lamelele metalice, acordate pe notele muzicale. Sub disc se află mecanismul format din doi piepteni metalici, poziționați diametral, care conțin 84 de lamele. Mecanismul este fixat pe un cadru metalic în cutia aparatului. Discul este susținut în poziție orizontală cu ajutorul unui braț metalic, mobil, prins într-o clemă și este dirijat în mișcarea de rotație prin intermediul unui ax central. Discul este păstrat în discoteca automatului muzical, denumit simfonion. | Muzeul Științei și Tehnicii „Ștefan Procopiu”, Iași | Cimec    |
|      | Disc Autor: Symphonion Musikwerke AG                                                                    | Datare: sfârșitul sec. al XIX-lea-începutul sec.XX Școală: Atelier german Descoperit: BUCUREȘTI, BUCUREȘTI Dimensiuni: D: 30 cm Material: Disc confecționat din metal, prevăzut cu perforații. | Discul conține înregistrarea melodiei românești: Ca la Breaza (Romanisches Lied). Melodia este înregistrată prin operația de perforare. Fiecare perforație reprezintă o notă a partiturii muzicale. În procesul de fabricație, metalul rezultat în urma perforării este întors pe partea interioară a discului sub forma unei proeminențe. Pentru funcționare, discul metalic este montat, în poziție orizontală, în automatul mecanic denumit simfonion, la care este posibilă operațiunea de schimbare a acestuia. În momentul rotirii discului, proeminențele agață lamelele metalice, acordate pe notele muzicale. Sub disc se află mecanismul format din doi piepteni metalici, poziționați diametral, care conțin 84 de lamele. Mecanismul este fixat pe un cadru metalic în cutia aparatului. Discul este susținut în poziție orizontală cu ajutorul unui braț metalic, mobil, prins într-o clemă și este dirijat în mișcarea de rotație prin intermediul unui ax central. Discul este păstrat în discoteca automatului muzical, denumit simfonion. | Muzeul Științei și Tehnicii „Ștefan Procopiu”, Iași | Cimec    |
|      | Disc Autor: Symphonion Musikwerke AG                                                                    | Datare: sfârșitul sec. al XIX-lea Școală: Atelier german Descoperit: BUCUREȘTI, BUCUREȘTI Dimensiuni: D: 30 cm Material: Disc confecționat din metal, prevăzut cu perforații. | Discul conține înregistrarea melodiei de la polka: Stürmisch in Lieb und Tanz/Fougneux en danse et en amourss.Galopp/Ardent in dance and love.Galopp (din Opereta ”Das Spitzentuch der Königin”; compozitor: J.Strauss fiul). Melodia este înregistrată prin operația de perforare. Fiecare perforație reprezintă o notă a partiturii muzicale. În procesul de fabricație, metalul rezultat în urma perforării este întors pe partea interioară a discului sub forma unei proeminențe. Pentru funcționare, discul metalic este montat, în poziție orizontală, în automatul mecanic denumit simfonion, la care este posibilă operațiunea de schimbare a acestuia. În momentul rotirii discului, proeminențele agață lamelele metalice, acordate pe notele muzicale. Sub disc se află mecanismul format din doi piepteni metalici, poziționați diametral, care conțin 84 de lamele. Mecanismul este fixat pe un cadru metalic în cutia aparatului. Discul este susținut în poziție orizontală cu ajutorul unui braț metalic, mobil, prins într-o clemă și este dirijat în mișcarea de rotație prin intermediul unui ax central. Discul este păstrat în discoteca automatului muzical, denumit simfonion. | Muzeul Științei și Tehnicii „Ștefan Procopiu”, Iași | Cimec    |
|      | Disc Autor: Symphonion Musikwerke AG                                                                    | Datare: sfârșitul sec. al XIX-lea Școală: Atelier german Descoperit: BUCUREȘTI, BUCUREȘTI Dimensiuni: D: 30 cm Material: Disc confecționat din metal, prevăzut cu perforații. | Discul conține înregistrarea melodiei: Die Türkiesche Scharwache/La Patrouille Turque/The Turkish Patrol (marș pentru orchestră; compozitor: Theodor Michaelis). Piesă compusă în anul 1879. Melodia este înregistrată prin operația de perforare. Fiecare perforație reprezintă o notă a partiturii muzicale. În procesul de fabricație, metalul rezultat în urma perforării este întors pe partea interioară a discului sub forma unei proeminențe. Pentru funcționare, discul metalic este montat, în poziție orizontală, în automatul mecanic denumit simfonion, la care este posibilă operațiunea de schimbare a acestuia. În momentul rotirii discului, proeminențele agață lamelele metalice, acordate pe notele muzicale. Sub disc se află mecanismul format din doi piepteni metalici, poziționați diametral, care conțin 84 de lamele. Mecanismul este fixat pe un cadru metalic în cutia aparatului. Discul este susținut în poziție orizontală cu ajutorul unui braț metalic, mobil, prins într-o clemă și este dirijat în mișcarea de rotație prin intermediul unui ax central. Discul este păstrat în discoteca automatului muzical, denumit simfonion. | Muzeul Științei și Tehnicii „Ștefan Procopiu”, Iași | Cimec    |
|      | Disc Autor: Symphonion Musikwerke AG                                                                    | Datare: sfârșitul sec. al XIX-lea Școală: Atelier german Descoperit: BUCUREȘTI, BUCUREȘTI Dimensiuni: D: 30 cm Material: Disc confecționat din metal, prevăzut cu perforații. | Discul conține înregistrarea melodiei de la aria: Befreit, O Welche Seligkeit/Duo de L'Trouvere/Duetto from Travore (din Opera ”Trubadurul”; compozitor: Giuseppe Verdi; premiera a avut loc la Roma în date de 19 ianuarie 1853). Melodia este înregistrată prin operația de perforare. Fiecare perforație reprezintă o notă a partiturii muzicale. În procesul de fabricație, metalul rezultat în urma perforării este întors pe partea interioară a discului sub forma unei proeminențe. Pentru funcționare, discul metalic este montat, în poziție orizontală, în automatul mecanic denumit simfonion, la care este posibilă operațiunea de schimbare a acestuia. În momentul rotirii discului, proeminențele agață lamelele metalice, acordate pe notele muzicale. Sub disc se află mecanismul format din doi piepteni metalici, poziționați diametral, care conțin 84 de lamele. Mecanismul este fixat pe un cadru metalic în cutia aparatului. Discul este susținut în poziție orizontală cu ajutorul unui braț metalic, mobil, prins într-o clemă și este dirijat în mișcarea de rotație prin intermediul unui ax central. Discul este păstrat în discoteca automatului muzical, denumit simfonion. | Muzeul Științei și Tehnicii „Ștefan Procopiu”, Iași | Cimec    |
|      | Disc Autor: Symphonion Musikwerke AG                                                                    | Datare: sfârșitul sec. al XIX-lea Școală: Atelier german Descoperit: BUCUREȘTI, BUCUREȘTI Dimensiuni: D: 30 cm Material: Disc confecționat din metal, prevăzut cu perforații. | Discul conține înregistrarea melodiei tradiționale din Ungaria: Csárdás. Melodia este înregistrată prin operația de perforare. Fiecare perforație reprezintă o notă a partiturii muzicale. În procesul de fabricație, metalul rezultat în urma perforării este întors pe partea interioară a discului sub forma unei proeminențe. Pentru funcționare, discul metalic este montat, în poziție orizontală, în automatul mecanic denumit simfonion, la care este posibilă operațiunea de schimbare a acestuia. În momentul rotirii discului, proeminențele agață lamelele metalice, acordate pe notele muzicale. Sub disc se află mecanismul format din doi piepteni metalici, poziționați diametral, care conțin 84 de lamele. Mecanismul este fixat pe un cadru metalic în cutia aparatului. Discul este susținut în poziție orizontală cu ajutorul unui braț metalic, mobil, prins într-o clemă și este dirijat în mișcarea de rotație prin intermediul unui ax central. Discul este păstrat în discoteca automatului muzical, denumit simfonion. | Muzeul Științei și Tehnicii „Ștefan Procopiu”, Iași | Cimec    |
|      | Disc Autor: Symphonion Musikwerke AG                                                                    | Datare: sfârșitul sec. al XIX-lea Școală: Atelier german Descoperit: BUCUREȘTI, BUCUREȘTI Dimensiuni: D: 30 cm Material: Disc confecționat din metal, prevăzut cu perforații. | Discul conține înregistrarea melodiei: Sonate (compozitor: Johann Nepomuk Hummel). Melodia este înregistrată prin operația de perforare. Fiecare perforație reprezintă o notă a partiturii muzicale. În procesul de fabricație, metalul rezultat în urma perforării este întors pe partea interioară a discului sub forma unei proeminențe. Pentru funcționare, discul metalic este montat, în poziție orizontală, în automatul mecanic denumit simfonion, la care este posibilă operațiunea de schimbare a acestuia. În momentul rotirii discului, proeminențele agață lamelele metalice, acordate pe notele muzicale. Sub disc se află mecanismul format din doi piepteni metalici, poziționați diametral, care conțin 84 de lamele. Mecanismul este fixat pe un cadru metalic în cutia aparatului. Discul este susținut în poziție orizontală cu ajutorul unui braț metalic, mobil, prins într-o clemă și este dirijat în mișcarea de rotație prin intermediul unui ax central. Discul este păstrat în discoteca automatului muzical, denumit simfonion. | Muzeul Științei și Tehnicii „Ștefan Procopiu”, Iași | Cimec    |
|      | Disc Autor: Symphonion Musikwerke AG                                                                    | Datare: sfârșitul sec. al XIX-lea Școală: Atelier german Descoperit: BUCUREȘTI, BUCUREȘTI Dimensiuni: D: 30 cm Material: Disc confecționat din metal, prevăzut cu perforații. | Discul conține înregistrarea melodiei: Lagunen Walzer/Valse des lagunes/Lagoon Waltz (Valsul lalelor; compozitor: J.Strauss fiul; piesă compusă în anul 1883). Melodia este înregistrată prin operația de perforare. Fiecare perforație reprezintă o notă a partiturii muzicale. În procesul de fabricație, metalul rezultat în urma perforării este întors pe partea interioară a discului sub forma unei proeminențe. Pentru funcționare, discul metalic este montat, în poziție orizontală, în automatul mecanic denumit simfonion, la care este posibilă operațiunea de schimbare a acestuia. În momentul rotirii discului, proeminențele agață lamelele metalice, acordate pe notele muzicale. Sub disc se află mecanismul format din doi piepteni metalici, poziționați diametral, care conțin 84 de lamele. Mecanismul este fixat pe un cadru metalic în cutia aparatului. Discul este susținut în poziție orizontală cu ajutorul unui braț metalic, mobil, prins într-o clemă și este dirijat în mișcarea de rotație prin intermediul unui ax central. Discul este păstrat în discoteca automatului muzical, denumit simfonion. | Muzeul Științei și Tehnicii „Ștefan Procopiu”, Iași | Cimec    |
|      | Disc Autor: Symphonion Musikwerke AG                                                                    | Datare: sfârșitul sec. al XIX-lea Școală: Atelier german Descoperit: BUCUREȘTI, BUCUREȘTI Dimensiuni: D: 30 cm Material: Disc confecționat din metal, prevăzut cu perforații. | Discul conține înregistrarea melodiei: Wiener Blut/Sang Viennois/Vienne Blood (compozitor: J.Strauss fiul; piesă compusă și publicată în anul 1873). Melodia este înregistrată prin operația de perforare. Fiecare perforație reprezintă o notă a partiturii muzicale. În procesul de fabricație, metalul rezultat în urma perforării este întors pe partea interioară a discului sub forma unei proeminențe. Pentru funcționare, discul metalic este montat, în poziție orizontală, în automatul mecanic denumit simfonion, la care este posibilă operațiunea de schimbare a acestuia. În momentul rotirii discului, proeminențele agață lamelele metalice, acordate pe notele muzicale. Sub disc se află mecanismul format din doi piepteni metalici, poziționați diametral, care conțin 84 de lamele. Mecanismul este fixat pe un cadru metalic în cutia aparatului. Discul este susținut în poziție orizontală cu ajutorul unui braț metalic, mobil, prins într-o clemă și este dirijat în mișcarea de rotație prin intermediul unui ax central. Discul este păstrat în discoteca automatului muzical, denumit simfonion. | Muzeul Științei și Tehnicii „Ștefan Procopiu”, Iași | Cimec    |
|      | Disc Autor: Symphonion Musikwerke AG                                                                    | Datare: sfârșitul sec. al XIX-lea Școală: Atelier german Descoperit: BUCUREȘTI, BUCUREȘTI Dimensiuni: D: 30 cm Material: Disc confecționat din metal, prevăzut cu perforații. | Discul conține înregistrarea melodiei ariei: Hab'ich nur deine Liebe (din Opereta ”Boccaccio”; compozitor: Franz von Suppé; compoziție muzicală care a avut premiera la Viena în 1879). Melodia este înregistrată prin operația de perforare. Fiecare perforație reprezintă o notă a partiturii muzicale. În procesul de fabricație, metalul rezultat în urma perforării este întors pe partea interioară a discului sub forma unei proeminențe. Pentru funcționare, discul metalic este montat, în poziție orizontală, în automatul mecanic denumit simfonion, la care este posibilă operațiunea de schimbare a acestuia. În momentul rotirii discului, proeminențele agață lamelele metalice, acordate pe notele muzicale. Sub disc se află mecanismul format din doi piepteni metalici, poziționați diametral, care conțin 84 de lamele. Mecanismul este fixat pe un cadru metalic în cutia aparatului. Discul este susținut în poziție orizontală cu ajutorul unui braț metalic, mobil, prins într-o clemă și este dirijat în mișcarea de rotație prin intermediul unui ax central. Discul este păstrat în discoteca automatului muzical, denumit simfonion. | Muzeul Științei și Tehnicii „Ștefan Procopiu”, Iași | Cimec    |
|      | Disc Autor: Symphonion Musikwerke AG                                                                    | Datare: sfârșitul sec. al XIX-lea Școală: Atelier german Descoperit: BUCUREȘTI, BUCUREȘTI Dimensiuni: D: 30 cm Material: Disc confecționat din metal, prevăzut cu perforații. | Discul conține înregistrarea melodiei: Ta-ra-ra-boom (melodie comică compusă în 1891 de Henry J.Sayers). Melodia este înregistrată prin operația de perforare. Fiecare perforație reprezintă o notă a partiturii muzicale. În procesul de fabricație, metalul rezultat în urma perforării este întors pe partea interioară a discului sub forma unei proeminențe. Pentru funcționare, discul metalic este montat, în poziție orizontală, în automatul mecanic denumit simfonion, la care este posibilă operațiunea de schimbare a acestuia. În momentul rotirii discului, proeminențele agață lamelele metalice, acordate pe notele muzicale. Sub disc se află mecanismul format din doi piepteni metalici, poziționați diametral, care conțin 84 de lamele. Mecanismul este fixat pe un cadru metalic în cutia aparatului. Discul este susținut în poziție orizontală cu ajutorul unui braț metalic, mobil, prins într-o clemă și este dirijat în mișcarea de rotație prin intermediul unui ax central. Discul este păstrat în discoteca automatului muzical, denumit simfonion. | Muzeul Științei și Tehnicii „Ștefan Procopiu”, Iași | Cimec    |
|      | Disc Autor: Symphonion Musikwerke AG                                                                    | Datare: sfârșitul sec. al XIX-lea Școală: Atelier german Descoperit: BUCUREȘTI, BUCUREȘTI Dimensiuni: D: 30 cm Material: Disc confecționat din metal, prevăzut cu perforații. | Discul conține înregistrarea valsului: Unsere Edelknaben, Walzer (Opereta ”Ein Deutschmeister”; compozitor: Carl Michael Ziehrer; premiera a avut loc în anul 1888). Melodia este înregistrată prin operația de perforare. Fiecare perforație reprezintă o notă a partiturii muzicale. În procesul de fabricație, metalul rezultat în urma perforării este întors pe partea interioară a discului sub forma unei proeminențe. Pentru funcționare, discul metalic este montat, în poziție orizontală, în automatul mecanic denumit simfonion, la care este posibilă operațiunea de schimbare a acestuia. În momentul rotirii discului, proeminențele agață lamelele metalice, acordate pe notele muzicale. Sub disc se află mecanismul format din doi piepteni metalici, poziționați diametral, care conțin 84 de lamele. Mecanismul este fixat pe un cadru metalic în cutia aparatului. Discul este susținut în poziție orizontală cu ajutorul unui braț metalic, mobil, prins într-o clemă și este dirijat în mișcarea de rotație prin intermediul unui ax central. Discul este păstrat în discoteca automatului muzical, denumit simfonion. | Muzeul Științei și Tehnicii „Ștefan Procopiu”, Iași | Cimec    |
|      | Disc Autor: Symphonion Musikwerke AG                                                                    | Datare: sfârșitul sec. al XIX-lea Școală: Atelier german Descoperit: BUCUREȘTI, BUCUREȘTI Dimensiuni: D: 30 cm Material: Disc confecționat din metal, prevăzut cu perforații. | Discul conține înregistrarea melodiei: Hipp! Hipp! Hurrah (Kaiser marsch-marș imperial; compozitor; Georg Kunoth; compoziție din anul 1892). Melodia este înregistrată prin operația de perforare. Fiecare perforație reprezintă o notă a partiturii muzicale. În procesul de fabricație, metalul rezultat în urma perforării este întors pe partea interioară a discului sub forma unei proeminențe. Pentru funcționare, discul metalic este montat, în poziție orizontală, în automatul mecanic denumit simfonion, la care este posibilă operațiunea de schimbare a acestuia. În momentul rotirii discului, proeminențele agață lamelele metalice, acordate pe notele muzicale. Sub disc se află mecanismul format din doi piepteni metalici, poziționați diametral, care conțin 84 de lamele. Mecanismul este fixat pe un cadru metalic în cutia aparatului. Discul este susținut în poziție orizontală cu ajutorul unui braț metalic, mobil, prins într-o clemă și este dirijat în mișcarea de rotație prin intermediul unui ax central. Discul este păstrat în discoteca automatului muzical, denumit simfonion. | Muzeul Științei și Tehnicii „Ștefan Procopiu”, Iași | Cimec    |
|      | Disc Autor: Symphonion Musikwerke AG                                                                    | Datare: sfârșitul sec. al XIX-lea-începutul sec. XX Școală: Atelier german Descoperit: BUCUREȘTI, BUCUREȘTI Dimensiuni: D: 30 cm Material: Disc confecționat din metal, prevăzut cu perforații. | Discul conține înregistrarea melodiei străvechi românești: Danțul călușarilor. Melodia este înregistrată prin operația de perforare. Fiecare perforație reprezintă o notă a partiturii muzicale. În procesul de fabricație, metalul rezultat în urma perforării este întors pe partea interioară a discului sub forma unei proeminențe. Pentru funcționare, discul metalic este montat, în poziție orizontală, în automatul mecanic denumit simfonion, la care este posibilă operațiunea de schimbare a acestuia. În momentul rotirii discului, proeminențele agață lamelele metalice, acordate pe notele muzicale. Sub disc se află mecanismul format din doi piepteni metalici, poziționați diametral, care conțin 84 de lamele. Mecanismul este fixat pe un cadru metalic în cutia aparatului. Discul este susținut în poziție orizontală cu ajutorul unui braț metalic, mobil, prins într-o clemă și este dirijat în mișcarea de rotație prin intermediul unui ax central. Discul este păstrat în discoteca automatului muzical, denumit simfonion. | Muzeul Științei și Tehnicii „Ștefan Procopiu”, Iași | Cimec    |
|      | Disc Autor: Symphonion Musikwerke AG                                                                    | Datare: sfârșitul sec. al XIX-lea Școală: Atelier german Descoperit: BUCUREȘTI, BUCUREȘTI Dimensiuni: D: 30 cm Material: Disc confecționat din metal, prevăzut cu perforații. | Discul conține înregistrarea muzicii de la cântecul rusesc: Schwarze Augen, Romance (Ochi negri). Aranjament muzical: Władysław Tarnowski, anul 1843. Melodia este înregistrată prin operația de perforare. Fiecare perforație reprezintă o notă a partiturii muzicale. În procesul de fabricație, metalul rezultat în urma perforării este întors pe partea interioară a discului sub forma unei proeminențe. Pentru funcționare, discul metalic este montat, în poziție orizontală, în automatul mecanic denumit simfonion, la care este posibilă operațiunea de schimbare a acestuia. În momentul rotirii discului, proeminențele agață lamelele metalice, acordate pe notele muzicale. Sub disc se află mecanismul format din doi piepteni metalici, poziționați diametral, care conțin 84 de lamele. Mecanismul este fixat pe un cadru metalic în cutia aparatului. Discul este susținut în poziție orizontală cu ajutorul unui braț metalic, mobil, prins într-o clemă și este dirijat în mișcarea de rotație prin intermediul unui ax central. Discul este păstrat în discoteca automatului muzical, denumit simfonion. | Muzeul Științei și Tehnicii „Ștefan Procopiu”, Iași | Cimec    |
|      | Ozonator de aer Autor: Compagnie des Eaux et de l'Ozone, Paris                                          | Descoperit: jud. IAȘI, IAȘI Dimensiuni: L: 17 cm; La: 13 cm; Î: 18 cm Material: alamă; bronz; metale; porțelan; tablă de oțel; materiale diverse | Aparat electric portabil pentru ozonat aerul, realizat după procedeul de ionizare prin descărcare electrică prin efect corona. În interior se află un transformator electric alimentat la 220V conectat la un dispozitiv capacitiv cu dielectric din folii de mică. Descărcarea are loc pe întreaga suprafață a dielectricului de formă dreptunghiulară. Era folosit pentru dezinfectarea aerului și dezodorizarea camerelor. Cutia aparatului este din tablă, cu orificii laterale. Capacul din lemn este prevăzut cu mâner și în partea centrală cu un capac circular metalic cu orificii pentru ozonarea aerului din incintă. Pe partea laterală față se află o plăcuță metalică pe care se afla inscripționate firma constructoare, denumirea aparatului, tipul, tensiunea și fecvența rețelei de alimentare (Ozoneur d'air; Cie des Eaux et de L'Ozone; Procedes MP Otto). | Muzeul Științei și Tehnicii „Ștefan Procopiu”, Iași | Cimec    |
|      | Lampă cu arc electric Siemens - Schukert Autor: Siemens - Schukert                                      | Descoperit: jud. IAȘI, IAȘI Dimensiuni: L: 85 cm; La: 21 cm; Î: 21 cm Material: alamă; metal; cupru; porțelan; material textil | Lampă cu arc electric, model mare - are componente lipsă din mecanismul de ghidaj și de asemenea lipsește sticla. Principiu de funcționare: polii unei surse de înaltă tensiune sunt legați la două bare din carbon apropiate una de alta. La o anumită distanță, aerul dintre cele două bare fiind ionizat, ia naștere un arc electric cu o temperatură foarte ridicată și cu flacăra deosebit de luminoasă. Barele de cărbune se ard treptat și distanța dintre ele crește. Pentru a evita stingerea, lampa este prevăzută cu mecanism de ghidaj cu un dispozitiv cu ceas, astfel încât distanța dintre electrozii de cărbune să rămână mereu aceeași, până în momentul în care electrozii se consumă complet. A fost folosită la iluminatul public din lași la începutul sec. XX. | Muzeul Științei și Tehnicii „Ștefan Procopiu”, Iași | Cimec    |
|      | Releu de timp Autor: Uzina „Grigore Preoteasa”                                                          | Datare: 1958 Descoperit: BUCUREȘTI, BUCUREȘTI Dimensiuni: L: 19 cm; La: 17,5 cm; Î: 17 cm Material: metal; sticlă; materiale electrotehnice | Releele de timp sunt echipamente care realizează o comandă în circuitul de ieșire după un anumit interval de timp reglabil, înregistrat din momentul modificării semnalului de intrare. Releele de timp pot fi realizate cu temporizare la acționare sau la revenire, după cum modificarea semnalului de intrare constă în aplicarea unei tensiuni în circuitele de intrare, respectiv în întreruperea acesteia. Aparatul este plasat într-o carcasă din metal de culoare neagră, de formă paralelipipedică, cu ecran din stică plasat deasupra. Reglarea temporizării se face prin fixarea unui șurub mobil pe o scară în formă de semicerc gradată de la 0.5 la 10 secunde. Conține releul cu armătura mobilă, mecanismul de ceas pentru temporizare, scara gradată pentru marcarea limitei de timp și bornele de conectare. | Muzeul Științei și Tehnicii „Ștefan Procopiu”, Iași | Cimec    |
|      | Telefon Autor: Uzina „Grigore Preoteasa”                                                                | Datare: 1959 Descoperit: jud. IAȘI, IAȘI, Direcția regională PTTR Iași Dimensiuni: L: 21 cm; La: 5 cm; Î: 15 cm Material: ebonită; cupru; fier | Este un telefon de masă, de tipul cu baterie locală (curentul microfonic este dat de o baterie de 1,5 V, situată în interiorul sau exteriorul aparatului și care lipsește), plasat într-o cutie de ebonită. Deasupra se află microreceptorul fixat pe furca sa (cu rol de întrerupere a curentului microfonic din interior, care împreună cu soneria din interior formează dispozitivul de chemare). Cordonul aparatului conține și priza de cuplare a acestuia la circuitul centralei telefonice. | Muzeul Științei și Tehnicii „Ștefan Procopiu”, Iași | Cimec    |
|      | Releu intermediar Autor: Uzina „Grigore Preoteasa”                                                      | Datare: 1959 Descoperit: BUCUREȘTI, BUCUREȘTI Dimensiuni: L: cm; La: 8,8 cm; Î: 11 cm Material: metal; cupru; materiale electrotehnice; plastic | Releele intermediare sunt aparate electromagnetice cu armătura basculantă, de curent continuu sau alternativ. Timpul de acționare a releelor inermediare este de numai câteva sutimi de secundă și din această cauză, ele influențează puțin asupra timpului de acționare a protecției. Releele intermediare se utilizează fie pentru a "amplifica" un semnal mai slab, de la un traductor sau un alt releu, fie pentru multiplicarea numărului de circuite. Electromagnetul este plasat într-o cutie închisă paralelipipedică, de culoare neagră din material plastic. | Muzeul Științei și Tehnicii „Ștefan Procopiu”, Iași | Cimec    |
|      | Releu temporizat maximal de curent Autor: Uzina „Grigore Preoteasa”                                     | Datare: 1959 Descoperit: BUCUREȘTI, BUCUREȘTI Dimensiuni: L: 24 cm; La: 15 cm; Î: 14,5 cm Material: metal; sticlă; materiale electrotehnice; tablă de oțel | Releele electromagnetice maximale de curent cu temporizare sunt utilizate în centrale și stații electrice, precum și în protecția la suprasarcini și scurtcircuite a motoarelor electrice și a consumatorilor industriali. Are formă paralelipipedică din metal vopsit negru cu ecran de sticlă în partea superioară, pe care sunt inscripționați parametrii. Părțile componente ale releului sunt: miezul feromagnetic, bobina, armătura mobilă, resort antagonist, cursor de reglaj a arcului, șuruburi de reglaj care stabilesc pozițiile limită ale armăturii mobile. Când curentul electric de intrare depășește valoarea reglată, se învinge tensiunea resortului anantagonist și are loc acționarea instantanee a contactelor. Releele cu temporizare sunt utilizate în procese care necesită oprirea sau acționarea întârziată a unei părți a unui proces. | Muzeul Științei și Tehnicii „Ștefan Procopiu”, Iași | Cimec    |
|      | Ceasornic de contact Autor: Landis&Gyr                                                                  | Descoperit: jud. IAȘI, IAȘI Dimensiuni: L: 29 cm; La: 15 cm; A: 16 cm Material: metal; sticlă; bronz; cupru | Aparatul este folosit pentru contoarele de c.a. cu indicator de maxim și înregistrare diferențiată a consumului. Din sfert în sfert de oră întrerupe pentru câteva secunde alimentarea electromagnetului contorului cu indicator de maxim, servind la angrenarea indicatorului de maxim cu axele discului contorului. Transmite contorului prevăzut cu sisteme de înregistrare diferențiată pentru diferitele perioade ale zilei comanda de comutare de pe un sistem pe altul la orele stabilite. Acționarea mecanismului se face cu arc de oțel ca la ceasurile mecanice pentru a nu fi influențat de eventualele întreruperi sau fluctuații de curent, asigurându-se continuarea funcționării pentru 48 de ore. Mecanismul este plasat într-o cutie metalică de culoare neagră, cu vizor de sticlă circular în partea frontală sus, pentru vizualizarea cadranului. Aceasta se fixează pe perete și se conectează cu contorul electric. Accesul pentru reglaj se face prin deschiderea capacului fixat pe balamale, din lateral. Aparatul este prevăzut cu un cadran împărțit în 24 diviziuni (de la 1 la 12 AM și 1 – 12 PM) care se rotește, ora exactă fiind arătată de un ac fix. Comutarea la ora dorită se face cu ajutorul a patru „călăreți" din metal, fixați de cadran la orele dorite prin șuruburi. Pe cutie, frontal jos se află plăcuța metalică inscripționată în limba română cu marca și parametri aparatului. | Muzeul Științei și Tehnicii „Ștefan Procopiu”, Iași | Cimec    |
|      | Lampă cu arc electric Autor: Siemens - Schukert                                                         | Descoperit: jud. IAȘI, IAȘI Dimensiuni: D: 12 cm; L: 41 cm Material: metal; cupru; tablă de oțel; oțel | Lampa cu arc electric, model mic, este de formă cilindrică cu carcasa din metal prevăzut cu decupaje geometrice în partea superioară și inferioară pentru difuzarea luminii. Principiu de funcționare: polii unei surse de înaltă tensiune erau legați la două bare din cărbune, iar acestea erau apropiate una de alta. La o anumită distanță, aerul dintre cele două bare fiind ionizat lua astfel naștere un arc electric cu o temperatură foarte ridicată și cu flacăra deosebit de luminoasă. Barele de cărbune se ardeau treptat și distanța dintre ele creștea. Pentru a evita stingerea, în interior se află un mecanism de ghidaj cu un dispozitiv cu ceas, astfel încât distanța dintre electrozii de cărbune să rămână mereu aceeași, până în momentul în care acestea se consumau complet. Această lampă cu arc a fost folosită în perioada de început a iluminatului electric public la lași concesiune Continentale Gesellshaft fur Electrische Unternehmungen, Nuremberg (anii1900 -1920). | Muzeul Științei și Tehnicii „Ștefan Procopiu”, Iași | Cimec    |
|      | Aparat auditiv                                                                                          | Datare: 1955 Descoperit: jud. IAȘI, IAȘI Dimensiuni: L: 8 cm; La: 6 cm; Î: 2 cm Material: aluminiu; ebonită; materiale electronice; material textil | Aparatul, de formă paralelipipedică, conține în interior un amplificator de joasă frecvență cu tranzistori folosit de persoane cu deficiente auditive. Lipsesc: casca și capacul de la baterii. Aparatul este introdus într-o cutie din carton de culoare grena cu sigla fabricii stanțată cu auriu (indescifrabil). | Muzeul Științei și Tehnicii „Ștefan Procopiu”, Iași | Cimec    |
|      | Lampă cu arc electric Autor: Siemend&Halske sau Siemens - Schukert, Nuremberg                           | Descoperit: jud. IAȘI, IAȘI Dimensiuni: L: 48 cm; Φ: 18 cm Material: metal; cupru; cărbune; material izolator | Lampa cu arc electric, model mic, este de formă cilindrică cu carcasa de protecție din metal emailat de culoare albă fără globul de sticlă. Principiul de funcționare: polii unei surse de înaltă tensiune erau legați la două bare din cărbune, iar acestea erau apropiate una de alta. La o anumită distanță, aerul dintre cele două bare fiind ionizat, lua astfel naștere un arc electric cu o temperatură foarte ridicată și cu flacăra deosebit de luminoasă. Barele de cărbune se ardeau treptat și distanța dintre ele creștea. Ghidajul electrodului superior se face prin intermediul bobinei de inducție, astfel încât distanța dintre electrozii de cărbune să rămână mereu aceeași, până în momentul în care se consumau complet. Această lampă cu arc a fost folosită în perioada de început a iluminatului electric public la lași concesiune Continentale Gesellshaft fur Electrische Unternehmungen, Nuremberg (anii1900 - 1920). | Muzeul Științei și Tehnicii „Ștefan Procopiu”, Iași | Cimec    |
|      | Lampă cu arc electric Autor: Siemend&Halske sau Siemens - Schukert, Nuremberg                           | Descoperit: jud. IAȘI, IAȘI Dimensiuni: L: 45 cm; Φ: 9 cm Material: metal; cupru; cărbune; material izolator | Lampa cu arc electric, model mic, este de formă cilindrică fără carcasa din metal și globul de sticlă. Principiu de funcționare: polii unei surse de înaltă tensiune erau legați la două bare din cărbune, iar acestea erau apropiate una de alta. La o anumită distanță, aerul dintre cele două bare fiind ionizat, lua astfel naștere un arc electric cu o temperatură foarte ridicată și cu flacăra deosebit de luminoasă. Barele de cărbune se ardeau treptat și distanța dintre ele creștea. Ghidajul electrodului superior se face prin intermediul bobinei de inducție, astfel încât distanța dintre electrozii de cărbune să rămână mereu aceeași, până în momentul în care se consumau complet. Această lampă cu arc a fost folosită în perioada de început a iluminatului electric public la lași concesiune Continentale Gesellshaft fur Electrische Unternehmungen, Nuremberg (anii1900 -1920). | Muzeul Științei și Tehnicii „Ștefan Procopiu”, Iași | Cimec    |
|      | Disc Autor: Symphonion Musikwerke AG                                                                    | Datare: sfârșitul sec. al XIX-lea Școală: Atelier german Descoperit: București Dimensiuni: D=30 cm Material: Disc confecționat din metal, prevăzut cu perforații. | Discul conține înregistrarea melodiei: Radetzky Marsch (compozitor:Johann Strauss). Melodia este înregistrată prin operația de perforare. Fiecare perforație reprezintă o notă a partiturii muzicale. În procesul de fabricație, metalul rezultat în urma perforării este întors pe partea interioară a discului sub forma unei proeminențe. Pentru funcționare, discul metalic este montat, în poziție orizontală, în automatul mecanic denumit simfonion, la care este posibilă operațiunea de schimbare a acestuia. În momentul rotirii discului, proeminențele agață lamelele metalice, acordate pe notele muzicale. Sub disc se află mecanismul format din doi piepteni metalici, poziționați diametral, care conțin 84 de lamele. Mecanismul este fixat pe un cadru metalic în cutia aparatului. Discul este susținut în poziție orizontală cu ajutorul unui braț metalic, mobil, prins într-o clemă și este dirijat în mișcarea de rotație prin intermediul unui ax central. Discul este păstrat în discoteca automatului muzical, denumit simfonion. | Complexul Muzeal Național „Moldova”, Iași           | Cimec    |
|      | Disc Autor: Symphonion Musikwerke AG                                                                    | Datare: sfârșitul sec. al XIX-lea Școală: Atelier german Descoperit: București Dimensiuni: D=30 cm Material: Disc confecționat din metal, prevăzut cu perforații. | Discul conține înregistrarea melodiei: Cavaline de Pages (Opera Die Hugenotten/The Huguenots/Les Hugenots). Melodia este înregistrată prin operația de perforare. Fiecare perforație reprezintă o notă a partiturii muzicale. În procesul de fabricație, metalul rezultat în urma perforării este întors pe partea interioară a discului sub forma unei proeminențe. Pentru funcționare, discul metalic este montat, în poziție orizontală, în automatul mecanic denumit simfonion, la care este posibilă operațiunea de schimbare a acestuia. În momentul rotirii discului, proeminențele agață lamelele metalice, acordate pe notele muzicale. Sub disc se află mecanismul format din doi piepteni metalici, poziționați diametral, care conțin 84 de lamele. Mecanismul este fixat pe un cadru metalic în cutia aparatului. Discul este susținut în poziție orizontală cu ajutorul unui braț metalic, mobil, prins într-o clemă și este dirijat în mișcarea de rotație prin intermediul unui ax central. Discul este păstrat în discoteca automatului muzical, denumit simfonion. | Complexul Muzeal Național „Moldova”, Iași           | Cimec    |
|      | Disc Autor: Symphonion Musikwerke AG                                                                    | Datare: sfârșitul sec. al XIX-lea Școală: Atelier german Descoperit: București Dimensiuni: D=30 cm Material: Disc confecționat din metal, prevăzut cu perforații. | Discul conține înregistrarea melodiei: Boulanger marsch/En revenant de la revuie/Boulanger March. Melodia este înregistrată prin operația de perforare. Fiecare perforație reprezintă o notă a partiturii muzicale. În procesul de fabricație, metalul rezultat în urma perforării este întors pe partea interioară a discului sub forma unei proeminențe. Pentru funcționare, discul metalic este montat, în poziție orizontală, în automatul mecanic denumit simfonion, la care este posibilă operațiunea de schimbare a acestuia. În momentul rotirii discului, proeminențele agață lamelele metalice, acordate pe notele muzicale. Sub disc se află mecanismul format din doi piepteni metalici, poziționați diametral, care conțin 84 de lamele. Mecanismul este fixat pe un cadru metalic în cutia aparatului. Discul este susținut în poziție orizontală cu ajutorul unui braț metalic, mobil, prins într-o clemă și este dirijat în mișcarea de rotație prin intermediul unui ax central. Discul este păstrat în discoteca automatului muzical, denumit simfonion. | Complexul Muzeal Național „Moldova”, Iași           | Cimec    |
|      | Disc Autor: Symphonion Musikwerke AG                                                                    | Datare: sfârșitul sec. al XIX-lea Școală: Atelier german Descoperit: București Dimensiuni: D=30 cm Material: Disc confecționat din metal, prevăzut cu perforații. | Discul conține înregistrarea melodiei: Miserere (Opera „Trubadurul“ compusă de G. Verdi). Melodia este înregistrată prin operația de perforare. Fiecare perforație reprezintă o notă a partiturii muzicale. În procesul de fabricație, metalul rezultat în urma perforării este întors pe partea interioară a discului sub forma unei proeminențe. Pentru funcționare, discul metalic este montat, în poziție orizontală, în automatul mecanic denumit simfonion, la care este posibilă operațiunea de schimbare a acestuia. În momentul rotirii discului, proeminențele agață lamelele metalice, acordate pe notele muzicale. Sub disc se află mecanismul format din doi piepteni metalici, poziționați diametral, care conțin 84 de lamele. Mecanismul este fixat pe un cadru metalic în cutia aparatului. Discul este susținut în poziție orizontală cu ajutorul unui braț metalic, mobil, prins într-o clemă și este dirijat în mișcarea de rotație prin intermediul unui ax central. Discul este păstrat în discoteca automatului muzical, denumit simfonion. | Complexul Muzeal Național „Moldova”, Iași           | Cimec    |
|      | Disc Autor: Symphonion Musikwerke AG                                                                    | Datare: sfârșitul sec. al XIX-lea Școală: Atelier german Descoperit: București Dimensiuni: D=30 cm Material: Disc confecționat din metal, prevăzut cu perforații. | Discul conține înregistrarea melodiei: Indiana (compozitor: L. André). Fiecare perforație reprezintă o notă a partiturii muzicale. În procesul de fabricație, metalul rezultat în urma perforării este întors pe partea interioară a discului sub forma unei proeminențe. Pentru funcționare, discul metalic este montat, în poziție orizontală, în automatul mecanic denumit simfonion, la care este posibilă operațiunea de schimbare a acestuia. În momentul rotirii discului, proeminențele agață lamelele metalice, acordate pe notele muzicale. Sub disc se află mecanismul format din doi piepteni metalici, poziționați diametral, care conțin 84 de lamele. Mecanismul este fixat pe un cadru metalic în cutia aparatului. Discul este susținut în poziție orizontală cu ajutorul unui braț metalic, mobil, prins într-o clemă și este dirijat în mișcarea de rotație prin intermediul unui ax central. Discul este păstrat în discoteca automatului muzical, denumit simfonion. | Complexul Muzeal Național „Moldova”, Iași           | Cimec    |
|      | Disc Autor: Symphonion Musikwerke AG                                                                    | Datare: sfârșitul sec. al XIX-lea Școală: Atelier german Descoperit: București Dimensiuni: D=30 cm Material: Disc confecționat din metal, prevăzut cu perforații. | Discul conține înregistrarea melodiei: Schatz walzer/The treasure trove/Le tresor valse (din opereta Der Zigeunerbaron-Voievodul țiganilor). Melodia este înregistrată prin operația de perforare. Fiecare perforație reprezintă o notă a partiturii muzicale. În procesul de fabricație, metalul rezultat în urma perforării este întors pe partea interioară a discului sub forma unei proeminențe. Pentru funcționare, discul metalic este montat, în poziție orizontală, în automatul mecanic denumit simfonion, la care este posibilă operațiunea de schimbare a acestuia. În momentul rotirii discului, proeminențele agață lamelele metalice, acordate pe notele muzicale. Sub disc se află mecanismul format din doi piepteni metalici, poziționați diametral, care conțin 84 de lamele. Mecanismul este fixat pe un cadru metalic în cutia aparatului. Discul este susținut în poziție orizontală cu ajutorul unui braț metalic, mobil, prins într-o clemă și este dirijat în mișcarea de rotație prin intermediul unui ax central. Discul este păstrat în discoteca automatului muzical, denumit simfonion. | Complexul Muzeal Național „Moldova”, Iași           | Cimec    |
|      | Disc Autor: Symphonion Musikwerke AG                                                                    | Datare: sfârșitul sec. al XIX-lea Școală: Atelier german Descoperit: București Dimensiuni: D=30 cm Material: Disc confecționat din metal, prevăzut cu perforații. | Discul conține înregistrarea melodiei: Chanson/Komne, Schone, Komm/Song (din Opereta „Gasparone“). Melodia este înregistrată prin operația de perforare. Fiecare perforație reprezintă o notă a partiturii muzicale. În procesul de fabricație, metalul rezultat în urma perforării este întors pe partea interioară a discului sub forma unei proeminențe. Pentru funcționare, discul metalic este montat, în poziție orizontală, în automatul mecanic denumit simfonion, la care este posibilă operațiunea de schimbare a acestuia. În momentul rotirii discului, proeminențele agață lamelele metalice, acordate pe notele muzicale. Sub disc se află mecanismul format din doi piepteni metalici, poziționați diametral, care conțin 84 de lamele. Mecanismul este fixat pe un cadru metalic în cutia aparatului. Discul este susținut în poziție orizontală cu ajutorul unui braț metalic, mobil, prins într-o clemă și este dirijat în mișcarea de rotație prin intermediul unui ax central. Discul este păstrat în discoteca automatului muzical, denumit simfonion. | Complexul Muzeal Național „Moldova”, Iași           | Cimec    |
|      | Disc Autor: Symphonion Musikwerke AG                                                                    | Datare: sfârșitul sec. al XIX-lea Școală: Atelier german Descoperit: București Dimensiuni: D=30 cm Material: Disc confecționat din metal, prevăzut cu perforații. | Discul conține înregistrarea melodiei: La Mandolinata (Ständchen/Sérénade/Serenada). Melodia este înregistrată prin operația de perforare. Fiecare perforație reprezintă o notă a partiturii muzicale. În procesul de fabricație, metalul rezultat în urma perforării este întors pe partea interioară a discului sub forma unei proeminențe. Pentru funcționare, discul metalic este montat, în poziție orizontală, în automatul mecanic denumit simfonion, la care este posibilă operațiunea de schimbare a acestuia. În momentul rotirii discului, proeminențele agață lamelele metalice, acordate pe notele muzicale. Sub disc se află mecanismul format din doi piepteni metalici, poziționați diametral, care conțin 84 de lamele. Mecanismul este fixat pe un cadru metalic în cutia aparatului. Discul este susținut în poziție orizontală cu ajutorul unui braț metalic, mobil, prins într-o clemă și este dirijat în mișcarea de rotație prin intermediul unui ax central. Discul este păstrat în discoteca automatului muzical, denumit simfonion. | Complexul Muzeal Național „Moldova”, Iași           | Cimec    |
|      | Disc Autor: Symphonion Musikwerke AG                                                                    | Datare: sfârșitul sec. al XIX-lea Școală: Atelier german Descoperit: București Dimensiuni: D=30 cm Material: Disc confecționat din metal, prevăzut cu perforații. | Discul conține înregistrarea melodiei: Prière air/Geber Lied/Prayer song (compozitor: Friedrich Silcher). Melodia este înregistrată prin operația de perforare. Fiecare perforație reprezintă o notă a partiturii muzicale. În procesul de fabricație, metalul rezultat în urma perforării este întors pe partea interioară a discului sub forma unei proeminențe. Pentru funcționare, discul metalic este montat, în poziție orizontală, în automatul mecanic denumit simfonion, la care este posibilă operațiunea de schimbare a acestuia. În momentul rotirii discului, proeminențele agață lamelele metalice, acordate pe notele muzicale. Sub disc se află mecanismul format din doi piepteni metalici, poziționați diametral, care conțin 84 de lamele. Mecanismul este fixat pe un cadru metalic în cutia aparatului. Discul este susținut în poziție orizontală cu ajutorul unui braț metalic, mobil, prins într-o clemă și este dirijat în mișcarea de rotație prin intermediul unui ax central. Discul este păstrat în discoteca automatului muzical, denumit simfonion. | Complexul Muzeal Național „Moldova”, Iași           | Cimec    |
|      | Disc Autor: Symphonion Musikwerke AG                                                                    | Datare: sfârșitul sec. al XIX-lea Școală: Atelier german Descoperit: București Dimensiuni: D=30 cm Material: Disc confecționat din metal, prevăzut cu perforații. | Discul conține înregistrarea melodiei: Kuss/Kiss waltz/Valse du baiser (vals din Opereta „Der lustige Krieg“). Melodia este înregistrată prin operația de perforare. Fiecare perforație reprezintă o notă a partiturii muzicale. În procesul de fabricație, metalul rezultat în urma perforării este întors pe partea interioară a discului sub forma unei proeminențe. Pentru funcționare, discul metalic este montat, în poziție orizontală, în automatul mecanic denumit simfonion, la care este posibilă operațiunea de schimbare a acestuia. În momentul rotirii discului, proeminențele agață lamelele metalice, acordate pe notele muzicale. Sub disc se află mecanismul format din doi piepteni metalici, poziționați diametral, care conțin 84 de lamele. Mecanismul este fixat pe un cadru metalic în cutia aparatului. Discul este susținut în poziție orizontală cu ajutorul unui braț metalic, mobil, prins într-o clemă și este dirijat în mișcarea de rotație prin intermediul unui ax central. Discul este păstrat în discoteca automatului muzical, denumit simfonion. | Complexul Muzeal Național „Moldova”, Iași           | Cimec    |
|      | Disc Autor: Symphonion Musikwerke AG                                                                    | Datare: sfârșitul sec. al XIX-lea Școală: Atelier german Descoperit: București Dimensiuni: D=30 cm Material: Disc confecționat din metal, prevăzut cu perforații. | Discul conține înregistrarea melodiei: Serba Coșarilor (compozitor: L.Stern). Melodia este înregistrată prin operația de perforare. Fiecare perforație reprezintă o notă a partiturii muzicale. În procesul de fabricație, metalul rezultat în urma perforării este întors pe partea interioară a discului sub forma unei proeminențe. Pentru funcționare, discul metalic este montat, în poziție orizontală, în automatul mecanic denumit simfonion, la care este posibilă operațiunea de schimbare a acestuia. În momentul rotirii discului, proeminențele agață lamelele metalice, acordate pe notele muzicale. Sub disc se află mecanismul format din doi piepteni metalici, poziționați diametral, care conțin 84 de lamele. Mecanismul este fixat pe un cadru metalic în cutia aparatului. Discul este susținut în poziție orizontală cu ajutorul unui braț metalic, mobil, prins într-o clemă și este dirijat în mișcarea de rotație prin intermediul unui ax central. Discul este păstrat în discoteca automatului muzical, denumit simfonion. | Complexul Muzeal Național „Moldova”, Iași           | Cimec    |
|      | Disc Autor: Symphonion Musikwerke AG                                                                    | Datare: sfârșitul sec. al XIX-lea Școală: Atelier german Descoperit: București Dimensiuni: D=30 cm Material: Disc confecționat din metal, prevăzut cu perforații. | Discul conține înregistrarea melodiei: Cavalleria Rusticana (Intermezzo von P.Mascagni). Melodia este înregistrată prin operația de perforare. Fiecare perforație reprezintă o notă a partiturii muzicale. În procesul de fabricație, metalul rezultat în urma perforării este întors pe partea interioară a discului sub forma unei proeminențe. Pentru funcționare, discul metalic este montat, în poziție orizontală, în automatul mecanic denumit simfonion, la care este posibilă operațiunea de schimbare a acestuia. În momentul rotirii discului, proeminențele agață lamelele metalice, acordate pe notele muzicale. Sub disc se află mecanismul format din doi piepteni metalici, poziționați diametral, care conțin 84 de lamele. Mecanismul este fixat pe un cadru metalic în cutia aparatului. Discul este susținut în poziție orizontală cu ajutorul unui braț metalic, mobil, prins într-o clemă și este dirijat în mișcarea de rotație prin intermediul unui ax central. Discul este păstrat în discoteca automatului muzical, denumit simfonion. | Complexul Muzeal Național „Moldova”, Iași           | Cimec    |
|      | Disc Autor: Symphonion Musikwerke AG                                                                    | Datare: sfârșitul sec. al XIX-lea Școală: Atelier german Descoperit: București Dimensiuni: D=30 cm Material: Disc confecționat din metal, prevăzut cu perforații. | Discul conține înregistrarea melodiei: Invitation to the Dance/Aufforderung züm Tanz/Invitation à la valse. Melodia este înregistrată prin operația de perforare. Fiecare perforație reprezintă o notă a partiturii muzicale. În procesul de fabricație, metalul rezultat în urma perforării este întors pe partea interioară a discului sub forma unei proeminențe. Pentru funcționare, discul metalic este montat, în poziție orizontală, în automatul mecanic denumit simfonion, la care este posibilă operațiunea de schimbare a acestuia. În momentul rotirii discului, proeminențele agață lamelele metalice, acordate pe notele muzicale. Sub disc se află mecanismul format din doi pipteni metalici, poziționați diametral, care conțin 84 de lamele. Mecanismul este fixat pe un cadru metalic în cutia aparatului. Discul este susținut în poziție orizontală cu ajutorul unui braț metalic, mobil, prins într-o clemă și este dirijat în mișcarea de rotație prin intermediul unui ax central. Discul este păstrat în discoteca automatului muzical, denumit simfonion. | Complexul Muzeal Național „Moldova”, Iași           | Cimec    |
|      | Disc Autor: Symphonion Musikwerke AG                                                                    | Datare: sfârșitul sec. al XIX-lea Școală: Atelier german Descoperit: București Dimensiuni: D=30 cm Material: Disc confecționat din metal, prevăzut cu perforații. | Discul conține înregistrarea melodiei: Meteor (vals de Iosif Ivanovici). Melodia este înregistrată prin operația de perforare. Fiecare perforație reprezintă o notă a partiturii muzicale. În procesul de fabricație, metalul rezultat în urma perforării este întors pe partea interioară a discului sub forma unei proeminențe. Pentru funcționare, discul metalic este montat, în poziție orizontală, în automatul mecanic denumit simfonion, la care este posibilă operațiunea de schimbare a acestuia. În momentul rotirii discului, proeminențele agață lamelele metalice, acordate pe notele muzicale. Sub disc se află mecanismul format din doi piepteni metalici, poziționați diametral, care conțin 84 de lamele. Mecanismul este fixat pe un cadru metalic în cutia aparatului. Discul este susținut în poziție orizontală cu ajutorul unui braț metalic, mobil, prins într-o clemă și este dirijat în mișcarea de rotație prin intermediul unui ax central. Discul este păstrat în discoteca automatului muzical, denumit simfonion. | Complexul Muzeal Național „Moldova”, Iași           | Cimec    |
|      | Disc Autor: Symphonion Musikwerke AG                                                                    | Datare: sfârșitul sec. al XIX-lea Școală: Atelier german Descoperit: București Dimensiuni: D=30 cm Material: Disc confecționat din metal, prevăzut cu perforații. | Discul conține înregistrarea melodiei: Lustige Brüder/Jolly Fellows/Les frères amusantes (compozitor: R. Vollstädt). Melodia este înregistrată prin operația de perforare. Fiecare perforație reprezintă o notă a partiturii muzicale. În procesul de fabricație, metalul rezultat în urma perforării este întors pe partea interioară a discului sub forma unei proeminențe. Pentru funcționare, discul metalic este montat, în poziție orizontală, în automatul mecanic denumit simfonion, la care este posibilă operațiunea de schimbare a acestuia. În momentul rotirii discului, proeminențele agață lamelele metalice, acordate pe notele muzicale. Sub disc se află mecanismul format din doi piepteni metalici, poziționați diametral, care conțin 84 de lamele. Mecanismul este fixat pe un cadru metalic în cutia aparatului. Discul este susținut în poziție orizontală cu ajutorul unui braț metalic, mobil, prins într-o clemă și este dirijat în mișcarea de rotație prin intermediul unui ax central. Discul este păstrat în discoteca automatului muzical, denumit simfonion. | Complexul Muzeal Național „Moldova”, Iași           | Cimec    |
|      | Disc Autor: Symphonion Musikwerke AG                                                                    | Datare: sfârșitul sec. al XIX-lea Școală: Atelier german Descoperit: București Dimensiuni: D=30 cm Material: Disc confecționat din metal, prevăzut cu perforații. | Discul conține înregistrarea cântecului german: „Menschen san mir ja Alle!“ (lied, cântec german). Melodia este înregistrată prin operația de perforare. Fiecare perforație reprezintă o notă a partiturii muzicale. În procesul de fabricație, metalul rezultat în urma perforării este întors pe partea interioară a discului sub forma unei proeminențe. Pentru funcționare, discul metalic este montat, în poziție orizontală, în automatul mecanic denumit simfonion, la care este posibilă operațiunea de schimbare a acestuia. În momentul rotirii discului, proeminențele agață lamelele metalice, acordate pe notele muzicale. Sub disc se află mecanismul format din doi piepteni metalici, poziționați diametral, care conțin 84 de lamele. Mecanismul este fixat pe un cadru metalic în cutia aparatului. Discul este susținut în poziție orizontală cu ajutorul unui braț metalic, mobil, prins într-o clemă și este dirijat în mișcarea de rotație prin intermediul unui ax central. Discul este păstrat în discoteca automatului muzical, denumit simfonion. | Complexul Muzeal Național „Moldova”, Iași           | Cimec    |
|      | Disc Autor: Symphonion Musikwerke AG                                                                    | Datare: sfârșitul sec. al XIX-lea Școală: Atelier german Descoperit: București Dimensiuni: D=30 cm Material: Disc confecționat din metal, prevăzut cu perforații. | Discul conține înregistrarea melodiei: Lelițo, lelițo fa (sârbă de Leopold Stern). Melodia este înregistrată prin operația de perforare. Fiecare perforație reprezintă o notă a partiturii muzicale. În procesul de fabricație, metalul rezultat în urma perforării este întors pe partea interioară a discului sub forma unei proeminențe. Pentru funcționare, discul metalic este montat, în poziție orizontală, în automatul mecanic denumit simfonion, la care este posibilă operațiunea de schimbare a acestuia. În momentul rotirii discului, proeminențele agață lamelele metalice, acordate pe notele muzicale. Sub disc se află mecanismul format din doi piepteni metalici, poziționați diametral, care conțin 84 de lamele. Mecanismul este fixat pe un cadru metalic în cutia aparatului. Discul este susținut în poziție orizontală cu ajutorul unui braț metalic, mobil, prins într-o clemă și este dirijat în mișcarea de rotație prin intermediul unui ax central. Discul este păstrat în discoteca automatului muzical, denumit simfonion. | Complexul Muzeal Național „Moldova”, Iași           | Cimec    |
|      | Disc Autor: Symphonion Musikwerke AG                                                                    | Datare: sfârșitul sec. al XIX-lea Școală: Atelier german Descoperit: București Dimensiuni: D=30 cm Material: Disc confecționat din metal, prevăzut cu perforații. | Discul conține înregistrarea valsului: Espana/Espana/Espano (compozitor: E.Waldteufel). Melodia este înregistrată prin operația de perforare. Fiecare perforație reprezintă o notă a partiturii muzicale. În procesul de fabricație, metalul rezultat în urma perforării este întors pe partea interioară a discului sub forma unei proeminențe. Pentru funcționare, discul metalic este montat, în poziție orizontală, în automatul mecanic denumit simfonion, la care este posibilă operațiunea de schimbare a acestuia. În momentul rotirii discului, proeminențele agață lamelele metalice, acordate pe notele muzicale. Sub disc se află mecanismul format din doi piepteni metalici, poziționați diametral, care conțin 84 de lamele. Mecanismul este fixat pe un cadru metalic în cutia aparatului. Discul este susținut în poziție orizontală cu ajutorul unui braț metalic, mobil, prins într-o clemă și este dirijat în mișcarea de rotație prin intermediul unui ax central. Discul este păstrat în discoteca automatului muzical, denumit simfonion. | Complexul Muzeal Național „Moldova”, Iași           | Cimec    |
|      | Disc Autor: Symphonion Musikwerke AG                                                                    | Datare: sfârșitul sec. al XIX-lea Școală: Atelier german Descoperit: București Dimensiuni: D=30 cm Material: Disc confecționat din metal, prevăzut cu perforații. | Discul conține înregistrarea melodiei: Mein lieber kapitän! (Ruderlied/song/chanson). Melodia este înregistrată prin operația de perforare. Fiecare perforație reprezintă o notă a partiturii muzicale. În procesul de fabricație, metalul rezultat în urma perforării este întors pe partea interioară a discului sub forma unei proeminențe. Pentru funcționare, discul metalic este montat, în poziție orizontală, în automatul mecanic denumit simfonion, la care este posibilă operațiunea de schimbare a acestuia. În momentul rotirii discului, proeminențele agață lamelele metalice, acordate pe notele muzicale. Sub disc se află mecanismul format din doi piepteni metalici, poziționați diametral, care conțin 84 de lamele. Mecanismul este fixat pe un cadru metalic în cutia aparatului. Discul este susținut în poziție orizontală cu ajutorul unui braț metalic, mobil, prins într-o clemă și este dirijat în mișcarea de rotație prin intermediul unui ax central. Discul este păstrat în discoteca automatului muzical, denumit simfonion. | Complexul Muzeal Național „Moldova”, Iași           | Cimec    |
|      | Disc Autor: Symphonion Musikwerke AG                                                                    | Datare: sfârșitul sec. al XIX-lea Școală: Atelier german Descoperit: București Dimensiuni: D=30 cm Material: Disc confecționat din metal, prevăzut cu perforații. | Discul conține înregistrarea melodiei: Funiculi, Funicula, Neapolitanisches Lied, (compozitor: Luigi Denza). Melodia este înregistrată prin operația de perforare. Fiecare perforație reprezintă o notă a partiturii muzicale. În procesul de fabricație, metalul rezultat în urma perforării este întors pe partea interioară a discului sub forma unei proeminențe. Pentru funcționare, discul metalic este montat, în poziție orizontală, în automatul mecanic denumit simfonion, la care este posibilă operațiunea de schimbare a acestuia. În momentul rotirii discului, proeminențele agață lamelele metalice, acordate pe notele muzicale. Sub disc se află mecanismul format din doi piepteni metalici, poziționați diametral, care conțin 84 de lamele. Mecanismul este fixat pe un cadru metalic în cutia aparatului. Discul este susținut în poziție orizontală cu ajutorul unui braț metalic, mobil, prins într-o clemă și este dirijat în mișcarea de rotație prin intermediul unui ax central. Discul este păstrat în discoteca automatului muzical, denumit simfonion. | Complexul Muzeal Național „Moldova”, Iași           | Cimec    |
|      | Disc Autor: Symphonion Musikwerke AG                                                                    | Școală: Atelier german Descoperit: București Dimensiuni: D=64 cm Material: Disc confecționat din metal, prevăzut cu perforații. | Discul conține înregistrarea melodiei: RADETZKY MARCH (compozitor J.Strauss Sr.). Melodia este înregistrată prin operația de perforare. Fiecare perforație reprezintă o notă a partiturii muzicale. În procesul de fabricație, metalul rezultat în urma perforării este întors pe partea interioară a discului sub forma unei proeminențe, care seamănă cu litera P atunci când este văzută oblic. Pentru funcționare, discul metalic este montat în poziție verticală pe un ax central, în automatul mecanic denumit simfonion, la care este posibilă operațiunea de schimbare a discului. În momentul rotirii discului, proeminențele metalice agață lamele metalice ale unui pieptene dublu, lamele acordate pe notele muzicale. Piptenele metalic conține 192 de lamele și este fixat pe un cadru metalic în cutia aparatului. Discul este pus în mișcare de rotație prin intermediul unui motor cu arc amplasat în cutia automatului. Discul este susținut în poziție verticală cu ajutorul unui braț metalic, mobil, prins într-o clemă și este dirijat în mișcarea de rotație prin intermediul orificiilor practicate pe marginea acestuia. Discul este păstrat în discoteca automatului muzical, denumit simfonion. | Muzeul Științei și Tehnicii „Ștefan Procopiu”, Iași | Cimec    |
|      | Disc Autor: Symphonion Musikwerke AG                                                                    | Școală: Atelier german Descoperit: București Dimensiuni: D=64 cm Material: Disc confecționat din metal, prevăzut cu perforații. | Discul conține înregistrarea melodiei: DAISY BELL (compozitor Harry Dacre). Melodia este înregistrată prin operația de perforare. Fiecare perforație reprezintă o notă a partiturii muzicale. În procesul de fabricație, metalul rezultat în urma perforării este întors pe partea interioară a discului sub forma unei proeminențe, care seamănă cu litera P atunci când este văzută oblic. Pentru funcționare, discul metalic este montat în poziție verticală pe un ax central, în automatul mecanic denumit simfonion, la care este posibilă operațiunea de schimbare a discului. În momentul rotirii discului, proeminențele metalice agață lamele metalice ale unui pieptene dublu, lamele acordate pe notele muzicale. Piptenele metalic conține 192 de lamele și este fixat pe un cadru metalic în cutia aparatului. Discul este susținut în poziție verticală cu ajutorul unui braț metalic, mobil, prins într-o clemă și este dirijat în mișcarea de rotație prin intermediul orificiilor practicate pe marginea acestuia. Discul este păstrat în discoteca automatului muzical, denumit simfonion. | Muzeul Științei și Tehnicii „Ștefan Procopiu”, Iași | Cimec    |
|      | Disc Autor: Symphonion Musikwerke AG                                                                    | Școală: Atelier german Descoperit: București Dimensiuni: D=64 cm Material: Disc confecționat din metal, prevăzut cu perforații. | Discul conține înregistrarea melodiei: LE BEAU DANUBE BLEU (The Blue Danube; An der schönen blauen Donau - walzer). Melodia este înregistrată prin operația de perforare. Fiecare perforație reprezintă o notă a partiturii muzicale. În procesul de fabricație, metalul rezultat în urma perforării este întors pe partea interioară a discului sub forma unei proeminențe, care seamănă cu litera P atunci când este văzută oblic. Pentru funcționare, discul metalic este montat în poziție verticală pe un ax central, în automatul mecanic denumit simfonion, la care este posibilă operațiunea de schimbare a discului. În momentul rotirii discului, proeminențele metalice agață lamele metalice ale unui pieptene dublu, lamele acordate pe notele muzicale. Piptenele metalic conține 192 de lamele și este fixat pe un cadru metalic în cutia aparatului. Discul este susținut în poziție verticală cu ajutorul unui braț metalic, mobil, prins într-o clemă și este dirijat în mișcarea de rotație prin intermediul orificiilor practicate pe marginea acestuia. Discul este păstrat în discoteca automatului muzical, denumit simfonion. | Muzeul Științei și Tehnicii „Ștefan Procopiu”, Iași | Cimec    |
|      | Disc Autor: Symphonion Musikwerke AG                                                                    | Școală: Atelier german Descoperit: București Dimensiuni: D=64 cm Material: Disc confecționat din metal, prevăzut cu perforații. | Discul conține înregistrarea melodiei: VIOLETTA POLKA (compozitor J.Strauss). Melodia este înregistrată prin operația de perforare. Fiecare perforație reprezintă o notă a partiturii muzicale. În procesul de fabricație, metalul rezultat în urma perforării este întors pe partea interioară a discului sub forma unei proeminențe, care seamănă cu litera P atunci când este văzută oblic. Pentru funcționare, discul metalic este montat în poziție verticală pe un ax central, în automatul mecanic denumit simfonion, la care este posibilă operațiunea de schimbare a discului. În momentul rotirii discului, proeminențele metalice agață lamele metalice ale unui pieptene dublu, lamele acordate pe notele muzicale. Piptenele metalic conține 192 de lamele și este fixat pe un cadru metalic în cutia aparatului. Discul este susținut în poziție verticală cu ajutorul unui braț metalic, mobil, prins într-o clemă și este dirijat în mișcarea de rotație prin intermediul orificiilor practicate pe marginea acestuia. Discul este păstrat în discoteca automatului muzical, denumit simfonion. | Muzeul Științei și Tehnicii „Ștefan Procopiu”, Iași | Cimec    |
|      | Disc Autor: Symphonion Musikwerke AG                                                                    | Școală: Atelier german Descoperit: București Dimensiuni: D=64 cm Material: Disc confecționat din metal, prevăzut cu perforații. | Discul conține înregistrarea melodiei: CAVALLERIA RUSTICANA (compozitor Pietro Mascagni). Melodia este înregistrată prin operația de perforare. Fiecare perforație reprezintă o notă a partiturii muzicale. În procesul de fabricație, metalul rezultat în urma perforării este întors pe partea interioară a discului sub forma unei proeminențe, care seamănă cu litera P atunci când este văzută oblic. Pentru funcționare, discul metalic este montat în poziție verticală pe un ax central, în automatul mecanic denumit simfonion, la care este posibilă operațiunea de schimbare a discului. În momentul rotirii discului, proeminențele metalice agață lamele metalice ale unui pieptene dublu, lamele acordate pe notele muzicale. Piptenele metalic conține 192 de lamele și este fixat pe un cadru metalic în cutia aparatului. Discul este susținut în poziție verticală cu ajutorul unui braț metalic, mobil, prins într-o clemă și este dirijat în mișcarea de rotație prin intermediul orificiilor practicate pe marginea acestuia. Discul este păstrat în discoteca automatului muzical, denumit simfonion. | Muzeul Științei și Tehnicii „Ștefan Procopiu”, Iași | Cimec    |
|      | Disc Autor: Symphonion Musikwerke AG                                                                    | Școală: Atelier german Descoperit: București Dimensiuni: D=64 cm Material: Disc confecționat din metal, prevăzut cu perforații. | Discul conține înregistrarea uverturii: LES HUGUENOTS (THE HUGENOTS/DIE HUGENOTTEN), compozitor Giacomo Mayerbeer. Melodia este înregistrată prin operația de perforare. Fiecare perforație reprezintă o notă a partiturii muzicale. În procesul de fabricație, metalul rezultat în urma perforării este întors pe partea interioară a discului sub forma unor proeminențe, care seamănă cu litera P atunci când este văzută oblic. Pentru funcționare, discul metalic este montat în poziție verticală pe un ax central, în automatul mecanic denumit simfonion, la care este posibilă operațiunea de schimbare a discului. În momentul rotirii discului, proeminențele metalice agață lamele metalice ale unui pieptene dublu, lamele acordate pe notele muzicale. Piptenele metalic conține 192 de lamele și este fixat pe un cadru metalic în cutia aparatului. Discul este pus în mișcare de rotație prin intermediul unui motor cu arc amplasat în cutia automatului. Discul este susținut în poziție verticală cu ajutorul unui braț metalic, mobil, prins într-o clemă și este dirijat în mișcarea de rotație prin intermediul orificiilor practicate pe marginea acestuia. Discul este păstrat în discoteca automatului muzical, denumit simfonion. | Muzeul Științei și Tehnicii „Ștefan Procopiu”, Iași | Cimec    |
|      | Disc Autor: Symphonion Musikwerke AG                                                                    | Școală: Atelier german Descoperit: București Dimensiuni: D=64 cm Material: Disc confecționat din metal, prevăzut cu perforații. | Discul conține înregistrarea imnului național al Republicii Franceze: LA MARSEILLAISE (compozitor și textier: Rouget de Lisle). Melodia este înregistrată prin operația de perforare. Fiecare perforație reprezintă o notă a partiturii muzicale. În procesul de fabricație, metalul rezultat în urma perforării este întors pe partea interioară a discului sub forma unei proeminențe, care seamănă cu litera P atunci când este văzută oblic. Pentru funcționare, discul metalic este montat în poziție verticală pe un ax central, în automatul mecanic denumit simfonion, la care este posibilă operațiunea de schimbare a discului. În momentul rotirii discului, proeminențele metalice agață lamele metalice ale unui pieptene dublu, lamele acordate pe notele muzicale. Piptenele metalic conține 192 de lamele și este fixat pe un cadru metalic în cutia aparatului. Discul este susținut în poziție verticală cu ajutorul unui braț metalic, mobil, prins într-o clemă și este dirijat în mișcarea de rotație prin intermediul orificiilor practicate pe marginea acestuia. Discul este păstrat în discoteca automatului muzical, denumit simfonion. | Muzeul Științei și Tehnicii „Ștefan Procopiu”, Iași | Cimec    |
|      | Disc Autor: Symphonion Musikwerke AG                                                                    | Școală: Atelier german Descoperit: București Dimensiuni: D=64 cm Material: Disc confecționat din metal, prevăzut cu perforații. | Discul conține înregistrarea melodiei: LA BELLE POLONAISE (The nice Pole. Bettelstudent. Die schöne Polin. Mazurka), compozitor: Carl Millöcker. Melodia este înregistrată prin operația de perforare. Fiecare perforație reprezintă o notă a partiturii muzicale. În procesul de fabricație, metalul rezultat în urma perforării este întors pe partea interioară a discului sub forma unei proeminențe, care seamănă cu litera P atunci când este văzută oblic. Pentru funcționare, discul metalic este montat în poziție verticală pe un ax central, în automatul mecanic denumit simfonion, la care este posibilă operațiunea de schimbare a discului. În momentul rotirii discului, proeminențele metalice agață lamele metalice ale unui pieptene dublu, lamele acordate pe notele muzicale. Piptenele metalic conține 192 de lamele și este fixat pe un cadru metalic în cutia aparatului. Discul este susținut în poziție verticală cu ajutorul unui braț metalic, mobil, prins într-o clemă și este dirijat în mișcarea de rotație prin intermediul orificiilor practicate pe marginea acestuia. Discul este păstrat în discoteca automatului muzical, denumit simfonion. | Muzeul Științei și Tehnicii „Ștefan Procopiu”, Iași | Cimec    |
|      | Disc Autor: Symphonion Musikwerke AG                                                                    | Școală: Atelier german Descoperit: București Dimensiuni: D=64 cm Material: Disc confecționat din metal, prevăzut cu perforații. | Discul conține înregistrarea liedului: LOISELIER. BONJOUR AMIS! din opereta "Vănzătorul de păsări" (The bird seller/Der Vogelhndler), compozitor: Carll Zeller. Melodia este înregistrată prin operația de perforare. Fiecare perforație reprezintă o notă a partiturii muzicale. În procesul de fabricație, metalul rezultat în urma perforării este întors pe partea interioară a discului sub forma unei proeminențe, care seamănă cu litera P atunci când este văzută oblic. Pentru funcționare, discul metalic este montat în poziție verticală pe un ax central, în automatul mecanic denumit simfonion, la care este posibilă operațiunea de schimbare a discului. În momentul rotirii discului, proeminențele metalice agață lamele metalice ale unui pieptene dublu, lamele acordate pe notele muzicale. Piptenele metalic conține 192 de lamele și este fixat pe un cadru metalic în cutia aparatului. Discul este susținut în poziție verticală cu ajutorul unui braț metalic, mobil, prins într-o clemă și este dirijat în mișcarea de rotație prin intermediul orificiilor practicate pe marginea acestuia. Discul este păstrat în discoteca automatului muzical, denumit simfonion. | Muzeul Științei și Tehnicii „Ștefan Procopiu”, Iași | Cimec    |
|      | Disc Autor: Symphonion Musikwerke AG                                                                    | Școală: Atelier german Descoperit: București Dimensiuni: D=64 cm Material: Disc confecționat din metal, prevăzut cu perforații. | Discul conține înregistrarea melodiei: LES FAUVETTES/THE LINGETS/Die GRASMÜCKEN-polka. Melodia este înregistrată prin operația de perforare. Fiecare perforație reprezintă o notă a partiturii muzicale. În procesul de fabricație, metalul rezultat în urma perforării este întors pe partea interioară a discului sub forma unor proeminențe, care seamănă cu litera P atunci când este văzută oblic. Pentru funcționare, discul metalic este montat în poziție verticală pe un ax central, în automatul mecanic denumit simfonion, la care este posibilă operațiunea de schimbare a discului. În momentul rotirii discului, proeminențele metalice agață lamele metalice ale unui pieptene dublu, lamele acordate pe notele muzicale. Piptenele metalic conține 192 de lamele și este fixat pe un cadru metalic în cutia aparatului. Discul este susținut în poziție verticală cu ajutorul unui braț metalic, mobil, prins într-o clemă și este dirijat în mișcarea de rotație prin intermediul orificiilor practicate pe marginea acestuia. Discul este păstrat în discoteca automatului muzical, denumit simfonion. | Muzeul Științei și Tehnicii „Ștefan Procopiu”, Iași | Cimec    |
|      | Disc Autor: Symphonion Musikwerke AG                                                                    | Școală: Atelier german Descoperit: București Dimensiuni: D=64 cm Material: Disc confecționat din metal, prevăzut cu perforații. | Discul conține înregistrarea valsului: SANG VIENNOIS/WIENER BLUT (compozitor J.Strauss). Melodia este înregistrată prin operația de perforare. Fiecare perforație reprezintă o notă a partiturii muzicale. În procesul de fabricație, metalul rezultat în urma perforării este întors pe partea interioară a discului sub forma unor proeminențe, care seamănă cu litera P atunci când este văzută oblic. Pentru funcționare, discul metalic este montat în poziție verticală pe un ax central, în automatul mecanic denumit simfonion, la care este posibilă operațiunea de schimbare a discului. În momentul rotirii discului, proeminențele metalice agață lamele metalice ale unui pieptene dublu, lamele acordate pe notele muzicale. Piptenele metalic conține 192 de lamele și este fixat pe un cadru metalic în cutia aparatului. Discul este susținut în poziție verticală cu ajutorul unui braț metalic, mobil, prins într-o clemă și este dirijat în mișcarea de rotație prin intermediul orificiilor practicate pe marginea acestuia. Discul este păstrat în discoteca automatului muzical, denumit simfonion. | Muzeul Științei și Tehnicii „Ștefan Procopiu”, Iași | Cimec    |
|      | Disc Autor: Symphonion Musikwerke AG                                                                    | Școală: Atelier german Descoperit: București Dimensiuni: D=64 cm Material: Disc confecționat din metal, prevăzut cu perforații. | Discul conține înregistrarea valsului: IL BACIO/DER KUSS (compozitor: Luigi Arditi). Melodia este înregistrată prin operația de perforare. Fiecare perforație reprezintă o notă a partiturii muzicale. În procesul de fabricație, metalul rezultat în urma perforării este întors pe partea interioară a discului sub forma unei proeminențe, care seamănă cu litera P atunci când este văzută oblic. Pentru funcționare, discul metalic este montat în poziție verticală pe un ax central, în automatul mecanic denumit simfonion, la care este posibilă operațiunea de schimbare a discului. În momentul rotirii discului, proeminențele metalice agață lamele metalice ale unui pieptene dublu, lamele acordate pe notele muzicale. Piptenele metalic conține 192 de lamele și este fixat pe un cadru metalic în cutia aparatului. Discul este susținut în poziție verticală cu ajutorul unui braț metalic, mobil, prins într-o clemă și este dirijat în mișcarea de rotație prin intermediul orificiilor practicate pe marginea acestuia. Discul este păstrat în discoteca automatului muzical, denumit simfonion. | Muzeul Științei și Tehnicii „Ștefan Procopiu”, Iași | Cimec    |
|      | Disc Autor: Symphonion Musikwerke AG                                                                    | Școală: Atelier german Descoperit: București Dimensiuni: D=64 cm Material: Disc confecționat din metal, prevăzut cu perforații. | Discul conține înregistrarea melodiei de la dansul popular german: LA REINE DES FATS/DAISY QUEEN/DIE GIGERLKONIGIN (compozitor Paul Lincke). Melodia este înregistrată prin operația de perforare. Fiecare perforație reprezintă o notă a partiturii muzicale. În procesul de fabricație, metalul rezultat în urma perforării este întors pe partea interioară a discului sub forma unor proeminențe, care seamănă cu litera P atunci când este văzută oblic. Pentru funcționare, discul metalic este montat în poziție verticală pe un ax central, în automatul mecanic denumit simfonion, la care este posibilă operațiunea de schimbare a discului. În momentul rotirii discului, proeminențele metalice agață lamele metalice ale unui pieptene dublu, lamele acordate pe notele muzicale. Piptenele metalic dublu conține 192 de lamele și este fixat pe un cadru metalic în cutia aparatului. Discul este susținut în poziție verticală cu ajutorul unui braț metalic, mobil, prins într-o clemă și este dirijat în mișcarea de rotație prin intermediul orificiilor practicate pe marginea acestuia. Discul este păstrat în discoteca automatului muzical, denumit simfonion. | Muzeul Științei și Tehnicii „Ștefan Procopiu”, Iași | Cimec    |
|      | Disc Autor: Symphonion Musikwerke AG                                                                    | Datare: sfârșitul sec. al XIX-lea Școală: Atelier german Descoperit: București Dimensiuni: D=30 cm Material: Disc confecționat din metal, prevăzut cu perforații. | Discul conține înregistrarea melodiei napolitane SANTA LUCIA. Melodia este înregistrată prin operația de perforare. Fiecare perforație reprezintă o notă a partiturii muzicale. În procesul de fabricație, metalul rezultat în urma perforării este întors pe partea interioară a discului sub forma unor proeminențe. Pentru funcționare, discul metalic este montat, în poziție orizontală, în automatul mecanic denumit simfonion, la care este posibilă operațiunea de schimbare a acestuia. În momentul rotirii discului, proeminențele agață lamelele metalice, acordate pe notele muzicale. Sub disc se află mecanismul format din doi piepteni metalici, poziționați diametral, care conțin 84 de lamele. Mecanismul este fixat pe un cadru metalic în cutia aparatului. Discul este susținut în poziție orizontală cu ajutorul unui braț metalic, mobil, prins într-o clemă și este dirijat în mișcarea de rotație prin intermediul unui ax central. Discul este păstrat în discoteca automatului muzical, denumit simfonion. | Muzeul Științei și Tehnicii „Ștefan Procopiu”, Iași | Cimec    |
|      | Disc Autor: Symphonion Musikwerke AG                                                                    | Datare: sfârșitul sec. al XIX-lea Școală: Atelier german Descoperit: București Dimensiuni: D=30 cm Material: Disc confecționat din metal, prevăzut cu perforații. | Discul conține înregistrarea melodiei POLONAISE din Opera Mignon. Melodia este înregistrată prin operația de perforare. Fiecare perforație reprezintă o notă a partiturii muzicale. În procesul de fabricație, metalul rezultat în urma perforării este întors pe partea interioară a discului sub forma unor proeminențe. Pentru funcționare, discul metalic este montat, în poziție orizontală, în automatul mecanic denumit simfonion, la care este posibilă operațiunea de schimbare a acestuia. În momentul rotirii discului, proeminențele agață lamelele metalice, acordate pe notele muzicale. Sub disc se află mecanismul format din doi piepteni metalici, poziționați diametral, care conțin 84 de lamele. Mecanismul este fixat pe un cadru metalic în cutia aparatului. Discul este susținut în poziție orizontală cu ajutorul unui braț metalic, mobil, prins într-o clemă și este dirijat în mișcarea de rotație prin intermediul unui ax central. Discul este păstrat în discoteca automatului muzical, denumit simfonion. | Muzeul Științei și Tehnicii „Ștefan Procopiu”, Iași | Cimec    |
|      | Disc Autor: Symphonion Musikwerke AG                                                                    | Datare: sfârșitul sec. al XIX-lea Școală: Atelier german Descoperit: București Dimensiuni: D=30 cm Material: Disc confecționat din metal, prevăzut cu perforații. | Discul conține înregistrarea valsului ROMEO und JULIETTE (Je veux vivre). Melodia este înregistrată prin operația de perforare. Fiecare perforație reprezintă o notă a partiturii muzicale. În procesul de fabricație, metalul rezultat în urma perforării este întors pe partea interioară a discului sub forma unor proeminențe. Pentru funcționare, discul metalic este montat, în poziție orizontală, în automatul mecanic denumit simfonion, la care este posibilă operațiunea de schimbare a acestuia. În momentul rotirii discului, proeminențele agață lamelele metalice, acordate pe notele muzicale. Sub disc se află mecanismul format din doi piepteni metalici, poziționați diametral, care conțin 84 de lamele. Mecanismul este fixat pe un cadru metalic în cutia aparatului. Discul este susținut în poziție orizontală cu ajutorul unui braț metalic, mobil, prins într-o clemă și este dirijat în mișcarea de rotație prin intermediul unui ax central. Discul este păstrat în discoteca automatului muzical, denumit simfonion. | Muzeul Științei și Tehnicii „Ștefan Procopiu”, Iași | Cimec    |
|      | Disc Autor: Symphonion Musikwerke AG                                                                    | Datare: sfârșitul sec. al XIX-lea Școală: Atelier german Descoperit: București Dimensiuni: D=30 cm Material: Disc confecționat din metal, prevăzut cu perforații. | Discul conține înregistrarea melodiei DAS NACHTLAGER von GRANADA. Melodia este înregistrată prin operația de perforare. Fiecare perforație reprezintă o notă a partiturii muzicale. În procesul de fabricație, metalul rezultat în urma perforării este întors pe partea interioară a discului sub forma unor proeminențe. Pentru funcționare, discul metalic este montat, în poziție orizontală, în automatul mecanic denumit simfonion, la care este posibilă operațiunea de schimbare a acestuia. În momentul rotirii discului, proeminențele agață lamelele metalice, acordate pe notele muzicale. Sub disc se află mecanismul format din doi piepteni metalici, poziționați diametral, care conțin 84 de lamele. Mecanismul este fixat pe un cadru metalic în cutia aparatului. Discul este susținut în poziție orizontală cu ajutorul unui braț metalic, mobil, prins într-o clemă și este dirijat în mișcarea de rotație prin intermediul unui ax central. Discul este păstrat în discoteca automatului muzical, denumit simfonion. | Muzeul Științei și Tehnicii „Ștefan Procopiu”, Iași | Cimec    |
|      | Disc Autor: Symphonion Musikwerke AG                                                                    | Datare: sfârșitul sec. al XIX-lea Școală: Atelier german Descoperit: București Dimensiuni: D=30 cm Material: Disc confecționat din metal, prevăzut cu perforații. | Discul conține înregistrarea melodiei PAS de QUATRE (The SkirtDance), compozitor: Meyer Lutz. Melodia este înregistrată prin operația de perforare. Fiecare perforație reprezintă o notă a partiturii muzicale. În procesul de fabricație, metalul rezultat în urma perforării este întors pe partea interioară a discului sub forma unor proeminențe. Pentru funcționare, discul metalic este montat, în poziție orizontală, în automatul mecanic denumit simfonion, la care este posibilă operațiunea de schimbare a acestuia. În momentul rotirii discului, proeminențele agață lamelele metalice, acordate pe notele muzicale. Sub disc se află mecanismul format din doi piepteni metalici, poziționați diametral, care conțin 84 de lamele. Mecanismul este fixat pe un cadru metalic în cutia aparatului. Discul este susținut în poziție orizontală cu ajutorul unui braț metalic, mobil, prins într-o clemă și este dirijat în mișcarea de rotație prin intermediul unui ax central. Discul este păstrat în discoteca automatului muzical, denumit simfonion. | Muzeul Științei și Tehnicii „Ștefan Procopiu”, Iași | Cimec    |
|      | Disc Autor: Symphonion Musikwerke AG                                                                    | Datare: sfârșitul sec. al XIX-lea Școală: Atelier german Descoperit: București Dimensiuni: D=30 cm Material: Disc confecționat din metal, prevăzut cu perforații. | Discul conține înregistrarea melodiei LE FEU FOLLET de G.Kuhe. Melodia este înregistrată prin operația de perforare. Fiecare perforație reprezintă o notă a partiturii muzicale. În procesul de fabricație, metalul rezultat în urma perforării este întors pe partea interioară a discului sub forma unei proeminențe. Pentru funcționare, discul metalic este montat, în poziție orizontală, în automatul mecanic denumit simfonion, la care este posibilă operațiunea de schimbare a acestuia. În momentul rotirii discului, proeminențele agață lamelele metalice, acordate pe notele muzicale. Sub disc se află mecanismul format din doi piepteni metalici, poziționați diametral, care conțin 84 de lamele. Mecanismul este fixat pe un cadru metalic în cutia aparatului. Discul este susținut în poziție orizontală cu ajutorul unui braț metalic, mobil, prins într-o clemă și este dirijat în mișcarea de rotație prin intermediul unui ax central. Discul este păstrat în discoteca automatului muzical, denumit simfonion. | Muzeul Științei și Tehnicii „Ștefan Procopiu”, Iași | Cimec    |
|      | Disc Autor: Symphonion Musikwerke AG                                                                    | Datare: sfârșitul sec. al XIX-lea Școală: Atelier german Descoperit: București Dimensiuni: D=30 cm Material: Disc confecționat din metal, prevăzut cu perforații. | Discul conține înregistrarea melodiei LA VALSE DU CLIQUOT. Melodia este înregistrată prin operația de perforare. Fiecare perforație reprezintă o notă a partiturii muzicale. În procesul de fabricație, metalul rezultat în urma perforării este întors pe partea interioară a discului sub forma unei proeminențe. Pentru funcționare, discul metalic este montat, în poziție orizontală, în automatul mecanic denumit simfonion, la care este posibilă operațiunea de schimbare a acestuia. În momentul rotirii discului, proeminențele agață lamelele metalice, acordate pe notele muzicale. Sub disc se află mecanismul format din doi piepteni metalici, poziționați diametral, care conțin 84 de lamele. Mecanismul este fixat pe un cadru metalic în cutia aparatului. Discul este susținut în poziție orizontală cu ajutorul unui braț metalic, mobil, prins într-o clemă și este dirijat în mișcarea de rotație prin intermediul unui ax central. Discul este păstrat în discoteca automatului muzical, denumit simfonion. | Muzeul Științei și Tehnicii „Ștefan Procopiu”, Iași | Cimec    |
|      | Radioreceptor Autor: Mende - Radio H. Mende & Co., Dresda                                               | Descoperit: jud. IAȘI, IAȘI Dimensiuni: L: 47 cm; La: 32 cm; H: 37 cm Material: lemn; ebonită; materiale textile | Aparat tip superheterodină cu 3 lungimi de undă, borne pikup, alimentare în alternativ, difuzor tip electrodinamic în interior. Tuburi electronice: AH1, AC2, AF3, AB1, AF7, AL2, AZ1. Este montat în cutie de lemn furniruit maro, de formă paralelipipedică, cu muchia superioară față rotunjită. în față jos este scala, iar sus niște decupaje în dreptul cărora este material textil pentru protecția difuzorului. Lateral stânga este întrerupătorul, în față stânga butonul de reglare a volumului sonor, în mijloc mai jos butonul de selectare a posturilor, iar în dreapta schimbătorul de lungimi de undă. În spate are un buton de reglare a circuitului „dop" (anterezonant). Are un sistem original - transmisie cu lanț - pentru acționarea condensatorului variabil și indicatorului scalei. | Complexul Muzeal Național „Moldova”, Iași           | Cimec    |
|      | Radioreceptor Autor: Eumig, Elektrizitäts und Metallwaren-Industrie-Gesellschaft; Wien                  | Datare: 1936 Descoperit: jud. GALAȚI, GALAȚI Dimensiuni: L: 29 cm; La: 37 cm; H: 39,5 cm Material: lemn; sticlă; alamă; aluminiu; carton; cupru; materiale diverse | Radioreceptor superheterodină cu gamele de undă: UL: 750-2000 m; UM: 200-600 m; US: 19-53 m și tuburi electronice: AF3, ABC1, 5UZ4 și TAK2, cu bornă pick-up. Difuzor electromagnetic. Cutie verticală de lemn furniruit, maro deschis. Dispozitive de comandă și auxiliare: buton pornit-oprit și reglaj volum, buton acord al selectivității, buton schimbător game, bornă pentru antenă, difuzor suplimentar. | Complexul Muzeal Național „Moldova”, Iași           | Cimec    |
|      | Radioreceptor Autor: Lumophon Brukner & Rtark, Germania                                                 | Descoperit: jud. IAȘI, IAȘI Dimensiuni: L: 39 cm; La: 20,5 cm; H: 47 cm Material: sticlă; lemn; cupru; carton; metal; materiale textile | Radioreceptor cu amplificare directă cu gamele de undă: UL: 550-1600 m; UM: 250-550 m, cu tuburi electronice: 3+1 (Telefunken). Difuzorul: electromagnetic (deteriorat). Alimentarea: c.a. 110/220 V. Cutia din lemn tip vertical cu dispozitive de comandă și auxiliare: buton reglaj volum, buton reglaj al selectivității, buton schimbător game, bornă pentru antenă și difuzor suplimentar. Aparatul este printre primele tipuri cu posturile înscrise pe scală. | Complexul Muzeal Național „Moldova”, Iași           | Cimec    |
|      | Radioreceptor Autor: Radio Popular, București                                                           | Datare: 1954 Descoperit: jud. IAȘI, IAȘI Dimensiuni: L: 41 cm; La: 21 cm; H: 28 cm Material: lemn; sticlă; metal; materiale textile; material plastic; materiale electrotehnice | Aparatul este montat într-o casetă din lemn de culoare maro deschis, prevăzută frontal cu buton acord și scală alcătuită din 3 părți așezate vertical, pentru UL, UM și US. Are 4+1 tuburi electronice: ECH42, EAF42, AZ41, EL41. Difuzorul este permanent dinamic. | Complexul Muzeal Național „Moldova”, Iași           | Cimec    |
|      | Radioreceptor Autor: Radio H. Mende & Co. GmbH, Dresda                                                  | Descoperit: jud. IAȘI, IAȘI Dimensiuni: L: 35 cm; La: 22 cm; H: 23 cm Material: bachelită; cupru; fier; sticlă; hârtie; pânză | Radioreceptor cu reacție, cu 2 game, 4 lămpi și scală sub formă de tambur rotativ, gradată de la 0 la 180 diviziuni. Cele 2 butoane din față sunt pentru acord și reglaj scală, iar pârghia pentru schimbarea gamelor de unde. Lateral este butonul pentru reglajul reacției. Are difuzor tip „Trioton” electrodinamic. Este montat în cutie de bachelită maro. | Complexul Muzeal Național „Moldova”, Iași           | Cimec    |
|      | Radioreceptor Autor: Aron-Elektrizitaes, Berlin                                                         | Descoperit: BUCUREȘTI Dimensiuni: L: 34 cm; La: 14 cm; H: 41 cm Material: bachelită; sticlă; cupru; metal; materiale textile; materiale diverse | Aparatul radio cu reacție. Este într-o carcasă de lemn de culoare maro tip catedrală cu partea de sus rotunjită. Are 4 lămpi Volvo și Philips. Pe fața aparatului sunt trei butoane: de volum, pentru scală care este într-un chenar cu diviziuni de la 0 la 40. Radioreceptorul are difuzor interior cu alimentarea cu curent alternativ. Alimentarea se face prin fața aparatului. | Complexul Muzeal Național „Moldova”, Iași           | Cimec    |
|      | Radioreceptor Autor: Minerva-Radio (Radiola-Radioapparate und Bestandteile W. Wohlleber & Co), Wien     | Datare: 1934 Descoperit: jud. GALAȚI, GALAȚI Dimensiuni: L: 39 cm; La: 30 cm; H: 48 cm Material: metal; sticlă; lemn; pânză; material elecroizolant | Aparatul de culoare maro deschis, seria 22130, are 4+1 lămpi, 3 lungimi de undă, difuzor eletromagnetic, scala tip tambur, cu o lupă reglată cu 2 butoane (unul pentru reglaj fin). Dispozitive de comandă și auxiliare: buton pornit-oprit și reglaj volum, buton acord al selectivității, buton schimbător game, bornă pentru antenă. | Complexul Muzeal Național „Moldova”, Iași           | Cimec    |
|      | Radioreceptor Autor: Philips, Olanda                                                                    | Datare: 1936 Descoperit: jud. GALAȚI, GALAȚI Dimensiuni: L: 30 cm; La: 33,5 cm; H: 39,5 cm Material: lemn; fier; cupru; sticlă; bachelită | Radioreceptor tip superheterodină, cu 3+2 lămpi, 3 lungimi de undă, cu difuzor permanent dinamic, scală rabatabilă. Dispozitive de comandă și auxiliare: buton pornit-oprit și reglaj volum, buton acord al selectivității, bornă pentru antenă, difuzor suplimentar și pick-up. Scala este rabatabilă, plasată în partea superioară a casetei. | Complexul Muzeal Național „Moldova”, Iași           | Cimec    |
|      | Radioreceptor Autor: Columbia Graphophone Company Romana S.A.                                           | Descoperit: jud. GALAȚI Dimensiuni: L: 47 cm; La: 35 cm; H: 35 cm Material: lemn; sticlă; cupru; ebonită; corton; metale; materiale textile; materiale electrotehnice | Aparat de culoare neagră, cu 4+2 lămpi, 3 lungimi de undă, scală verticală, ochi magic, bornă de pikup, 3 butoane, difuzorul permanent dinamic. Alimentarea: c.a. 120/220 V, 50Hz. Dispozitive de comandă și auxiliare: buton pornit-oprit și reglaj volum, buton acord al selectivității, buton schimbător game, bornă pentru antenă, difuzor suplimentar. În anul 1939 firma Columbia Graphophone Company Romana S.A., sucursala Columbiei Graphophone London din România, București a fost preluată de germani. Firma vindea sub emblema Columbia radiouri de fabricație germană ca Radione și Ingelen. | Complexul Muzeal Național „Moldova”, Iași           | Cimec    |
|      | Radioreceptor Autor: Hornyphon, Viena                                                                   | Descoperit: jud. GALAȚI, ODOBEȘTI Dimensiuni: L: 49 cm; La: 35 cm; H: 36 cm Material: lemn; metal; sticlă; ebonită | Aparatul de culoare maro, tip Prinz 38, cu 3+2 lămpi, 3 lungimi de undă, butonul pentru scală basculant pe verticală în două poziții. Dispozitive de comandă și auxiliare: buton reglaj volum, buton reglaj al selectivității, schimbător game, bornă pentru antenă, difuzor suplimentar și pick-up. | Complexul Muzeal Național „Moldova”, Iași           | Cimec    |
|      | Radioreceptor Autor: Graetz Radio, Berlin                                                               | Datare: 1939 Descoperit: jud. GALAȚI, GALAȚI Dimensiuni: L: 57 cm; La: 29 cm; H: 36 cm Material: lemn; metal; sticlă; ebonită; materiale textile | Aparat de radio superheterodină, cu gamele de undă: UL: 750-2000 m; UM: 200-550 m; US: 40-95 m. Tuburi electronice: EFM 11, ECH 11, EBF 11, EL 11, AZ 11, EM 11 ochi magic. Difuzorul este permanent dinamic. Alimentarea: c.a. 110/150/220/240 V, 50 Hz cu economizor pentru reducerea consumului cu 30%. Caseta este din lemn furniruit de tip masa, orizontal cu scala și butoanele așezate frontal. Dispozitive de comandă și auxiliare: buton pornit-oprit și reglaj volum, buton acord al selectivității, buton schimbător game, bornă pentru antenă, difuzor suplimentar și pick-up. | Complexul Muzeal Național „Moldova”, Iași           | Cimec    |
|      | Radioreceptor Autor: Allgemeine Elektricitäts-Gesellschaft (AEG), Berlin                                | Descoperit: jud. IAȘI, IAȘI Dimensiuni: L: 63,5 cm; La: 25 cm; H: 32 cm Material: lemn; carton; metal; sticlă; materiale textile; materiale electrotehnice | Caseta aparatului este din lemn furniruit maro. Difuzorul: permanent dinamic. Alimentarea: c.a. 110/220 V, 50 Hz. Tuburi electronice: AK2, AF7, AL4, ABC1, AZ1. Dispozitive de comandă și auxiliare: buton reglaj volum, buton acord al selectivității, buton schimbător game, bornă pentru antenă, difuzor suplimentar și pick-up. | Complexul Muzeal Național „Moldova”, Iași           | Cimec    |
|      | Radioreceptor Autor: EAW, Elektro-Apparate-Werke (AT Apparatewerk Treptow) Berlin                       | Descoperit: jud. GALAȚI, GALAȚI Dimensiuni: L: 60 cm; La: 28 cm; H: 40 cm Material: lemn; sticlă; carton; metal; materiale textile; materiale diverse | Radioreceptor superheterodină cu o casetă din lemn maro. Tuburi electronice: ECH 81, EBF 11, EF 11, EL 11, AZ 11 și EM 11. Greutate: 11,5 kg. Difuzorul: permanent dinamic. Alimentarea: c.a. 110/220 V, 50 Hz. Dispozitive de comandă și auxiliare: buton pornit-oprit și reglaj volum, buton acord al selectivității, buton schimbător game, bornă pentru antenă, difuzor suplimentar și pick-up. | Complexul Muzeal Național „Moldova”, Iași           | Cimec    |
|      | Radioreceptor Autor: Atelierele Philips București (?)                                                   | Descoperit: jud. GALAȚI, GALAȚI Dimensiuni: L: 35 cm; La: 22 cm; H: 41 cm Material: lemn; sticlă; ebonită; tablă de fier; cupru | Este un aparat cu alimentare în curent alternativ, de tipul cu amplificare directă, având 3 lungimi de undă. În partea frontală, sus în cutia de lemn maro a aparatului, se află difuzorul de tip electrodinamic, acoperit cu pânză. Tot pe partea din față se află scala circulară. Mai jos, în stânga, este schimbătorul de lungimi de undă, în mijloc este butonul de reglare a indicatorului de scală, iar în dreapta butonul de reglare a gradului de reacție. Are lămpile originale: P 495 STATOR, P 43, PHILIPS E 438, PHILIPS E 424. | Complexul Muzeal Național „Moldova”, Iași           | Cimec    |
|      | Radioreceptor Autor: Radio Popular, București                                                           | Datare: 1950 Descoperit: jud. GALAȚI, GALAȚI Dimensiuni: L: 32 cm; La: 22 cm; H: 17 cm Material: lemn; metal; sticlă; material izolant; pânză | Radio superheterodină cu 3+1 tuburi electronice, 2 lungimi de undă. Cutia aparatului este de culoare neagră cu scala de tip circular frontală. Dispozitive de comandă și auxiliare: buton pornit-oprit și reglaj volum, buton acord al selectivității, tijă schimbător game, bornă pentru antenă, difuzor suplimentar. | Complexul Muzeal Național „Moldova”, Iași           | Cimec    |
|      | Radioreceptor Autor: Electromagnetica, București                                                        | Datare: 1954 Descoperit: jud. BOTOȘANI, BOTOȘANI Dimensiuni: L: 40 cm; La: 22 cm; H: 26 cm Material: lemn; metal; sticlă; materiale textile; material plastic | Radioreceptor superheterodină cu tuburi electronice de producție rusească. Dispozitive de comandă și auxiliare: buton pornit-oprit și reglaj volum, buton acord al selectivității, buton schimbător game, bornă pentru antenă. | Complexul Muzeal Național „Moldova”, Iași           | Cimec    |
|      | Radioreceptor Autor: Telefunken Deutschland (TFK)                                                       | Descoperit: jud. GALAȚI, GALAȚI Dimensiuni: L: 24 cm; La: 13 cm; H: 25 cm Material: bachelită; carton; metal; material izolant; materiale textile | Aparatul de culoare maro închis din bachelită de tip Deutscher Kleinempfänger 1938 DKE, cu tuburi electronice: AB 1, VCL 11, două lungimi de undă, scala tip sector, difuzor permanent dinamic. Aparatul este cu reacție. Dispozitive de comandă și auxiliare: buton pornit-oprit, reglaj volum și al reacției, buton acord al selectivității, buton schimbător game, bornă pentru antenă. | Complexul Muzeal Național „Moldova”, Iași           | Cimec    |
|      | Radioreceptor Autor: Tesla, Cehia                                                                       | Datare: 1956 Descoperit: jud. IAȘI, IAȘI Dimensiuni: L: 36 cm; La: 16 cm; H: 28 cm Material: material plastic; materiale textile; sticlă; aluminiu; fier; cupru; materiale electrotehnice | Radioreceptor superheterodină cu tuburi electronice UCH 21, UCH 21, UBL 21, UY 1N și EM 11 ochi magic; lungimi de unde: UL, UM: 150-1600 KHz; US: 9,8-18 MHz; UUS: 65-73 MHz. Caseta este din material plastic de culoare neagră. Difuzorul este permanent dinamic. Dispozitive de comandă și auxiliare: buton pornit-oprit și reglaj volum, buton acord al selectivității, buton schimbător game, bornă pentru antenă, difuzor suplimentar. | Complexul Muzeal Național „Moldova”, Iași           | Cimec    |
|      | Radioreceptor Autor: Siemens & Halske / S. Electrogeräte, Berlin                                        | Descoperit: jud. HUNEDOARA, HUNEDOARA Dimensiuni: L: 40 cm; La: 28 cm; H: 35 cm Material: lemn; materiale textile; carton; sticlă; metal; materiale electrotehnice | Cutia aparatului este din lemn de culoare maro. Frontal față sus, este scala pentru UL, UM, US. Tuburi electronice: DECH 11, DF 11, DAE 11 și DL 11. Greutate: 13 kg. Difuzorul: permanent dinamic. Alimentarea: c.c. Baterie anodică 120 V, baterie filament 1,2 V. Dispozitive de comandă și auxiliare: buton pornit-oprit și reglaj volum, buton acord al selectivității, buton schimbător game, bornă pentru antenă, difuzor suplimentar și pick-up. | Complexul Muzeal Național „Moldova”, Iași           | Cimec    |
|      | Radioreceptor Autor: Siemens & Halske                                                                   | Datare: 1941 Descoperit: jud. HUNEDOARA, HUNEDOARA Dimensiuni: L: 60 cm; La: 28,5 cm; H: 45 cm Material: lemn; materiale textile; carton; sticlă; material plastic; materiale electrotehnice | Aparat radio cu tuburi electronice, în casetă din lemn de culoare maro. Funcționează pe gamele de unde UL, UM, US. Tuburi electronice: ECH11, EBF11, EF11, EL11, AZ11 și EM11 ochi magic; difuzor permanent dinamic. Frontal față sunt scala și butoanele de acord al selectivității, reglaj volum și schimbător game. Alimentarea: c.a. 110/220 V, 50Hz. | Complexul Muzeal Național „Moldova”, Iași           | Cimec    |
|      | Radioreceptor Autor: Orion, Budapesta                                                                   | Descoperit: jud. GALAȚI, GALAȚI Dimensiuni: L: 38 cm; La: 25 cm; H: 40 cm Material: lemn; sticlă; metal; material plastic; material izolant | Radioreceptor superheterodină cu trei lungimi de undă: UL: 700-2000 m; UM: 200-600 m; US: 20-50 m și tuburi electronice: TEK 2, TEZ 2, TEF 5, TEBC 3, TEL 3. Alimentarea este în c.a. Cutie verticală de lemn furniruit, de culoare maro deschis. Dispozitive de comandă și auxiliare: buton pornit-oprit și reglaj volum, buton acord al selectivității, buton schimbător game, bornă pentru antenă, difuzor suplimentar. | Complexul Muzeal Național „Moldova”, Iași           | Cimec    |
|      | Radioreceptor Autor: Radio Popular, București                                                           | Datare: 1954 Descoperit: jud. GALAȚI, GALAȚI Dimensiuni: L: 20 cm; La: 30 cm; H: 36 cm Material: lemn; sticlă; metal; materiale textile; carton | Radioreceptor superheterodină cu 3+1 tuburi electronice, trei lungimi de undă (UCH21, UCH21, UBL21). Dispozitive de comandă și auxiliare: buton pornit-oprit și reglaj volum, buton acord al selectivității, bornă pentru antenă. Cutia aparatului este din lemn furniruit cu scala așezată frontal în partea de jos și butoanele de reglaj volum și comutator unde așezate lateral. | Complexul Muzeal Național „Moldova”, Iași           | Cimec    |
|      | Radioreceptor Autor: Hornyphon, Viena                                                                   | Descoperit: jud. IAȘI, IAȘI Dimensiuni: L: 47 cm; La: 32 cm; H: 38 cm Material: lemn; metal; sticlă; material plastic; materiale textile; materiale electrotehnice | Aparat de radio superheterodină, cu 4+1 tuburi electronice și ochi magic. Gamele de undă: UL: 680-2000 m; UM: 200-600 m; US: 25-50 m. Difuzorul este permanent dinamic. Alimentarea: c.a. 110/220 V, 50 Hz. Frontal are buton de reglaj și buton reglaj selectivitate. Lateral butonul pentru schimbare game. Caseta este din lemn furniruit, de culoare maro. Scala este plasată frontal, jos. | Complexul Muzeal Național „Moldova”, Iași           | Cimec    |
|      | Radioreceptor Autor: Blaupunkt Ideal                                                                    | Descoperit: jud. IAȘI, IAȘI Dimensiuni: L: 54 cm; La: 33 cm; H: 38 cm Material: aluminiu; carton; lemn; pânză; tablă de oțel; materiale electrotehnice | Cutie din lemn furniruit de culoare maro, scala și difuzorul așezate frontal. Difuzorul: permanent dinamic. Alimentarea: c.a. 220 V, 50Hz. Dispozitive de comandă și auxiliare: buton pornit-oprit și reglaj volum, buton acord al selectivității, buton schimbător game, bornă pentru antenă, difuzor suplimentar, pick-up. | Complexul Muzeal Național „Moldova”, Iași           | Cimec    |
|      | Radioreceptor Autor: Standars Electrica Română SA - c                                                   | Descoperit: jud. GALAȚI, GALAȚI Dimensiuni: L: 43 cm; La: 31 cm; H: 36 cm Material: lemn; cupru; fier; sticlă; hârtie; metal; materiale diverse | Radioreceptor superheterodină cu 5+1 lămpi, 3 lungimi de undă și scală rotativă. În față stânga este scala, iar în dreapta, difuzorul - permanent dinamic. Aparatul este amplasat într-o cutie de lemn de culoare maro deschis. Butoanele din față sunt pentru volumul sonorului și reglaj scală, iar în dreapta schimbare game și unde. | Complexul Muzeal Național „Moldova”, Iași           | Cimec    |
|      | Radioreceptor Autor: Fabrica Zil, Gorki (model produs de VEF Baltica                                    | Datare: 1952 Descoperit: jud. IAȘI, IAȘI Dimensiuni: L: 56 cm; La: 27 cm; H: 36 cm Material: lemn; sticlă; metal; materiale textile; materiale plastic | Radioreceptor superheterodină cu trei lungimi de undă: LW: 150-415 KHz (2000-723 m); SW: 520-1600 kHz (577-187 m) KV1: 3.95-9.2 MKz (76-32.3 m); SW2: 9.0-12.1 MHz (33.3-24.8 m) și tuburi electronice: 6K3, 6E5C, 6Ж8C, 6X6C, 6ПC, 6Ц4C, 6A7. Cutia din lemn furniruit tip orizontal, cu scala așezată frontal în partea de jos. Dispozitive de comandă și auxiliare: buton pornit-oprit și reglaj volum, buton acord al selectivității, buton schimbător game, bornă pentru antenă, difuzor suplimentar și pick-up. | Complexul Muzeal Național „Moldova”, Iași           | Cimec    |
|      | Radioreceptor Autor: Schaub und Schaub-Lorenz, Berlin                                                   | Datare: 1937 Descoperit: BUCUREȘTI Dimensiuni: L: 39 cm; La: 29 cm; H: 48 cm Material: lemn; sticlă; metal; materiale textile; materiale plastic; materiale electrotehnice | Caseta aparatului este din lemn de culoare neagră, cu ornamente metalice, iar în față are scala circulară. Funcționează pe UL, UM și US, cu 4+1 tuburi electronice Telefunken. Difuzorul este permanent dinamic plasat în partea de jos a casetei. Alimentare în c.a. 110/220 V, 40-60 Hz. | Complexul Muzeal Național „Moldova”, Iași           | Cimec    |
|      | Radioreceptor Autor: Eumig, Elektrizitäts und Metallwaren-Industrie-Gesellschaft mbH; Wien              | Descoperit: jud. GALAȚI, GALAȚI Dimensiuni: L: 54 cm; La: 30 cm; H: 43 cm Material: metal; sticlă; lemn; materiale textile | Aparatul de culoare maro închis are 4+2 lămpi, 3 lungimi de undă, ochi magic deasupra scalei. Dispozitive de comandă și auxiliare: buton pornit-oprit și reglaj volum, buton acord al selectivității, buton schimbător game, bornă pentru antenă, difuzor suplimentar și pick-up. Difuzorul: permanent dinamic 2 VA. Alimentarea: c.a. 110/220/ V, 50 Hz. | Complexul Muzeal Național „Moldova”, Iași           | Cimec    |
|      | Difuzor Autor: Telefunken (Gesellschatf für drahtlose Telegraphie Telefunken mbH)                       | Datare: 1929 Descoperit: jud. IAȘI, IAȘI Dimensiuni: L: 33 cm; La: 47 cm; H: 18 cm Material: carton; lemn; metal; materiale textile; materiale diverse | Este un difuzor de tip electromagnetic cu paleta liberă. Are forma unei unei cutii paralelipipedice din lemn de culoare maro, având pe partea frontală decupaje metalice vopsite în negru, sub care se află pânză de culoare grena, care acoperă mecanismul propriu-zis. În interior se află membrana cu îndoitură la mijloc, care este în legătură cu dispozitivul electromagnetic. În stânga are un buton cu 2 poziții, tare și slab, pentru reglarea volumului sonor. | Complexul Muzeal Național „Moldova”, Iași           | Cimec    |
|      | Radioreceptor Autor: Telefunken Deutschland (TFK)                                                       | Descoperit: jud. GALAȚI, GALAȚI Dimensiuni: L: 60 cm; La: 28 cm; H: 33 cm Material: lemn; metal; sticlă; carton; cupru; alamă; aluminiu; materiale textile; materiale electrotehnice | Cutia aparatului din lemn furniruit de culoare maro, cu 4-2 lămpi, 3 lungimi de undă, 5 circuite acordate prin claviatură, ochiul magic în stânga scalei. Dispozitive de comandă și auxiliare: buton pornit-oprit și reglaj volum, buton acord al selectivității, claviatură game, bornă pentru antenă, difuzor suplimentar și pick-up. | Complexul Muzeal Național „Moldova”, Iași           | Cimec    |
|      | Etajeră de colț                                                                                         | Datare: 1/4 secolul XX Descoperit: jud. Iași, Iași Dimensiuni: h=113 cm Material: lemn | Etajera este realizată în lemn de tei, are formă triunghiulară și conține trei polițe. Rafturile (polițele) sunt prinse, prin intermediul unor baluștri strujiți și sprijinite pe trei picioare. Etajera este băițuită și lăcuită cu șerlac. Are culoarea neagră și este amplasată în holul de primire a expoziției permanente din Muzeul Memorial Poni-Cernătescu. Piesa provine de la nepoata de fiu, prof. Florica Mageru, a lui Petru Poni. A aparținut lui Petru Poni. | Complexul Muzeal Național „Moldova”, Iași           | Cimec    |
|      | Ochelarii lui Radu Cernătescu                                                                           | Datare: 1930 Descoperit: jud. Iași, Iași Dimensiuni: L=10,5 cm, D lentilă= 4 cm Material: sticlă, metal, plastic | Ochelari de vedere, ce au aparținut chimistului academician Radu Cernătescu, cu certă valoare memorială atestată și prin donația Floricăi Mageru, nepoata de fiu, al lui Petru Poni. Lentilele sunt de formă rotundă, sticla demonstrează numărul mare de dioptrii, iar rama ochelarilor este de culoare neagră, realizată din metal protejat cu un înveliș din bachelită (material plastic sintetizat pentru prima oară 1909 în Belgia). Obiectul a fost datat 1930, informație furnizată de donatoare doamna prof. Florica Mageru. Au aparținut lui Radu Cernătescu. | Complexul Muzeal Național „Moldova”, Iași           | Cimec    |
|      | Bust din bronz Autor: Margareta Poni                                                                    | Datare: 1/2 secolul XX Descoperit: jud. Iași, Iași Dimensiuni: î= 29,5 cm, l= 22 cm, Material: bronz, turnare | Bust din bronz realizat prin turnare după un mulaj-sculptură realizat de fiica sa Margareta, licențiată în 1911 la Paris în Arte Plastice specialitatea sculptură. Lucrarea datează din prima jumătate a secolului XX, și-l reprezintă pe savantul Petru Poni îmbrăcat în costum cu cămașă și cravată. Lucrarea reproduce cu fidelitate trăsăturile tatălui: barbișon, mustață și chelie și este semnată autograf de fiica sa, Margareta Poni. A aparținut familiei Poni, face parte din donația nepoatei Prof. Florica Mageru. | Complexul Muzeal Național „Moldova”, Iași           | Cimec    |
|      | Lighean din porțelan alb pictat                                                                         | Datare: 1/2 secolul XX Descoperit: jud. Iași, Iași Dimensiuni: D= 35 cm, l= 13 cm Material: porțelan | Lighean din porțelan, de formă octogonală, cu fiecare fațetă pictată cu același model. Desenul pe fond alb este pictat cu model geometric (imprimat) și floral în culorile albastru, ocru, roșu. A aparținut familiei Poni și face parte dintr-un set de trei piese folosite pentru păstrarea igienei (lighean, cană și schelet lavoire). Toate cele trei piese provin din donația nepoatei de fiu a lui Petru Poni, prof. Florica Mageru. | Complexul Muzeal Național „Moldova”, Iași           | Cimec    |
|      | Lampă Autor: Carl Aner Freiherr von Welsbach                                                            | Datare: sfârșitul sec. XIX - începutul sec. XX Descoperit: jud. Iași, Iași Dimensiuni: Dbaza = 5,5 cm ;Dintermediar = 21 cm; Material: porțelan, metal | Lampă din porțelan alb, cu dublu mod de funcționare, electrică și cu arzător cu gaz pe care sunt ștanțate cuvintele ”Gasgluhlight patent Dr. Aner V Welsbach”. A fost fabricată de chimistul și inventatorul Carl Aner Freiherr von Welsbach în Austria, Vienna. Inventatorul a introdus în 1885, un patent pentru arzătorul cu gaz, iar în 1886 termenul ”Gasgluhlight”. Piesa a aparținut lui Petru Poni și provine din donația nepoatei de fiu, prof. Florica Mageru. | Complexul Muzeal Național „Moldova”, Iași           | Cimec    |
|      | Higrometru                                                                                              | Datare: 1940 Dimensiuni: L: 13,5 cm; La: 8 cm; Î: 25,5 cm Material: metal; păr; pâslă | Este alcătuit dintr-un cadru metalic de care este prinsă scara curbată higrometrică și piesa receptoare care conține un singur fir de păr ce se fixează, cu ajutorul unui mic știft de lemn, într-un șurub de reglare prevăzut cu piulița de fixare. Se slăbește piulița de fixare și se rotește după necesitate dispozitivul mobil între capetele lamei îndoite. Șurubul de reglare înaintează astfel în sus sau în jos antrenând cu sine și capătul firului de păr. La extremitatea inferioară, firul de păr este fixat prin mijlocirea știftului de lemn în lama arcuită, care face corp cu tija. Acesta pătrunde cu unul din capetele în orificiul axului de suspensie, pe care este montat solidar acul indicator si se termină la un capăt cu o contragreutate sferică ce are rolul de a menține întins firul de păr. Împreună cu șurubul care o fixează în diferite poziții, tija formează dispozitivul de amplificare al higrometrului. | Muzeul Științei și Tehnicii „Ștefan Procopiu”, Iași | Cimec    |
|      | Girueta                                                                                                 | Școală: Georg Rosenmuller in Dresden Dimensiuni: L: 18 cm; La: 18 cm; Î: 8,5 cm Material: metal | Este instrument metrologic utilizat pentru determinarea direcției și a intensității vântului. Girueta este compusă dintr-un cadran circular gradat pe care se mișcă indicatorul punctelor cardinale și o plăcuță din metal ce capătă, sub acțiunea vântului, o anumită înclinare față de verticală indicându-i intensitatea. | Muzeul Științei și Tehnicii „Ștefan Procopiu”, Iași | Cimec    |
|      | Heliograf                                                                                               | Dimensiuni: L: 15 cm; La: 16 cm; Î: 22,5 cm Material: metal; cristal; hârtie | Este un aparat care servește la măsurarea puterii calorice a soarelui. Heliograful meteo de tip Fuess înregistrează durata de strălucire a soarelui. Se compune dintr-un postament dreptunghiular și un braț în formă de semicerc care fixează o sferă de cristal în spatele căreia se află o ramă circulară cu deschizătură, prin care trece hârtia meteo. Piesa receptoare este o sferă masivă de sticlă, ce se fixează pe un suport metalic și care concentrează razele de lumină solară într-un focar. Concentric cu sfera de sticlă, heliograful prezintă o montură metalică, situată față de aceasta la o depărtare egală cu distanța focală a lentilei, astfel că razele de soare ajungând pe sferă converg, formând pata focală chiar pe această montură în care se instalează diagramele. Pe acestea se imprimă o dungă carbonizată, atunci când soarele strălucește pe bolta cerească. Cu ajutorul unei rigle gradate în ore se măsoară lungimea tuturor arsurilor, obținându-se astfel numărul total de ore cu soare dintr-o zi. | Muzeul Științei și Tehnicii „Ștefan Procopiu”, Iași | Cimec    |
|      | Exponometru Excelsior 3                                                                                 | Datare: 1960 Școală: Excelsior Dimensiuni: L: 7 cm; La: 5 cm; Î: 3,5 cm Material: metal; sticlă; plastic; carton presat | Instrument optic folosit pentru stabilirea duratei de expunere la lumină a unui material fotosensibil. Este un dispozitiv cu ajutorul căruia se poate determina fluxul luminos incident sau reflectat. Are la bază un fototraductor care poate fi o fotocelula cu seleniu ce permite, în funcție de sensibilitatea generală a filmului pe care o selectăm, determinarea expunerii corecte conferită de perechi echivalente, timp de expunere/valoare diafragma. În aceelasi timp, putem citi pe exponometru valoarea indicelui de expunere. Celula cu seleniu funcționează pe baza efectului fotoelectric extern. Este protejat într-o cutie din carton presat de culoare roșie. | Muzeul Științei și Tehnicii „Ștefan Procopiu”, Iași | Cimec    |
|      | Wattmetru                                                                                               | Datare: 1940 Școală: AEG Dimensiuni: L: 11,5 cm; La: 10,8 cm; Î: 4,7 cm Material: metal; bachelită; sticlă | Wattmetrul este un instrument care măsoară puterea electrică activă (watt) într-un circuit electric. Wattmetrul este de tip electrodinamic și are ca elemente principale două înfășurări (bobine): o bobină fixă de curent, cu o rezistență internă mică și una mobilă, de tensiune, cu rezistență internă mare. Bobina de curent se conectează în serie cu circuitul electric de măsurat, iar bobina de tensiune în paralel cu acesta (sarcina). Este un aparat utilizat atât pentru curent continuu, cât și pentru curent alternativ. Intervalul de măsurare este curins între 0-60 W. Aparatul, de formă paralelipipedică, are o carcasă neagră realizată din bachelită și prezintă în partea frontală patru butoane pentru conectare la circuitul electric și un buton central pentru pornire/oprire. | Muzeul Științei și Tehnicii „Ștefan Procopiu”, Iași | Cimec    |
|      | Voltmetru H@B                                                                                           | Datare: 1940 Școală: Hartmann @ Braun Dimensiuni: L: 13,7 cm; La: 18,5 cm; Î: 22 cm Material: lemn; metal; ebonită; sticlă | Voltmetrul, de tip efectrodinamic, realizează cuplul activ prin interacțiunea electrodinamică a conductoarelor parcurse de curenții electrici prin două bobine. Conține două bobine fixe cilindrice coaxiale și una mobilă, ultima se alimentează prin două resorturi spirale și este fixată pe un ax de care este legat solidar o contragreutate, paleta amortizorului pneumatic și acul indicator. Când curentul trece prin cele două bobine fixe înseriate, între care se află bobina mobilă, între cele două fluxuri se produc interacțiuni care provoacă deviația acului. Voltmetrul este fixat de un postament din lemn și măsoară tensiunea curentului cuprinsă între 0 - 6V. | Muzeul Științei și Tehnicii „Ștefan Procopiu”, Iași | Cimec    |
|      | Voltampermetru                                                                                          | Datare: 1940 Descoperit: jud. BUCUREȘTI Dimensiuni: L: 19,5 cm; La: 10,5 cm; Î: 7,5 cm Material: metal; bachelită; sticlă | Voltampermetrul este un instrument de măsură universal, folosit atât ca voltmetru, cât și ca ampermetru. Are mai multe domenii de măsurare, realizate cu diferite rezistențe adiționale și șunturi de tip magnetoelectric, iar pentru măsurarea tensiunii și a curentului alternativ se introduce un redresor. Aparatul, de formă paralelipipedică, are o carcasă neagră realizată din bachelită și prezintă în partea frontală patru butoane pentru conectare la circuitul electric, care măsoară tensiunea, respectiv intensitatea curentului continuu sau altenativ și un buton central pentru pornire/oprire. Scala butonului central cuprinde intervalul de măsurare a tensiunii cuprinsă între 1,5-600V, respectiv a intensității curentului (1,5-6000 mA). | Muzeul Științei și Tehnicii „Ștefan Procopiu”, Iași | Cimec    |
|      | Higrometru                                                                                              | Datare: 1940 Dimensiuni: L: 11 cm; La: 8 cm; Î: 26,5 cm Material: metal; păr; pâslă; sticlă | Este un instrument utilizat la stațiile meteorologice în scopul determinării umezelii relative a aerului. Își bazează funcționarea pe proprietatea firului de păr omenesc, degresat, de a se alungi atunci când umezeala crește și de a se scurta când umezeala scade. Piesa sensibilă pentru umezeală este alcătuită din 1-4 fire de păr, higroscopul fiind prevăzut cu un cadran circular. Partea superioară a firelor de păr se introduce într-un mic tub cu exterior filetat, care se înșurubează într-un orificiu metalic. Firele de păr sunt în permanență întinse, grație unui arc spiralat care menține acul indicator al higrografului în echilibru. Scara instrumentului are forma circulară. Pentru verificarea punctului de 100% se folosește tubul metalic al cărui capăt este căptușit cu pâslă. | Muzeul Științei și Tehnicii „Ștefan Procopiu”, Iași | Cimec    |
|      | Busolă echinocțială (ecuatorială, cu două nivele)                                                       | Datare: 1930 Descoperit: jud. IAȘI, IAȘI Dimensiuni: L: 15 cm; La: 15 cm; Î: 5,5 cm Material: metal; sticlă; catifea | Cadranul constă dintr-o bază hexagonală de care este fixată central busola. Inelul echinocțial al cadranului este articulat de placa de bază, iar gnomul, o tijă îngustă se fixează în centrul barei care pivotează de-a lungul meridianului E-V a inelului orar (cel care măsoară orele funcție de altitudine). Latitudinea inelului a fost stabilită prin intermediul unui braț articulat la latitudinea plăcii de bază, a cărei scală unghiulară poate fi stabilită. Tabelele de latitudini au fost gravate pe partea inferioară a obiectivului busolei, dar uneori sunt lipite pe o hârtie din interiorul capacului cutiei. Scala de latitudine este cuprinsă între 0 și 80, astfel încât acest aparat poate fi utilizat de la ecuator la poli. Cercul prezintă gradații orare la fiecare 15 grade; el poate fi ridicat dintr-o parte cu unghiul de co-latitudine (90 de grade - latitudine), astfel încât să devină paralel cu planul ecuatorului terestru. La măsurarea acestui unghi specific localității servește un raportor pliabil (în dreapta aparatului). Gnomonul este atașat de tija diametrală pivotantă și poate fi adus prin rotire în poziție perpendiculară, simulând axul terestru. Pentru ca vârful gnomonului să indice nordul, utilizatorul trebuie să orienteze aparatul cu ajutorul busolei încorporate, apoi umbra gnomonului îi dezvăluie timpul solar pe diviziunile cercului. Este protejată într-o cutie din piele căptușită cu catifea. | Muzeul Științei și Tehnicii „Ștefan Procopiu”, Iași | Cimec    |
|      | Barometru                                                                                               | Datare: 1955 Descoperit: jud. IAȘI, IAȘI Dimensiuni: L: 18 cm; La: 18 cm; Î: 8 cm Material: metal; catifea; piele | Dispozitivele aneroide (mecanice) folosesc o celulă rotundă, sub forma unei cutii de mici dimensiuni, alcătuită din cupru și un aliaj de beriliu care se contractă sau se dilată în funcție de presiunea aerului atmosferic. Instrumentele aneroide au condus la inventarea barografului, un dispozitiv ce este prevăzut cu un ac de scriere pentru înregistrarea, sub formă grafică, a modificărilor de presiune. Aparatul este protejat într-o cutie din piele de culoare maro căptușită cu catifea verde. | Muzeul Științei și Tehnicii „Ștefan Procopiu”, Iași | Cimec    |
|      | Cutie corespondență                                                                                     | Datare: sfârșitul secolului XIX Descoperit: jud. IAȘI, Iași Dimensiuni: L=42 cm, l=25 cm, A=32 cm Material: lemn, bronz, hârtie, pluș, lăcuire, strujire, asamblare manuală | Este o casetă din lemn furniruită, de culoare neagră (în exterior), furniruit și lăcuit în interior cu ornamente din bronz aplicate. Intarsii din bronz sunt plasate pe centrul capacului superior în exterior și pe blatul rabatabil sunt montate intarsii florale din tablă de alamă. Aplicațiile din bronz turnat sunt plasate pe marginile exterioare ale casetei. În partea superioară prezintă un capac rabatabil, iar frontal două ușițe dublu ondulate. Cutia este alcătuită din două părți: o parte pentru păstrarea corespondenței și a instrumentelor de scris, iar o parte rabatabilă formează suportul pentru scriere, inițial acoperit cu material textil de culoare grena. În partea inferioară a cutiei se păstrează hârtia de scris și instrumentele pentru scris, compartimente formate din trei rânduri de buzunare iar în partea rabatabilă, pe blatul de sus, se află caseta unde se păstrează hârtia. Lipsesc elemente de intarsii din medalionul capacului central precum și din medalionul montat pe capacul exterior rabatabil. Capacul rabatabil prezintă un mecanism din cupru care îl blochează pe interior. A aparținut familiei prof. Ștefan Procopiu. | Muzeul Științei și Tehnicii „Ștefan Procopiu”, Iași | Cimec    |
|      | Breloc                                                                                                  | Datare: aproximativ anii 1939-1940 Descoperit: jud. Iași, Iași Dimensiuni: L=10 cm, D=33mm Material: metal, alamă, turnare | Medalionul se află prins de sistemul de prindere și lănțișorul format din patru inele. Fața conține bustul în relief al lui Ștefan cel Mare și inscripția: 1457 Ștefan cel Mare - Domnul Moldovei 1504 și reversul capul de bour al Moldovei, iar pe circumferință inscripții în limba slavonă. A aparținut academicianului Ștefan Procopiu. Academicianul Ștefan Procopiu a murit ținând în mână acest breloc. | Muzeul Științei și Tehnicii „Ștefan Procopiu”, Iași | Cimec    |
|      | Placă Notes de birou Autor: Joseph Hardtmuth                                                            | Datare: sec. XX Școală: Hardtmuth Descoperit: jud. IAȘI, IAȘI Dimensiuni: 15,3 x 9,7cm l=2,4cm, l=9mm Material: ceramică porțelanată | Placa a fost folosită de prof. Procopiu pentru notițe importante și conține ultimile înscrisuri, cu creionul negru, lăsate de profesor. La capătul superior conține un șanț pentru creion, fondul este bleu și are o înclinație mică. Placa este confecționată de firma cehă manufactură înființată de austriacul Joseph Hardtmuth în anul 1790 și preluată și de austrieci. Marginile sunt puțin lovite, cu porțiuni de porțelan lipsă. S-a aflat pe masa de lucru a prof. Procopiu, iar pe suprafața plăcii au putut fi descifrate ultmile înscrisuri ale profesorului:Paul de Alep, Boscohovitch J., Ciochină- două cărți, V. Tutovan, Zeița din Paris cu văl, propria figură, A. Haimovici, Perrios-Les Atomes. Forme de valorificare: expoziții. | Muzeul Științei și Tehnicii „Ștefan Procopiu”, Iași | Cimec    |
|      | Cufăr de voiaj                                                                                          | Datare: între 1919-1924 Descoperit: jud. Iași, Iași Dimensiuni: L=85cm, l=50cm, A=50cm Material: lemn esență rășinoasă, material textil, alamă, piele. | Cufărul de voiaj este confecționat din lemn de esență ușoară (rășinoasă) acoperit total cu material textil impregnat. Interiorul este căptușit cu material textil alb, peste care este lipită hârtie. Nu este compartimentat. Exteriorul este întărit cu baghete de lemn de fag, iar colțarele de protecție sunt de alamă. Cufărul este prevăzut cu dispozitive de închidere tot din alamă, două la număr, plasate central. În părțile laterale, cufărul este prevăzut cu două mânere din piele foarte groasă. Acesta este cufărul de călătorie al savantului și anume cel din 1919 cu care a călătorit la Paris pentru studiile doctorale. | Muzeul Științei și Tehnicii „Ștefan Procopiu”, Iași | Cimec    |
|      | Regest                                                                                                  | Datare: 1908 Descoperit: Bârlad Dimensiuni: 34x24,5cm Material: hârtie fotografică, carton | Imaginea fotografică este încadrată pe mijlocul tabloului, sub formă de inimă. Fotografia reprezintă pe absolvenții anului 1908 a Liceului "Roșca Codreanu" din Bârlad. Printre aceștia se află și Ștefan Procopiu, pe rândul doi în poziția trei de la stânga la dreapta. Pe margine se află elemente de decor. Tabloul nu este în ramă. Două colțuri sunt rupte. A aparținut profesorului Ștefan Procopiu. | Muzeul Științei și Tehnicii „Ștefan Procopiu”, Iași | Cimec    |
|      | Carte de membru (Titlu:Regest)                                                                          | Datare: 1920-1921 Descoperit: Paris, Franța Dimensiuni: 11x 8cm Material: fotografie, carton, imprimat și scris de mână. Semnătură. Sigiuliu: ștampila Societății Studenților Români din Franța; tuș, cerneală, fotografie                                                                         | Este o carte de membru a Asociației Studenților Români din Franța, nr.304. A aparținut prof. Ștefan Procopiu, în timp ce se afla la studii la Paris (1920-1921) pentru obținerea doctoratului. În colțul din dreapta-sus este imprimat tricolorul României. Cartea de membru are semnătura președintelui și secretarului Asociației, semnătura titularului și fotografia sa. De asemenea, legitimația este ștampilată cu însemnele asociației sus-menționate. | Muzeul Științei și Tehnicii „Ștefan Procopiu”, Iași | Cimec    |
|      | Stat personal Autor: Ministerul Instrucțiu                                                              | Datare: 26.10.1940 Dimensiuni: L=24cm, l=19cm, A=0,3cm Material: hârtie, carton, imprimat, scriere de mână | Documentul este sub forma unei cărți cu coperțile întărite și conține 28 de pagini. Conține 12 capitole: Starea civillă, Situația militară, Studii făcute, Situația învățământului superior, funcția sau însărcinări în afară de funcționarea din învățământul superior, funcțiuni sau însărcinări ocupate în învățământ, funcțiuni sau însărcinări ocupate în afară de învățământ, gradații, concedii, recompense, pedepse și memoriu personal, lista lucrărilor științifice cu număr de ordine sau fără completate până la pagina 99. Însemnările sunt autografe cu înscrisuri diferite. Câmpurile sunt completate de mână de prof. Procopiu. Filele sunt desprinse de copertă. | Muzeul Științei și Tehnicii „Ștefan Procopiu”, Iași | Cimec    |
|      | Călimară (trusă de birou)                                                                               | Datare: Între 1930-1935 Dimensiuni: L=25 cm, l=19cm, A=7cm; dimensiuni tampon: L=13 cm, l=6,8cm, h=7 cm Material: marmură, hârtie poroasă, lemn, metal | Trusă de birou confecționată integral din marmură albă cu irizații de culoare galbenă. Se compune dintr-un suport (placă de marmură) pe care este fixată o călimară tot din marmură cu capac înconjurat de un inel și încuietoare de metal și un tampon cu sugativă. Suportul sugativei este din metal. Trusa a apaținut profesorului Ștefan Procopiu. | Muzeul Științei și Tehnicii „Ștefan Procopiu”, Iași | Cimec    |
|      | Adresă Autor: Ministerul Educației                                                                      | Datare: 19 octobrie 1938 Descoperit: Iași Dimensiuni: 21x29,7cm (A4) Material: hârtie, imprimat, dactilografiere | Adresă către prof. Universitar Ștefan Procopiu prin care este înștiințat că i se acordă ordinul "Coroana României" , alături de brevet de invenție și adeverință. Documentul conține semnătura ministrului, a directorului general și o semnătură indescifrabilă. Pe toată lungimea paginii, în dreapta, literele sunt ușor șterse. Documentul are în colțul de sus stânga antetul Ministerului Educației Naționale. | Muzeul Științei și Tehnicii „Ștefan Procopiu”, Iași | Cimec    |
|      | Brevet "Răsplata muncii pentru 25 ani în serviciul statului"                                            | Datare: 24 martie 1944 Material: hârtie, cereneală neagră, tipizat, scris la mașină, scris de mână | Diploma a fost acordată domnului prof. Ștefan Procopiu, de către Președintele Consiliului de Miniștri, prin Înaltul Decret Regal nr. 630/ 24 martie 1944. Caracterele scrisului: litere mari tipar, litere mari și mici cursive, în cerneală neagră și litere mici bătute la mașină de culoare albastră pentru completarea spațiilor libere. Elemente auxiliare: stema Regatului României, centru, sus. Inscripții, semnături: stânga jos - secretar general al Președintelui Consiliului de Miniștri - Basarabeanu și dreapta, jos - director M. Petrovici. Mențiuni speciale: Brevet nr.21.362 | Muzeul Științei și Tehnicii „Ștefan Procopiu”, Iași | Cimec    |
|      | Ordinul "Coroana României"                                                                              | Datare: 10 mai 1938 Descoperit: Iași Dimensiuni: 37 x 25 cm Material: hârtie, imprimat | Diploma a fost oferită profesorului Ștefan Procopiu de la Universitatea Iași, fiind numit membru al "Ordinului Coroanei României" în gradul de cavaler, de către Ministrul Afacerilor Străine. Caracterele scrisului : litere cursive mari și mici, în cerneală neagră. Elemente auxiliare: Stema României în colțul din stânga, jos, iar în relief reprezintă timbrul sec. Inscripții, semnături: la 3/4 - semnătura Ministrului Afacerilor Străine (M. Cancicov) stânga; dreapta, subsol - Ministrul Plenipotențiar (Grigorcea). Mențiuni speciale : diploma nr. 1829. | Muzeul Științei și Tehnicii „Ștefan Procopiu”, Iași | Cimec    |
|      | Scrisoare Autor: Prof. Dr. Hurmuzesc                                                                    | Datare: 16.11.1933 Dimensiuni: 15 x 10,7 cm Material: hârtie, manuscris | Prin această scrisoare, prof. Dr. Hurmuzescu îl felicită pe prof. Procopiu pentru discursul ce l-a ținut înaintea regelui și pentru faptul că a insistat asupra stării învățământului românesc. Scrisoarea conține 20 de rânduri, față și verso, este scrisă de mână și cu cerneală neagră. În colțul din stânga sus, este imprimat: Institutul Electrotehnic (Universitatea din București) 16, strada Victor Emanuel III, 16, Director Prof. Dr. Hurmuzescu. Profesorul Hurmuzescu ( 1865-1954) a fost profesor de fizică la Universitățiile din Iași și București, academician și fondatorul învățământului electrotehnic din România și mentor al viitorului savant Ștefan Procopiu. | Muzeul Științei și Tehnicii „Ștefan Procopiu”, Iași | Cimec    |
|      | Prăjitor Autor: Siemens A.G.                                                                            | Datare: mijlocul secolului al XX-lea Școală: Atelier german Descoperit: jud. PRAHOVA, BĂICOI Dimensiuni: L=19 cm; LA=8 cm; Î=17,3 cm Material: Aparat electric de uz casnic confecționat din oțel cromat.                                                                                          | Aparat electrocasnic destinat prăjirii a două felii de pâine. Prăjitorul de pâine încălzește pâinea prin căldura degajată prin efectul Joule, conducând electricitatea printr-o rezistență. Prin procesul de prăjire se urmărește reducerea conținutului de apă din pâine, aproximativ 35% din ea, evaporând-o și rumenind ușor felia de pâine. Aparatul conține două grătare din metal, perforate, amplasate lateral, dreapta și stânga, pentru fixarea feliei de pâine. Aparatul conține, central, două plăci din mică pe care este înfășurată rezistența confecționată din sârmă de nichelină. Lateral, dreapta-stânga, sunt două grătare ce reprezintă suportul pentru felia de pâine. Fiecare grătar conține un buton pentru manipulare. Lipsă cordonul de alimentare. Alimentarea se face la 120 V. Obiectul constituie un model în evoluția acestei categorii de aparate electrocasnice. | Muzeul Științei și Tehnicii „Ștefan Procopiu”, Iași | Cimec    |
|      | Prăjitor Autor: Allgemeine Elektricitäts-Gesellschaft                                                   | Școală: Atelier german Descoperit: jud. PRAHOVA, BĂICOI Dimensiuni: L=20 cm; LA=12 cm; Î=15,5 cm Material: Aparat electric de uz casnic confecționat din oțel cromat. | Aparat electrocasnic destinat prăjirii a două felii de pâine. Prăjitorul de pâine încălzește pâinea prin căldura degajată prin efectul Joule, conducând electricitatea printr-o rezistență. Prin procesul de prăjire se urmărește reducerea conținutului de apă din pâine, aproximativ 35% din ea, evaporând-o și rumenind ușor felia de pâine. Aparatul conține două grătare din metal, perforate, amplasate lateral, dreapta și stânga, pentru fixarea feliei de pâine. Fiecare grătar este prevăzut cu câte două butoane din ebonită, destinate manipulării dispozitivului. În interiorul aparatul este montată rezistență electrică spiralată înfășurată pe două plăci din azbest, rezistență protejată de un grilaj metalic pentru a se evita electrocutarea utilizatorului. După prăjirea pe o parte a pâinii, aceasta era întoarsă pe cealaltă parte pentru continuarea procesului. La partea inferioară sunt trecute caracteristicile funcționale ale aparatului. Lipsește cordonul de alimentare. Designul aparatului este din perioada curentului artistic Bauhaus. | Muzeul Științei și Tehnicii „Ștefan Procopiu”, Iași | Cimec    |
|      | Fier Autor: necunoscut                                                                                  | Datare: începutul sec. al XX-lea Școală: Atelier german Descoperit: jud. PRAHOVA, BĂICOI Dimensiuni: L=30 cm; LA=9 cm; Î=21 cm Material: Aparat cu utilizare casnică, confecționat din fontă și lemn.                                                                                              | Corpul piesei este confecționat din fontă, prăvăzut cu mâner din lemn pentru manipulare, destinat uzului casnic și croitoriilor. Mânerul este fixat pe un cadru metalic care este mobil. La capătul ascuțit se află montat un mecanism de prindere al cadrului cu mâner. La partea opusă a piesei se află montat rezervorul pentru alcool sau kerosen. Combustibilul din rezervorul plasat la exterior este introdus în corpul fierului prin intermediul unei duze orientată spre partea inferioară a acestuia, unde se amestecă cu aerul pentru asigurarea unei încălziri uniforme și intense a metalului. Intensitatea flăcării ce încălzește corpul fierului este reglată cu ajutorul unei tije terminată cu un buton, montată pe direcția de curgere a combustibilului. Corpul metalic al piesei este prevăzut cu găuri pentru necesare circulației aerului. Piesa este un model important în evoluția fiarelor de călcat și face parte din colecția aparatelor casnice a muzeului. | Muzeul Științei și Tehnicii „Ștefan Procopiu”, Iași | Cimec    |
|      | Busolă Autor: Carl Eduard Kraft                                                                         | Datare: deceniul cinci din secolul al XIX-lea Școală: Atelier austriac Descoperit: București Dimensiuni: L=14,7 cm; LA=14,7 cm; Î=3,2 cm; Dcadran=11 cm Material: Busolă montată pe un cadru din bronz; ansamblu păstrat în cutie din lemn.                                                        | Busola sau compasul este un instrument de navigație utilizat pentru determinarea direcției relativ la polii magnetici ai Pământului. Cadranul busolei prezintă Polul Nord și Polul Sud magnetic, precum și direcțiile intermediare. Piesa este de uz profesional, destinată topografiei, prevăzută cu sistem de poziționare montat pe un suport din bronz. Busola este prevăzută cu un cerc goniometric gravat de la 10 la 360 de grade și prevăzută cu un ac indicator pentru calcularea unghiurilor orizontale. Recomandată pentru topografie și geologie. Piesa este păstrată în cutie originală de lemn. Partea metalică prezintă pete de coroziune. | Muzeul Științei și Tehnicii „Ștefan Procopiu”, Iași | Cimec    |
|      | Barometru Autor: necunoscut                                                                             | Datare: începutul sec. al XX-lea Școală: Atelier francez Descoperit: jud. CONSTANȚA, CONSTANȚA Dimensiuni: L=17,7 cm; LA=5,3 cm; Î=40,1 cm Material: Dispozitiv format din termometru cu alcool și barometru aneroid montate într-o ramă de lemn cioplit destinat citirii parametrilor ambientali. | Piesa este un model de perete compus din barometru și termometru cu alcool, destinat uzului personal. Cele două aparate de măsură sunt montate într-o ramă din lemn sculptat, cu motive florale. Intervalul de temperatură măsurat este de la - 20 grade la + 65 grade Celsius. Capsula aneroidului de tip Vidi este realizată din foițe de metal elastic și foarte rezistente, iar interiorul este vidat și menținut la forma inițială cu ajutorul unui arc foarte puternic. Micile variații ale presiunii din exteriorul capsulei produc dilatarea sau contracția acesteia, mișcări care sunt transferate spre sistemul de pârghii ce pune în mișcare acul indicator al aneroidului. Pe cadranele barometrelor aneroide sunt marcate, de obicei, două scări concentrice: cea exterioară, divizată în milibari sau în pascali și cea interioară, divizată în milimetri. Pentru măsurarea presiunii aerului cu barometrul aneroid se citește temperatura la termometrul alipit, apoi se lovește ușor cu degetul pe geamul protector și se (re)citește presiunea după poziția acului pe scara barometrului. | Muzeul Științei și Tehnicii „Ștefan Procopiu”, Iași | Cimec    |
|      | Generator electric vertical tip Edison Autor: Autor necunoscut, posibil Edison General Electric Company | Datare: 4/4 secolul XIX Descoperit: Iași Dimensiuni: L= 39 cm, LA= 24 cm, H= 37 cm Material: fontă, fier, cupru, oțel | Este o mașină electrică din anii de început a industriei electrotehnice, foarte asemănătoare privind componența, cu mașina electrică construită de Edison în 1886 pentru Opera din Paris, dar de mai mici dimensiuni. Inductorul conține doi electromagneți verticali în interiorul cărora se învârtește rotorul (indusul) de forma unui tambur (sistem aplicat de belgianul Gramme încă din 1870. În față se vede colectorul format din lamele de cupru la care vin fasciculele de bobinare rotorică, iar în partea opusă este roata de transmisie a mișcării. Se observă de asemenea două suporturi de perii dispuse diametral, precum și o piesă folosind pentru ungerea axului rotorului, plasată pe lagărul respectiv. Este un exemplar deosebit de rar, datând din perioada de pionierat a mașinilor electrice (ultimul deceniu al secolului XIX). A făcut parte din colecția de mașini electrice vechi care au fost utilizate la Iași, la Laboratorul de electricitate a Universității. | Muzeul Științei și Tehnicii „Ștefan Procopiu”, Iași | Cimec    |
|      | Manometru Carl Pechter Autor: Sodawassermaschinen - Siphons- & Metallwarenfabrik Carl Pochtler A.G.     | Descoperit: jud. GALAȚI, Galați Dimensiuni: L=7cm LA= 3,3cm, Î=10cm Material: metal; sticlă; tablă de oțel | Manometrul este un instrument de măsură folosit pentru măsurarea presiunilor absolute sau a suprapresiunilor fizice (în raport cu presiunea atmosferică) din spații închise (recipiente, cazane, instalații industriale alimentare/chimice/petroliere etc.). Era folosit pentru măsurarea presiuni in instalațiile de incarcare a sifoanelor. Firma Sodawassermaschinen- Siphons- & Metallwarenfabrik Carl Pochtler A.G. din Viena, înființată în anul 1867 a avut în perioada 1923-1930 filiale și în România. Mecanismul se află introdus într-o capsulă metalică circulară cu sticlă pentru citire, cu cadran de culoare albă marcat cu o scară gradată. Principiul de functionare al acestui aparat se bazeaza pe deformarea elastica sub actiunea suprapresiunii asupra suprafetei active a unui elementului elastic de tip tub Bourdon Suprapresiunea determina deplasarea capatului liber al tubului curbat transmitind miscarea prin intermediul unei tije si a unui sistem dintat la un ac indicator care se deplaseaza in fata unei scari gradate de la 0 la15 Kg pr.qcm. Serie aparat: 77601 | Muzeul Științei și Tehnicii „Ștefan Procopiu”, Iași | Cimec    |
|      | Tahometru JAEGER Autor: Jaeger, Paris                                                                   | Descoperit: Galați, Str. Vultur, nr. 80 Dimensiuni: L=45cm; LA=16cm; Î=10,3cm Material: aluminiu, alamă, metal, sticlă | Aparatul de măsurare a turației Jaeger a fost folosit în aviație pentru măsurarea turației motoarelor, indicând astfel comportamentul acestora în zbor. Mecanismul de orologerie este introdus într-o carcasă din aluminiu de formă circulară cu o fișă de ieșire metalică care se conecta la axul motorui a cărui viteză trebuia măsurată. Cadranul este de culoare neagră cu cifre arabe luminiscente poziționate circular pe două registre pentru măsurarea turației de la 0 la 3000 rotații. Numărul de rotații este indicat de un ac indicator. Cadranul este protejat cu sticlă. | Muzeul Științei și Tehnicii „Ștefan Procopiu”, Iași | Cimec    |
|      | Tahometru de mână Autor: Autor necunoscut, Germania                                                     | Descoperit: Galați, str. Vultur, nr. 80 Dimensiuni: L=12cm; LA=3,5cm; Î=3cm. Material: metal, oțel, alamă, lemn | Tahometru este un dispozitiv de control, prin care se măsoară viteza (frecvența) de rotație a diferitelor elemente, cum ar fi rotoare, arbori sau discuri. Valoarea care caracterizează viteza de rotație este exprimată de obicei în număr de rotații ale elementului de pe unitatea de timp. Tahometrul de mână este realizat dintr-un mecanism de orologerie (roți dințate) care pun în mișcare patru registre cu cifre de la 0 la 9 vizibile prin opt vizoare circulare decupate în carcasa metalică de formă paralelipipedică. Este prevăzut cu un mâner din lem de formă cilindrică. Mecanismul este acționat prin intermediul unui vârf din hotel care se cuplează cu axul motorului. | Muzeul Științei și Tehnicii „Ștefan Procopiu”, Iași | Cimec    |
|      | Indicator de polaritate portabil Autor: Autor necunoscut, Franța                                        | Descoperit: jud. GALAȚI, Galați, str. Vultur, nr. 6 Dimensiuni: L=5,5cm; LA=2cm; Î=9cm Material: tablă de oțel,sticlă, cupru, material textil, ebonită. | Aparatul este de formă circulară asemenea unui ceas de buzunar, cu cadran de metal protejat cu sticlă, folosit pentru determinarea polarității bateriilor de la 0 la 20V. Aparatul este pastrat într- poșetuță din piele de căprioară. Era utilizat în special de constructorii de aparate de radio. Pe cadran sunt două vizoare circulare mici situate pe axa verticală de simetrie prin care se poate citi polaritatea pozitivă sau negativă marcată prin culorile alb și roșu. Aparatul este prevazut la partea superioară cu o fișă - un cablu din cupru cu izolație de material textil de culoare verde și tester ascuțit din metal izolat cu ebonită. La partea inferioară a aparatului se află un tester de metal legat solidar de carcasa aparatului. | Muzeul Științei și Tehnicii „Ștefan Procopiu”, Iași | Cimec    |
|      | Voltmetru de buzunar Autor: Schoeller & Co.                                                             | Datare: aprox. 1935 Descoperit: jud. Galați, Galați, str. Vultur, nr. 80 Dimensiuni: L=5cm; LA=2,5cm; Î=7cm Material: metal, sticlă, cupru material textil, material plastic. | Aparat de masură electromagnetic folosit în radiotehnică pentru determinarea valorilor tensiunii de filament și a tensiunii anodice a tuburilor electronice și a bateriilor anodice si de filament. Se masoară numai în curent continuu. Aparatul este de mici dimensiuni, de formă circulară în carcasă metalică si cu cadran protejat cu sticlă. Este prevăzut cu trei borne de ieșire: 6V, 120V si testerul cu cablu pentru măsurare. Cadranul circular este prevăzut în jumătatea superioară de culoare albă cu o scară cu gradații pe două registre de la 0 la 120V pentru masurarea tensiunii anodice și cu gradații de la 0 la 6V pentru tensiunea de filament și ac indicator. Jumătatea inferioară a cadranului, de culoare neagră, are inscripționate cele două tensiuni 6V și 120V în dreptul bornelor corespunzătoare sI sigla firmei Schoeller & Co. | Muzeul Științei și Tehnicii „Ștefan Procopiu”, Iași | Cimec    |
|      | Lampă de control OSRAM Autor: OSRAM G.m.b.H. & KG                                                       | Descoperit: jud. Galați, Galați, str. Vultur, nr. 80 Dimensiuni: L=19,5cm; LA=4cm; Î=4cm Material: bachelită, metal, sticlă | Lampa de control Osram este un tester pentru tensiuni înalte: 110V-750V. Carcasa este din bachelită de culoare neagră, alungită, asemenea unui stilou, cu un vârf din metal ca senzor. În interior există un bec neon care este vizibil printr-o fereastră mică lângă capătul tubului, care indică o tensiune ridicată în apropierea capătului senzorului. | Muzeul Științei și Tehnicii „Ștefan Procopiu”, Iași | Cimec    |
|      | Voltampermetru „Siemens & Halske” Autor: Siemens&Halske                                                 | Descoperit: jud. Iași, Iași, str. Florilor, nr. 6 Dimensiuni: L=18,5cm; LA=21cm; Î=9cm. Material: lemn, bachelită, sticlă, metal | Aparat de măsură analogic magnetoelectric pentru curent continuu cu 7 domenii de măsurare. Mecanismul se află într-o cutie din lemn și cu cadran prevăzut cu scară dublu gradată de la 0 la 150 și de la 0 la 3 pentru măsurarea tensiunii electrice (V) și a curentului electric (A). Este prevăzut cu două borne pentru măsurare, un comutator pentru excluderea șuntului și borne pentru alegerea domeniilor de măsurare și a sunturilor (rezistența internă): 3V- 1000Ω; 150V -50000Ω; 300V-100000Ω și 0,15A; 1,5A și 15A. În partea centrală a aparatului se poate vedea printr-un vizor circular protejat cu stică, mecanismul format din partea fixă, magnetul permanent și sistemul mobil formată din bobina mobilă, suspensia pe lagăre și baza acului indicator. Aparatul mai conține si o fisă pentru selectarea domeniilor de măsurare. Aparatul de măsură Siemens & Halske a fost deosebit de performant pentru perioada respectivă. | Muzeul Științei și Tehnicii „Ștefan Procopiu”, Iași | Cimec    |
|      | Acumulator TUDOR Autor: S.A.R. Tudor, București                                                         | Descoperit: jud. Iași, Iasi Dimensiuni: L=9cm; LA=8cm; H=15cm Material: ebonită, plumb, ceramică | Acumulatorul TUDOR cu 3 elemente galvanice este alcătuit dintr-o carcasă din ebonită de culoare neagră de formă paralelipipedică. În interior se află plăcile interne pozitive si negative, realizate din plumb, separatori - placi din material poros sintetic plasate în trei cuve în care se toarnă electrolitul format din acid sulfuric și apă. Conectarea dintre baterie si corpul ce are nevoie de energie este realizată prin intermediul bornelor din plumb. Acumulatorul este o sursă de curent electric continuu reîncărcabilă formată din elemente care înmagazinează energia electrică pe care o stochează folosind principii chimice. Funcționarea sa se bazează pe apariția unei tensiuni electromotoare creată pe baze chimice, obținută prin asocierea în combinații electrod-electrolit a unor materiale diferite din punct de vedere electrochimic. | Muzeul Științei și Tehnicii „Ștefan Procopiu”, Iași | Cimec    |
|      | Acumulator cu 10 elemenți Autor: Autor necunoscut Romînia                                               | Descoperit: jud. Iași, Iași Dimensiuni: L=23,5cm; LA=5,5cm; Î=8,5cm. Material: sticlă, plumb, ceramică | Acumulatorul cu 10 elemente galvanice este alcătuit dintr-o carcasă din stică transparentă de formă paralelipipedică. În interior se află plăcile interne pozitive si negative, realizate din plumb, separatori - placi din material poros sintetic plasate în 10 cuve în care se toarnă electrolitul format din acid sulfuric și apă. Conectarea dintre baterie si corpul ce are nevoie de energie este realizată prin intermediul bornelor din plumb. Turnarea acidului se face prin 10 tuburi din ceramică pentru viecare cuvă. Acumulatorul este o sursă de curent electric continuu reîncărcabilă formată din elemente care înmagazinează energia electrică pe care o stochează folosind principii chimice. Funcționarea sa se bazează pe apariția unei tensiuni electromotoare creată pe baze chimice, obținută prin asocierea în combinații electrod-electrolit a unor materiale diferite din punct de vedere electrochimic. | Muzeul Științei și Tehnicii „Ștefan Procopiu”, Iași | Cimec    |
|      | Lampa PETROMAX 834 cu preîncălzire Autor: Ehrich &Graetz                                                | Descoperit: jud. Iași, Iași, str. Scăricica, nr. 6 Dimensiuni: L=28cm; LA= 26cm; H=36cm. Material: metal, email | Lampa „Petromax” este un corp de iluminat portabil cu alimentare cu kerosen. Putea funcționa si cu parafina. A fost creată de Max Graetz (1851-1937), unul dintre fondatorii firmei Ehrich&Graetz, în anul 1910. Denumirea vine de la Petroleum și Max. Este o lampă metalică de culoare neagră alcătuită dintr-un rezervor inelar, o pompă de mână pentru crearea presiunii în rezervor, vaporizator, arzător preîncălzitor, o manta (un gen de fitil) pentru ardere, si un glob de sticlă (lipsesc globul de sticlă și manometrul). Corpul de iluminat este prevăzut cu un inel la partea superioară pentru agățare. Pentru început se turna kerosen în rezervor, se acționa pompa de mână pentru crearea presiunii necesare (200CP) și se închidea supapa. În partea inferioară se deschide ușița arzatorului, se toarnă puțin alcool intr-n mic jgheab si se dă foc pentru a produce arderea mantalei. Căldura produsă de manta produce gazeificarea kerosenului sub presiune care apoi intreține arderea.Lumina produsă de manta poate dura până la 18 ore pentru un rezervor de kerosen. Lampa Petromax a fost utilizată foarte mult în cel de-al II-lea Război Mondial si încă se mai poate întălni și in zilele noastre în locuri izolate fără electricitate. | Muzeul Științei și Tehnicii „Ștefan Procopiu”, Iași | Cimec    |
|      | Lanternă DAIMON FOCUS Autor: Daimon, Elektrotechnische Fabrik Schmidt &Co GmbH                          | Descoperit: jud. CONSTANȚA, Constanța, str. Hortensiei, nr.13 Dimensiuni: L=8cm; LA=3cm; Î=11cm; Material: tablă, sticlă, piele | Lanternă cu două baterii de 1,5V. Acest gen de lanternă a fost utilizat foarte mult în cel de-al II-lea Razboi Mondial. Cutia de formă paralelipipedică este din metal vopsit in culoare neagră. Frontal are in partea centrală becul, o oglinda conică metalică protejată de sticla circulară. Lateral dreapta se află intrerupătorul si in stânga reglajul luminozitții. Sus are un maner de prindere. In spate se află o curea de piele cu o taietură pentru a putea fi prins de un nasture al vestonului militar. Formă de valorivficare: în expoziții. | Muzeul Științei și Tehnicii „Ștefan Procopiu”, Iași | Cimec    |
|      | Voltmetru de buzunar Autor: posibil firma DAIMON                                                        | Descoperit: jud. ILFOV, București, str. Mohorului, nr.6 Dimensiuni: L=5,5cm; LA=2cm; Î=7,5cm. Material: sticlă, cupru, metal, ebonită | Aparat de masură electromagnetic folosit în radiotehnică pentru determinarea valorilor tensiunii de filament și a tensiunii anodice a tuburilor electronice și a bateriilor anodice si de filament. Se masoară numai în curent continuu. Aparatul este de mici dimensiuni, de formă circulară în carcasă metalică si cu cadran protejat cu sticlă. Este prevăzut cu trei borne de ieșire: 6V, 120V si testerul cu cablu pentru măsurare. Cadranul circular este prevăzut în jumătatea superioară de culoare albă cu o scară cu gradații pe două registre de la 0 la 120V pentru masurarea tensiunii anodice și cu gradații de la 0 la 6V pentru tensiunea de filament și ac indicator. Jumătatea inferioară a cadranului, de culoare neagră, are inscripționate cele două tensiuni 6V și 120V în dreptul bornelor corespunzătoare. Nu este inscripționată firma constructoare. | Muzeul Științei și Tehnicii „Ștefan Procopiu”, Iași | Cimec    |
|      | Ohmmetru SIEMENS Autor: Siemens &Halske, Berlin                                                         | Descoperit: București, Str. Mohorului, nr. 6 Dimensiuni: L=7,4cm; LA= 3,5cm; Î=18cm. Material: bachelită, sticlă,metal | Ohmmetrul este un aparat electric de măsură, folosit pentru a măsura rezistența electrică, adică opoziția față de trecerea curentului electric printr-un circuit electric sau printr-un mediu conductor. Ohmmetrul este în mod obișnuit utilizat pentru măsurarea rezistențelor ohmice. Carcasa aparatului este din bachelită de culoare neagră de formă paralelipipedică. La partea superioară se află cadranul de culoare albă cu scara și acul indicator. Scala aparatului (ohmmetrului-serie) este gradată neproporțional, și are poziția (valoarea) de zero ("0" ohmi) în partea dreaptă, adică pentru curentul maxim prin circuit, când valorea rezistenței ohmice de măsurat este zero (cazul scurtcircuit). Dispozitivul este prevăzut cu doă borne, borna pozitivă și borna negativă. Un ohmmetru trebuie să poată genera un flux intern de curent, prin urmare, este dotat cu baterie proprie. Aparatul se alimentează la o baterie uscată de 4,5V. | Muzeul Științei și Tehnicii „Ștefan Procopiu”, Iași | Cimec    |
|      | Magnetou BOSCH Autor: Robert Bosch GmbH                                                                 | Descoperit: jud. BACĂU, Bacău, str. Nordului, nr. 6 Dimensiuni: L=23cm; LA=7,5cm; I=10,3cm Material: metal; bronz; cupru; ebonită; lemn; vopsea | Magnetoul este un mic generator electric cu inductoarele formate din magneți, folosit pentru aprinderea amestecului combustibil la motoarele cu electroaprindere. Principiul de functionare al instalatiei clasice de aprindere, consta in ruperea unui contact electric la capetele unui condensator, la care tensiunea dintre armaturi tinde la ∞ (are o valoare foarte mare). Odata cu ruperea contactului (de catre un intrerupator cu contactele platinate sau argintate pentru a evita scanteia la desfacerea sau refacerea contactului electric sau perlarea contactului, numit si 'platina'), la bornele condensatorului apare un impuls de tensiune, care este amplificat de un transformator ridicator – bobina de inductie – care genereaza in circuitul secundar o tensiune electrica de 6000÷12000 V, tensiune ce produce o descarcare electrica in bujie. Cama ruptorului este solidara sau sincrona cu arborele ('axa') cu came. Functie de pozitia camei, ruperea contactului, respectiv, descarcarea de inalta tensiune din bujie, se produce la momentul corespunzator avansului la aprindere. Este posibil să fi echipat motociclete (probabil DKW germane) în perioada 1930-1940. | Muzeul Științei și Tehnicii „Ștefan Procopiu”, Iași | Cimec    |
|      | Dispozitiv de calcul PICCOLO S Autor: Addiator Gesellchaft                                              | Datare: aprox. 1960 Descoperit: jud. Iasi, Iasi, str. Ciurchi, nr.111 Dimensiuni: L=4cm; LA=0,3cm; Î=16cm. Material: metal | Dispozitiv de calcul pentru operații de adunare și scădere. Cutia metalică de formă paralelipipedică cu o grosime de 0,3 cm prezintă două registre cu câte șase coloane decupate (adunare și scădere) care au in interior glisiere metalice cu cifre de la 0 la 9 ce pot fi manevrate cu ajutorul unui stil din metal anexat cutiei. A fost un dispozitiv de calcul foarte popular pănă la apariția calculatoarelor electrice. | Muzeul Științei și Tehnicii „Ștefan Procopiu”, Iași | Cimec    |
|      | Aparat de filmat semiautomat                                                                            | Școală: Krasnogorsk Descoperit: jud. VASLUI Dimensiuni: L=32,5cm;LA=25cm; H=9cm Material: metal, bachelita, material plastic, sticla | Aparatul de filmat "Krasnogorsk-2" este destinat filmării pe pelicule cinematografice de 16 milimetri și filmelor alb-negru cu perforații unilaterale sau bidirecționale. Aparatul utilizează un obiectiv "Meteor-5-1" cu o distanță focală variabilă de 17 până la 70 mm și o deschidere relativă este de 1: 1,9. Dimensiunea maximă a cadrului este de 10,2 × 7,6 mm. Frecvența de fotografiere este de 8, 12, 16, 24, 32 și 48 cadre/secunda. Aparatul utilizează la încărcare o casetă și o rezervă de film în casetă - 30 m. Dispozitivul de acționare cu arc asigură tragerea a cel puțin 5 m de film. Fixarea expunerii este semi-automată cu ajutorul unui fotoexponometru care lucrează cu o lentilă de fotografiere în intervalul de sensibilitate a filmului de la 8 la 250. ISO Obturatorul este o oglindă dublă, cu un unghi de deschidere de 150 ° (2 × 75 °). Elementele principale ale instalării semi-automate a diafragmei sunt: un galvanometru cu ac, un fotorezistor, un curent de reglare în circuitul de galvanometru, în funcție de luminozitatea obiectului fotografiat și o baterie de oxid de mercur de două RC -53 elemente pentru alimentarea circuitului electric. Înainte de a instala caseta în dispozitiv, se fixează arcul de ghidare la 1,5-2 rotații, se scoate clapeta de pe casetă și se trage trăgând filmul din bobina de alimentare, făcând o bucla aproximativ la mijlocul părții rotunjite a casetei. Se trag rolele de presare departe de tambur, ridicând capetele ușor în sus. Filmul se fixează în canalul corespunzător între pinion și rolele de ghidare.La sfârșit se introduce caseta în aparat. | Muzeul Științei și Tehnicii „Ștefan Procopiu”, Iași | Cimec    |
|      | Magnetofon T 301                                                                                        | Școală: Revere Camera Company Dimensiuni: L=36cm; LA=28cm, H=19,5cm Material: metal, panză, plastic, bachelită | Magnetofonul, prevăzut cu capac, este cu înregistrare pe două piste. Capul de înregistrare are înălțimea întrefierului puțin mai mică decât jumatate din lătimea benzii. Pentru înregistrare banda trece prin dreptul capului de înregistrare, un electromagnet (o bobina cu miez de fier), de la un amplificator electronic ce primeste la intrare "muzica". Electromagnetul produce un câmp magnetic modulat după "muzică" și banda rămane magnetizată conform acestei modulații. La redare, bobina electromagnetului este conectată la intrarea unui amplificator. La trecerea benzii prin fața capului se induce in bobina o tensiune modulată dupa câmpul magnetic înregistrat pe banda. Tensiunea este amplificată și apoi aplicată difuzorului. În partea stangă este plasat potențiometru pentru derularea benzii înainte, stop, play respectiv în dreapta este plasat butonul de închidere, cel pentru volum, iar frontal un buton de înregistrare. | Muzeul Științei și Tehnicii „Ștefan Procopiu”, Iași | Cimec    |
|      | Bandă perforată de hârtie                                                                               | Școală: The Aeolian Company Descoperit: jud. BUCUREȘTI Dimensiuni: La: 28,5 cm Material: hârtie; carton; metal; lemn; perforare | Pe banda de hârtie, de culoare alb-gălbuie, este înregistrată prin perforare melodia „Lorraine March”, compozitor Louis Ganne. Hârtia perforată, utilizată pentru pianola mecanică „Aeolian”, trece peste flautul lui Pan, prevăzut cu 88 de note, tempo-ul 90. Prin intermediul dispozitivelor Metrostyle și Themodist se acționează supapa de aer ce permite accelerarea, încetinirea sau oprirea derulării ruloului de bandă perforată. Banda e înfășurată pe un cilindru din lemn cu opritoare (role de ghidare) la capete, care sunt prevăzute cu axuri de fixare la pianolă. Este păstrată într-o cutie paralelipipedică din carton pe care sunt specificate, prin intermediul unei etichete, numele înregistrării și compozitorul. | Muzeul Științei și Tehnicii „Ștefan Procopiu”, Iași | Cimec    |
|      | Bandă perforată de hârtie                                                                               | Școală: The Aeolian Company Descoperit: jud. BUCUREȘTI Dimensiuni: La: 28,5 cm Material: hârtie; carton; metal; lemn; perforare | Pe banda de hârtie, de culoare alb-gălbuie, este înregistrată prin perforare melodia „Diner Walzer”, compozitor Alfred Grufeld. Hârtia perforată, utilizată pentru pianola mecanică „Aeolian”, trece peste flautul lui Pan, prevăzut cu 88 de note, tempo-ul 90. Prin intermediul dispozitivelor Metrostyle și Themodist se acționează supapa de aer ce permite accelerarea, încetinirea sau oprirea derulării ruloului de bandă perforată. Banda e înfășurată pe un cilindru din lemn cu opritoare (role de ghidare) la capete, care sunt prevăzute cu axuri de fixare la pianolă. Este păstrată într-o cutie paralelipipedică din carton pe care sunt specificate, prin intermediul unei etichete, numele înregistrării și compozitorul. | Muzeul Științei și Tehnicii „Ștefan Procopiu”, Iași | Cimec    |
|      | Bandă perforată de hârtie                                                                               | Datare: 1904 Școală: The Aeolian Company Descoperit: jud. BUCUREȘTI Dimensiuni: La: 28,5 cm Material: hârtie; carton; metal; lemn; perforare | Pe banda de hârtie, de culoare alb-gălbuie, este înregistrată prin perforare melodia „Valse de concert”, compozitor Mattei. Hârtia perforată, utilizată pentru pianola mecanică „Aeolian”, trece peste flautul lui Pan, prevăzut cu 88 de note, tempo-ul 70. Prin intermediul dispozitivelor Metrostyle și Themodist se acționează supapa de aer ce permite accelerarea, încetinirea sau oprirea derulării ruloului de bandă perforată. Banda e înfășurată pe un cilindru din lemn cu opritoare (role de ghidare) la capete, care sunt prevăzute cu axuri de fixare la pianolă. Este păstrată într-o cutie paralelipipedică din carton pe care sunt specificate, prin intermediul unei etichete, numele înregistrării și compozitorul. | Muzeul Științei și Tehnicii „Ștefan Procopiu”, Iași | Cimec    |
|      | Bandă perforată de hârtie                                                                               | Datare: 1914 Școală: Ludwig Hupfeld A.G. Descoperit: jud. GALAȚI, GALAȚI Dimensiuni: La: 30 cm Material: hârtie; carton; metal; lemn; perforare | Pe banda de hârtie, de culoare alb-gălbuie, este înregistrată prin perforare melodia „Leichte Kavallerie”, compozitor Fr. Von Suppe. Hârtia perforată, cu tempo-ul 50-60, trece peste cititorul de perforații, prevăzut cu 88 de note. Dispozitivul „Solodant” oferă posibilitatea ca melodia să iasă automat, detașându-se net de acompaniament în diverse grade de sonoritate. Banda e înfășurată pe un cilindru din lemn cu opritoare (role de ghidare) la capete, care sunt prevăzute cu axuri de fixare la pianolă. Este păstrată într-o cutie paralelipipedică din carton pe care sunt specificate, prin intermediul unei etichete, numele înregistrării și compozitorul. | Muzeul Științei și Tehnicii „Ștefan Procopiu”, Iași | Cimec    |
|      | Bandă perforată de hârtie                                                                               | Școală: Ludwig Hupfeld A.G. Descoperit: jud. GALAȚI, GALAȚI Dimensiuni: La: 30 cm Material: hârtie; carton; metal; lemn; perforare | Pe banda de hârtie, de culoare alb-gălbuie, este înregistrată prin perforare melodia „Die Fledermaus”, compozitor Johann Straus. Hârtia perforată, utilizată pentru pianola mecanică „Phonola”, trece peste cititorul de perforații, prevăzut cu 88 de note. Dispozitivul „Solodant” oferă posibilitatea ca melodia să iasă automat, detașându-se net de acompaniament în diverse grade de sonoritate. Banda e înfășurată pe un cilindru din lemn cu opritoare (role de ghidare) la capete, care sunt prevăzute cu axuri de fixare la pianolă. Este păstrată într-o cutie paralelipipedică din carton cașerat de culoare neagră pe care sunt specificate, prin intermediul unei etichete, numele înregistrării și compozitorul. | Muzeul Științei și Tehnicii „Ștefan Procopiu”, Iași | Cimec    |
|      | Bandă perforată de hârtie                                                                               | Școală: Ludwig Hupfeld A.G. Descoperit: jud. CLUJ, CLUJ-NAPOCA Dimensiuni: La: 29,5 cm Material: hârtie; carton; metal; lemn; perforare | Pe banda de hârtie, de culoare alb-gălbuie, este înregistrată prin perforare melodia „Kreisleriana Op. 16”, compozitor R. Schumann. Hârtia perforată, utilizată pentru pianola mecanică „Phonola”, trece peste cititorul de perforații, prevăzut cu 88 de note. Dispozitivul „Solodant” oferă posibilitatea ca melodia să iasă automat, detașându-se net de acompaniament în diverse grade de sonoritate. Banda e înfășurată pe un cilindru din lemn cu opritoare (role de ghidare) la capete, care sunt prevăzute cu axuri de fixare la pianolă. Este păstrată într-o cutie paralelipipedică din carton cașerat de culoare neagră pe care sunt specificate, prin intermediul unei etichete, numele înregistrării și compozitorul. | Muzeul Științei și Tehnicii „Ștefan Procopiu”, Iași | Cimec    |
|      | Bandă perforată de hârtie                                                                               | Datare: 1914 Școală: Ludwig Hupfeld A.G. Descoperit: jud. CLUJ, CLUJ-NAPOCA Dimensiuni: La: 29,5 cm Material: hârtie; carton; metal; lemn; perforare | Pe banda de hârtie, de culoare alb-gălbuie, este înregistrată prin perforare melodia „Sonate (Kreutzer-Sonate) Op. 47”, compozitor L. von Beethoven. Hârtia perforată, utilizată pentru pianola mecanică „Phonola”, trece peste cititorul de perforații, prevăzut cu 88 de note. Dispozitivul „Solodant” oferă posibilitatea ca melodia să iasă automat, detașându-se net de acompaniament în diverse grade de sonoritate. Banda e înfășurată pe un cilindru din lemn cu opritoare (role de ghidare) la capete, care sunt prevăzute cu axuri de fixare la pianolă. Este păstrată într-o cutie paralelipipedică din carton cașerat de culoare neagră pe care sunt specificate, prin intermediul unei etichete, numele înregistrării și compozitorul. | Muzeul Științei și Tehnicii „Ștefan Procopiu”, Iași | Cimec    |
|      | Mașina de cusut Ileana                                                                                  | Școală: Uzina Mecanică Cugir Descoperit: Iasi Dimensiuni: L=60cm, LA= 46cm , H= 78 cm Material: lemn, metal,piele, plastic | Mașina de cusut este prevăzută cu cutie pentru accesorii, ace, mosorele, pompiță de ulei și se poate folosi pentru operații de brodat, tivit și stopat. Grosimea acului de cusut se alege în funcție de tipul materialului. Cu ajutorul mâinii se acționează mai întâi discul de blocare prin învârtirea volanului, se așează picioarele apoi pe pedală, se ridică tălpița și se introduce materialul sub tălpiță în direcția din față pe partea dinapoi. Se pedalează mașina și se conduce stofa pe cât posibil în viteza de mers inspirată de transportor. | Muzeul Științei și Tehnicii „Ștefan Procopiu”, Iași | Cimec    |
|      | Bandă perforată de hârtie                                                                               | Datare: 1914 Școală: Ludwig Hupfeld A.G. Descoperit: jud. CLUJ, CLUJ-NAPOCA Dimensiuni: La: 29,5 cm Material: hârtie; carton; metal; lemn; perforare | Pe banda de hârtie, de culoare alb-gălbuie, este înregistrată prin perforare melodia „Grande Polonaise, Op. 22”, compozitor Fr. Chopin. Hârtia perforată, utilizată pentru pianola mecanică „Phonola”, trece peste cititorul de perforații, prevăzut cu 88 de note. Dispozitivul „Solodant” oferă posibilitatea ca melodia să iasă automat, detașându-se net de acompaniament în diverse grade de sonoritate. Banda e înfășurată pe un cilindru din lemn cu opritoare (role de ghidare) la capete, care sunt prevăzute cu axuri de fixare la pianolă. Este păstrată într-o cutie paralelipipedică din carton cașerat de culoare neagră pe care sunt specificate, prin intermediul unei etichete, numele înregistrării și compozitorul. | Muzeul Științei și Tehnicii „Ștefan Procopiu”, Iași | Cimec    |
|      | Bandă perforată de hârtie                                                                               | Datare: 1914 Școală: Ludwig Hupfeld A.G. Descoperit: jud. CLUJ, CLUJ-NAPOCA Dimensiuni: La: 29,5 cm Material: hârtie; carton; metal; lemn; perforare | Pe banda de hârtie, de culoare alb-gălbuie, este înregistrată prin perforare melodia „Sonate, Op. 42”, compozitor Franz Schubert. Hârtia perforată, utilizată pentru pianola mecanică „Phonola”, trece peste cititorul de perforații, prevăzut cu 88 de note. Dispozitivul „Solodant” oferă posibilitatea ca melodia să iasă automat, detașându-se net de acompaniament în diverse grade de sonoritate. Banda e înfășurată pe un cilindru din lemn cu opritoare (role de ghidare) la capete, care sunt prevăzute cu axuri de fixare la pianolă. Este păstrată într-o cutie paralelipipedică din carton cașerat de culoare neagră pe care sunt specificate, prin intermediul unei etichete, numele înregistrării și compozitorul. | Muzeul Științei și Tehnicii „Ștefan Procopiu”, Iași | Cimec    |
|      | Bandă perforată de hârtie                                                                               | Datare: 1914 Școală: Ludwig Hupfeld A.G. Descoperit: jud. CLUJ, CLUJ-NAPOCA Dimensiuni: La: 29,5 cm Material: hârtie; carton; metal; lemn; perforare | Pe banda de hârtie, de culoare alb-gălbuie, este înregistrată prin perforare melodia „Simfonie Op. 97, Nr. 3, Es-dur”, compozitor Robert Schumann. Hârtia perforată, utilizată pentru pianola mecanică „Phonola”, trece peste cititorul de perforații, prevăzut cu 88 de note. Dispozitivul „Solodant” oferă posibilitatea ca melodia să iasă automat, detașându-se net de acompaniament în diverse grade de sonoritate. Banda e înfășurată pe un cilindru din lemn cu opritoare (role de ghidare) la capete, care sunt prevăzute cu axuri de fixare la pianolă. Este păstrată într-o cutie paralelipipedică din carton cașerat de culoare neagră pe care sunt specificate, prin intermediul unei etichete, numele înregistrării și compozitorul. | Muzeul Științei și Tehnicii „Ștefan Procopiu”, Iași | Cimec    |
|      | Disc muzical Autor: Pathé Frères                                                                        | Școală: Atelier francez Descoperit: jud. GALAȚI, GALAȚI Dimensiuni: D: 24 cm Material: disc fabricat din compuși pe bază de șerlac utilizat pentru înregistrări fonografice. | Discul este confecționat după o rețetă proprie a firmei „Pathé Frères”, având la bază șerlac și alți compuși chimici. Discul conține înregistrarea față-verso, prin metode mecanice, a două melodii: 1. Gonda, Liebe Kleine Gonda, vals din opereta „Die Geschiedene Frau”, muzica Leo Fall; nr. de ordine al melodiei: 14741; nr. matriței: 14741-46010; 2. Kind, Du Kannst Tanzen, din opereta „Die Geschiedene Frau”, muzica Leo Fall; nr. de ordine al melodiei: 14742; nr. matriței: 14742-46000. Caracteristic pentru aceste discuri este faptul că șanțurile imprimate în material variază în adâncimea lor pe verticală, redarea sunetului se realizează de la centrul discului spre exterior, iar audiția la gramofon se face cu o doză specială de tip Pathé ce conține ac de safir. Central, pe ambele fețe ale discului, sunt lipite etichetele ce conțin datele caracteristice privind titlul melodiei, compozitorul, numărul de ordine al melodiei din catalog, numărul matriței. Melodiile au fost înregistrate la Berlin, discul fiind o comandă pentru Germania. | Muzeul Științei și Tehnicii „Ștefan Procopiu”, Iași | Cimec    |
|      | Disc muzical Autor: Pathé Frères                                                                        | Școală: Atelier francez Descoperit: jud. GALAȚI, GALAȚI Dimensiuni: D: 24 cm Material: disc fabricat din compuși pe bază de șerlac utilizat pentru înregistrări fonografice. | Discul este confecționat după o rețetă proprie a firmei „Pathé Frères”, având la bază șerlac și alți compuși chimici. Discul conține înregistrarea față-verso, prin metode mecanice, a două melodii: 1. Der Absched (Adio), Piston solo, interpretează Sergeant Leggett și orchestra Scots Guards; nr. de ordine al melodiei: AL. 78859; nr. matriței: 79597-RA; 2. Du Verlässt Mich – lied, Piston solo, interpretează Sergeant Leggett, London; nr. de ordine al melodiei: AL. 79106; nr. matriței: 80242-RA. Caracteristic pentru aceste discuri este faptul că șanțurile imprimate în material variază în adâncimea lor pe verticală, redarea sunetului se realizează de la centrul discului spre exterior, iar audiția la gramofon se face cu o doză specială de tip Pathé ce conține ac de safir. Central, pe ambele fețe ale discului, sunt gravate direct în material datele caracteristice privind titlul melodiei, interpretul, numărul de ordine al melodiei din catalog, numărul matriței. Melodiile au fost înregistrate la Berlin, discul fiind o comandă pentru Germania. | Muzeul Științei și Tehnicii „Ștefan Procopiu”, Iași | Cimec    |
|      | Disc muzical Autor: Pathé Frères                                                                        | Școală: Atelier francez Descoperit: jud. GALAȚI, GALAȚI Dimensiuni: D: 24 cm Material: disc fabricat din compuși pe bază de șerlac utilizat pentru înregistrări fonografice. | Discul este confecționat după o rețetă proprie a firmei „Pathé Frères”, având la bază șerlac și alți compuși chimici. Discul conține înregistrarea față-verso, prin metode mecanice, a două melodii: 1. J’ai Tant Pleuré, vals, execută Orchestra Pathé Frères; nr. de ordine al melodiei: 55097; nr. matriței: 7286-G.R; 2. Morgenblatter, vals, execută Orchestra Pathé Frères; nr. de ordine al melodiei: 55100; nr. matriței: 7314-G.R. Caracteristic pentru aceste discuri este faptul că șanțurile imprimate în material variază în adâncimea lor pe verticală, redarea sunetului se realizează de la centrul discului spre exterior, iar audiția la gramofon se face cu o doză specială de tip Pathé ce conține ac de safir. Central, pe ambele fețe ale discului, sunt lipite etichetele ce conțin datele caracteristice privind titlul melodiei, interpretul, numărul de ordine al melodiei din catalog, numărul matriței. | Muzeul Științei și Tehnicii „Ștefan Procopiu”, Iași | Cimec    |
|      | Disc muzical Autor: Pathé Frères                                                                        | Școală: Atelier francez Descoperit: jud. GALAȚI, GALAȚI Dimensiuni: D: 24 cm Material: disc fabricat din compuși pe bază de șerlac utilizat pentru înregistrări fonografice. | Discul este confecționat după o rețetă proprie a firmei „Pathé Frères”, având la bază șerlac și alți compuși chimici. Discul conține înregistrarea față-verso, prin metode mecanice, a două melodii: 1. Hanhen – Rheinländer din opereta „Die Keusche Sussanne”, execută Pathéphon Orchester; nr. de ordine al melodiei: 54123; nr. matriței: 79895-RA; 2. Havana – vals, solist Guido Gialdini; nr. de ordine al melodiei: 54156; nr. matriței: 79735-RA. Caracteristic pentru aceste discuri este faptul că șanțurile imprimate în material variază în adâncimea lor pe verticală, redarea sunetului se realizează de la centrul discului spre exterior, iar audiția la gramofon se face cu o doză specială de tip Pathé ce conține ac de safir. Central, pe ambele fețe ale discului, sunt gravate direct în material datele caracteristice privind titlul melodiei, orchestrei, numărul de ordine al melodiei din catalog, numărul matriței. Melodiile au fost înregistrate la Berlin, discul fiind o comandă pentru Germania. | Muzeul Științei și Tehnicii „Ștefan Procopiu”, Iași | Cimec    |
|      | Disc muzical Autor: Pathé Frères                                                                        | Școală: Atelier francez Descoperit: jud. GALAȚI, GALAȚI Dimensiuni: D: 24 cm Material: disc fabricat din compuși pe bază de șerlac utilizat pentru înregistrări fonografice. | Discul este confecționat după o rețetă proprie a firmei „Pathé Frères”, având la bază șerlac și alți compuși chimici. Discul conține înregistrarea față-verso, prin metode mecanice, a două melodii: 1. Grilennbanner Marsch, Gloken solo, interpretează Albert Müller și orchestra; nr. de ordine al melodiei: 15360; nr. matriței: 798110-RA; 2. Zauberglö, polka, Gloken solo, interpretează Albert Müller și orchestra; nr. de ordine al melodiei: 15359; nr. matriței: 79811-RA. Caracteristic pentru aceste discuri este faptul că șanțurile imprimate în material variază în adâncimea lor pe verticală, redarea sunetului se realizează de la centrul discului spre exterior, iar audiția la gramofon se face cu o doză specială de tip Pathé ce conține ac de safir. Central, pe ambele fețe ale discului, sunt gravate direct în material datele caracteristice privind titlul melodiei, interpretul, numărul de ordine al melodiei din catalog, numărul matriței. Melodiile au fost înregistrate la Berlin, discul fiind o comandă pentru Germania. | Muzeul Științei și Tehnicii „Ștefan Procopiu”, Iași | Cimec    |
|      | Disc muzical Autor: Pathé Frères                                                                        | Școală: Atelier francez Descoperit: jud. GALAȚI, GALAȚI Dimensiuni: D: 24 cm Material: disc fabricat din compuși pe bază de șerlac utilizat pentru înregistrări fonografice. | Discul este confecționat după o rețetă proprie a firmei „Pathé Frères”, având la bază șerlac și alți compuși chimici. Discul conține înregistrarea față-verso, prin metode mecanice, a două melodii: 1. Ninettchen, polka, execută Orchestra Pathé Frères; nr. de ordine al melodiei: 55076; nr. matriței: 6720-GR; 2. Dolores, vals, execută Orchestra Pathé Frères; nr. de ordine al melodiei: 55108; nr. matriței: 7345-GR. Caracteristic pentru aceste discuri este faptul că șanțurile imprimate în material variază în adâncimea lor pe verticală, redarea sunetului se realizează de la centrul discului spre exterior, iar audiția la gramofon se face cu o doză specială de tip Pathé ce conține ac de safir. Central, pe ambele fețe ale discului, sunt lipite etichetele ce conțin datele caracteristice privind titlul melodiei, interpretul, numărul de ordine al melodiei din catalog, numărul matriței. | Muzeul Științei și Tehnicii „Ștefan Procopiu”, Iași | Cimec    |
|      | Disc muzical Autor: Pathé Frères                                                                        | Datare: 1913 Școală: Atelier francez Descoperit: jud. GALAȚI, GALAȚI Dimensiuni: D: 24 cm Material: disc fabricat din compuși pe bază de șerlac utilizat pentru înregistrări fonografice. | Discul este confecționat după o rețetă proprie a firmei „Pathé Frères”, având la bază șerlac și alți compuși chimici. Discul conține înregistrarea față-verso, prin metode mecanice, a două melodii: 1. Hobomoko, two-step, mandolină și țiteră, execută Jahoda & Damberger; nr. de ordine al melodiei: 54221; nr. matriței: 79739-RA; 2. Hochzeitsständchen (Serenada nunții), mandolină și țiteră, execută Jahoda & Damberger; nr. de ordine al melodiei: 54224; nr. matriței: 79737-RA. Caracteristic pentru aceste discuri este faptul că șanțurile imprimate în material variază în adâncimea lor pe verticală, redarea sunetului se realizează de la centrul discului spre exterior, iar audiția la gramofon se face cu o doză specială de tip Pathé ce conține ac de safir. Central, pe ambele fețe ale discului, sunt gravate direct în material datele caracteristice privind titlul melodiei, interpretul, numărul de ordine al melodiei din catalog, numărul matriței. Melodiile au fost înregistrate la Berlin, discul fiind o comandă pentru Germania. | Muzeul Științei și Tehnicii „Ștefan Procopiu”, Iași | Cimec    |
|      | Mașină de cusut                                                                                         | Școală: VEB - Ernst Thalmann Werke Descoperit: Iași Dimensiuni: L= 41 cm; LA =30,5 cm, H= 9 cm Material: metal turnat, bachelită, lemn, aluminiu | Mașina de cusut Freia reprezintă primul tip de mașină cu braț liber. Este o mașină electrică, portabilă, dispusă, prin pliere, într-o cutie cu maner. Mașina coase înainte și înapoi, lungimea cusăturii poate fi selectată liber prin intermediul unei roți de mână montată lateral. Masina are un dispozitiv de înfășurare a acului cu cârlig rotativ, viteza fiind controlată cu ajutorul unei bare montată pe arborele motorului, care poate fi acționată cu genunchiul. Cutia cu accesorii se potrivește perfect cu dimensiunea carcasei din aluminiu, care la rândul său servește și ca masă de lucru, atunci cînd mașina este pliată. | Muzeul Științei și Tehnicii „Ștefan Procopiu”, Iași | Cimec    |
|      | Disc muzical Autor: Pathé Frères                                                                        | Școală: Atelier francez Descoperit: jud. GALAȚI, GALAȚI Dimensiuni: D: 24 cm Material: disc fabricat din compuși pe bază de șerlac utilizat pentru înregistrări fonografice. | Discul este confecționat după o rețetă proprie a firmei „Pathé Frères”, având la bază șerlac și alți compuși chimici. Discul conține înregistrarea față-verso, prin metode mecanice, a două melodii: 1. Soldatenchor (Corul Soldaților) din opera „Faust”, interpretează Corul K.u.K. Hofoper - Viena; nr. de ordine al melodiei: 19002; nr. matriței: 39985 J; 2. Jägerchor (Corul Vânătorilor) din opera „Der Freischütz”, interpretează Corul K.u.K. Hofoper - Viena; nr. de ordine al melodiei: 19003; nr. matriței: 39986 J. Caracteristic pentru aceste discuri este faptul că șanțurile imprimate în material variază în adâncimea lor pe verticală, redarea sunetului se realizează de la centrul discului spre exterior, iar audiția la gramofon se face cu o doză specială de tip Pathé ce conține ac de safir. Central, pe ambele fețe ale discului, sunt gravate direct în material datele caracteristice privind titlul melodiei, interpretul, numărul de ordine al melodiei din catalog, numărul matriței. Melodiile au fost înregistrate la Berlin, discul fiind o comandă pentru Germania. | Muzeul Științei și Tehnicii „Ștefan Procopiu”, Iași | Cimec    |
|      | Disc muzical Autor: Pathé Frères                                                                        | Școală: Atelier francez Descoperit: jud. GALAȚI, GALAȚI Dimensiuni: D: 24 cm Material: disc fabricat din compuși pe bază de șerlac utilizat pentru înregistrări fonografice. | Discul este confecționat după o rețetă proprie a firmei „Pathé Frères”, având la bază șerlac și alți compuși chimici. Discul conține înregistrarea față-verso, prin metode mecanice, a două melodii: 1. Faust, vals, execută Orchestra Pathé Frères; nr. de ordine al melodiei: 55092; 2. Lustige Bruder, vals, execută Orchestra Pathé Frères; nr. de ordine al melodiei: 55107; nr. matriței: 7343-G.R. Caracteristic pentru aceste discuri este faptul că șanțurile imprimate în material variază în adâncimea lor pe verticală, redarea sunetului se realizează de la centrul discului spre exterior, iar audiția la gramofon se face cu o doză specială de tip Pathé ce conține ac de safir. Central, pe ambele fețe ale discului, sunt lipite etichetele de hârtie de culoare neagră ce conțin datele caracteristice privind titlul melodiei, orchestra, numărul de ordine al melodiei din catalog, numărul matriței. | Muzeul Științei și Tehnicii „Ștefan Procopiu”, Iași | Cimec    |
|      | Disc muzical Autor: Pathé Frères                                                                        | Școală: Atelier francez Descoperit: jud. GALAȚI, GALAȚI Dimensiuni: D: 24 cm Material: disc fabricat din compuși pe bază de șerlac utilizat pentru înregistrări fonografice. | Discul este confecționat după o rețetă proprie a firmei „Pathé Frères”, având la bază șerlac și alți compuși chimici. Discul conține înregistrarea față-verso, prin metode mecanice, a două melodii: 1. Cavalleria Rusticana, Sicilienne, Fantasie; nr. de ordine al melodiei: 5085; nr. matriței: 5085; 2. Robert le Diable, compozitor Meyerbeer, Fantasie; nr. de ordine al melodiei: 5135; nr. matriței: 47206 G.R. Caracteristic pentru aceste discuri este faptul că șanțurile imprimate în material variază în adâncimea lor pe verticală, redarea sunetului se realizează de la centrul discului spre exterior, iar audiția la gramofon se face cu o doză specială de tip Pathé ce conține ac de safir. Central, pe ambele fețe ale discului, sunt gravate direct în material datele caracteristice privind titlul melodiei, compozitorul, numărul de ordine al melodiei din catalog, numărul matriței. | Muzeul Științei și Tehnicii „Ștefan Procopiu”, Iași | Cimec    |
|      | Mapă cu 3 discuri Autor: Società Anonima Nazionale del „Grammofono”                                     | Școală: Atelier italian Descoperit: jud. IAȘI, IAȘI Dimensiuni: L: 33 cm; La: 32 cm; Ddisc: 30 cm Material: mapă originală ce conține trei discuri din ebonită protejate în plicuri de hârtie. | Mapa este confecționată din carton presat de culoare grena și conține trei discuri din ebonită, cu înregistrarea concertului „Quarttetto in MI Minore per Archi”, compozitor G. Verdi. Execută Quartetto di Roma, compus din Zuccarini - Montelli – Perini – Silva. Fiecare disc conține o etichetă centrală, de culoare roșie, pe care sunt scrise marca: Disco Grammofono, firma producătoare: Societa Anonima Nazionale del „Grammofono”, compozitorul, interpreții, tempoul, nr. de catalog: DB 4427, DB 4428, DB 4429, și seriile: 62-1084, 62-1085, 62-1086, 62-1087, 62-1088, 62-1089. Mapa prezintă ușoare rosături la colțuri. Înregistrările sunt în stare de conservare și audiție foarte bună. | Muzeul Științei și Tehnicii „Ștefan Procopiu”, Iași | Cimec    |
|      | Masina de cusut                                                                                         | Școală: Singer Manufacturing Co. Descoperit: Iași Dimensiuni: L= 90 cm, LA= 43 cm, H= 77 cm Material: lemn, metal, textil | Mașina mecanică „Singer"are inscripționate pe corpul principal, construit din metal, numele fabricantului, în partea dreaptă un sfinx, imprimări grafice pe placa de bază din lemn. Corpul principal este pliabil și se sprijină pe un suport de fier, prevăzut cu pedale. Lateral, de o parte și de alta, a corpulului principal al mașinii, sprijinit pe un suport de lemn, se află două cutii pentru accesorii. Mașina mecanică de cusut „Singer" este concepută pe un model clasic, în care acționarea acului de cusut și viteza de coasere sunt ajustate din picior, care se sprijină pe o pedală ce trebuie apasată înainte și înapoi. Cuprinde un sistem de introducere a firului pe gămălia acului, un braț liber care permite miscarea în plan orizontal a portiunii cu acul de coasere, un sistem de tensionare a firului și o suveica verticală. Se acționează volantul pentru încărcarea pe o tija a suveicii cu ață. Pedala pe lângă rolul de acționare a capului de cusut, la unele modele aceasta poate controla și alți parametrii: viteza de coasere, lățime pas cusătura la brodare etc. | Muzeul Științei și Tehnicii „Ștefan Procopiu”, Iași | Cimec    |
|      | Aparate de ras                                                                                          | Școală: Simens Descoperit: jud. Prahova Dimensiuni: L= 15 cm, LA=15cm, H=4 cm Material: metal, textil, plasrtic | Este o mașină de ras electrică cu lama vibratoare, alimentată prin cablu de la o baterie de 4,5 V (utilizată pentru a evita șocurile electrice de la rețea). Un ax triunghiular, condus de un motor foarte mic, împinge ușor lama de ras înainte și înapoi, prin intermediul energiei oferită lde baterie. Mișcarea ascendentă și descendentă a aparatului de ras, combinată cu capul vibrator al lamei, oferă un bărbierit superior. | Muzeul Științei și Tehnicii „Ștefan Procopiu”, Iași | Cimec    |
|      | Mandolina                                                                                               | Școală: Fabrica de instrumente muzicale Silvestri, Catania,Sicilia Descoperit: jud. Prahova Dimensiuni: L=62 cm, Ltastieră =54 cm, dcutie rezonanță =50cm Material: lemn, metal, plastic, sidef, strunjire, lăcuire                                                                                | Mandolina este un instrument cu coarde ciupite, care emite un sunet mai subțire decât chitara. Exemplarul din colecția muzeului, destul de rar, este prevăzut cu zece coarde (din care lipsesc patru), un gât lung delimitat de corp cu ajutorul tastelor, 10 chei muzicale dipuse pe două rânduri, care prin rotire măresc, respectiv micșorează tensiunea aplicată corzilor elastice în scopul acordării instrumentului și o cutie de rezonanță, cu ambele fețe plane, care este prevăzută cu o placă metalică traforată ce protejează cordarul. Instrumentul este prevăzut cu un număr de 24 de taste, în poziția celei de a 10 taste, gâtul întâlneste corpul instrumentului construit din lemn de arțar. Spatele instrumentului este bombat și realizat din 20 de plăcuțe din lemn de molid de anumite granulații de la fin la moderat, ceea ce conferă o linie estetică și armonioasă a instrumentului. Sub centrul plăcii de sunet, decorat cu perle lăcuite, este inscripționat Silvestri serie d’arte. | Muzeul Științei și Tehnicii „Ștefan Procopiu”, Iași | Cimec    |
|      | Aparat de multiplicat (Ronéotyp-ul)                                                                     | Școală: Roneo Rally Descoperit: Iași Dimensiuni: L= 44 cm, LA= 31cm, H = 20 cm Material: metal, plastic, hârtie | Mașina de multiplicat Roneo Rally (Ronéotypul) utilizează pentru multiplicare trei tipuri de foi suprapuse: o foaie de hârtie albă, una cerată, cea de-a treia fiind o hârtie carbon (indigo) numită hectografică sau matrice. Când utilizatorul exercită o presiune cu ajutorul unui stilou, prin apăsare cu vârful pe o foaie de hârtie obișnuită, hârtia carbon depune un strat de cerneală, distribuit de sus în jos, pe hârtia cerată. Pe măsură ce scrisul original avansează, o matrice a paginii inversate în oglindă este copiată pe foaia cerată. Apoi, foaia cerată, în care se află negativul, este plasată într-o presă rotativă. O soluție alcoolică diluează ușor cerneala de pe negativul foii cerate pentru a depune pe o foaie nouă, odată cu fiecare rotație a presei. Deoarece cantitatea de cerneală este limitată la depunerea inițială pe foaia cerată, numărul de copii rareori depășește 200 de exemplare. Foaia de ceară are un rol similar cu șabloanele utilizate în alte procese de multiplicare, cum ar fi ciclostyle. | Muzeul Științei și Tehnicii „Ștefan Procopiu”, Iași | Cimec    |
|      | Disc de ariston Autor: Paul Ehrlich                                                                     | Datare: sfârșitul sec.al XIX-lea Școală: Atelier german Descoperit: jud. TELEORMAN, com. DRĂCȘENEI Dimensiuni: Ddisc=33 cm; LAperforație=3 mm Material: Disc confecționat din carton, prevăzut cu perforații.                                                                                      | Disc confecționat din carton, utilizat pentru redarea sunetului la ariston, un automat muzical cu dicuri interschimbabile. Discul conține programarea, cu ajutorul perforațiilor, a sârbei românești: SERBA POPILOR, aranjament de Leopold Stern. Discul redă melodii pe 24 de note muzicale, înregistrate, prin intermediul perforațiilor. Redarea melodiei se face de la interiorul spre exteriorul discului. Fiecare perforație reprezintă o notă muzicală, iar lungimea unei perforații depinde de durata notei muzicale. În centrul discului sunt prevăzute orificiile pentru fixarea acestuia pe suportul aparatului de redare și imprimate titlul melodiei înregistrate, compozitorul, Ehrlichs Patent, Breveté S.G.D.G și poziția titlului din catalog: 3742. Pe verso este imprimată ștampila magazinului de muzică Leopold Stern din București. Discul este destinat organetelor model Ariston. Stare foarte bună de funcționare. | Muzeul Științei și Tehnicii „Ștefan Procopiu”, Iași | Cimec    |
|      | Disc de ariston Autor: Paul Ehrlich                                                                     | Datare: sfârșitul sec.al XIX-lea Școală: Atelier german Descoperit: jud. TELEORMAN, com. DRĂCȘENEI Dimensiuni: Ddisc=33 cm; LAperforație=3 mm Material: Disc confecționat din carton, prevăzut cu perforații.                                                                                      | Disc confecționat din carton, utilizat pentru redarea sunetului la ariston, un automat muzical cu dicuri interschimbabile. Discul conține programarea, cu ajutorul perforațiilor, a melodiei românești: HORA PAPA, compozitor: Leopold Stern. Discul redă melodii pe 24 de note muzicale, înregistrate, prin intermediul perforațiilor. Redarea melodiei se face de la interiorul spre exteriorul discului. Fiecare perforație reprezintă o notă muzicală, iar lungimea unei perforații depinde de durata notei muzicale. În centrul discului sunt prevăzute orificiile pentru fixarea acestuia pe suportul aparatului de redare și imprimate titlul melodiei înregistrate, compozitorul, Ehrlichs Patent, Breveté S.G.D.G și poziția titlului din catalog: 3721. Pe verso este imprimată ștampila magazinului de muzică Leopold Stern din București. Discul este destinat organetelor model Ariston. Stare foarte bună de funcționare. | Muzeul Științei și Tehnicii „Ștefan Procopiu”, Iași | Cimec    |
|      | Disc de ariston Autor: Paul Ehrlich                                                                     | Datare: sfârșitul sec.al XIX-lea Școală: Atelier german Descoperit: jud. TELEORMAN, com. DRĂCȘENEI Dimensiuni: Ddisc=33 cm; LAperforație=3 mm Material: Disc confecționat din carton, prevăzut cu perforații.                                                                                      | Disc confecționat din carton, utilizat pentru redarea sunetului la ariston, un automat muzical cu dicuri interschimbabile. Discul conține programarea, cu ajutorul perforațiilor, a sârbei românești: SCOTE CAPU LA FEREASTRĂ, compozitor: Leopold Stern. Discul redă melodii pe 24 de note muzicale, înregistrate, prin intermediul perforațiilor. Redarea melodiei se face de la interiorul spre exteriorul discului. Fiecare perforație reprezintă o notă muzicală, iar lungimea unei perforații depinde de durata notei muzicale. În centrul discului sunt prevăzute orificiile pentru fixarea acestuia pe suportul aparatului de redare și imprimate titlul melodiei înregistrate, compozitorul, Ehrlichs Patent, Breveté S.G.D.G și poziția titlului din catalog: 3608. Pe verso este imprimată ștampila magazinului de muzică Leopold Stern din București. Discul este destinat organetelor model Ariston. Stare foarte bună de funcționare. | Muzeul Științei și Tehnicii „Ștefan Procopiu”, Iași | Cimec    |
|      | Disc de ariston Autor: Paul Ehrlich                                                                     | Datare: sfârșitul sec.al XIX-lea Școală: Atelier german Descoperit: jud. TELEORMAN, com. DRĂCȘENEI Dimensiuni: Ddisc=33 cm; LAperforație=3 mm Material: Disc confecționat din carton, prevăzut cu perforații.                                                                                      | Disc confecționat din carton, utilizat pentru redarea sunetului la ariston, un automat muzical cu dicuri interschimbabile. Discul conține programarea, cu ajutorul perforațiilor, a horei românești: FRUNZULIȚĂ TREI TUFANI, compozitor: Leopold Stern. Discul redă melodii pe 24 de note muzicale, înregistrate, prin intermediul perforațiilor. Redarea melodiei se face de la interiorul spre exteriorul discului. Fiecare perforație reprezintă o notă muzicală, iar lungimea unei perforații depinde de durata notei muzicale. În centrul discului sunt prevăzute orificiile pentru fixarea acestuia pe suportul aparatului de redare și imprimate titlul melodiei înregistrate, compozitorul, Ehrlichs Patent, Breveté S.G.D.G și poziția titlului din catalog: 3719. Pe verso este imprimată ștampila magazinului de muzică Leopold Stern din București. Discul este destinat organetelor model Ariston. Stare foarte bună de funcționare. | Muzeul Științei și Tehnicii „Ștefan Procopiu”, Iași | Cimec    |
|      | Disc de ariston Autor: Paul Ehrlich                                                                     | Datare: sfârșitul sec.al XIX-lea Școală: Atelier german Descoperit: jud. TELEORMAN, com. DRĂCȘENEI Dimensiuni: Ddisc=33 cm; LAperforație=3 mm Material: Disc confecționat din carton, prevăzut cu perforații.                                                                                      | Disc confecționat din carton, utilizat pentru redarea sunetului la ariston, un automat muzical cu dicuri interschimbabile. Discul conține programarea, cu ajutorul perforațiilor, a melodiei românești: HORA PAKE, compozitor:Leopold Stern. Discul redă melodii pe 24 de note muzicale, înregistrate, prin intermediul perforațiilor. Redarea melodiei se face de la interiorul spre exteriorul discului. Fiecare perforație reprezintă o notă muzicală, iar lungimea unei perforații depinde de durata notei muzicale. În centrul discului sunt prevăzute orificiile pentru fixarea acestuia pe suportul aparatului de redare și imprimate titlul melodiei înregistrate, compozitorul, Ehrlichs Patent, Breveté S.G.D.G și poziția titlului din catalog: 3720. Pe verso este imprimată ștampila magazinului de muzică Leopold Stern din București. Discul este destinat organetelor model Ariston. Stare foarte bună de funcționare. | Muzeul Științei și Tehnicii „Ștefan Procopiu”, Iași | Cimec    |
|      | Disc de ariston Autor: Paul Ehrlich                                                                     | Datare: sfârșitul sec.al XIX-lea Școală: Atelier german Descoperit: jud. TELEORMAN, com. DRĂCȘENEI Dimensiuni: Ddisc=33 cm; LAperforație=3 mm Material: Disc confecționat din carton, prevăzut cu perforații.                                                                                      | Disc confecționat din carton, utilizat pentru redarea sunetului la ariston, un automat muzical cu dicuri interschimbabile. Discul conține programarea, cu ajutorul perforațiilor, a melodiei românești: HORA LENUȚA, compozitor: Leopold Stern. Discul redă melodii pe 24 de note muzicale, înregistrate, prin intermediul perforațiilor. Redarea melodiei se face de la interiorul spre exteriorul discului. Fiecare perforație reprezintă o notă muzicală, iar lungimea unei perforații depinde de durata notei muzicale. În centrul discului sunt prevăzute orificiile pentru fixarea acestuia pe suportul aparatului de redare și imprimate titlul melodiei înregistrate, compozitorul, Ehrlichs Patent, Breveté S.G.D.G și poziția titlului din catalog: 3753. Pe verso este imprimată ștampila magazinului de muzică Leopold Stern din București. Discul este destinat organetelor model Ariston. Stare foarte bună de funcționare. | Muzeul Științei și Tehnicii „Ștefan Procopiu”, Iași | Cimec    |
|      | Disc de ariston Autor: Paul Ehrlich                                                                     | Datare: sfârșitul sec.al XIX-lea Școală: Atelier german Descoperit: jud. TELEORMAN, com. DRĂCȘENEI Dimensiuni: Ddisc=33 cm; LAperforație=3 mm Material: Disc confecționat din carton, prevăzut cu perforații.                                                                                      | Disc confecționat din carton, utilizat pentru redarea sunetului la ariston, un automat muzical cu dicuri interschimbabile. Discul conține programarea, cu ajutorul perforațiilor, a melodiei: CIMPOIUL SERBESC, compozitor: Leopold Stern. Discul redă melodii pe 24 de note muzicale, înregistrate, prin intermediul perforațiilor. Redarea melodiei se face de la interiorul spre exteriorul discului. Fiecare perforație reprezintă o notă muzicală, iar lungimea unei perforații depinde de durata notei muzicale. În centrul discului sunt prevăzute orificiile pentru fixarea acestuia pe suportul aparatului de redare și imprimate titlul melodiei înregistrate, compozitorul, Ehrlichs Patent, Breveté S.G.D.G și poziția titlului din catalog: 2402. Pe verso este imprimată ștampila imprimatî magazinului de muzică Leopold Stern din București. Discul este destinat organetelor model Ariston. Stare foarte bună de funcționare. | Muzeul Științei și Tehnicii „Ștefan Procopiu”, Iași | Cimec    |
|      | Disc de ariston Autor: Paul Ehrlich                                                                     | Datare: sfârșitul sec.al XIX-lea Școală: Atelier german Descoperit: jud. TELEORMAN, com. DRĂCȘENEI Dimensiuni: Ddisc=33 cm; LAperforație=3 mm Material: Disc confecționat din carton, prevăzut cu perforații.                                                                                      | Disc confecționat din carton, utilizat pentru redarea sunetului la ariston, un automat muzical cu dicuri interschimbabile. Discul conține programarea, cu ajutorul perforațiilor, a marșului: GIGERL, compozitor: von J.F.Wagner. Discul redă melodii pe 24 de note muzicale, înregistrate, prin intermediul perforațiilor. Redarea melodiei se face de la interiorul spre exteriorul discului. Fiecare perforație reprezintă o notă muzicală, iar lungimea unei perforații depinde de durata notei muzicale. În centrul discului sunt prevăzute orificiile pentru fixarea acestuia pe suportul aparatului de redare și imprimate titlul melodiei înregistrate, compozitorul, Ehrlichs Patent, Breveté S.G.D.G și poziția titlului din catalog: 3669. Pe verso este imprimată ștampila magazinului de muzică Leopold Stern din București. Discul este destinat organetelor model Ariston. Stare foarte bună de funcționare. | Muzeul Științei și Tehnicii „Ștefan Procopiu”, Iași | Cimec    |
|      | Disc de ariston Autor: Paul Ehrlich                                                                     | Datare: sfârșitul sec.al XIX-lea Școală: Atelier german Descoperit: jud. TELEORMAN, com. DRĂCȘENEI Dimensiuni: Ddisc=33 cm; LAperforație=3 mm Material: Disc confecționat din carton, prevăzut cu perforații.                                                                                      | Disc confecționat din carton, utilizat pentru redarea sunetului la ariston, un automat muzical cu dicuri interschimbabile. Discul conține programarea, cu ajutorul perforațiilor, a sârbei românești: SERBA MAICELOR, compozitor: Leopold Stern. Discul redă melodii pe 24 de note muzicale, înregistrate, prin intermediul perforațiilor. Redarea melodiei se face de la interiorul spre exteriorul discului. Fiecare perforație reprezintă o notă muzicală, iar lungimea unei perforații depinde de durata notei muzicale. În centrul discului sunt prevăzute orificiile pentru fixarea acestuia pe suportul aparatului de redare și imprimate titlul melodiei înregistrate, compozitorul, Ehrlichs Patent, Breveté S.G.D.G și poziția titlului din catalog: 3722. Pe verso este imprimată ștampila magazinului de muzică Leopold Stern din București. Discul este destinat organetelor model Ariston. Stare foarte bună de funcționare. | Muzeul Științei și Tehnicii „Ștefan Procopiu”, Iași | Cimec    |
|      | Disc de ariston Autor: Paul Ehrlich                                                                     | Datare: sfârșitul sec.al XIX-lea Școală: Atelier german Descoperit: jud. TELEORMAN, com. DRĂCȘENEI Dimensiuni: Ddisc=33 cm; LAperforație=3 mm Material: Disc confecționat din carton, prevăzut cu perforații.                                                                                      | Disc confecționat din carton, utilizat pentru redarea sunetului la ariston, un automat muzical cu dicuri interschimbabile. Discul conține programarea, cu ajutorul perforațiilor, a sârbei românești SERBA COȘARILOR, compozitor: Leopold Stern. Discul redă melodii pe 24 de note muzicale, înregistrate, prin intermediul perforațiilor. Redarea melodiei se face de la interiorul spre exteriorul discului. Fiecare perforație reprezintă o notă muzicală, iar lungimea unei perforații depinde de durata notei muzicale. În centrul discului sunt prevăzute orificiile pentru fixarea acestuia pe suportul aparatului de redare și imprimate titlul melodiei înregistrate, compozitorul, Ehrlichs Patent, Breveté S.G.D.G șipoziția titlului din catalog: 3868. Pe verso este imprimată ștampila magazinului de muzică Leopold Stern din București. Discul este destinat organetelor model Ariston. Stare foarte bună de funcționare. | Muzeul Științei și Tehnicii „Ștefan Procopiu”, Iași | Cimec    |
|      | Disc dublu de ariston Autor: Paul Ehrlich                                                               | Datare: sfârșitul sec.al XIX-lea Școală: Atelier german Descoperit: jud. TELEORMAN, com. DRĂCȘENEI Dimensiuni: Ddisc=33 cm; LAperforație=3 mm Material: Disc confecționat din carton, prevăzut cu perforații.                                                                                      | Discuri confecționate din carton, utilizate pentru redarea sunetului la Ariston, un automat muzical cu dicuri interschimbabile. Ansamblul conține două discuri suprapuse, în formă de evantai, prinse la mijlocul prin intermediul uni inel metalic. Fiecare disc este alcătuit din trei părți și conține aceeași melodie. Părțile, care compun un disc, sunt îmbinate între ele prin intermediul unor urechiușe metalice. Fiecare conține programarea, cu ajutorul perforațiilor, a polcii: PIZZICATO, compozitor: Johann și Joseph Strauss. Discul redă melodii pe 24 de note muzicale, înregistrate, prin intermediul perforațiilor. Redarea melodiei se face de la interiorul spre exteriorul discului. Fiecare perforație reprezintă o notă muzicală, iar lungimea unei perforații depinde de durata notei muzicale. În centrul discului sunt prevăzute orificiile pentru fixarea acestuia pe suportul aparatului de redare și imprimate titlul melodiei înregistrate, compozitorul, Ehrlichs Patent, Breveté S.G.D.G și poziția titlului din catalog: 5522. Pe verso este imprimată ștampila magazinului de muzică Leopold Stern din București. Discul este destinat organetelor Ariston model ”Excelsior”. Stare foarte bună de funcționare. | Muzeul Științei și Tehnicii „Ștefan Procopiu”, Iași | Cimec    |
|      | Cartelă Autor: Euphonika Musikwerke                                                                     | Datare: sfârșitul sec.al XX-lea-începutul sec. al XX-lea Școală: Atelier german Descoperit: jud. CARAȘ-SEVERIN, ORAVIȚA Dimensiuni: L=87 cm; LA=10 cm Material: Bandă circulară confecționată din carton, prevăzută cu perforații.                                                                 | Cartelă perforată, sub forma unei benzi circulare, confecționată din carton pânzat și utilizată pentru redarea sunetului la organeta denumită Manopan, un automat muzical mecanic. Cartela conține programarea, cu ajutorul perforațiilor, a melodiei: Boshaft, Polka française, compozitor: Karl M. Ziehrer. Cartela conține înregistrarea, prin intermediul perforațiilor, a 24 de note muzicale, fiecare perforație reprezintând o notă muzicală; lungimea unei perforații depinde de durata notei muzicale redate. Pe bandă este tipărit: titlul melodiei, compozitorul, poziția titlului din catalog (1070 M), nr.patentului înregistrat în Germania (42203), Marea Britanie (1847/1887) și în Statele Unite ale Americii (307322). Pe cartelă este indicat prin intermediul unei săgeți locul de poziționare a acesteia în aparat, cu începutul melodiei. Folosirea cartelei perforate la automatele muzicale a reprezentat o etapă importantă în evoluția mijloacelor de înregistrare-redare a sunetului. | Muzeul Științei și Tehnicii „Ștefan Procopiu”, Iași | Cimec    |
|      | Cartelă Autor: Euphonika Musikwerke Musikwerke                                                          | Datare: sfârșitul sec.al XX-lea-începutul sec. al XX-lea Școală: Atelier german Descoperit: jud. CARAȘ-SEVERIN, ORAVIȚA Dimensiuni: L=87 cm; LA=10 cm Material: Bandă circulară confecționată din carton, prevăzută cu perforații.                                                                 | Cartelă perforată, sub forma unei benzi circulare, confecționată din carton pânzat și utilizată pentru redarea sunetului la organeta denumită Manopan, un automat muzical mecanic. Cartela conține programarea, cu ajutorul perforațiilor, a melodiei: Holzaction. Melodia este dans compus de Franz Meissner în 1892, varietate de polka, originar din Germania secolulul al XIX-lea. Cartela conține înregistrarea, prin intermediul perforațiilor, a 24 de note muzicale, fiecare perforație reprezintând o notă muzicală; lungimea unei perforații depinde de durata notei muzicale redate. Pe bandă este tipărit: titlul melodiei, compozitorul, poziția titlului din catalog (1241 M), nr.patentului înregistrat în Germania (42203), Marea Britanie (1847/1887) și în Statele Unite ale Americii (307322). Pe cartelă este indicat prin intermediul unei săgeți locul de poziționare a acesteia în aparat, cu începutul melodiei. Folosirea cartelei perforate la automatele muzicale a reprezentat o etapă importantă în evoluția mijloacelor de înregistrare-redare a sunetului. | Muzeul Științei și Tehnicii „Ștefan Procopiu”, Iași | Cimec    |
|      | Cartelă Autor: Euphonika Musikwerke                                                                     | Datare: sfârșitul sec.al XX-lea-începutul sec. al XX-lea Școală: Atelier german Descoperit: jud. CARAȘ-SEVERIN, ORAVIȚA Dimensiuni: L=87 cm; LA=10 cm Material: Bandă circulară confecționată din carton, prevăzută cu perforații.                                                                 | Cartelă perforată, sub forma unei benzi circulare, confecționată din carton pânzat și utilizată pentru redarea sunetului la organeta denumită Manopan, un automat muzical mecanic. Cartela conține programarea, cu ajutorul perforațiilor, a melodiei de la mazurka cu titlul Dornröschen, compozitor: Komzák. Cartela conține înregistrarea, prin intermediul perforațiilor, a 24 de note muzicale, fiecare perforație reprezintând o notă muzicală; lungimea unei perforații depinde de durata notei muzicale redate. Pe bandă este tipărit: titlul melodiei, compozitorul, poziția titlului din catalog (1309 M), nr.patentului înregistrat în Germania (42203), Marea Britanie (1847/1887) și în Statele Unite ale Americii (307322). Pe cartelă este indicat prin intermediul unei săgeți locul de poziționare a acesteia în aparat, cu începutul melodiei. Folosirea cartelei perforate la automatele muzicale a reprezentat o etapă importantă în evoluția mijloacelor de înregistrare-redare a sunetului. | Muzeul Științei și Tehnicii „Ștefan Procopiu”, Iași | Cimec    |
|      | Cartelă Autor: Euphonika Musikwerke                                                                     | Datare: sfârșitul sec.al XX-lea-începutul sec. al XX-lea Școală: Atelier german Descoperit: jud. CARAȘ-SEVERIN, ORAVIȚA Dimensiuni: L=87 cm; LA=10 cm Material: Bandă circulară confecționată din carton, prevăzută cu perforații.                                                                 | Cartelă perforată, sub forma unei benzi circulare, confecționată din carton pânzat și utilizată pentru redarea sunetului la organeta denumită Manopan, un automat muzical mecanic. Cartela conține programarea, cu ajutorul perforațiilor, a melodiei Ta-ra-ta-bum-ta-ra, compozitor: C. Lincke. Cartela conține înregistrarea, prin intermediul perforațiilor, a 24 de note muzicale, fiecare perforație reprezintând o notă muzicală; lungimea unei perforații depinde de durata notei muzicale redate. Pe bandă este tipărit: titlul melodiei, compozitorul, poziția titlului din catalog (1327 M), nr.patentului înregistrat în Germania (42203), Marea Britanie (1847/1887) și în Statele Unite ale Americii (307322). Pe cartelă este indicat prin intermediul unei săgeți locul de poziționare a acesteia în aparat, cu începutul melodiei. Folosirea cartelei perforate la automatele muzicale a reprezentat o etapă importantă în evoluția mijloacelor de înregistrare-redare a sunetului. | Muzeul Științei și Tehnicii „Ștefan Procopiu”, Iași | Cimec    |
|      | Cartelă Autor: Euphonika Musikwerke                                                                     | Datare: sfârșitul sec.al XX-lea-începutul sec. al XX-lea Școală: Atelier german Descoperit: jud. CARAȘ-SEVERIN, ORAVIȚA Dimensiuni: L=87 cm; LA=10 cm Material: Bandă circulară confecționată din carton, prevăzută cu perforații.                                                                 | Cartelă perforată, sub forma unei benzi circulare, confecționată din carton pânzat și utilizată pentru redarea sunetului la organeta denumită Manopan, un automat muzical mecanic. Cartela conține programarea, cu ajutorul perforațiilor, a melodiei de la un vals compus de J. Strauss. Cartela conține înregistrarea, prin intermediul perforațiilor, a 24 de note muzicale, fiecare perforație reprezintând o notă muzicală; lungimea unei perforații depinde de durata notei muzicale redate. Pe bandă este tipărit: titlul melodiei, compozitorul, poziția titlului din catalog (1312 M), nr.patentului înregistrat în Germania (42203), Marea Britanie (1847/1887) și în Statele Unite ale Americii (307322). Pe cartelă este indicat prin intermediul unei săgeți locul de poziționare a acesteia în aparat, cu începutul melodiei. Folosirea cartelei perforate la automatele muzicale a reprezentat o etapă importantă în evoluția mijloacelor de înregistrare-redare a sunetului. | Muzeul Științei și Tehnicii „Ștefan Procopiu”, Iași | Cimec    |
|      | Cartelă Autor: Euphonika Musikwerke                                                                     | Datare: sfârșitul sec.al XX-lea-începutul sec. al XX-lea Școală: Atelier german Descoperit: jud. CARAȘ-SEVERIN, ORAVIȚA Dimensiuni: L=87 cm; LA=10 cm Material: Bandă circulară confecționată din carton, prevăzută cu perforații.                                                                 | Cartelă perforată, sub forma unei benzi circulare, confecționată din carton pânzat și utilizată pentru redarea sunetului la organeta denumită Manopan, un automat muzical mecanic. Cartela conține programarea, cu ajutorul perforațiilor, a melodiei de la o polka cu titlul: Grüss Euch Gott , compozitor: Zeller. Cartela conține înregistrarea, prin intermediul perforațiilor, a 24 de note muzicale, fiecare perforație reprezintând o notă muzicală; lungimea unei perforații depinde de durata notei muzicale redate. Pe bandă este tipărit: titlul melodiei, compozitorul, poziția titlului din catalog (1069 M), nr.patentului înregistrat în Germania (42203), Marea Britanie (1847/1887) și în Statele Unite ale Americii (307322). Pe cartelă este indicat prin intermediul unei săgeți locul de poziționare a acesteia în aparat, cu începutul melodiei. Folosirea cartelei perforate la automatele muzicale a reprezentat o etapă importantă în evoluția mijloacelor de înregistrare-redare a sunetului. | Muzeul Științei și Tehnicii „Ștefan Procopiu”, Iași | Cimec    |
|      | Cartelă Autor: Euphonika Musikwerke                                                                     | Datare: sfârșitul sec.al XX-lea-începutul sec. al XX-lea Școală: Atelier german Descoperit: jud. CARAȘ-SEVERIN, ORAVIȚA Dimensiuni: L=87 cm; LA=10 cm Material: Bandă circulară confecționată din carton, prevăzută cu perforații.                                                                 | Cartelă perforată, sub forma unei benzi circulare, confecționată din carton pânzat și utilizată pentru redarea sunetului la organeta denumită Manopan, un automat muzical mecanic. Cartela conține programarea, cu ajutorul perforațiilor, a melodiei de la valsul: Ich bin ein kind vom Rhein, compozitor: Zeller. Cartela conține înregistrarea, prin intermediul perforațiilor, a 24 de note muzicale, fiecare perforație reprezintând o notă muzicală; lungimea unei perforații depinde de durata notei muzicale redate. Pe bandă este tipărit: titlul melodiei, compozitorul, poziția titlului din catalog (1054 M), nr.patentului înregistrat în Germania (42203), Marea Britanie (1847/1887) și în Statele Unite ale Americii (307322). Pe cartelă este indicat prin intermediul unei săgeți locul de poziționare a acesteia în aparat, cu începutul melodiei. Folosirea cartelei perforate la automatele muzicale a reprezentat o etapă importantă în evoluția mijloacelor de înregistrare-redare a sunetului. | Muzeul Științei și Tehnicii „Ștefan Procopiu”, Iași | Cimec    |
|      | Cartelă Autor: Euphonika Musikwerke                                                                     | Datare: sfârșitul sec.al XX-lea-începutul sec. al XX-lea Școală: Atelier german Descoperit: jud. CARAȘ-SEVERIN, ORAVIȚA Dimensiuni: L=87 cm; LA=10 cm Material: Bandă circulară confecționată din carton, prevăzută cu perforații.                                                                 | Cartelă perforată, sub forma unei benzi circulare, confecționată din carton pânzat și utilizată pentru redarea sunetului la organeta denumită Manopan, un automat muzical mecanic. Cartela conține programarea, cu ajutorul perforațiilor, a melodiei unui marș din opereta ”Der Vogelhändler” (Vânzătorul de păsări), compozitor: Carl Zeller. Cartela conține înregistrarea, prin intermediul perforațiilor, a 24 de note muzicale, fiecare perforație reprezintând o notă muzicală; lungimea unei perforații depinde de durata notei muzicale redate. Pe bandă este tipărit: titlul melodiei, compozitorul, poziția titlului din catalog (1052 M), nr.patentului înregistrat în Germania (42203), Marea Britanie (1847/1887) și în Statele Unite ale Americii (307322). Pe cartelă este indicat prin intermediul unei săgeți locul de poziționare a acesteia în aparat, cu începutul melodiei. Folosirea cartelei perforate la automatele muzicale a reprezentat o etapă importantă în evoluția mijloacelor de înregistrare-redare a sunetului. | Muzeul Științei și Tehnicii „Ștefan Procopiu”, Iași | Cimec    |
|      | Cartelă Autor: Euphonika Musikwerke                                                                     | Datare: sfârșitul sec.al XX-lea-începutul sec. al XX-lea Școală: Atelier german Descoperit: jud. CARAȘ-SEVERIN, ORAVIȚA Dimensiuni: L=87 cm; LA=10 cm Material: Bandă circulară confecționată din carton, prevăzută cu perforații.                                                                 | Cartelă perforată, sub forma unei benzi circulare, confecționată din carton pânzat și utilizată pentru redarea sunetului la organeta denumită Manopan, un automat muzical mecanic. Cartela conține programarea, cu ajutorul perforațiilor, a unei melodii tradiționale ungurești: Esö esett, hó is esett…friss csárdas. Cartela conține înregistrarea, prin intermediul perforațiilor, a 24 de note muzicale, fiecare perforație reprezintând o notă muzicală; lungimea unei perforații depinde de durata notei muzicale redate. Pe bandă este tipărit: titlul melodiei, compozitorul, poziția titlului din catalog (877 M), nr.patentului înregistrat în Germania (42203), Marea Britanie (1847/1887) și în Statele Unite ale Americii (307322). Pe cartelă este indicat prin intermediul unei săgeți locul de poziționare a acesteia în aparat, cu începutul melodiei. Folosirea cartelei perforate la automatele muzicale a reprezentat o etapă importantă în evoluția mijloacelor de înregistrare-redare a sunetului. | Muzeul Științei și Tehnicii „Ștefan Procopiu”, Iași | Cimec    |
|      | Cartelă Autor: Euphonika Musikwerke                                                                     | Datare: sfârșitul sec.al XX-lea-începutul sec. al XX-lea Școală: Atelier german Descoperit: jud. CARAȘ-SEVERIN, ORAVIȚA Dimensiuni: L=87 cm; LA=10 cm Material: Bandă circulară confecționată din carton, prevăzută cu perforații.                                                                 | Cartelă perforată, sub forma unei benzi circulare, confecționată din carton pânzat și utilizată pentru redarea sunetului la organeta denumită Manopan, un automat muzical mecanic. Cartela conține programarea, cu ajutorul perforațiilor, a melodiei de la valsul: Ob Aeuglein sind blau; compozitor: Rudolf Förster (1860-1894). Cartela conține înregistrarea, prin intermediul perforațiilor, a 24 de note muzicale, fiecare perforație reprezintând o notă muzicală; lungimea unei perforații depinde de durata notei muzicale redate. Pe bandă este tipărit: titlul melodiei, compozitorul, poziția titlului din catalog (816 M), nr.patentului înregistrat în Germania (42203), Marea Britanie (1847/1887) și în Statele Unite ale Americii (307322). Pe cartelă este indicat prin intermediul unei săgeți locul de poziționare a acesteia în aparat, cu începutul melodiei. Folosirea cartelei perforate la automatele muzicale a reprezentat o etapă importantă în evoluția mijloacelor de înregistrare-redare a sunetului. | Muzeul Științei și Tehnicii „Ștefan Procopiu”, Iași | Cimec    |
|      | Cartelă Autor: Euphonika Musikwerke                                                                     | Datare: sfârșitul sec.al XX-lea-începutul sec. al XX-lea Școală: Atelier german Descoperit: jud. CARAȘ-SEVERIN, ORAVIȚA Dimensiuni: L=87 cm; LA=10 cm Material: Bandă circulară confecționată din carton, prevăzută cu perforații.                                                                 | Cartelă perforată, sub forma unei benzi circulare, confecționată din carton pânzat și utilizată pentru redarea sunetului la organeta denumită Manopan, un automat muzical mecanic. Cartela conține programarea, cu ajutorul perforațiilor, a melodiei: In weiter Welt/Au monde entier/ In the wide world; compozitor: Ullrich. Titlul melodie este scris în limba germană, engleză și franceză. Cartela conține înregistrarea, prin intermediul perforațiilor, a 24 de note muzicale, fiecare perforație reprezintând o notă muzicală; lungimea unei perforații depinde de durata notei muzicale redate. Pe bandă este tipărit: titlul melodiei, compozitorul, poziția titlului din catalog (805), nr.patentului înregistrat în Germania (42203), Marea Britanie (1847/1887) și în Statele Unite ale Americii (307322). Pe cartelă este indicat prin intermediul unei săgeți locul de poziționare a acesteia în aparat, cu începutul melodiei. Pe cartelă este indicat prin intermediul unei săgeți locul de poziționare a acesteia în aparat, cu începutul melodiei. Folosirea cartelei perforate la automatele muzicale a reprezentat o etapă importantă în evoluția mijloacelor de înregistrare-redare a sunetului. | Muzeul Științei și Tehnicii „Ștefan Procopiu”, Iași | Cimec    |
|      | Cartelă Autor: Euphonika Musikwerke                                                                     | Datare: sfârșitul sec.al XX-lea-începutul sec. al XX-lea Școală: Atelier german Descoperit: jud. CARAȘ-SEVERIN, ORAVIȚA Dimensiuni: L=87 cm; LA=10 cm Material: Bandă circulară confecționată din carton, prevăzută cu perforații.                                                                 | Cartelă perforată, sub forma unei benzi circulare, confecționată din carton pânzat și utilizată pentru redarea sunetului la organeta denumită Manopan, un automat muzical mecanic. Cartela conține programarea, cu ajutorul perforațiilor, a melodiei unui dans popular german (Rheinländer). Cartela conține înregistrarea, prin intermediul perforațiilor, a 24 de note muzicale, fiecare perforație reprezintând o notă muzicală; lungimea unei perforații depinde de durata notei muzicale redate. Pe bandă este tipărit: titlul melodiei, compozitorul, poziția titlului din catalog (678 M), nr.patentului înregistrat în Germania (42203), Marea Britanie (1847/1887) și în Statele Unite ale Americii (307322). Pe cartelă este indicat prin intermediul unei săgeți locul de poziționare a acesteia în aparat, cu începutul melodiei. Folosirea cartelei perforate la automatele muzicale a reprezentat o etapă importantă în evoluția mijloacelor de înregistrare-redare a sunetului. | Muzeul Științei și Tehnicii „Ștefan Procopiu”, Iași | Cimec    |
|      | Cartelă Autor: Euphonika Musikwerke                                                                     | Datare: sfârșitul sec.al XX-lea-începutul sec. al XX-lea Școală: Atelier german Descoperit: jud. CARAȘ-SEVERIN, ORAVIȚA Dimensiuni: L=87 cm; LA=10 cm Material: Bandă circulară confecționată din carton, prevăzută cu perforații.                                                                 | Cartelă perforată, sub forma unei benzi circulare, confecționată din carton pânzat și utilizată pentru redarea sunetului la organeta denumită Manopan, un automat muzical mecanic. Cartela conține programarea, cu ajutorul perforațiilor, a melodiei: Der fesche Trompeter (Schnell-Polka). Cartela conține înregistrarea, prin intermediul perforațiilor, a 24 de note muzicale, fiecare perforație reprezintând o notă muzicală; lungimea unei perforații depinde de durata notei muzicale redate. Pe bandă este tipărit: titlul melodiei, compozitorul, poziția titlului din catalog (590 M), nr.patentului înregistrat în Germania (42203), Marea Britanie (1847/1887) și în Statele Unite ale Americii (307322). Pe cartelă este indicat prin intermediul unei săgeți locul de poziționare a acesteia în aparat, cu începutul melodiei. Folosirea cartelei perforate la automatele muzicale a reprezentat o etapă importantă în evoluția mijloacelor de înregistrare-redare a sunetului. | Muzeul Științei și Tehnicii „Ștefan Procopiu”, Iași | Cimec    |
|      | Cartelă Autor: Euphonika Musikwerke                                                                     | Datare: sfârșitul sec.al XX-lea-începutul sec. al XX-lea Școală: Atelier german Descoperit: jud. CARAȘ-SEVERIN, ORAVIȚA Dimensiuni: L=87 cm; LA=10 cm Material: Bandă circulară confecționată din carton, prevăzută cu perforații.                                                                 | Cartelă perforată, sub forma unei benzi circulare, confecționată din carton pânzat și utilizată pentru redarea sunetului la organeta denumită Manopan, un automat muzical mecanic. Cartela conține programarea, cu ajutorul perforațiilor, a melodiei: Chor der Jäger/Choeur de chasseurs/Chorus of Mart (Opera ”Martha”), compozitor: Friedrich von Flotow. Cartela conține înregistrarea, prin intermediul perforațiilor, a 24 de note muzicale, fiecare perforație reprezintând o notă muzicală; lungimea unei perforații depinde de durata notei muzicale redate. Pe bandă este tipărit: titlul melodiei, compozitorul, poziția titlului din catalog (575), nr.patentului înregistrat în Germania (42203), Marea Britanie (1847/1887) și în Statele Unite ale Americii (307322). Pe cartelă este indicat prin intermediul unei săgeți locul de poziționare a acesteia în aparat, cu începutul melodiei. Folosirea cartelei perforate la automatele muzicale a reprezentat o etapă importantă în evoluția mijloacelor de înregistrare-redare a sunetului. | Muzeul Științei și Tehnicii „Ștefan Procopiu”, Iași | Cimec    |
|      | Cartelă Autor: Euphonika Musikwerke                                                                     | Datare: sfârșitul sec.al XX-lea-începutul sec. al XX-lea Școală: Atelier german Descoperit: jud. CARAȘ-SEVERIN, ORAVIȚA Dimensiuni: L=87 cm; LA=10 cm Material: Bandă circulară confecționată din carton, prevăzută cu perforații.                                                                 | Cartelă perforată, sub forma unei benzi circulare, confecționată din carton pânzat și utilizată pentru redarea sunetului la organeta denumită Manopan, un automat muzical mecanic. Cartela conține programarea, cu ajutorul perforațiilor, a melodiei: Hymnus/Hymne/Hymne. Cartela conține înregistrarea, prin intermediul perforațiilor, a 24 de note muzicale, fiecare perforație reprezintând o notă muzicală; lungimea unei perforații depinde de durata notei muzicale redate. Pe bandă este tipărit: titlul melodiei, compozitorul, poziția titlului din catalog (13), nr.patentului înregistrat în Germania (42203), Marea Britanie (1847/1887) și în Statele Unite ale Americii (307322). Pe cartelă este indicat prin intermediul unei săgeți locul de poziționare a acesteia în aparat, cu începutul melodiei. Folosirea cartelei perforate la automatele muzicale a reprezentat o etapă importantă în evoluția mijloacelor de înregistrare-redare a sunetului. | Muzeul Științei și Tehnicii „Ștefan Procopiu”, Iași | Cimec    |
|      | Cartelă Autor: Euphonika Musikwerke                                                                     | Datare: sfârșitul sec.al XX-lea-începutul sec. al XX-lea Școală: Atelier german Descoperit: jud. CARAȘ-SEVERIN, ORAVIȚA Dimensiuni: L=87 cm; LA=10 cm Material: Bandă circulară confecționată din carton, prevăzută cu perforații.                                                                 | Cartelă perforată, sub forma unei benzi circulare, confecționată din carton pânzat și utilizată pentru redarea sunetului la organeta denumită Manopan, un automat muzical mecanic. Cartela conține programarea, cu ajutorul perforațiilor, a melodiei: Des Sommers letzte Rose, compozitor: Friedrich von Flotow. Cartela conține înregistrarea, prin intermediul perforațiilor, a 24 de note muzicale, fiecare perforație reprezintând o notă muzicală; lungimea unei perforații depinde de durata notei muzicale redate. Pe bandă este tipărit: titlul melodiei, compozitorul, poziția titlului din catalog (39 M), nr.patentului înregistrat în Germania (42203), Marea Britanie (1847/1887) și în Statele Unite ale Americii (307322). Pe cartelă este indicat prin intermediul unei săgeți locul de poziționare a acesteia în aparat, cu începutul melodiei. Folosirea cartelei perforate la automatele muzicale a reprezentat o etapă importantă în evoluția mijloacelor de înregistrare-redare a sunetului. | Muzeul Științei și Tehnicii „Ștefan Procopiu”, Iași | Cimec    |
|      | Cartelă Autor: Euphonika Musikwerke                                                                     | Datare: sfârșitul sec.al XX-lea-începutul sec. al XX-lea Școală: Atelier german Descoperit: jud. CARAȘ-SEVERIN, ORAVIȚA Dimensiuni: L=87 cm; LA=10 cm Material: Bandă circulară confecționată din carton, prevăzută cu perforații.                                                                 | Cartelă perforată, sub forma unei benzi circulare, confecționată din carton pânzat și utilizată pentru redarea sunetului la organeta denumită Manopan, un automat muzical mecanic. Cartela conține programarea, cu ajutorul perforațiilor, a melodiei: Kohlrësʹl (Steyrisches Lied), compozitor: Anton Absenger. Cartela conține înregistrarea, prin intermediul perforațiilor, a 24 de note muzicale, fiecare perforație reprezintând o notă muzicală; lungimea unei perforații depinde de durata notei muzicale redate. Pe bandă este tipărit: titlul melodiei, compozitorul, poziția titlului din catalog (58 M), nr.patentului înregistrat în Germania (42203), Marea Britanie (1847/1887) și în Statele Unite ale Americii (307322). Pe cartelă este indicat prin intermediul unei săgeți locul de poziționare a acesteia în aparat, cu începutul melodiei. Folosirea cartelei perforate la automatele muzicale a reprezentat o etapă importantă în evoluția mijloacelor de înregistrare-redare a sunetului. | Muzeul Științei și Tehnicii „Ștefan Procopiu”, Iași | Cimec    |
|      | Cartelă Autor: Euphonika Musikwerke                                                                     | Datare: sfârșitul sec.al XX-lea-începutul sec. al XX-lea Școală: Atelier german Descoperit: jud. CARAȘ-SEVERIN, ORAVIȚA Dimensiuni: L=87 cm; LA=10 cm Material: Bandă circulară confecționată din carton, prevăzută cu perforații.                                                                 | Cartelă perforată, sub forma unei benzi circulare, confecționată din carton pânzat și utilizată pentru redarea sunetului la organeta denumită Manopan, un automat muzical mecanic. Cartela conține programarea, cu ajutorul perforațiilor, melodiei de la valsul: Nur für Natur, compozitor: J. Strauss fiul. Cartela conține înregistrarea, prin intermediul perforațiilor, a 24 de note muzicale, fiecare perforație reprezintând o notă muzicală; lungimea unei perforații depinde de durata notei muzicale redate. Pe bandă este tipărit: titlul melodiei, compozitorul, poziția titlului din catalog (110 M), nr.patentului înregistrat în Germania (42203), Marea Britanie (1847/1887) și în Statele Unite ale Americii (307322). Pe cartelă este indicat prin intermediul unei săgeți locul de poziționare a acesteia în aparat, cu începutul melodiei. Folosirea cartelei perforate la automatele muzicale a reprezentat o etapă importantă în evoluția mijloacelor de înregistrare-redare a sunetului. | Muzeul Științei și Tehnicii „Ștefan Procopiu”, Iași | Cimec    |
|      | Cartelă Autor: Euphonika Musikwerke                                                                     | Datare: sfârșitul sec.al XX-lea-începutul sec. al XX-lea Școală: Atelier german Descoperit: jud. CARAȘ-SEVERIN, ORAVIȚA Dimensiuni: L=87 cm; LA=10 cm Material: Bandă circulară confecționată din carton, prevăzută cu perforații.                                                                 | Cartelă perforată, sub forma unei benzi circulare, confecționată din carton pânzat și utilizată pentru redarea sunetului la organeta denumită Manopan, un automat muzical mecanic. Cartela conține programarea, cu ajutorul perforațiilor, melodiei de la a valsul: Wiener Blut, compozitor: J. Strauss. Cartela conține înregistrarea, prin intermediul perforațiilor, a 24 de note muzicale, fiecare perforație reprezintând o notă muzicală; lungimea unei perforații depinde de durata notei muzicale redate. Pe bandă este tipărit: titlul melodiei, compozitorul, poziția titlului din catalog (23 M), nr.patentului înregistrat în Germania (42203), Marea Britanie (1847/1887) și în Statele Unite ale Americii (307322). Pe cartelă este indicat prin intermediul unei săgeți locul de poziționare a acesteia în aparat, cu începutul melodiei. Folosirea cartelei perforate la automatele muzicale a reprezentat o etapă importantă în evoluția mijloacelor de înregistrare-redare a sunetului. | Muzeul Științei și Tehnicii „Ștefan Procopiu”, Iași | Cimec    |
|      | Cartelă Autor: Euphonika Musikwerke                                                                     | Datare: sfârșitul sec.al XX-lea-începutul sec. al XX-lea Școală: Atelier german Descoperit: jud. CARAȘ-SEVERIN, ORAVIȚA Dimensiuni: L=87 cm; LA=10 cm Material: Bandă circulară confecționată din carton, prevăzută cu perforații.                                                                 | Cartelă perforată, sub forma unei benzi circulare, confecționată din carton pânzat și utilizată pentru redarea sunetului la organeta denumită Manopan, un automat muzical mecanic. Cartela conține programarea, cu ajutorul perforațiilor, a melodiei de la dans popular specific zonei Germaniei și Austriei (Ländler). Cartela conține înregistrarea, prin intermediul perforațiilor, a 24 de note muzicale, fiecare perforație reprezintând o notă muzicală; lungimea unei perforații depinde de durata notei muzicale redate.Pe bandă este tipărit: titlul melodiei, compozitorul, poziția titlului din catalog (538 M), nr.patentului înregistrat în Germania (42203), Marea Britanie (1847/1887) și în Statele Unite ale Americii (307322). Pe cartelă este indicat prin intermediul unei săgeți locul de poziționare a acesteia în aparat, cu începutul melodiei. Folosirea cartelei perforate la automatele muzicale a reprezentat o etapă importantă în evoluția mijloacelor de înregistrare-redare a sunetului. | Muzeul Științei și Tehnicii „Ștefan Procopiu”, Iași | Cimec    |
|      | Cartelă Autor: Euphonika Musikwerke                                                                     | Datare: sfârșitul sec.al XX-lea-începutul sec. al XX-lea Școală: Atelier german Descoperit: jud. CARAȘ-SEVERIN, ORAVIȚA Dimensiuni: L=87 cm; LA=10 cm Material: Bandă circulară confecționată din carton, prevăzută cu perforații.                                                                 | Cartelă perforată, sub forma unei benzi circulare, confecționată din carton pânzat și utilizată pentru redarea sunetului la organeta denumită Manopan, un automat muzical mecanic. Cartela conține programarea, cu ajutorul perforațiilor, a cunoscutei melodii a valsului vienez: Wein, Weib und Gesang/Vin, femme et chant/Wine, women and song, compozitor: J. Strauss. Cartela conține înregistrarea, prin intermediul perforațiilor, a 24 de note muzicale, fiecare perforație reprezintând o notă muzicală; lungimea unei perforații depinde de durata notei muzicale redate. Pe bandă este tipărit: titlul melodiei, compozitorul, poziția titlului din catalog (479), nr.patentului înregistrat în Germania (42203), Marea Britanie (1847/1887) și în Statele Unite ale Americii (307322). Pe cartelă este indicat prin intermediul unei săgeți locul de poziționare a acesteia în aparat, cu începutul melodiei. Folosirea cartelei perforate la automatele muzicale a reprezentat o etapă importantă în evoluția mijloacelor de înregistrare-redare a sunetului. | Muzeul Științei și Tehnicii „Ștefan Procopiu”, Iași | Cimec    |
|      | Cartelă Autor: Euphonika Musikwerke                                                                     | Datare: sfârșitul sec.al XX-lea-începutul sec. al XX-lea Școală: Atelier german Descoperit: jud. CARAȘ-SEVERIN, ORAVIȚA Dimensiuni: L=87 cm; LA=10 cm Material: Bandă circulară confecționată din carton, prevăzută cu perforații.                                                                 | Cartelă perforată, sub forma unei benzi circulare, confecționată din carton pânzat și utilizată pentru redarea sunetului la organeta denumită Manopan, un automat muzical mecanic. Cartela conține programarea, cu ajutorul perforațiilor, a melodiei: Ober-Oesterreichischer, un dans popular specific Germaniei și Austriei. Cartela conține înregistrarea, prin intermediul perforațiilor, a 24 de note muzicale, fiecare perforație reprezintând o notă muzicală; lungimea unei perforații depinde de durata notei muzicale redate. Pe bandă este tipărit: titlul melodiei, compozitorul, poziția titlului din catalog (393 M), nr.patentului înregistrat în Germania (42203), Marea Britanie (1847/1887) și în Statele Unite ale Americii (307322). Pe cartelă este indicat prin intermediul unei săgeți locul de poziționare a acesteia în aparat, cu începutul melodiei. Folosirea cartelei perforate la automatele muzicale a reprezentat o etapă importantă în evoluția mijloacelor de înregistrare-redare a sunetului. | Muzeul Științei și Tehnicii „Ștefan Procopiu”, Iași | Cimec    |
|      | Cartelă Autor: Euphonika Musikwerke                                                                     | Datare: sfârșitul sec.al XX-lea-începutul sec. al XX-lea Școală: Atelier german Descoperit: jud. CARAȘ-SEVERIN, ORAVIȚA Dimensiuni: L=87 cm; LA=10 cm Material: Bandă circulară confecționată din carton, prevăzută cu perforații.                                                                 | Cartelă perforată, sub forma unei benzi circulare, confecționată din carton pânzat și utilizată pentru redarea sunetului la organeta denumită Manopan, un automat muzical mecanic. Cartela conține programarea, cu ajutorul perforațiilor, a melodiei unui dans popular specific Germaniei și Austriei (Ländler). Cartela conține înregistrarea, prin intermediul perforațiilor, a 24 de note muzicale, fiecare perforație reprezintând o notă muzicală; lungimea unei perforații depinde de durata notei muzicale redate. Pe bandă este tipărit: titlul melodiei, compozitorul, poziția titlului din catalog (538 M), nr.patentului înregistrat în Germania (42203), Marea Britanie (1847/1887) și în Statele Unite ale Americii (307322). Pe cartelă este indicat prin intermediul unei săgeți locul de poziționare a acesteia în aparat, cu începutul melodiei. Folosirea cartelei perforate la automatele muzicale a reprezentat o etapă importantă în evoluția mijloacelor de înregistrare-redare a sunetului. | Muzeul Științei și Tehnicii „Ștefan Procopiu”, Iași | Cimec    |
|      | Cartelă Autor: Euphonika Musikwerke                                                                     | Datare: sfârșitul sec.al XX-lea-începutul sec. al XX-lea Școală: Atelier german Descoperit: jud. CARAȘ-SEVERIN, ORAVIȚA Dimensiuni: L=87 cm; LA=10 cm Material: Bandă circulară confecționată din carton, prevăzută cu perforații.                                                                 | Cartelă perforată, sub forma unei benzi circulare, confecționată din carton pânzat și utilizată pentru redarea sunetului la organeta denumită Manopan, un automat muzical mecanic. Cartela conține programarea, cu ajutorul perforațiilor, a melodiei de la marșul Radetzki, compozitor: J. Strauss Sr. Cartela conține înregistrarea, prin intermediul perforațiilor, a 24 de note muzicale, fiecare perforație reprezintând o notă muzicală; lungimea unei perforații depinde de durata notei muzicale redate. Pe bandă este tipărit: titlul melodiei, compozitorul, poziția titlului din catalog (227 M), nr.patentului înregistrat în Germania (42203), Marea Britanie (1847/1887) și în Statele Unite ale Americii (307322). Pe cartelă este indicat prin intermediul unei săgeți locul de poziționare a acesteia în aparat, cu începutul melodiei. Folosirea cartelei perforate la automatele muzicale a reprezentat o etapă importantă în evoluția mijloacelor de înregistrare-redare a sunetului. | Muzeul Științei și Tehnicii „Ștefan Procopiu”, Iași | Cimec    |
|      | Cartelă Autor: Euphonika Musikwerke                                                                     | Datare: sfârșitul sec.al XX-lea-începutul sec. al XX-lea Școală: Atelier german Descoperit: jud. CARAȘ-SEVERIN, ORAVIȚA Dimensiuni: L=87 cm; LA=10 cm Material: Bandă circulară confecționată din carton, prevăzută cu perforații.                                                                 | Cartelă perforată, sub forma unei benzi circulare, confecționată din carton pânzat și utilizată pentru redarea sunetului la organeta denumită Manopan, un automat muzical mecanic. Cartela conține programarea, cu ajutorul perforațiilor, a melodiei de la valsul: Üeber den Wellen, compozitor: Juventino Rosas. Cartela conține înregistrarea, prin intermediul perforațiilor, a 24 de note muzicale, fiecare perforație reprezintând o notă muzicală; lungimea unei perforații depinde de durata notei muzicale redate. Pe bandă este tipărit: titlul melodiei, compozitorul, poziția titlului din catalog (1596 M), nr.patentului înregistrat în Germania (42203), Marea Britanie (1847/1887) și în Statele Unite ale Americii (307322). Pe cartelă este indicat prin intermediul unei săgeți locul de poziționare a acesteia în aparat, cu începutul melodiei. Folosirea cartelei perforate la automatele muzicale a reprezentat o etapă importantă în evoluția mijloacelor de înregistrare-redare a sunetului. | Muzeul Științei și Tehnicii „Ștefan Procopiu”, Iași | Cimec    |
|      | Cartelă Autor: Euphonika Musikwerke                                                                     | Datare: sfârșitul sec.al XX-lea-începutul sec. al XX-lea Școală: Atelier german Descoperit: jud. CARAȘ-SEVERIN, ORAVIȚA Dimensiuni: L=87 cm; LA=10 cm Material: Bandă circulară confecționată din carton, prevăzută cu perforații.                                                                 | Cartelă perforată, sub forma unei benzi circulare, confecționată din carton pânzat și utilizată pentru redarea sunetului la organeta denumită Manopan, un automat muzical mecanic. Cartela conține programarea, cu ajutorul perforațiilor, a melodiei de la un dans rapid și vioi numit galop. Melodia este o piesă muzicală din Opera ”Die Lustigen Weiber von Windsor” (Nevestele vesele din Windsor), compusă de Carl Otto Nicolai (1810-1849). Cartela conține înregistrarea, prin intermediul perforațiilor, a 24 de note muzicale, fiecare perforație reprezintând o notă muzicală; lungimea unei perforații depinde de durata notei muzicale redate. Pe bandă este tipărit: titlul melodiei, compozitorul, poziția titlului din catalog (559 M), nr.patentului înregistrat în Germania (42203), Marea Britanie (1847/1887) și în Statele Unite ale Americii (307322). Pe cartelă este indicat prin intermediul unei săgeți locul de poziționare a acesteia în aparat, cu începutul melodiei. Folosirea cartelei perforate la automatele muzicale a reprezentat o etapă importantă în evoluția mijloacelor de înregistrare-redare a sunetului. | Muzeul Științei și Tehnicii „Ștefan Procopiu”, Iași | Cimec    |
|      | Bandă de hârtie perforată Metrostyle                                                                    | Școală: The Aeolian Company, New York Descoperit: BUCUREȘTI Dimensiuni: L: 28,5 cm Material: hârtie; lemn; metal | Pe banda de hârtie, de culoare alb-gălbuie, este înregistrată prin perforare melodia „Ungarische Ziegeunerweisen”, compozitor Carl Tausig. Hârtia perforată utilizată pentru pianola mecanică „Aeolian”, cu tempoul 70, trece peste flautul lui Pan, prevăzut cu 88 de note. Prin intermediul dispozitivului Metrostyle, marcat pe banda de hârtie sub forma unei linii impregnate cu cerneală roșie și care conține un ac indicator prins de manetă, se acționează supapa de aer permițând accelerarea, încetinirea sau oprirea derulării ruloului de bandă perforată. Banda este înfășurată pe un cilindru din lemn cu opritoare (role de ghidare) la capete, de culoare neagră, care sunt prevăzute cu axuri de fixare la pianolă. Este păstrată într-o cutie paralelipipedică din carton pe care sunt specificate, prin intermediul unei etichete, numele înregistrării și compozitorul. | Muzeul Științei și Tehnicii „Ștefan Procopiu”, Iași | Cimec    |
|      | Bandă de hârtie perforată Metrostyle                                                                    | Școală: The Aeolian Company, New York Descoperit: CLUJ Dimensiuni: L: 28,5 cm Material: hârtie; lemn; metal | Pe banda de hârtie, de culoare alb-gălbuie, este înregistrată prin perforare melodia „Poeme de Mai, Op. 67, No. 1”, compozitor Moritz Moszkowski. Hârtia perforată utilizată pentru pianola mecanică „Aeolian”, cu tempoul 70, trece peste flautul lui Pan, prevăzut cu 88 de note. Prin intermediul dispozitivului Metrostyle, marcat pe banda de hârtie sub forma unei linii impregnate cu cerneală roșie și care conține un ac indicator prins de manetă, se acționează supapa de aer permițând accelerarea, încetinirea sau oprirea derulării ruloului de bandă perforată. Banda este înfășurată pe un cilindru din lemn cu opritoare (role de ghidare) la capete, de culoare neagră, care sunt prevăzute cu axuri de fixare la pianolă. Este păstrată într-o cutie paralelipipedică din carton pe care sunt specificate, prin intermediul unei etichete, numele înregistrării și compozitorul. | Muzeul Științei și Tehnicii „Ștefan Procopiu”, Iași | Cimec    |
|      | Bandă de hârtie perforată Standard                                                                      | Școală: Universal Music Co.Ltd Descoperit: IAȘI Dimensiuni: L: 29,5 cm Material: hârtie; lemn; metal | Eticheta ruloului de tip „Standard”, 65 de note, este de culoare portocalie și are tipărite cu negru numele firmei, în partea de sus și al melodiei în centru. De asemenea conține un număr de serie, ștampilat la șfârșitul rolei cu cerneală purpurie. Pe banda de hârtie, de culoare alb-gălbuie, este înregistrată prin perforare melodia „Ach, die Weibwer! Marsclied. Aus der Operette: Die Lustige Wittwe”, compozitor Franz Lehar. Hârtia perforată, utilizată pentru pianola mecanică „Aeolian”, trece peste cititorul de perforații prevăzut cu 65 de note și tempoul 70. Linia dinamică Themodistul, este marcată prin culoarea verde. Banda e înfășurată pe un cilindru din lemn cu opritoare (role de ghidare) la capete de culoare neagră, care sunt prevăzute cu axuri de fixare la pianolă. Este păstrată într-o cutie paralelipipedică din carton pe care sunt specificate, prin intermediul unei etichete, numele înregistrării și compozitorul. | Muzeul Științei și Tehnicii „Ștefan Procopiu”, Iași | Cimec    |
|      | Bandă de hârtie perforată Phonola                                                                       | Școală: Compania Hupfeld A.G. Descoperit: CLUJ Dimensiuni: L: 29,5 cm Material: hârtie; lemn; metal | Pe banda de hârtie, de culoare alb-gălbuie, este înregistrată prin perforare melodia „Faschingsschwank aus Wien op. 26. Folie de Carnaval viennois Vienna Carnival Prank” de Robert Schumann. Hârtia perforată, cu tempoul 70, este utilizată pentru pianola mecanică „Phonola” și trece peste cititorul de perforații prevăzut cu 73 de note. Ruloul pentru artiști conține, la capătul superior, eticheta de culoare verde: numele de serie al ruloului, denumirea melodiei și compozitorul, iar în partea inferioară are imprimate semnătura și fotografia artistei, Paula Wagner. Banda e înfășurată pe un cilindru din lemn cu opritoare (role de ghidare) la capete, care sunt prevăzute cu axuri de fixare la pianolă. Este păstrată într-o cutie paralelipipedică din carton cașerat de culoare grena pe care sunt specificate, prin intermediul unei etichete, numele înregistrării, dispozitivul de acționare a pianolei și firma producătoare. | Muzeul Științei și Tehnicii „Ștefan Procopiu”, Iași | Cimec    |
|      | Bandă de hârtie perforată Themodist                                                                     | Școală: Patent Aeolian Company Descoperit: BUCUREȘTI Dimensiuni: L: 29,5 cm Material: hârtie; lemn; metal | Pe banda de hârtie, de culoare alb-gălbuie, este înregistrată prin perforare melodia „Fantasia și Tosca”, compozitor E. Becucci. Hârtia perforată utilizată pentru pianola mecanică „Aeolian”, cu tempoul 70, trece peste flautul lui Pan, prevăzut cu 58 de note. Prin intermediul dispozitivului Themodist se acționează supapa de aer permițând accelerarea, încetinirea sau oprirea derulării ruloului de bandă perforată. Banda este înfășurată pe un cilindru din lemn cu opritoare (role de ghidare) la capete, de culoare neagră, care sunt prevăzute cu axuri de fixare la pianolă. Este păstrată într-o cutie paralelipipedică din carton pe care sunt specificate, prin intermediul unei etichete, numele înregistrării și compozitorul. | Muzeul Științei și Tehnicii „Ștefan Procopiu”, Iași | Cimec    |
|      | Bandă de hârtie perforată                                                                               | Școală: Patent Aeolian Company, New York Dimensiuni: L: 29,5 cm Material: hârtie; lemn; metal | Pe banda de hârtie, de culoare alb-gălbuie, este înregistrată prin perforare melodia „Rigoletto-Paraphrase de Concert”, compozitor Franz Liszt. Hârtia perforată utilizată pentru pianola mecanică „Aeolian”, cu tempoul 70, trece peste flautul lui Pan, prevăzut cu 58 de note. Prin intermediul dispozitivului Themodist se acționează supapa de aer permițând accelerarea, încetinirea sau oprirea derulării ruloului de bandă perforată. Banda este înfășurată pe un cilindru din lemn cu opritoare (role de ghidare) la capete, de culoare neagră, care sunt prevăzute cu axuri de fixare la pianolă. Este păstrată într-o cutie paralelipipedică din carton pe care sunt specificate, prin intermediul unei etichete, numele înregistrării și compozitorul. | Muzeul Științei și Tehnicii „Ștefan Procopiu”, Iași | Cimec    |
|      | Bandă de hârtie perforată                                                                               | Școală: Patent Aeolian Company Descoperit: CLUJ Dimensiuni: L: 29,5 cm Material: hârtie; lemn; metal | Pe banda de hârtie, de culoare alb-gălbuie, este înregistrată prin perforare melodia „Konzert fur Pianoforte”, compozitor Ludwig van Beethoven. Hârtia perforată utilizată pentru pianola mecanică „Aeolian”, model K, cu tempoul 60, trece peste flautul lui Pan, prevăzut cu 88 de note. Banda este înfășurată pe un cilindru din lemn cu opritoare (role de ghidare) la capete, de culoare maro, care sunt prevăzute cu axuri de fixare la pianolă. Este păstrată într-o cutie paralelipipedică din carton pe care sunt specificate, prin intermediul unei etichete, numele înregistrării și compozitorul. | Muzeul Științei și Tehnicii „Ștefan Procopiu”, Iași | Cimec    |
|      | Bandă de hârtie perforată Metrostyle                                                                    | Școală: The Aeolian Company, New York Descoperit: IAȘI Dimensiuni: L: 29,5 cm Material: hârtie; lemn; metal | Pe banda de hârtie, de culoare alb-gălbuie, este înregistrată prin perforare melodia „The Angels’ Serenade” transcriere de Sydney Smith. Hârtia perforată utilizată pentru pianola mecanică „Aeolian”, cu tempoul 70, trece peste flautul lui Pan, prevăzut cu 88 de note. Prin intermediul dispozitivului Metrostyle, marcat pe banda de hârtie sub forma unei linii impregnate cu cerneală roșie și care conține un ac indicator prins de manetă, se acționează supapa de aer permițând accelerarea, încetinirea sau oprirea derulării ruloului de bandă perforată. Banda este înfășurată pe un cilindru din lemn cu opritoare (role de ghidare) la capete, de culoare neagră, care sunt prevăzute cu axuri de fixare la pianolă. Este păstrată într-o cutie paralelipipedică din carton pe care sunt specificate, prin intermediul unei etichete, numele înregistrării și compozitorul. | Muzeul Științei și Tehnicii „Ștefan Procopiu”, Iași | Cimec    |
|      | Bandă de hârtie perforată Phonola                                                                       | Școală: Compania Hupfeld A.G. Descoperit: CLUJ Dimensiuni: L: 29,5 cm Material: hârtie; lemn; metal | Pe banda de hârtie, de culoare alb-gălbuie, este înregistrată prin perforare melodia „Faschingsschwank aus Wien” de Robert Schumann. Hârtia perforată, cu tempoul 50-60, este utilizată pentru pianola mecanică „Phonola” și trece peste cititorul de perforații prevăzut cu 73 de note. Dispozitivul Solodant oferă posibilitatea ca melodia să iasă automat detașându-se net de acompaniament în diverse grade de sonoritate. Ruloul pentru artiști conține, la capătul superior, eticheta de culoare verde: numele de serie al ruloului, denumirea melodiei și compozitorul, iar în partea inferioară are imprimate semnătura artistei, Paula Kegnez. Banda e înfășurată pe un cilindru din lemn cu opritoare (role de ghidare) la capete, care sunt prevăzute cu axuri de fixare la pianolă. Este păstrată într-o cutie paralelipipedică din carton cașerat de culoare grena pe care sunt specificate, prin intermediul unei etichete, numele înregistrării, dispozitivul de acționare a pianolei și firma producătoare. | Muzeul Științei și Tehnicii „Ștefan Procopiu”, Iași | Cimec    |
|      | Bandă de hârtie perforată Solodant                                                                      | Școală: Compania Hupfeld A.G. Descoperit: CLUJ Dimensiuni: L: 29,5 cm Material: hârtie; lemn; metal | Pe banda de hârtie, de culoare alb-gălbuie, este înregistrată prin perforare melodia „Carnaval, op. 9” de Robert Schumann. Hârtia perforată, cu tempoul 50-60, este utilizată pentru pianola mecanică „Phonola” și trece peste cititorul de perforații prevăzut cu 73 de note. Dispozitivul Solodant oferă posibilitatea ca melodia să iasă automat detașându-se net de acompaniament în diverse grade de sonoritate. Ruloul pentru artiști conține, la capătul superior, eticheta de culoare verde: numele de serie al ruloului, denumirea melodiei și compozitorul, iar în partea inferioară are imprimate semnătura și fotografia artistului Leopold Godowsky. Banda e înfășurată pe un cilindru din lemn cu opritoare (role de ghidare) la capete, care sunt prevăzute cu axuri de fixare la pianolă. Este păstrată într-o cutie paralelipipedică din carton cașerat de culoare grena pe care sunt specificate, prin intermediul unei etichete, numele înregistrării, dispozitivul de acționare a pianolei și firma producătoare. | Muzeul Științei și Tehnicii „Ștefan Procopiu”, Iași | Cimec    |
|      | Bandă de hârtie perforată Solodant                                                                      | Școală: Compania Hupfeld A.G. Dimensiuni: L: 29,5 cm; D: 4,5 cm Material: hârtie; lemn; metal | Pe banda de hârtie, de culoare alb-gălbuie, este înregistrată prin perforare melodia „Etuden Form von Variationnen. Op. 13” de Robert Schumann. Hârtia perforată, cu tempoul 40-50, este utilizată pentru pianola mecanică „Phonola” și trece peste cititorul de perforații prevăzut cu 73 de note. Dispozitivul Solodant oferă posibilitatea ca melodia să iasă automat detașându-se net de acompaniament în diverse grade de sonoritate. Ruloul pentru artiști conține, la capătul superior, eticheta de culoare verde: numele de serie al ruloului, denumirea melodiei și compozitorul, iar în partea inferioară are imprimate semnătura și fotografia artistului Leopold Godowsky. Banda e înfășurată pe un cilindru din lemn cu opritoare (role de ghidare) la capete, care sunt prevăzute cu axuri de fixare la pianolă. Este păstrată într-o cutie paralelipipedică din carton cașerat de culoare grena pe care sunt specificate, prin intermediul unei etichete, numele înregistrării, dispozitivul de acționare a pianolei și firma producătoare. | Muzeul Științei și Tehnicii „Ștefan Procopiu”, Iași | Cimec    |
|      | Bandă de hârtie perforată                                                                               | Școală: Compania Hupfeld A.G. Descoperit: CLUJ Dimensiuni: L: 29,5 cm Material: hârtie; lemn; metal | Pe banda de hârtie, de culoare alb-gălbuie, este înregistrată prin perforare melodia „Sinfonie. Op. 97, Nr. 3, Es-dur” de Robert Schumann. Hârtia perforată, cu tempoul 50, este utilizată pentru pianola mecanică „Phonola” și trece peste cititorul de perforații prevăzut cu 73 de note. Ruloul conține, la capătul superior, eticheta de culoare verde: numele de serie al ruloului, denumirea melodiei și compozitorul. Banda e înfășurată pe un cilindru din lemn de culoare maro cu opritoare (role de ghidare) la capete, care sunt prevăzute cu axuri de fixare la pianolă. Este păstrată într-o cutie paralelipipedică din carton cașerat de culoare grena pe care sunt specificate, prin intermediul unei etichete, numele înregistrării și compozitorul. | Muzeul Științei și Tehnicii „Ștefan Procopiu”, Iași | Cimec    |
|      | Bandă de hârtie perforată EMP                                                                           | Școală: E.M.P. (Editione Musicale Perforee) Paris Descoperit: BUCUREȘTI Dimensiuni: L: 29,5 cm Material: hârtie; carton; metal | Pe banda de hârtie, de culoare alb-gălbuie, este înregistrată prin perforare melodia „Sonate”, compozitor Ludwig van Beethoven. Hârtia perforată fabricată de E.M.P. (Editione Musicale Perforee) din Franța, cu tempoul 80, trece peste cititorul de perforații prevăzut cu 65 de note. Banda este înfășurată pe un cilindru din lemn cu opritoare (role de ghidare) la capete, de culoare neagră, care sunt prevăzute cu axuri de fixare la pianolă. Este păstrată într-o cutie paralelipipedică din carton pe care sunt specificate, prin intermediul unei etichete, numele înregistrării și compozitorul. | Muzeul Științei și Tehnicii „Ștefan Procopiu”, Iași | Cimec    |
|      | Bandă de hârtie perforată Themodist                                                                     | Școală: The Aeolian Company Descoperit: BUCUREȘTI Dimensiuni: L: 29,5 cm; D: 4,5 cm Material: hârtie; lemn; carton; metal | Pe banda de hârtie, de culoare alb-gălbuie, este înregistrată prin perforare melodia „Au Matin Op. 83” aparținând compozitorului francez Benjamin Godard. Hârtia perforată trece peste pianola mecanică „Aeolian”, prevăzută cu dispozitivul „Metrostyle – Themodist” și acționează automat clapele pianului. Este păstrată într-o cutie paralelipipedică din carton pe care sunt specificate, prin intermediul unei etichete, numele înregistrării, dispozitivul de acționare a pianolei și firma producătoare. | Muzeul Științei și Tehnicii „Ștefan Procopiu”, Iași | Cimec    |
|      | Bandă de hârtie perforată Metrostyle-Themodist                                                          | Școală: The Aeolian Company Descoperit: BUCUREȘTI Dimensiuni: L: 28,5 cm Material: hârtie; lemn; metal | Pe banda de hârtie, de culoare alb-gălbuie, este înregistrată prin perforare melodia „Valse lente, Op. 17, N0.2” aparținând compozitorului american Gustave Kerker. Hârtia perforată trece peste pianola mecanică „Aeolian”, prevăzută cu dispozitivul „Metrostyle – Themodist”, tempoul 70 și acționează automat clapele pianului. Este păstrată într-o cutie paralelipipedică din carton pe care sunt specificate, prin intermediul unei etichete, numele înregistrării, dispozitivul de acționare a pianolei și firma producătoare. | Muzeul Științei și Tehnicii „Ștefan Procopiu”, Iași | Cimec    |
|      | Mașină de calculat Bolyai Autor: Electromureș Târgu-Mureș                                               | Datare: mijlocul sec. XX Descoperit: jud. GALAȚI, GALAȚI Dimensiuni: L = 29 cm; LA = 15 cm; Î = 12 cm Material: metal, alamă, lemn, turnare, matrițare, prelucrare prin așchiere, șlefuire | Mașina este compusă dintr-un mecanism de potrivire a numerelor, un mecanism contor și un totalizator. Prin apăsarea unei clape se introduc numerele în mecanismul de potrivire. Sub fiecare clapă se găsesc zece cremaliere ce au la partea inferioară știfturi ce intră în canelura pârghiei corespunzătoare. Prin acționarea manivelei, știfturile vor antrena atât mecanismul de potrivire a numerelor cât și contorul totalizatorului care afișează rezultatul. Mașina de calcul se păstrează într-o cutie de lemn de culoare maro. | Muzeul Științei și Tehnicii „Ștefan Procopiu”, Iași | Cimec    |
|      | Mașină de calculat Astra Autor: Astrawerke A.G. Chemnitz S.A.                                           | Datare: mijlocul sec. XX Școală: Atelier german Descoperit: jud. GALAȚI, GALAȚI Dimensiuni: L = 60 cm; LA = 50 cm; Î = 110 cm Material: metal, plastic, sticlă, turnare, matrițare, prelucrare prin așchiere, șlefuire                                                                             | Mașina de calculat este alcătuită dintr-un mecanism comptor cu claviatură. Tastatura are 10 taste, dintre care una este pentru total, subtotal, repetare și o pârghie pentru schimbarea adunării în înmulțire și a scăderii în împărțire. Manivela antrenează mecanismul totalizator și rezultatul se imprimă pe o bandă de hârtie. Citirea numerelor introduse și a totalului se face printr-un vizor ce conține două rânduri cu locașe speciale pentru cifre. Mașina este antrenată de un motor electric. Carcasa mașinii este de culoare gri și se sprijină pe un suport metalic cu patru picioare. | Muzeul Științei și Tehnicii „Ștefan Procopiu”, Iași | Cimec    |
|      | Mașină de calculat Astra 2 Autor: Astrawerke A.G. Chemnitz S.A.                                         | Datare: mijlocul sec. XX Școală: Atelier german Descoperit: jud. GALAȚI, GALAȚI Dimensiuni: L = 25 cm; LA = 35 cm; Î = 17 cm Material: metal, plastic, sticlă, turnare, matrițare, prelucrare prin așchiere, șlefuire                                                                              | Mașina de calculat este alcătuită dintr-un mecanism comptor cu claviatură. Tastatura are 10 taste, dintre care una este pentru total, repetare și o pârghie pentru schimbarea adunării în înmulțire și a scăderii în împărțire. Principiul de acționare a mașinii de calcul este tip „stocare cu pini”. Manivela antrenează mecanismul totalizator și rezultatul se imprimă pe o bandă de hârtie. Citirea numerelor introduse și a totalului se face prin două vizoare. | Muzeul Științei și Tehnicii „Ștefan Procopiu”, Iași | Cimec    |
|      | Mașină de calculat Olivetti Divisumma 24 Autor: Olivetti                                                | Datare: mijlocul sec. XX Descoperit: jud. IAȘI, IAȘI Dimensiuni: L = 24,5 cm; LA = 43 cm; Î = 25 cm Material: metal, plastic, sticlă, turnare, matrițare, prelucrare prin așchiere, șlefuire | Mașina de calculat electrică este prevăzută cu o carcasă metalică gri cu capac negru. Tastatura, de culoare roz, conține nouă taste numerice albe. Sub tastatură sunt trei chei de culoare neagră cu puncte albe pentru cifra zero (unități, zeci, sute). De o parte și de alta sunt patru taste de culoare neagră, respectiv verde, cere efectuează operațiile în registrul respectiv. În stânga este plasată tasta backspace și cheia pentru echilibrarea tastaturii. Două butoane verzi determină imprimarea automată sau nonautomată a produsului. Mecanismul de tipărire aflat în spate, include patru roți cu cifre, utilizate la setarea datelor, 13 roți cu cifre pentru numere și în dreapta, două tipuri de roți ale roților cu numere, utilizate la tipărirea simbolurilor. Totalul se tipărește în roșu. | Muzeul Științei și Tehnicii „Ștefan Procopiu”, Iași | Cimec    |
|      | Mașină de calculat Olivetti Summa Quanta 20 Autor: Olivetti                                             | Datare: mijlocul sec. XX Descoperit: jud. IAȘI, IAȘI Dimensiuni: L = 20 cm; LA = 36 cm; Î = 15,5 cm Material: metal, plastic, sticlă, turnare, matrițare, prelucrare prin așchiere, șlefuire | Mașina de calculat electrică este prevăzută cu o carcasă metalică gri cu capac negru. Tastatura, de culoare gri, conține nouă taste numerice albe. Sub tastatură sunt trei taste de culoare neagră pentru cifra zero (unități, zeci, sute). De o parte și de alta sunt patru taste de culoare neagră, pentru operațiunile aritmetice (adunare, scădere, înmulțire, împărtire) iar în stânga este plasată tasta backspace și tasta pentru echilibrarea tastaturii. Butonul de acționare a mașinii și vizorul de afișare a rezultatului se află plasate lateral în partea stângă. Mecanismul de tipărire, aflat în spate, include patru roți cu cifre, utilizate la setarea datelor, 13 roți cu cifre pentru numere și în dreapta, două tipuri de roți ale roților cu numere, utilizate la tipărirea simbolurilor. | Muzeul Științei și Tehnicii „Ștefan Procopiu”, Iași | Cimec    |
|      | Mașină de calculat Nisa K 5 Autor: Nisa Národni Podnik, Cehoslovacia                                    | Datare: mijlocul sec. XX Descoperit: jud. IAȘI, IAȘI Dimensiuni: L = 35 cm; LA = 29 cm; Î = 17 cm Material: metal, plastic, sticlă, turnare, matrițare, prelucrare prin așchiere, șlefuire | Mașina de calculat este alcătuită din comptor (numărător decadic), carul calculator și totalizatorul. Tastatura are zece coloane cu coduri de culoare pentru mecanismul numărător cu transfer decadic. Fiecare coloană are o cheie de ștergere de culoare gri, plasată în partea de jos și un buton în dreapta care setează tastatura pentru autoștergere. Carul calculatorului conține acumulatorul și declanșează mecanismul de numărare. Există un buton de ștergere în partea dreaptă jos ce trebuie rotit în sens orar. Un buton mic, plasat în partea stângă a claviaturii, blochează prin apăsare tasta 1 din coloana din stânga și permite numărarea până la 999 cicluri adăugate. | Muzeul Științei și Tehnicii „Ștefan Procopiu”, Iași | Cimec    |
|      | Mașină de calculat Remington Column Indicator Autor: Remington                                          | Datare: prima jumătate a sec. al XX-lea Descoperit: jud. GALAȚI, GALAȚI Dimensiuni: L = 19 cm; LA = 28 cm; Î = 20 cm Material: metal, plastic, sticlă, turnare, matrițare, șlefuire | Mașina de calculat „Remington” este alcătuită dintr-o carcasă metalică, vopsită în negru, carul calculator, tastatura și mecanismul comptor. Tastatura conține zece taste numerice alcătuite din chei metalice, acoperite cu capace din plastic. Cifrele, numerotate de la 1 la 10 (care lipsesc), se află situate pe niște cilindri plasați pe un ax comun. În față este o pârghie indicator de coloană. Manivela antrenează mecanismul totalizator prin intermediul unei roți cu pini și imprimă rezultatul pe bandă de hârtie. Se pot introduce până la șapte cifre, rezultând un total de opt cifre. | Muzeul Științei și Tehnicii „Ștefan Procopiu”, Iași | Cimec    |
|      | Mașină de calculat Supermetall Autor: Rheinische Metallwaren und Maschinen Fabrik in Soemerda           | Datare: mijlocul sec. XX Dimensiuni: L = 46 cm; LA = 36 cm; Î = 23 cm Material: metal, plastic, turnare, matrițare, prelucrare prin așchiere, șlefuire | Mașina de calculat este alcătuită din comptor (numărător decadic), carul calculator și totalizatorul. Tastatura are zece coloane cu coduri de culoare pentru mecanismul numărător cu transfer decadic. Citirea numerelor introduse, a contorului de numărare și a totalului se face prin trei vizoare. Astfel, pentru contorul de numărare sunt prevăzute opt locuri, pentru cel de introducere a numerelor sunt nouă locuri, iar cel pentru rezultat sunt 17 locuri. Fiecare coloană are o cheie de ștergere de culoare gri, plasată în partea stângă și mai multe butoane în partea dreaptă pentru efectuarea celor patru operații aritmetice. Carul calculatorului conține acumulatorul și declanșează mecanismul de numărare. | Muzeul Științei și Tehnicii „Ștefan Procopiu”, Iași | Cimec    |
|      | Calculator mecanic Autor: PRODUX                                                                        | Datare: prima jumătate a sec. al XX-lea Descoperit: jud. IAȘI, IAȘI Dimensiuni: L = 11,8 cm; LA = 6,4 cm; Î = 0,8 cm Material: metal, plastic, alamă, piele, matrițare, șlefuire | Calculatorul mecanic „Produx” este unul dintre primele calculatoare (abac) ce utilizează un creion de alamă (prins într-un locaș în partea stângă), cu ajutorul căruia utilizatorul va efectua calcule, prin introducerea unui capăt conic în fantele situate lângă numerele selectate și apoi prin urcarea sau coborârea acestora până la locașurile conice ce sunt plasate deasupra sau dedesubtul numerelor. Setul de numere din partea de sus se utilizează pentru scădere, iar cel din partea de jos pentru adunare. Totalul este afișat într-o ramă centrală ce cuprinde aproximativ opt numere. Abacul este protejat într-o mapă de piele de culoare neagră. | Muzeul Științei și Tehnicii „Ștefan Procopiu”, Iași | Cimec    |
|      | Mașină de calculat Soemtron Autor: Soemtron                                                             | Datare: mijlocul sec. XX Dimensiuni: L = 24 cm; LA = 37 cm; Î = 20 cm Material: metal, plastic, sticlă, turnare, matrițare, prelucrare prin așchiere, șlefuire | Mașina este un calculator electromecanic cu numărător decadic (comptor), carul calculator (cu sistemul de acționare tip cremalieră) și totalizatorul. Tastatura are nouă taste bej pentru numere și o tastă pentru anularea introducerilor greșite, dar și taste negre pentru efectuarea celor patru operații aritmetice. În partea frontală există un buton pentru acționarea benzii de hârtie și două vizoare pentru citirea numerelor introduse și a totalului. | Muzeul Științei și Tehnicii „Ștefan Procopiu”, Iași | Cimec    |
|      | Mașină de calculat Ascota Model 110 Autor: Astrawerke A.G. Chemnitz S.A.                                | Datare: mijlocul sec. XX Școală: Atelier german Dimensiuni: L = 23 cm; LA = 24 cm; Î = 22 cm Material: metal, plastic, sticlă, turnare, matrițare, prelucrare prin așchiere, șlefuire | Mașina este un calculator electromecanic cu numărător decadic (comptor), carul calculator (cu sistemmul de acționare tip cremalieră) și totalizatorul. Tastatura are 12 taste verzi pentru numere, inclusiv pentru cifra zero și trei taste roșii, de o parte și de alta a tastaturii pentru efectuarea celor patru operații aritmetice. În partea frontală există un buton pentru acționarea benzii de hârtie și un vizor pentru citirea numerelor introduse și a totalului. | Muzeul Științei și Tehnicii „Ștefan Procopiu”, Iași | Cimec    |
|      | Disc muzical Autor: Paul Ehrlich                                                                        | Datare: sfârșitul sec. al XIX-lea Școală: Atelier german Dimensiuni: Ddisc=33 cm; LAperforație=3 mm Material: Disc confecționat din carton, prevăzut cu perforații. | Disc confecționat din carton, utilizat pentru redarea sunetului la ariston, un automat muzical cu dicuri interschimbabile. Discul conține programarea, cu ajutorul perforațiilor, a piesei „Lagunen Walzer” din Opera comică „Eine Nacht in Venedig” (O noapte în Veneția), compozitor Johann Strauss. Pe disc sunt înregistrate, prin intermediul perforațiilor, 24 de note muzicale; redarea melodiei se face de la interiorul spre exteriorul discului. Fiecare perforație reprezintă o notă muzicală, iar lungimea unei perforații depinde de durata notei muzicale. În centrul discului sunt prevăzute orificiile pentru fixarea acestuia pe suportul aparatului de redare și scris titlul melodiei înregistrate, nr. titlului din catalog 980, Ehrlichs Patent, Brevete S.G.D.G. Discul este destinat organetelor model Ariston. Stare foarte bună de conservare și funcționare. | Muzeul Științei și Tehnicii „Ștefan Procopiu”, Iași | Cimec    |
|      | Disc muzical Autor: Paul Ehrlich                                                                        | Datare: sfârșitul sec. al XIX-lea Școală: Atelier german Dimensiuni: Ddisc=33 cm; LAperforație=3 mm Material: Disc confecționat din carton, prevăzut cu perforații. | Disc confecționat din carton, utilizat pentru redarea sunetului la ariston, un automat muzical cu dicuri interschimbabile. Discul conține programarea, cu ajutorul perforațiilor, a melodiei „Marsch der Verschworenen” (Marșul conspiratorilor) din opera Madame Angot, compozitor Charles Lecocq. Pe disc sunt înregistrate, prin intermediul perforațiilor, 24 de note muzicale; redarea melodiei se face de la interiorul spre exteriorul discului. Fiecare perforație reprezintă o notă muzicală, iar lungimea unei perforații depinde de durata notei muzicale. În centrul discului sunt prevăzute orificiile pentru fixarea acestuia pe suportul aparatului de redare și scris titlul melodiei înregistrate, nr. titlului din catalog 154, Ehrlichs Patent, Brevete S. G.D.G. Discul este destinat organetelor model Ariston. Stare foarte bună de conservare și funcționare. | Muzeul Științei și Tehnicii „Ștefan Procopiu”, Iași | Cimec    |
|      | Disc muzical Autor: Paul Ehrlich                                                                        | Datare: sfârșitul sec. al XIX-lea Școală: Atelier german Dimensiuni: Ddisc=33 cm; LAperforație=3 mm Material: Disc confecționat din carton, prevăzut cu perforații. | Disc confecționat din carton, utilizat pentru redarea sunetului la ariston, un automat muzical cu dicuri interschimbabile. Discul conține programarea, cu ajutorul perforațiilor, a melodiei „Aufzugs marsch”, din Opera comică „Eine Nacht in Venedig” (O noapte in Veneția), compozitor J. Strauss. Pe disc sunt înregistrate, prin intermediul perforațiilor, 24 de note muzicale; redarea melodiei se face de la interiorul spre exteriorul discului. Fiecare perforație reprezintă o notă muzicală, iar lungimea unei perforații depinde de durata notei muzicale. În centrul discului sunt prevăzute orificiile pentru fixarea acestuia pe suportul aparatului de redare și scris titlul melodiei înregistrate, opera, compozitorul, poziția titlului din catalog 981, atelierul Ehrlichs Patent, Breveté S.G.D.G. Discul este destinat organetelor model Ariston. Stare foarte bună de conservare și funcționare. | Muzeul Științei și Tehnicii „Ștefan Procopiu”, Iași | Cimec    |
|      | Disc muzical Autor: Paul Ehrlich                                                                        | Datare: sfârșitul sec. al XIX-lea Școală: Atelier german Dimensiuni: Ddisc=33 cm; LAperforație=3 mm Material: Disc confecționat din carton, prevăzut cu perforații. | Disc confecționat din carton, utilizat pentru redarea sunetului la ariston, un automat muzical cu dicuri interschimbabile. Discul conține programarea, cu ajutorul perforațiilor, a melodiei „Rosen im Süden” (Trandafirii din sud), vals din Opereta „Das Spitzentuch der Königin” (Batista dantelată a reginei), compozitor J. Strauss. Pe disc sunt înregistrate, prin intermediul perforațiilor, 24 de note muzicale. Redarea melodiei se face de la interiorul spre exteriorul discului. Fiecare perforație reprezintă o notă muzicală, iar lungimea unei perforații depinde de durata notei muzicale. În centrul discului sunt prevăzute orificiile pentru fixarea acestuia pe suportul aparatului de redare și scris titlul melodiei înregistrate, titlul operei, compozitorul, nr. titlului din catalog 760, Ehrlichs Patent, Brevete S.G.D.G. Discul este destinat organetelor model Ariston. Stare bună de conservare și funcționare. | Muzeul Științei și Tehnicii „Ștefan Procopiu”, Iași | Cimec    |
|      | Disc muzical Autor: Paul Ehrlich                                                                        | Datare: sfârșitul sec. al XIX-lea Școală: Atelier german Dimensiuni: Ddisc=33 cm; LAperforație=3 mm Material: Disc confecționat din carton, prevăzut cu perforații. | Disc confecționat din carton, utilizat pentru redarea sunetului la ariston, un automat muzical cu dicuri interschimbabile. Discul conține programarea, cu ajutorul perforațiilor, a valsului „Carneval von Venedig” (Carnaval în Veneția). Pe disc sunt înregistrate, prin intermediul perforațiilor, 24 de note muzicale; redarea melodiei se face de la interiorul spre exteriorul discului. Fiecare perforație reprezintă o notă muzicală, iar lungimea unei perforații depinde de durata notei muzicale. În centrul discului sunt prevăzute orificiile pentru fixarea acestuia pe suportul aparatului de redare și scris titlul melodiei înregistrate, nr. titlului din catalog 494, Ehrlichs Patent, Brevete S.G.D.G. Discul este destinat organetelor model Ariston. Stare bună de conservare și funcționare. | Muzeul Științei și Tehnicii „Ștefan Procopiu”, Iași | Cimec    |
|      | Disc muzical Autor: Paul Ehrlich                                                                        | Datare: sfârșitul sec. al XIX-lea Școală: Atelier german Dimensiuni: Ddisc=33 cm; LAperforație=3 mm Material: Disc confecționat din carton, prevăzut cu perforații. | Disc confecționat din carton, utilizat pentru redarea sunetului la ariston, un automat muzical cu dicuri interschimbabile. Discul conține programarea, cu ajutorul perforațiilor, a melodiei „Fern im Süd das schöne Spanien” (Departe în frumosul sud al Spaniei). Pe disc sunt înregistrate, prin intermediul perforațiilor, 24 de note muzicale; redarea melodiei se face de la interiorul spre exteriorul discului. Fiecare perforație reprezintă o notă muzicală, iar lungimea unei perforații depinde de durata notei muzicale. În centrul discului sunt prevăzute orificiile pentru fixarea acestuia pe suportul aparatului de redare și este scris titlul melodiei înregistrate, nr. titlului din catalog 189, Ehrlichs Patent, Brevete S.G.D.G. Discul este destinat organetelor model Ariston. Stare mediocră de conservare și funcționare. Prezintă o ruptură a materialului spre exterior. | Muzeul Științei și Tehnicii „Ștefan Procopiu”, Iași | Cimec    |
|      | Disc muzical Autor: Paul Ehrlich                                                                        | Datare: sfârșitul sec. al XIX-lea Școală: Atelier german Dimensiuni: Ddisc=33 cm; LAperforație=3 mm Material: Disc confecționat din carton, prevăzut cu perforații. | Disc confecționat din carton, utilizat pentru redarea sunetului la ariston, un automat muzical cu dicuri interschimbabile. Discul conține programarea, cu ajutorul perforațiilor, a melodiei „An der schönen Blauen Donau” (La frumoasa Dunăre albastră), compozitor Johann Strauss. Pe disc sunt înregistrate, prin intermediul perforațiilor, 24 de note muzicale; redarea melodiei se face de la interiorul spre exteriorul discului. Fiecare perforație reprezintă o notă muzicală, iar lungimea unei perforații depinde de durata notei muzicale. În centrul discului sunt prevăzute orificiile pentru fixarea acestuia pe suportul aparatului de redare și este scris titlul melodiei înregistrate, nr. poziției titlului din catalog 37, Ehrlichs Patent, Breveté S.G.D.G. Discul este destinat organetelor model Ariston. Stare bună de conservare și funcționare. | Muzeul Științei și Tehnicii „Ștefan Procopiu”, Iași | Cimec    |
|      | Disc muzical Autor: Paul Ehrlich                                                                        | Datare: sfârșitul sec. al XIX-lea Școală: Atelier german Dimensiuni: Ddisc=33 cm; LAperforație=3 mm Material: Disc confecționat din carton, prevăzut cu perforații. | Disc confecționat din carton, utilizat pentru redarea sunetului la ariston, un automat muzical cu dicuri interschimbabile. Discul conține programarea, cu ajutorul perforațiilor, a valsului „Du und Du” (Tu și tu), opereta „Liliacul”, compozitor Johann Strauss. Pe disc sunt înregistrate, prin intermediul perforațiilor, 24 de note muzicale; redarea melodiei se face de la interiorul spre exteriorul discului. Fiecare perforație reprezintă o notă muzicală, iar lungimea unei perforații depinde de durata notei muzicale. În centrul discului sunt prevăzute orificiile pentru fixarea acestuia pe suportul aparatului de redare și scris titlul melodiei înregistrate, compozitorul, poziția titlului din catalog 39, Ehrlichs Patent, Breveté S.G.D.G. Discul este destinat organetelor model Ariston. Stare foarte bună de conservare și funcționare. | Muzeul Științei și Tehnicii „Ștefan Procopiu”, Iași | Cimec    |
|      | Disc muzical Autor: Paul Ehrlich                                                                        | Datare: sfârșitul sec. al XIX-lea Școală: Atelier german Dimensiuni: Ddisc=33 cm; LAperforație=3 mm Material: Disc confecționat din carton, prevăzut cu perforații. | Disc confecționat din carton, utilizat pentru redarea sunetului la ariston, un automat muzical cu dicuri interschimbabile. Discul conține programarea, cu ajutorul perforațiilor, a valsului „Gruß an Leipzig” (Salutări din Leipzig), aranjament muzical Richter. Pe disc sunt înregistrate, prin intermediul perforațiilor, 24 de note muzicale; redarea melodiei se face de la interiorul spre exteriorul discului. Fiecare perforație reprezintă o notă muzicală, iar lungimea unei perforații depinde de durata notei muzicale. În centrul discului sunt prevăzute orificiile pentru fixarea acestuia pe suportul aparatului de redare și scris titlul melodiei înregistrate, compozitorul, poziția titlului din catalog 61, Ehrlichs Patent, Breveté S.G.D.G. Discul este destinat organetelor model Ariston. Stare foarte bună de conservare și funcționare. | Muzeul Științei și Tehnicii „Ștefan Procopiu”, Iași | Cimec    |
|      | Disc muzical Autor: Paul Ehrlich                                                                        | Datare: sfârșitul sec. al XIX-lea Școală: Atelier german Dimensiuni: Ddisc=33 cm; LAperforație=3 mm Material: Disc confecționat din carton, prevăzut cu perforații. | Disc confecționat din carton, utilizat pentru redarea sunetului la ariston, un automat muzical cu dicuri interschimbabile. Discul conține programarea, cu ajutorul perforațiilor, a valsului „Wein Weib und Gesang” (Vin, femei și cântec), compozitor Johann Strauss. Pe disc sunt înregistrate, prin intermediul perforațiilor, 24 de note muzicale; redarea melodiei se face de la interiorul spre exteriorul discului. Fiecare perforație reprezintă o notă muzicală, iar lungimea unei perforații depinde de durata notei muzicale. În centrul discului sunt prevăzute orificiile pentru fixarea acestuia pe suportul aparatului de redare și imprimate titlul melodiei înregistrate, compozitorul, poziția titlului din catalog 126, Ehrlichs Patent, Breveté S.G.D.G. Discul este destinat organetelor model Ariston. Stare bună de conservare și funcționare. | Muzeul Științei și Tehnicii „Ștefan Procopiu”, Iași | Cimec    |
|      | Disc muzical Autor: Paul Ehrlich                                                                        | Datare: sfârșitul sec. al XIX-lea Școală: Atelier german Dimensiuni: Ddisc=33 cm; LAperforație=3 mm Material: Disc confecționat din carton, prevăzut cu perforații. | Disc confecționat din carton, utilizat pentru redarea sunetului la ariston, un automat muzical cu dicuri interschimbabile. Discul conține programarea, cu ajutorul perforațiilor, a melodiei ungurești „Körösi Lány”, compozitor Huber Sándor. Pe disc sunt înregistrate, prin intermediul perforațiilor, 24 de note muzicale; redarea melodiei se face de la interiorul spre exteriorul discului. Fiecare perforație reprezintă o notă muzicală, iar lungimea unei perforații depinde de durata notei muzicale. În centrul discului sunt prevăzute orificiile pentru fixarea acestuia pe suportul aparatului de redare și imprimate titlul melodiei, compozitorul, poziția titlului din catalog 1043, Ehrlichs Patent, Breveté S.G.D.G. Discul este destinat organetelor model Ariston. Stare mediocră de conservare și funcționare. Discul prezintă rupturi ale perforațiilor spre partea exterioară, pete și depigmentări ale materialului. | Muzeul Științei și Tehnicii „Ștefan Procopiu”, Iași | Cimec    |
|      | Mapă cu 7 discuri Autor: Columbia Graphophone Company Ltd.                                              | Datare: deceniul al III-lea al sec.XX Școală: Atelier englez Descoperit: jud. Iași, com. IAȘI, IAȘI Dimensiuni: L=36 cm; LA=32 cm; Î=3,5 cm; D disc=30 cm; Material: Mapă din carton presat îmbrăcată cu pânză de culoare neagră, ce conține discuri protejate în plicuri din hârtie.              | Mapa este confecționată din carton presat acoperit cu material textil de culoare neagră și conține 7 discuri din ebonită, cu înregistrarea operei „Manon”, actele I și II, compusă de Massenet, autorii libretului H. Meilhac și Ph. Gile, dirijor M. Elie Cohen. Soliști: A. Gaudin, Milles A.Vavon, A. Bernadet, J.Vieuille, P. Payen, G.Feraldy, M.G. Villier, De Creus. Acompaniază Orchestra Operei Comice. Titlul lucrării, compozitorul și firma producătoare sunt imprimate cu litere aurii pe coperta exterioară. Mapa prezintă ușoare rosături la colțuri. Fiecare disc conține o etichetă centrală pe care sunt scrise marca, firma producătoare, soliștii, compozitorul, nr. de catalog și seria, cuprinsă între D 15156 - D15162. Înregistrările sunt în stare de conservare și audiție foarte bună. | Muzeul Științei și Tehnicii „Ștefan Procopiu”, Iași | Cimec    |
|      | Mapă cu 15 discuri Autor: Columbia Masterworks Records                                                  | Datare: deceniul al III-lea al sec.XX Școală: Columbia Graphophone Company Ltd. Descoperit: jud. Iași, com. IAȘI, IAȘI Dimensiuni: L=37 cm; LA=32 cm; Î=5 cm; D disc=30 cm; Material: Mapă din carton îmbrăcată cu pânză de culoare neagră, ce conține discuri păstrate în plicuri de hârtie.      | Mapa este confecționată din carton presat acoperit cu material textil de culoare neagră și conține 15 discuri din ebonită, cu înregistrarea completă , în limba italiană a operei „Traviata”, în trei acte, compusă de Giuseppe Verdi. Acompaniază Orchestra Simfonică din Milano condusă de Lorenzo Molajoli și corul „Scala”. SoliștiȘ Mercedes Capsir, Lionelle Cecil, Carlo Galeffi, Ida Conti, G.Nessi, N.Villa, A.Baracchi, S.Baccaloni. Titlul lucrării, compozitorul și firma producătoare sunt imprimate cu litere aurii pe coperta exterioară. Mapa prezintă dezlipiri ale materialului textil la cotor și la coperta exterioară. Cele 15 discuri sunt prinse la cotor cu o bandă metalică. Fiecare disc conține o etichetă centrală, de culoare albastru închis, pe care sunt scrise marca, firma producătoare, soliștii compozitorul, nr. de catalog și seria. Seria este cuprinsă între 9639 - 9643. Discurile sunt în stare de conservare și audiție foarte bună. Casa de discuri „Columbia Records” a editat începând cu anul 1927 seria de înregistrări MASTERWORKS, destinată muzicii clasice. | Muzeul Științei și Tehnicii „Ștefan Procopiu”, Iași | Cimec    |
|      | Mapă cu 5 discuri Autor: Columbia Masterworks Records                                                   | Datare: deceniul al III-lea al sec.XX Școală: Columbia Graphophone Company Ltd. Descoperit: jud. Iași, com. IAȘI, IAȘI Dimensiuni: L=31,5 cm; LA=32 cm; Î=2,5 cm; D disc=30 cm; Material: Mapă din carton îmbrăcată cu pânză de culoare neagră, ce conține discuri păstrate în plicuri de hârtie.  | Mapa este confecționată din carton presat acoperit cu material textil de culoare neagră și conține 5 discuri din ebonită, cu înregistrarea Simfoniei „From The New World”, compusă de Dvorak. Simfonia este executată de HALLE ORCHESTRA din Manchester, condusă de Sir Hamilton Harty. Fiecare disc este protejat într-un plic din carton de culoare cafenie. Fiecare plic conține un rezumat cu caracteristicile părții muzicale înregistrată și instrumentația. Discurile au etichete centrale de culoare albastru închis pe care sunt trecute marca firmei, numele simfoniei, compozitorul, bucata muzicală, orchestra, dirijorul, viteza de redare și seria. Seria este cuprinsă între L 1523 R - L 1527 R. Casa de discuri „Columbia Records” a editat începând cu anul 1927 seria de înregistrări MASTERWORKS, destinată muzicii clasice. | Muzeul Științei și Tehnicii „Ștefan Procopiu”, Iași | Cimec    |
|      | Mapă cu 11 discuri Autor: Columbia Graphophone Company Ltd.                                             | Datare: deceniul al III-lea al sec.XX Școală: Columbia Graphophone Company Ltd. Descoperit: jud. Iași, com. IAȘI, IAȘI Dimensiuni: L=36 cm; LA=32 cm; Î=4 cm; D disc=30 cm; Material: Mapă din carton îmbrăcată cu pânză de culoare neagră, ce conține discuri păstrate în plicuri de hârtie.      | Mapa este confecționată din carton presat acoperit cu material textil de culoare neagră și conține 11 discuri din ebonită, cu înregistrarea operei „Manon”, actele III, IV și V. Compozitorul operei este Jules Massenet, autorii libretului H.Meilhac și Ph.Gile, dirijor M.Elie Cohen. Soliști: A.Gaudin, Milles A.Vavon, A.Bernadet, J.Vieuille, P.Payen, G.Feraldy, M.G.Villier, De Creus. Acompaniază Orchestra Operei Comice. Titlul lucrării, compozitorul și firma producătoare sunt imprimate cu litere aurii pe coperta exterioară. Mapa prezintăușoare rosături la colțuri, dezlipiri și rupturi ale hârtiei interioare ce conține distribuția soliștilor. Fiecare disc conține o etichetă centrală, de culoare albastru închis, pe care sunt scrise marca, firma producătoare, soliștii, compozitorul, nr.de catalog și seria. Înregistrările sunt în stare de conservare și audiție foarte bună. | Muzeul Științei și Tehnicii „Ștefan Procopiu”, Iași | Cimec    |
|      | Trusă medicală                                                                                          | Datare: Primele decenii ale sec. XX Școală: necunoscut Descoperit: jud. Prahova, com. ORAȘ BĂICOI, ORAȘ BĂICOI Dimensiuni: L=20 cm; LA=13,5 cm; Î=12,5 cm Material: Trusă medicală ce conține 11 piese păstrate în cutie specială, prevăzută cu mâner pentru transport.                            | Trusa, destinată păstrării unor instrumente cu destinație medicală, este confecționată din lemn și acoperită cu material celulozic, de culoare neagră. Interiorul capacului este căptușit cu atlas de culoare roșie. Posibil să fie o trusă medicală pentru transfuzie directă, utilizată în cazuri de prim-ajutor sau pe front. Conține lampa de flambare, sticluță pentru păstrarea alcoolului sau a dezinfectantului, trei pompițe din cauciuc legate printr-un tub, un dispozitiv cu rol de mâner la care se poate atașa, prin înșurubare, o canulă de calibru diferit dintre cele 5 tipuri pe care le conține trusa. Cutia prezintă mâner metalic și încuietoare la capac. | Muzeul Științei și Tehnicii „Ștefan Procopiu”, Iași | Cimec    |
|      | Disc muzical Autor: Ehrlich, Paul                                                                       | Datare: sfârșitul sec.al XIX-lea Școală: Atelier german Descoperit: jud. Teleorman, com. DRĂCȘENEI Dimensiuni: D disc=33cm; LA perforație=3mm Material: Disc prevăzut cu perforații, confecționat din carton.                                                                                      | Disc confecționat din carton, utilizat pentru redarea sunetului la ariston, un automat muzical cu discuri interschimbabile. Discul conține programarea, cu ajutorul perforațiilor, a melodiei „Serba Balcanika” compusă de Leopold Stern. Pe disc sunt înregistrate, prin intermediul perforațiilor, 24 de note muzicale; redarea melodiei se face de la interiorul spre exteriorul discului. Fiecare perforație reprezintă o notă muzicală, iar lungimea unei perforații depinde de durata notei muzicale. În centrul discului sunt prevăzute orificiile pentru fixarea acestuia pe suportul aparatului de redare și este scris titlul melodiei înregistrate, nr.titlului din catalog 3754 patent SGDG Ehrlisch. Discul este destinat organetelor model Arison. Stare bună de conservare și funcționare. | Muzeul Științei și Tehnicii „Ștefan Procopiu”, Iași | Cimec    |
|      | Disc muzical Autor: Ehrlich, Paul                                                                       | Datare: sfârșitul sec.al XIX-lea Școală: Atelier german Descoperit: jud. Teleorman, com. DRĂCȘENEI Dimensiuni: D disc=33cm; LA perforație=3mm Material: Disc prevăzut cu perforații, confecționat din carton.                                                                                      | Disc confecționat din carton, utilizat pentru redarea sunetului la ariston, un automat muzical cu discuri interschimbabile. Discul conține programarea, cu ajutorul perforațiilor, a imnului românesc „Deșteaptă-te române”. Pe disc sunt înregistrate, prin intermediul perforațiilor, 24 de note muzicale; redarea melodiei se face de la interiorul spre exteriorul discului. Fiecare perforație reprezintă o notă muzicală, iar lungimea unei perforații depinde de durata notei muzicale. În centrul discului sunt prevăzute orificiile pentru fixarea acestuia pe suportul aparatului de redare și este scris titlul melodiei înregistrate, nr.titlului din catalog 2398, patent SGDG Ehrlisch. Discul este destinat organetelor model Arison. Stare bună de conservare și funcționare. | Muzeul Științei și Tehnicii „Ștefan Procopiu”, Iași | Cimec    |
|      | Disc muzical Autor: Ehrlich, Paul                                                                       | Datare: sfârșitul sec.al XIX-lea Școală: Atelier german Descoperit: jud. Vâlcea Dimensiuni: D disc=33cm; LA perforație=3mm Material: Disc prevăzut cu perforații, confecționat din carton. | Disc confecționat din carton, utilizat pentru redarea sunetului la ariston, un automat muzical cu discuri interschimbabile. Discul conține programarea, cu ajutorul perforațiilor, a melodiei „Quadrille-nach motiven” din opereta comică „Der Bettelstudent” (Studentul cerșetor), compusă de Millocker. Pe disc sunt înregistrate, prin intermediul perforațiilor, 24 de note muzicale; redarea melodiei se face de la interiorul spre exteriorul discului. Fiecare perforație reprezintă o notă muzicală, iar lungimea unei perforații depinde de durata notei muzicale. În centrul discului sunt prevăzute orificiile pentru fixarea acestuia pe suportul aparatului de redare și este scris titlul melodiei înregistrate, conpozitorul, nr.titlului din catalog 95, patent SGDG Ehrlisch. Discul este destinat organetelor model Arison. Stare bună de conservare și funcționare. | Muzeul Științei și Tehnicii „Ștefan Procopiu”, Iași | Cimec    |
|      | Disc muzical Autor: Ehrlich, Paul                                                                       | Datare: sfârșitul sec.al XIX-lea Școală: Atelier german Descoperit: jud. Vâlcea Dimensiuni: D disc=33cm; LA perforație=3mm Material: Disc prevăzut cu perforații, confecționat din carton. | Disc confecționat din carton, utilizat pentru redarea sunetului la ariston, un automat muzical cu discuri interschimbabile. Discul conține programarea, cu ajutorul perforațiilor, a unei melodii românești „Ca la Breaza”, de Leopold Stern. Pe disc sunt înregistrate, prin intermediul perforațiilor, 24 de note muzicale; redarea melodiei se face de la interiorul spre exteriorul discului. Fiecare perforație reprezintă o notă muzicală, iar lungimea unei perforații depinde de durata notei muzicale. În centrul discului sunt prevăzute orificiile pentru fixarea acestuia pe suportul aparatului de redare și este scris titlul melodiei înregistrate, compozitorul, nr. titlului din catalog 1988, patent SGDG Ehrlisch. Discul este destinat organetelor model Arison. Stare bună de conservare și funcționare. | Muzeul Științei și Tehnicii „Ștefan Procopiu”, Iași | Cimec    |
|      | Disc muzical Autor: Ehrlich, Paul                                                                       | Datare: sfârșitul sec.al XIX-lea Școală: Atelier german Descoperit: jud. Galați, GALAȚI Dimensiuni: D disc=33cm; LA perforație=3mm Material: Disc prevăzut cu perforații, confecționat din carton.                                                                                                 | Disc confecționat din carton, utilizat pentru redarea sunetului la ariston, un automat muzical cu discuri interschimbabile. Discul conține programarea, cu ajutorul perforațiilor, a melodiei „Yankee Doodle”, un imn patriotic popular din perioada prerevoluționară a Americii de Nord. Pe disc sunt înregistrate, prin intermediul perforațiilor, 24 de note muzicale; redarea melodiei se face de la interiorul spre exteriorul discului. Fiecare perforație reprezintă o notă muzicală, iar lungimea unei perforații depinde de durata notei muzicale. În centrul discului sunt prevăzute orificiile pentru fixarea acestuia pe suportul aparatului de redare și este scris titlul melodiei înregistrate, nr. titlului din catalog 238, patent SGDG Ehrlisch. Discul este destinat organetelor model Arison. Stare foarte bună de conservare și funcționare. | Muzeul Științei și Tehnicii „Ștefan Procopiu”, Iași | Cimec    |
|      | Disc muzical Autor: Ehrlich, Paul                                                                       | Datare: sfârșitul sec.al XIX-lea Școală: Atelier german Descoperit: jud. Galați, GALAȚI Dimensiuni: D disc=33cm; LA perforație=3mm Material: Disc prevăzut cu perforații, confecționat din carton.                                                                                                 | Disc confecționat din carton, utilizat pentru redarea sunetului la ariston, un automat muzical cu discuri interschimbabile. Discul conține programarea, cu ajutorul perforațiilor, a unei arii din opera „Lucrezia Borgia” compusă de Donizetti. Pe disc sunt înregistrate, prin intermediul perforațiilor, 24 de note muzicale; redarea melodiei se face de la interiorul spre exteriorul discului. Fiecare perforație reprezintă o notă muzicală, iar lungimea unei perforații depinde de durata notei muzicale. În centrul discului sunt prevăzute orificiile pentru fixarea acestuia pe suportul aparatului de redare și scris titlul melodiei înregistrate, compozitorul, nr.titlului melodiei din catalog 282, patent SGDG Ehrlisch. Discul este destinat organetelor model Arison. Stare bună de conservare și funcționare. Discul prezintă o ruptură a cartonului, la marginea exterioară, pe o lungime de 7 cm. | Muzeul Științei și Tehnicii „Ștefan Procopiu”, Iași | Cimec    |
|      | Disc muzical Autor: Ehrlich, Paul                                                                       | Datare: sfârșitul sec.al XIX-lea Școală: Atelier german Descoperit: jud. Galați, GALAȚI Dimensiuni: D disc=33cm; LA perforație=3mm Material: Disc prevăzut cu perforații, confecționat din carton.                                                                                                 | Disc confecționat din carton, utilizat pentru redarea sunetului la ariston, un automat muzical cu discuri interschimbabile. Discul conține programarea, cu ajutorul perforațiilor, a valsului „Mandolinata” compus de Paladihle. Pe disc sunt înregistrate, prin intermediul perforațiilor, 24 de note muzicale; redarea melodiei se face de la interiorul spre exteriorul discului. Fiecare perforație reprezintă o notă muzicală, iar lungimea unei perforații depinde de durata notei muzicale. În centrul discului sunt prevăzute orificiile pentru fixarea acestuia pe suportul aparatului de redare și este scris titlul melodiei înregistrate, compozitorul, nr. titlului melodiei din catalog 34. Stare bună de conservare și funcționare. Discul este destinat organetelor model Arison. | Muzeul Științei și Tehnicii „Ștefan Procopiu”, Iași | Cimec    |
|      | Disc muzical Autor: Ehrlich, Paul                                                                       | Datare: sfârșitul sec.al XIX-lea Școală: Atelier german Descoperit: jud. Galați, GALAȚI Dimensiuni: D disc=33cm; LA perforație=3mm Material: Disc prevăzut cu perforații, confecționat din carton.                                                                                                 | Disc confecționat din carton, utilizat pentru redarea sunetului la ariston, un automat muzical cu discuri interschimbabile. Discul conține programarea, cu ajutorul perforațiilor, a melodiei „Der Papst lebt herrlich in der Welt”. Pe disc sunt înregistrate, prin intermediul perforațiilor, 24 de note muzicale; redarea melodiei se face de la interiorul spre exteriorul discului. Fiecare perforație reprezintă o notă muzicală, iar lungimea unei perforații depinde de durata notei muzicale. În centrul discului sunt prevăzute orificiile pentru fixarea acestuia pe suportul aparatului de redare și este scris titlul melodiei înregistrate, nr. titlului melodiei din catalog 153, patent SGDG Ehrlisch. Stare foarte bună de conservare și funcționare. Discul este destinat organetelor model Arison. | Muzeul Științei și Tehnicii „Ștefan Procopiu”, Iași | Cimec    |
|      | Disc muzical Autor: Ehrlich, Paul                                                                       | Datare: sfârșitul sec.al XIX-lea Școală: Atelier german Descoperit: jud. Galați, GALAȚI Dimensiuni: D disc=33cm; LA perforație=3mm Material: Disc prevăzut cu perforații, confecționat din carton.                                                                                                 | Disc confecționat din carton, utilizat pentru redarea sunetului la ariston, un automat muzical cu discuri interschimbabile. Discul conține programarea, cu ajutorul perforațiilor, a melodiei „Der Lustige Krieg” (Războiul vesel) compusă de Johann Strauss. Pe disc sunt înregistrate, prin intermediul perforațiilor, 24 de note muzicale; redarea melodiei se face de la interiorul spre exteriorul discului. Fiecare perforație reprezintă o notă muzicală, iar lungimea unei perforații depinde de durata notei muzicale. În centrul discului sunt prevăzute orificiile pentru fixarea acestuia pe suportul aparatului de redare și este scris titlul melodiei înregistrate, compozitorul, nr. titlului melodiei din catalog 952, patent SGDG Ehrlisch. Stare foarte bună de conservare și funcționare. Discul este destinat organetelor model Arison. | Muzeul Științei și Tehnicii „Ștefan Procopiu”, Iași | Cimec    |
|      | Disc muzical Autor: Ehrlich, Paul                                                                       | Datare: sfârșitul sec.al XIX-lea Școală: Atelier german Descoperit: jud. Galați, GALAȚI Dimensiuni: D disc=33cm; LA perforație=3mm Material: Disc prevăzut cu perforații, confecționat din carton.                                                                                                 | Disc confecționat din carton, utilizat pentru redarea sunetului la ariston, un automat muzical cu discuri interschimbabile. Discul conține programarea, cu ajutorul perforațiilor, a marșului militar „Defilir Marsch” compus de Richter. Pe disc sunt înregistrate, prin intermediul perforațiilor, 24 de note muzicale; redarea melodiei se face de la interiorul spre exteriorul discului. Fiecare perforație reprezintă o notă muzicală, iar lungimea unei perforații depinde de durata notei muzicale. În centrul discului sunt prevăzute orificiile pentru fixarea acestuia pe suportul aparatului de redare și este scris titlul melodiei înregistrate, nr. titlului melodiei din catalog 9, patent SGDG. Stare foarte bună de conservare și funcționare. Discul este destinat organetelor model Arison. | Muzeul Științei și Tehnicii „Ștefan Procopiu”, Iași | Cimec    |
|      | Disc muzical Autor: Ehrlich, Paul                                                                       | Datare: sfârșitul sec.al XIX-lea Școală: Atelier german Descoperit: jud. Galați, GALAȚI Dimensiuni: D disc=33cm; LA perforație=3mm Material: Disc prevăzut cu perforații, confecționat din carton.                                                                                                 | Disc confecționat din carton, utilizat pentru redarea sunetului la ariston, un automat muzical cu discuri interschimbabile. Discul conține programarea, cu ajutorul perforațiilor, a imnului catolic „O sanctissima” aranjament Richter. Pe disc sunt înregistrate, prin intermediul perforațiilor, 24 de note muzicale; redarea melodiei se face de la interiorul spre exteriorul discului. Fiecare perforație reprezintă o notă muzicală, iar lungimea unei perforații depinde de durata notei muzicale. În centrul discului sunt prevăzute orificiile pentru fixarea acestuia pe suportul aparatului de redare și este scris titlul melodiei înregistrate, nr.titlului din catalog 906, patent SGDG Ehrlisch. Stare foarte bună de conservare și funcționare. Discul este destinat organetelor model Arison. | Muzeul Științei și Tehnicii „Ștefan Procopiu”, Iași | Cimec    |
|      | Disc muzical Autor: Ehrlich, Paul                                                                       | Datare: sfârșitul sec.al XIX-lea Școală: Atelier german Descoperit: jud. Galați, GALAȚI Dimensiuni: D disc=33cm; LA perforație=3mm Material: Disc prevăzut cu perforații, confecționat din carton.                                                                                                 | Disc confecționat din carton, utilizat pentru redarea sunetului la ariston, un automat muzical cu discuri interschimbabile. Discul conține programarea, cu ajutorul perforațiilor, a liedului suedez „Ach Betty hold dein Augenpaar” aranjament Richter. Pe disc sunt înregistrate, prin intermediul perforațiilor, 24 de note muzicale; redarea melodiei se face de la interiorul spre exteriorul discului. Fiecare perforație reprezintă o notă muzicală, iar lungimea unei perforații depinde de durata notei muzicale. În centrul discului sunt prevăzute orificiile pentru fixarea acestuia pe suportul aparatului de redare și este scris titlul melodiei înregistrate, nr.titlului melodiei din catalog 467, patent SGDG Ehrlisch. Stare foarte bună de conservare și funcționare. Discul este destinat organetelor model Arison. | Muzeul Științei și Tehnicii „Ștefan Procopiu”, Iași | Cimec    |
|      | Disc muzical Autor: Ehrlich, Paul                                                                       | Datare: sfârșitul sec.al XIX-lea Școală: Atelier german Descoperit: jud. Galați, GALAȚI Dimensiuni: D disc=33cm; LA perforație=3mm Material: Disc prevăzut cu perforații, confecționat din carton.                                                                                                 | Disc confecționat din carton, utilizat pentru redarea sunetului la ariston, un automat muzical cu discuri interschimbabile. Discul conține programarea, cu ajutorul perforațiilor, a unei melodii din opera în trei acte „Zampa” compusă de francezul Ferdinand Herold. Pe disc sunt înregistrate, prin intermediul perforațiilor, 24 de note muzicale; redarea melodiei se face de la interiorul spre exteriorul discului. Fiecare perforație reprezintă o notă muzicală, iar lungimea unei perforații depinde de durata notei muzicale. În centrul discului sunt prevăzute orificiile pentru fixarea acestuia pe suportul aparatului de redare și este scris titlul melodiei înregistrate, compozitorul, nr.melodiei din catalog 220, patent SGDG Ehrlisch. Discul este destinat organetelor model Arison. Stare bună de conservare și funcționare. | Muzeul Științei și Tehnicii „Ștefan Procopiu”, Iași | Cimec    |
|      | Disc muzical Autor: Ehrlich, Paul                                                                       | Datare: sfârșitul sec.al XIX-lea Școală: Atelier german Descoperit: jud. Galați, GALAȚI Dimensiuni: D disc=33cm; LA perforație=3mm Material: Disc prevăzut cu perforații, confecționat din carton.                                                                                                 | Disc confecționat din carton, utilizat pentru redarea sunetului la ariston, un automat muzical cu discuri interschimbabile. Discul conține programarea, cu ajutorul perforațiilor, a liedului „Wir winden dir den Jungfernkranz” din opera „Der Freischutz”, compusă de Carl Maria von Weber. Pe disc sunt înregistrate, prin intermediul perforațiilor, 24 de note muzicale; redarea melodiei se face de la interiorul spre exteriorul discului. Fiecare perforație reprezintă o notă muzicală, iar lungimea unei perforații depinde de durata notei muzicale. În centrul discului sunt prevăzute orificiile pentru fixarea acestuia pe suportul aparatului de redare și este scris titlul melodiei înregistrate, compozitorul, nr.melodiei din catalog 88, patent SGDG Ehrlisch. Discul este destinat organetelor model Arison. Stare bună de conservare și funcționare. | Muzeul Științei și Tehnicii „Ștefan Procopiu”, Iași | Cimec    |
|      | Disc muzical Autor: Ehrlich, Paul                                                                       | Datare: sfârșitul sec.al XIX-lea Școală: Atelier german Descoperit: jud. Galați, GALAȚI Dimensiuni: D disc=33cm; LA perforație=3mm Material: Disc prevăzut cu perforații, confecționat din carton.                                                                                                 | Disc confecționat din carton, utilizat pentru redarea sunetului la ariston, un automat muzical cu discuri interschimbabile. Discul conține programarea, cu ajutorul perforațiilor, a cadrilului „Les Lanciers”. Pe disc sunt înregistrate, prin intermediul perforațiilor, 24 de note muzicale; redarea melodiei se face de la interiorul spre exteriorul discului. Fiecare perforație reprezintă o notă muzicală, iar lungimea unei perforații depinde de durata notei muzicale. În centrul discului sunt prevăzute orificiile pentru fixarea acestuia pe suportul aparatului de redare și este scris titlul melodiei înregistrate, nr. titlului melodiei din catalog 92, patentul autorului. Discul este destinat organetelor model Arison. Stare bună de conservare și funcționare. | Muzeul Științei și Tehnicii „Ștefan Procopiu”, Iași | Cimec    |
|      | Disc muzical Autor: Ehrlich, Paul                                                                       | Datare: sfârșitul sec.al XIX-lea Școală: Atelier german Descoperit: jud. Galați, GALAȚI Dimensiuni: D disc=33cm; LA perforație=3mm Material: Disc prevăzut cu perforații, confecționat din carton.                                                                                                 | Disc confecționat din carton, utilizat pentru redarea sunetului la ariston, un automat muzical cu discuri interschimbabile. Discul conține programarea, cu ajutorul perforațiilor, a melodiei „Tramway galopp”, aranjament J.Richter. Pe disc sunt înregistrate, prin intermediul perforațiilor, 24 de note muzicale; redarea melodiei se face de la interiorul spre exteriorul discului. Fiecare perforație reprezintă o notă muzicală, iar lungimea unei perforații depinde de durata notei muzicale. În centrul discului sunt prevăzute orificiile pentru fixarea acestuia pe suportul aparatului de redare și este scris titlul melodiei înregistrate, compozitorul, nr.titlului melodiei din catalog 334. Discul este destinat organetelor model Arison. Stare bună de conservare și funcționare. | Muzeul Științei și Tehnicii „Ștefan Procopiu”, Iași | Cimec    |
|      | Disc muzical Autor: Ehrlich, Paul                                                                       | Datare: sfârșitul sec.al XIX-lea Școală: Atelier german Descoperit: jud. Galați, GALAȚI Dimensiuni: D disc=33cm; LA perforație=3mm Material: Disc prevăzut cu perforații, confecționat din carton.                                                                                                 | Disc confecționat din carton, utilizat pentru redarea sunetului la ariston, un automat muzical cu discuri interschimbabile. Discul conține programarea, cu ajutorul perforațiilor, a melodiei „Marseillaise”. Pe disc sunt înregistrate, prin intermediul perforațiilor, 24 de note muzicale; redarea melodiei se face de la interiorul spre exteriorul discului. Fiecare perforație reprezintă o notă muzicală, iar lungimea unei perforații depinde de durata notei muzicale. În centrul discului sunt prevăzute orificiile pentru fixarea acestuia pe suportul aparatului de redare și este scris titlul melodiei înregistrate, nr. melodiei din catalog 49, patent SGDG Ehrlisch. Discul este destinat organetelor model Arison. Stare foarte bună de conservare și funcționare. | Muzeul Științei și Tehnicii „Ștefan Procopiu”, Iași | Cimec    |
|      | Disc muzical Autor: Ehrlich, Paul                                                                       | Datare: sfârșitul sec.al XIX-lea Școală: Atelier german Descoperit: jud. Galați, GALAȚI Dimensiuni: D disc=33cm; LA perforație=3mm Material: Disc prevăzut cu perforații, confecționat din carton.                                                                                                 | Disc confecționat din carton, utilizat pentru redarea sunetului la ariston, un automat muzical cu discuri interschimbabile. Discul conține programarea, cu ajutorul perforațiilor, a unei melodii rusești. Pe disc sunt înregistrate, prin intermediul perforațiilor, 24 de note muzicale; redarea melodiei se face de la interiorul spre exteriorul discului. Fiecare perforație reprezintă o notă muzicală, iar lungimea unei perforații depinde de durata notei muzicale. În centrul discului sunt prevăzute orificiile pentru fixarea acestuia pe suportul aparatului de redare și este scris titlul melodiei înregistrate, compozitorul, nr.titlului din catalog 942, patent SGDG. Discul este destinat organetelor model Arison. Stare bună de conservare și funcționare. | Muzeul Științei și Tehnicii „Ștefan Procopiu”, Iași | Cimec    |
|      | Disc muzical Autor: Ehrlich, Paul                                                                       | Datare: sfârșitul sec.al XIX-lea Școală: Atelier german Descoperit: jud. Galați, GALAȚI Dimensiuni: D disc=33cm; LA perforație=3mm Material: Disc prevăzut cu perforații, confecționat din carton.                                                                                                 | Disc confecționat din carton, utilizat pentru redarea sunetului la ariston, un automat muzical cu discuri interschimbabile. Discul conține programarea, cu ajutorul perforațiilor, a unei arii din opera „Lucia di Lammermoor”, compusă de Donizetti. Pe disc sunt înregistrate, prin intermediul perforațiilor, 24 de note muzicale; redarea melodiei se face de la interiorul spre exteriorul discului. Fiecare perforație reprezintă o notă muzicală, iar lungimea unei perforații depinde de durata notei muzicale. În centrul discului sunt prevăzute orificiile pentru fixarea acestuia pe suportul aparatului de redare și este scris titlul melodiei înregistrate, compozitorul, nr.titlului din catalog 19, patent SGDG Ehrlisch. Discul este destinat organetelor model Arison. Stare foarte bună de conservare și funcționare. | Muzeul Științei și Tehnicii „Ștefan Procopiu”, Iași | Cimec    |
|      | Disc muzical Autor: Ehrlich, Paul                                                                       | Datare: sfârșitul sec.al XIX-lea Școală: Atelier german Descoperit: jud. Galați, GALAȚI Dimensiuni: D disc=33cm; LA perforație=3mm Material: Disc prevăzut cu perforații, confecționat din carton.                                                                                                 | Discul este confecționat din carton și este utilizat pentru redarea sunetului la ariston, un automat muzical cu discuri interschimbabile. Discul conține programarea, cu ajutorul perforațiilor, a melodiei „Assaltu Plevnei”, marș compus de Louis Wiest. Pe disc sunt înregistrate, prin intermediul perforațiilor, 24 de note muzicale; redarea melodiei se face de la interiorul spre exteriorul discului. Fiecare perforație reprezintă o notă muzicală, iar lungimea unei perforații depinde de durata notei muzicale. În centrul discului sunt prevăzute orificiile pentru fixarea acestuia pe suportul aparatului de redare și este scris titlul melodiei înregistrate, compozitorul, nr. titlului din catalog 995, patent SGDG Ehrlisch. Discul este destinat organetelor model Arison. Stare foarte bună de conservare și funcționare. | Muzeul Științei și Tehnicii „Ștefan Procopiu”, Iași | Cimec    |
|      | Disc muzical Autor: Ehrlich, Paul                                                                       | Datare: sfârșitul sec.al XIX-lea Școală: Atelier german Descoperit: jud. Galați, GALAȚI Dimensiuni: D disc=33cm; LA perforație=3mm Material: Disc prevăzut cu perforații, confecționat din carton.                                                                                                 | Discul este confecționat din carton și este utilizat pentru redarea sunetului la ariston, un automat muzical cu discuri interschimbabile. Discul conține programarea, cu ajutorul perforațiilor, a valsului „Les Cloches de Corneville” (Clopotele din Corneville), aranjament muzical Olivier Metra. Pe disc sunt înregistrate, prin intermediul perforațiilor, 24 de note muzicale; redarea melodiei se face de la interiorul spre exteriorul discului. Fiecare perforație reprezintă o notă muzicală, iar lungimea unei perforații depinde de durata notei muzicale. În centrul discului sunt prevăzute orificiile pentru fixarea acestuia pe suportul aparatului de redare și este scris titlul melodiei înregistrate, compozitorul, nr. titlului din catalog 149, patent SGDG Ehrlisch. Discul este destinat organetelor model Arison. Stare bună de conservare și funcționare. | Muzeul Științei și Tehnicii „Ștefan Procopiu”, Iași | Cimec    |
|      | Disc muzical Autor: Ehrlich, Paul                                                                       | Datare: sfârșitul sec.al XIX-lea Școală: Atelier german Descoperit: jud. Galați, GALAȚI Dimensiuni: D disc=17cm; LA perforație=3mm Material: Disc prevăzut cu perforații, confecționat din carton.                                                                                                 | Discul este confecționat din carton și este utilizat pentru redarea sunetului la organetă, un automat muzical cu discuri interschimbabile. Discul conține programarea, cu ajutorul perforațiilor, a melodiei „Polka” din opera „Carmen” de Bizet. Pe disc sunt înregistrate, prin intermediul perforațiilor, 16 note muzicale; redarea melodiei se face de la interiorul spre exteriorul discului. Fiecare perforație reprezintă o notă muzicală, iar lungimea unei perforații depinde de durata notei muzicale. În centrul discului sunt prevăzute orificiile pentru fixarea acestuia pe suportul aparatului de redare și este scris titlul melodiei înregistrate, compozitorul, nr.titlului melodiei din catalog 6520. Stare bună de conservare și funcționare. Discul este destinat audiției la organetele model Helikon 1, Helicon 1L și Helikon 2. | Muzeul Științei și Tehnicii „Ștefan Procopiu”, Iași | Cimec    |
|      | Disc muzical Autor: Ehrlich, Paul                                                                       | Datare: sfârșitul sec.al XIX-lea Școală: Atelier german Descoperit: jud. Galați, GALAȚI Dimensiuni: D disc=17cm; LA perforație=3mm Material: Disc prevăzut cu perforații, confecționat din carton.                                                                                                 | Discul este confecționat din carton și este utilizat pentru redarea sunetului la organetă, un automat muzical cu discuri interschimbabile. Discul conține programarea, cu ajutorul perforațiilor, a valsului „Povestiri din pădurea vieneză”, compus de J.Strauss. Pe disc sunt înregistrate, prin intermediul perforațiilor, 16 note muzicale; redarea melodiei se face de la interiorul spre exteriorul discului. Fiecare perforație reprezintă o notă muzicală, iar lungimea unei perforații depinde de durata notei muzicale. În centrul discului sunt prevăzute orificiile pentru fixarea acestuia pe suportul aparatului de redare și este scris titlul melodiei înregistrate în limba germană, engleză și franceză, compozitorul, nr.titlului melodiei din catalog 6543. Stare bună de conservare și funcționare. Discul este destinat audiției la organetele model Helikon 1, Helicon 1L și Helikon 2. | Muzeul Științei și Tehnicii „Ștefan Procopiu”, Iași | Cimec    |
|      | Disc muzical Autor: Ehrlich, Paul                                                                       | Datare: sfârșitul sec.al XIX-lea Școală: Atelier german Descoperit: jud. Galați, GALAȚI Dimensiuni: D disc=17cm; LA perforație=3mm Material: Disc prevăzut cu perforații, confecționat din carton.                                                                                                 | Discul este confecționat din carton și este utilizat pentru redarea sunetului la organetă, un automat muzical cu discuri interschimbabile. Discul conține programarea, cu ajutorul perforațiilor, a marșului „Das Bienenhaus”, compus de H.J.Schneider. Pe disc sunt înregistrate, prin intermediul perforațiilor, 16 note muzicale; redarea melodiei se face de la interiorul spre exteriorul discului. Fiecare perforație reprezintă o notă muzicală, iar lungimea unei perforații depinde de durata notei muzicale. În centrul discului sunt prevăzute orificiile pentru fixarea acestuia pe suportul aparatului de redare și este scris titlul melodiei înregistrate și compozitorul. Numărul melodiei din catalog este deteriorat. Stare bună de conservare și funcționare. Discul este destinat audiției la organetele model Helikon 1, Helicon 1L și Helikon 2. | Muzeul Științei și Tehnicii „Ștefan Procopiu”, Iași | Cimec    |
|      | Disc muzical Autor: Ehrlich, Paul                                                                       | Datare: sfârșitul sec.al XIX-lea Școală: Atelier german Descoperit: jud. Galați, GALAȚI Dimensiuni: D disc=17cm; LA perforație=3mm Material: Disc prevăzut cu perforații, confecționat din carton.                                                                                                 | Discul este confecționat din carton și este utilizat pentru redarea sunetului la organetă, un automat muzical cu discuri interschimbabile. Discul conține programarea, cu ajutorul perforațiilor, a valsului „Les Cloches de Corneville” (Clopotele din Corneville), aranjament muzical Olivier Metra. Pe disc sunt înregistrate, prin intermediul perforațiilor, 24 note muzicale; redarea melodiei se face de la interiorul spre exteriorul discului. Fiecare perforație reprezintă o notă muzicală, iar lungimea unei perforații depinde de durata notei muzicale. În centrul discului sunt prevăzute orificiile pentru fixarea acestuia pe suportul aparatului de redare și este scris titlul melodiei înregistrate, compozitorul, nr.titlului melodiei din catalog 6988. Stare bună de conservare și funcționare. Discul este destinat audiției la organetele model Helikon 1, Helicon 1L și Helikon 2. | Muzeul Științei și Tehnicii „Ștefan Procopiu”, Iași | Cimec    |
|      | Binoclu cu plăcuțe de sidef Autor: E. Leitz                                                             | Datare: sf. sec. XIX Descoperit: jud. Iași, IAȘI Dimensiuni: L: 10 cm; La: 6 cm: D: 3-3,7 cm; L mâner: 13,5 cm Material: metal; sidef | Binoclu pentru teatru, a aparținut Matildei Cugler - Poni. Realizat din metal galben, placat cu sidef. Pe ocularul stâng este inscripționat numele autorului E. Leitz și orașul de proveniență (Berlin), iar pe ocularul drept numele autorului și adresa atelierului (Luisenstrasse 45). | Muzeul Științei și Tehnicii „Ștefan Procopiu”, Iași | Cimec    |
|      | Abel-Perkin                                                                                             | Datare: 3/4 sec. XIX Descoperit: jud. Iași, IAȘI Dimensiuni: D vasului: 54 cm; Î vasului: 55 cm Material: metal; sticlă | Acest aparat servește la determinarea punctelor de inflamabilitate și de ardere ale fracțiunilor de petrol lampant (pentru care aceste puncte sunt cuprinse între 20 și 58 de grade Celsius). Aparatul se compune dintr-un vas pentru combustibil, de formă cilindrică, iar baza este de formă elipsoidală; diametrul său este de 54 mm și înălțimea de 55 mm. Vasul cu combustibil este acoperit cu un capac metalic prin care trece bulbul unui termometru așezat înclinat și care are un dispozitiv mecanic de inflamare. Acesta deschide o ferestruică prin care se introduce, timp de o secundă, o flacără în spațiul de deasupra lichidului. Are valoare științifică. | Muzeul Științei și Tehnicii „Ștefan Procopiu”, Iași | Cimec    |
|      | Moissan Autor: Ducretel & Lejeune                                                                       | Datare: 3/4 sec. XIX Descoperit: jud. Iași, IAȘI Dimensiuni: L: 24 cm; A: 15,5 cm; Î: 26 cm Material: piatră; metal alămit; mică; azbest; material izolant | Cuptorul este fixat pe o placă de piatră cu patru picioare. În interior se află un mic creuzet în care se introduce substanța de cercetat. Deasupra creuzetului sunt situați doi electrozi alimentați la curent electric. Servea pentru determinări de calorimetrie. Pe cuptor este marcat: Ducret & Lejeune Paris. A aparținut lui Petru Poni. | Muzeul Științei și Tehnicii „Ștefan Procopiu”, Iași | Cimec    |
|      | Colorimetru Autor: Duboscq                                                                              | Datare: 3/4 sec. XIX Descoperit: jud. Iași, IAȘI Dimensiuni: L tubului: 12 cm; L aparatului: 18 cm Material: sticlă; metal | Acest aparat permite compararea culorii unui lichid oarecare cu altul luat ca etalon. Se poate cerceta cu ajutorul lui orice nuanță și orice intensitate de culoare. Aparatul se compune din două eprubete, așezate în două cuve de formă cilindrică ce glisează vertical cu ajutorul unei roți dințate. Bagheta de sticlă, cu secțiunea poligonală, este așezată astfel încât razele de lumină reflectate de o oglindă înclinată la 45 grade trec prin baghetele de sticlă și ajung la un sistem de prisme ce le îndreaptă la un ocular (ecran cu două câmpuri). Are valoare științifică. | Muzeul Științei și Tehnicii „Ștefan Procopiu”, Iași | Cimec    |
|      | Balanță Autor: Sartorius, F.                                                                            | Datare: 3/4 sec. XIX Descoperit: jud. Iași, IAȘI Dimensiuni: L: 23 cm Material: metal; alamă | Balanța se utilizează la determinarea rapidă a densității lichidelor. Pârghia balanței se sprijină cu cuțitul pe un suport. La un capăt atârnă un plutitor de sticlă, iar la celălalt capăt se află o contragreutate care îl echilibrează. Dacă se cufundă plutitorul într-un lichid, el suferă o pierdere aparentă de greutate și pentru restabilirea echilibrului se pun pe brațul balanței o serie de cavaleri de sârmă. | Muzeul Științei și Tehnicii „Ștefan Procopiu”, Iași | Cimec    |
|      | Superette RCA Autor: RCA Victor Co. Inc.                                                                | Descoperit: jud. Iași, IAȘI Dimensiuni: L: 36 cm; La: 26 cm; H: 48 cm Material: lemn; ebonită; metal; sticlă | Radioreceptor superheterodină cu casetă din lemn de culoare maro, tip catedrală, cu dispozitive de comandă și auxiliare: buton pornit - oprit și reglaj volum, buton acord, buton schimbător game, bornă pentru antenă și difuzor suplimentar. Difuzorul este permanent dinamic. Alimentarea: c.a. 105/125 V. | Muzeul Științei și Tehnicii „Ștefan Procopiu”, Iași | Cimec    |
|      | Radioreceptor Autor: Atwater - Kent MPG. Co Phila. P.A.                                                 | Datare: 1932 Descoperit: jud. Argeș, com. ANINOASA, BROȘTENI Dimensiuni: L: 38 cm; La: 30 cm; H: 55 cm Material: lemn; cupru; fier; sticlă; pânză | Radioreceptor tip superheterodină, cu trei condensatori variabili pe același ax, cu 6+1 tuburi electronice, trei lungimi de undă și difuzor permanent dinamic, într-o cutie de lemn de culoare maro, cu ornamente negre. Butonul din stânga sus este întrerupător și reglaj volum, cel din dreapta sus pentru acord. Butonul din stânga a perechii de dedesubt este pentru fixarea posturilor, iar cel din dreapta pentru schimbarea gamelor de undă. | Muzeul Științei și Tehnicii „Ștefan Procopiu”, Iași | Cimec    |
|      | Philips Autor: Philips                                                                                  | Datare: 1933 Descoperit: jud. Galați, GALAȚI Dimensiuni: L: 40 cm; La: 30 cm; H: 60 cm Material: lemn; cupru; fier; sticlă; bachelită | Este un radioreceptor cu amplificare directă, cu trei lungimi de undă, cinci lămpi și difuzor permanent dinamic. Folosind un tub electronic de mare amplificare și un grupaj de bobine și condensatori variabili, aparatul posedă o selectivitate mare și sensibilitate constantă pe toate gamele de unde. Cutia în formă de ogivă este din lemn furniruit de culoare maro deschis, având în față un ornament de bachelită, situat pe pânza ce acoperă difuzorul. | Muzeul Științei și Tehnicii „Ștefan Procopiu”, Iași | Cimec    |
|      | Philips Autor: Philips                                                                                  | Datare: 1933 Descoperit: jud. București, BUCUREȘTI Dimensiuni: L: 40 cm; La: 25 cm; H: 44 cm Material: bachelită; materiale textile; sticlă; hârtie; carton; metal; materiale electrotehnice | Caseta aparatului este din bachelită de formă ovoidală. Funcționează pe gamele de unde Ul și UM. Tuburi electronice E445, E452, E449, C443 și 506. Difuzor permanent dinamic, alimentarea în c.a. 110/220V, 50 Hz. Frontal față are butoanele de reglaj volum, selectivitate și schimbător de game. | Muzeul Științei și Tehnicii „Ștefan Procopiu”, Iași | Cimec    |
|      | Minerva Autor: Minerva, Radiola-Radioapparate und Bestandteile W. Wohlleber & Co; Wien                  | Descoperit: jud. Iași, IAȘI Dimensiuni: L: 38 cm; La: 26 cm; H: 49 cm Material: lemn; sticlă; alamă; ebonită; fier; cupru | Radioreceptor superheterodină cu cutie din lemn furniruit tip catedrală, cu ornamente din lemn maro la bază și partea superioară. Are trei lungimi de undă și 4+1 tuburi electronice. Difuzorul este permanent dinamic. Dispozitive de comandă și auxiliare: buton pornit-oprit și reglaj volum, buton acord, buton schimbător game, bornă pentru antenă. | Muzeul Științei și Tehnicii „Ștefan Procopiu”, Iași | Cimec    |
|      | FIDO MARELLI Autor: Radio Marelli                                                                       | Descoperit: jud. Hunedoara, HUNEDOARA Dimensiuni: L: 22 cm; La: 13 cm; H: 13 cm Material: bachelită; sticlă; metal; materiale electrotehnice | Radioreceptor superheterodină cu 4+1 tuburi electronice: VALVO 12A8-GT, 12K7-GT, 12Q7-GT, 35L6-GT, 35Z4-GT. Este de mici dimensiuni cu o așezare compactă a pieselor pe șasiu. Funcționează pe gamele de undă UM (200-550 m), difuzor permanent dinamic. | Muzeul Științei și Tehnicii „Ștefan Procopiu”, Iași | Cimec    |
|      | Philips Autor: Philips                                                                                  | Datare: 1938 Descoperit: jud. Galați, GALAȚI Dimensiuni: L: 53 cm; La: 36 cm; H: 29 cm Material: lemn; ebonită; fier; cupru; pânză | Radioreceptor tip superheterodină, cu 4+2 lămpi, trei lungimi de undă, ochi magic și scală reglabilă ca poziție, situată deasupra aparatului care este plasat într-o cutie de lemn maro. Difuzorul este cu condeflector, având calități sonore deosebite. Caracteristic pentru acest aparat este faptul că reglajul selectivității, volumului, tonului și schimbarea gamelor de unde se fac cu ajutorul unui buton comutator comun, situat în față, partea inferioară. | Muzeul Științei și Tehnicii „Ștefan Procopiu”, Iași | Cimec    |
|      | Philips Autor: Philips                                                                                  | Datare: 1938 Descoperit: jud. Iași, IAȘI Dimensiuni: L: 53 cm; La: 23 cm; H: 31 cm Material: lemn; materiale textile; material plastic; sticlă; aluminiu; cupru; cauciuc; materiale electrotehnice                                                                                                 | Cutia aparatului este paralelipipedică, cu rotunjiri ale colțurilor. Frontal are material textil și scala de formă circulară. Gamele de undă sunt UL, UM, și US. Radioreceptor superheterodină cu 3+1 tuburi electronice și ochi magic. Difuzorul este permanent dinamic. | Muzeul Științei și Tehnicii „Ștefan Procopiu”, Iași | Cimec    |
|      | Telefunken Autor: Telefunken                                                                            | Descoperit: jud. Iași, IAȘI Dimensiuni: L: 30,5 cm; La: 57 cm; H: 32 cm Material: lemn; sticlă; ebonită; materiale textile; alamă; aluminiu | Radioreceptor superheterodină, cu trei lungimi de undă UL, UM, US și bornă pick-up cu 4+1 lămpi. Este alimentat la 120-240V și 50Hz. Pe partea frontală sunt trei butoane: volum, ton, acord, iar lateral un buton schimbător de game. Cutia este paralelipipedică, din lemn furniruit, maro deschis cu ornamente metalice. | Muzeul Științei și Tehnicii „Ștefan Procopiu”, Iași | Cimec    |
|      | Aga Baltic Europa Autor: Aga Baltic                                                                     | Școală: Aga Baltic Descoperit: jud. Galați, GALAȚI Dimensiuni: L: 50 cm; La: 24 cm; H: 86 cm Material: lemn; metal; sticlă; materiale electrotehnice; materiale textile; bachelită | Radioreceptor superheterodină, cu trei lungimi de undă (UL, UM, US), 6+1 tuburi electronice și difuzor permanent dinamic. Cutia este din lemn furniruit de culoare maro. Este prevăzut cu dispozitive de comandă și auxiliare: buton pornit-oprit și reglaj volum, buton acord al selectivității, buton schimbător game așezate frontal și bornă pentru antenă, difuzor suplimentar. | Muzeul Științei și Tehnicii „Ștefan Procopiu”, Iași | Cimec    |
|      | Yost | Școală: Yost Descoperit: jud. Iași, IAȘI Dimensiuni: L: 52 cm; La: 47 cm; Î: 35 cm Material: metal; aluminiu; bandă tușată | Este o mașină portabilă de birou ce conține claviatura și carul propriu-zis. Fiecare caracter este compus din litere mari și mici, semne și cifre amplasate prin intermediul unor pârghii ce permit imprimarea cu bandă tușată direct pe hârtie. Sașiul mașinii este de culoare neagră. Fiecare ridicare a literei poate fi menținută într-o poziție fixă prin intermediul unor pârghii. | Muzeul Științei și Tehnicii „Ștefan Procopiu”, Iași | Cimec    |
|      | Kappel                                                                                                  | Școală: Maschinen Fabrik Kappel A.G. Chemnitz Descoperit: jud. Iași, IAȘI Dimensiuni: L: 45,5 cm; La: 44 cm; Î: 30 cm Material: metal; aluminiu; bandă tușată | Este o mașină protabilă de birou ce conține claviatura și carul propriu-zis. Fiecare caracter este compus din litere mari și mici, semne și cifre amplasate prin intermediul unor pârghii ce permit imprimarea cu bandă tușată direct pe hârtie. Sașiul mașinii este de culoare maro, la fel și capacul prevăzut cu cheie pentru închiderea mașinii. | Muzeul Științei și Tehnicii „Ștefan Procopiu”, Iași | Cimec    |
|      | Remington Autor: Remington                                                                              | Școală: Remington Descoperit: jud. Iași, IAȘI Dimensiuni: L: 46 cm; La: 38 cm; Î: 27 cm Material: metal; aluminiu; bandă tușată | Este o mașină protabilă de birou ce conține claviatura și carul propriu-zis. Remington 92 este o variantă a mașinii de scris nr. 12 și conține 92 de caractere (litere mari, mici și simboluri) amplasate prin intermediul unor pârghii. Ușa laterală, rabatabilă permite accesul la panglica tușată, montată în poziție orizontală. | Muzeul Științei și Tehnicii „Ștefan Procopiu”, Iași | Cimec    |
|      | Yost Autor: Yost - 20                                                                                   | Școală: Yost Descoperit: jud. Galați, GALAȚI Dimensiuni: L: 52 cm; La: 47 cm; Î: 35 cm Material: metal; aluminiu; bandă tușată | Este o mașină protabilă de birou ce conține claviatura și carul propriu-zis. Fiecare caracter este compus din litere mari și mici, semne și cifre amplasate prin intermediul unor pârghii ce permit imprimarea cu bandă tușată direct pe hârtie. Sașiul mașinii este de culoare neagră. Fiecare ridicare a literei poate fi menținută într-o poziție fixă prin intermediul unor pârghii. | Muzeul Științei și Tehnicii „Ștefan Procopiu”, Iași | Cimec    |
|      | Continental                                                                                             | Școală: Continental Descoperit: jud. Galați, GALAȚI Dimensiuni: L: 60 cm; La: 36 cm; Î: 25 cm Material: metal; aluminiu; bandă tușată | Este o mașină protabilă de birou ce conține claviatura și carul propriu-zis. Fiecare caracter este compus din litere mari și mici, semne și cifre amplasate prin intermediul unor pârghii ce permit imprimarea cu bandă tușată direct pe hârtie. Butonul pentru majuscule este plasat în dreapta jos, iar pârghia de deblocare este pe stânga. Fiecare ridicare a literei poate fi menținută într-o poziție fixă prin intermediul unor pârghii. Sașiul mașinii este de culoare neagră. Banda de imprimare este bicoloră și are lățimea de 16 mm. | Muzeul Științei și Tehnicii „Ștefan Procopiu”, Iași | Cimec    |
|      | Torpedo Standard                                                                                        | Școală: Torpedo Werke Descoperit: jud. Galați, GALAȚI Dimensiuni: L: 40 cm; La: 40 cm; Î: 28 cm Material: metal; aluminiu; bandă tușată | Mașina de scris Torpedo Standard No. 6 este de birou și conține claviatura, carul propriu-zis și banda tușată monocoloră. Sașiul mașinii este de culoare neagră, conține claviatura cu 50 de caractere și două butoane pentru litere mari plasate de o parte și de alta a acesteia. | Muzeul Științei și Tehnicii „Ștefan Procopiu”, Iași | Cimec    |
|      | Triumph                                                                                                 | Școală: Triumph Descoperit: jud. Galați, GALAȚI Dimensiuni: L: 45 cm; La: 40 cm; Î: 38 cm Material: metal; aluminiu; bandă tușată | Este o mașină protabilă de birou ce conține claviatura și carul propriu-zis. Fiecare caracter este compus din litere mari și mici, semne și cifre amplasate prin intermediul unor pârghii ce permit imprimarea cu bandă tușată direct pe hârtie. Spațiul dintre linii este reglabil pe trei poziții. Sașiul mașinii este de culoare neagră. Fiecare ridicare a literei poate fi menținută într-o poziție fixă prin intermediul unor pârghii. | Muzeul Științei și Tehnicii „Ștefan Procopiu”, Iași | Cimec    |
|      | Standard Folding                                                                                        | Școală: Standard Folding Typewriter Dimensiuni: L: 29 cm; La: 23 cm; Î: 13,5 cm Material: metal; aluminiu; bandă tușată; carton | Mașina de scris „Standard Folding” este concepută pentru utilizare în călătorii. Este o mașină protabilă, foarte ușoară, ce conține claviatura și carul propriu-zis dispuse într-o valiză de culoare neagră. Conține 29 de caractere (litere mari, mici și semne de punctuație) și are o singură tastă Shift, pentru litere mari, situată pe partea stângă a tastaturii. | Muzeul Științei și Tehnicii „Ștefan Procopiu”, Iași | Cimec    |
|      | Longines                                                                                                | Școală: I.A.R. Brașov Descoperit: jud. Iași, IAȘI Dimensiuni: L: 8 cm; D: 6 cm; Î: 4 cm Material: aluminiu; oțel | Ceasul de bord cuprinde cadranul propriu-zis de culoare neagră, cu cifre arabe pentru ore și minute. Carcasa aparatului este realizată din aluminiu, cu patru găuri de prindere tip Longines 6550, în varianta cu secundă centrală și indicatoare tip compas pentru ore și minute, respectiv tip arc pentru secunde. Mecanismul este mecanic, iar armarea se face manual. Coroana și al doilea ecran excentric este situat dedesubtul orei șase. | Muzeul Științei și Tehnicii „Ștefan Procopiu”, Iași | Cimec    |
|      | Underwood                                                                                               | Școală: Underwood Typewriter Co. New York Descoperit: jud. Galați, GALAȚI Dimensiuni: L: 57 cm; La: 32 cm; Î: 26 cm Material: metal; aluminiu; bandă tușată | Mașina de scris „Underwood” este cu carul normal, model Standard nr. 5 conține claviatura pe care sunt așezate literele mari, mici și semnele de punctuație și semnele operațiilor aritmetice. Este o mașină convențională, cu bandă bicoloră, cu comandă prin pârghie. Are trei interlinii reglabile și un tabulator cu cinci cavaleri reglabili, care schimbă manual sau automat panglica tușată. Deblocarea carului se face prin butonul situat în partea stângă. | Muzeul Științei și Tehnicii „Ștefan Procopiu”, Iași | Cimec    |
|      | Mercedes                                                                                                | Școală: Mercedes Standard Favorit Descoperit: jud. Iași, IAȘI Dimensiuni: L: 42 cm; La: 34 cm; Î: 26 cm Material: metal; aluminiu; bandă tușată | Mașină de scris cu car normal, conține claviatura și carul propriu-zis. Este un model portabil, cu banda monocoloră de 13 mm ce poate fi schimbată cu o pârghie. Tastatura conține literele mari și mici, semnele de punctuație și semnele operațiilor aritmetice. Marginile sunt reglabile, iar în partea stângă este plasat butonul pentru litere mari, respectiv în dreapta este plasat butonul schimbător. | Muzeul Științei și Tehnicii „Ștefan Procopiu”, Iași | Cimec    |
|      | Țambal mecanic Autor: Turconi - Constantinopoli                                                         | Datare: 4/4 sec. XIX Descoperit: jud. Gorj, Târgu Jiu Dimensiuni: L=46 cm; A=70 cm; Î=110 cm Material: lemn; metal; pânză | Cutia țambalului mecanic este din lemn, de culoare închisă, lustruit. În partea de sus, într-un chenar din lemn cu un model ornalmental, este fixată pânza roșie, pe care, într-un medalion, este portretul unei turcoaice. Acesta poate fi scos și se văd cele 37 de corzi care produc sunete, fiind lovite de tot atâtea ciocane. Înregistrările sunt făcute pe un cilindru de 57 de cm (generatoarea) și cu Φ = 22 cm. Rotindu-se manivea, cilindrul cu știfturi acționează conform programului, prin intermediul pârghiilor, ciocănelele care cad și lovesc clopotele și corzile. Inscripție sub corzi. | Muzeul Științei și Tehnicii „Ștefan Procopiu”, Iași | Cimec    |
|      | Cutie muzicală                                                                                          | Datare: 3/4 sec. XIX Descoperit: jud. Ilfov, București Dimensiuni: L=14 cm; A=14 cm; Î=22,5 cm Material: lemn, metal | Tabacheră de forma unei pianine în miniatură, de culoare neagră, conține un tambur cu știfturi pe care sunt înregistrate fragmente din arii de G. Verdi. Frontal are o pârghie, care prin coborâre lasă să cadă o țigară pe un suport la partea inferioară, iar în dreptul clapelor este scos un pai de chibrit. Totodată, pârghia declanșează și mecanismul muzical (tambur cu știfturi). La partea superioară, în interior, se află o cutie de țigări, iar lateral un mâner. Declanșarea mecanismului se mai poate face cu o pârghie situată în spatele aparatului. | Muzeul Științei și Tehnicii „Ștefan Procopiu”, Iași | Cimec    |
|      | Tablou cu mecanism muzical                                                                              | Datare: 1880-1920 Descoperit: jud. Botoșani, Botoșani Dimensiuni: L=55 cm; A=15 cm; Î=80 cm Material: lemn; sticlă; metal; hârtie | Tabloul cu rama aurie, bogat ornamentată prezintă o icoană catolică. În spatele ramei este fixată o casetă din lemn în care este plasat un grup statuar care reprezintă scene religioase fixat în spatele sticlei. În cutia de lemn este fixat mecanismul muzical cu cilindru cu știfturi pus în mișcare cu o cheiță. | Muzeul Științei și Tehnicii „Ștefan Procopiu”, Iași | Cimec    |
|      | Symphonion Autor: Symphonion Musikwerke                                                                 | Datare: începutul secolului XX Descoperit: jud. Prahova, Băicoi Dimensiuni: L=19,5 cm; A=17,5 cm; Î=11,5 cm Material: alamă; aluminiu; bronz; carton; hârtie; oțel; lemn | Cutie de formă paralelipipedică din lemn ce conține mecanismul muzical cu lamele vibrante în număr de 41, montat pe o placă din bronz și sistemul de antrenare al mecanismului amplasat dedesubt. Mecanismul este oprit/pornit prin intermediul unei pârghii amplasate la exterior, în partea dreaptă. Pe capac, în interior, este lipită o etichetă cu instrucțiuni în limbile engleză, franceză și germană. | Muzeul Științei și Tehnicii „Ștefan Procopiu”, Iași | Cimec    |
|      | Colivie muzicală                                                                                        | Datare: 1950 Descoperit: jud. Prahova, Băicoi Dimensiuni: D=18 cm; Î=33 cm Material: alamă; postav; email; materiale textile; oțel; bronz | Automat muzical reprezentând o colivie cu o pasăre care ciripește în momentul pornirii mecanismului muzical. Mecanismul muzical cu cilindru cu știfturi se află montat în partea inferioară a oliviei. Lângă pasăre pe suport se află fixate două flori confecționate din material textil. | Muzeul Științei și Tehnicii „Ștefan Procopiu”, Iași | Cimec    |
|      | Phoenix Autor: Schmidt & Co Phoenix Musikwerke                                                          | Descoperit: jud. Brăila, Chișcani Vărsătura Dimensiuni: L=45 cm; A=34 cm; Î=24,5 cm; D disc=31 cm Material: lemn; tablă zincată; piele; oțel; alamă | Organeta Phoenix este o cutie muzicală cu disc metalic perforat de formă paralelipipedică, confecționată din lemn acoperit cu vopsea de culoare neagră. Cutia este prevăzută pe muchiile laterale cu patru coloane strunjite din lemn. Mecanismul muzical cu aer comprimat este plasat în interiorul cutiei. În momentul rotirii discului, prin intermediul manivelei, perforațiile comandă un sistem de știfturi metalice. Acestea vibrează repreoducând melodia imprimată pe disc. | Muzeul Științei și Tehnicii „Ștefan Procopiu”, Iași | Cimec    |
|      | Symphonion Autor: Symphonion Musikwerke                                                                 | Descoperit: jud. Brăila, Brăila Dimensiuni: L=26,7 cm; A=18 cm; Î=9,5 cm Material: lemn; bronz; pânză; tablă de oțel; carton; oțel | Cutia muzicală este un automat cu disc perforat ce conține programarea melodiei. Este confecționată din lemn furniruit de culoare maro, decorată cu elemente florale aplicate, de culoare albă și cafeniu din sidef. Acestea sunt fixate cu ajutorul unor nituri din metal și lemnde culoare albă. În interiorul cutiei lateral dreapta se află mecanismul muzical ce conține arcul, anciile metalice acordate pe note muzicale și discul perforat fixat cu ajutorul unui braț metalic. Mecanismul cu arc este încordat cu o cheiță. În interiorul capacului, lipită pe pânză de culoare mov este o carte poștală cu peisaj câmpenesc. | Muzeul Științei și Tehnicii „Ștefan Procopiu”, Iași | Cimec    |
|      | Casetă muzicală                                                                                         | Descoperit: București Dimensiuni: L=42,5 cm; A=34 cm; Î=13 cm Material: lemn; metal; catifea; atlaz; mătase | Caseta dreptunghiulară este îmbrăcată în exterior cu catifea grena și motive florale alămite, la colțuri și central pe capac unde e fixat și un mâner. În interior cutia e matlasată cu atlas de aceeași culoare cu catifeaua și fixată cu un șiret asortat. În locuri special amenajate se puenau obiecte de toaletă. Caseta se folosea pentru toaletă; în momentul ridicării capacului, se declanșa mecanismul muzical: un tambur cu știfturi și un resort, un grup de lame metalice. Sunt înregistrate 4 melodii - Stephanie - gavotă, Estudiantina - vals, Barbiere di Sevilia, Cloche du monestere. | Muzeul Științei și Tehnicii „Ștefan Procopiu”, Iași | Cimec    |
|      | Gloriosa Autor: Kalliope                                                                                | Descoperit: jud. Prahova, Băicoi Dimensiuni: L=43 cm; A=28 cm; Î=66 cm Material: lemn; metal; sticlă; bronz; tablă de oțel; oțel | Cutie muzicală cu disc metalic perforat. Cutia din lemn furniruit de culoare maro este prevăzută pe capac cu un suport din bronz pentru fixarea pomului de Crăciun. Tot în acest suport de poate fixa o vază din sticlă decorativă, pentru restul anului. Mecanismul se află în interiorul cutiei. Este un mecanism Kalliope cu disc perforat. Prin intermediul unei manivele, plasată lateral se acționează asupra mecanismului cu arc de oțel, care face să se rotească discul. În momentul rotirii, discul acționează asupra unui registru de ancii metalice, care vibrează, reproducând melodia de pe disc. | Muzeul Științei și Tehnicii „Ștefan Procopiu”, Iași | Cimec    |
|      | Cutie muzicală                                                                                          | Descoperit: jud. Iași, Iași Dimensiuni: L=42 cm; A=26 cm; Î=23 cm Material: lemn; oțel; bronz; alamă; sticlă; hârtie | Cutie muzicală din lemn furniruit de culoare maro. Pe capacul cutiei în interior se află o etichetă pe care sunt scrise titlurile melodiilor înregistrate (8 melodii). Melodiile sunt înregistrate pe cilindru cu știfturi. În interiorul cutiei se află clopoței comandați de registrul de ancii metalice. Mecanismul cu arc este entrenat de o pârghie. Aceasta rotește cilindrul cu știfturi care agață lamele vibrante ale registrului, acordate pe note muzicale. | Muzeul Științei și Tehnicii „Ștefan Procopiu”, Iași | Cimec    |
|      | Album                                                                                                   | Descoperit: jud. Prahova, Băicoi Dimensiuni: L=35 cm; A=21,5 cm; D disc=12,5 cm Material: catifea, carton, alamă, materiale textile, tablă zinc, aramă, hârtie, oțel | Album fotografic cu mecanism muzical cu disc perforat. Mecanismul conține 31 ancii metalice acționate prin intermediul unor rotițe dințate, care, la rândul lor sunt antrenate de perforațiile discului metalic ce conține programarea melodiei. Mecanismul este pus în funcțiune printr-o pârghie ce acționează sistemul de rotire și regulatorul de turație. Albumul conține 8 foi pentru fotografii. Este îmbrăcat în catifea roșie cu 4 elemente decorative metalice la colțuri și unul central. | Muzeul Științei și Tehnicii „Ștefan Procopiu”, Iași | Cimec    |
|      | Sticlă muzicală                                                                                         | Descoperit: jud. Brăila, Brăila Dimensiuni: D disc=20 cm; Î=30 cm Material: alamă; oțel; sticlă | Sticlă muzicală cu două melodii, model fabricat în Elveția. La partea inferioară se află montat mecanismul tip cilindru cu știturi, antrenat cu un arc. Mecanismul muzical este declanșat în momentul ridicării recipientului de pe suport. | Muzeul Științei și Tehnicii „Ștefan Procopiu”, Iași | Cimec    |
|      | Schimbător                                                                                              | Școală: Electromagnetica Dimensiuni: L: 26 cm; La: 22 cm; Î: 45 cm Material: lemn; ebonită; fier; cupru | Centrala telefonică este de tipul cu baterie locală și are fixată pe partea frontală 30 jacuri și 30 anunciatoare, repartizate în șase rânduri de câte cinci. În partea inferioară sunt două rânduri de câte cinci chei prin care telefonista stabilește legătura cu abonații prin intermediul celor trei cordoane cu fișe situate în partea inferioară. Lateral stânga se află microreceptorul, deasupra clopotul soneriei, iar lateral dreapta manivela cu care se acționează inductorul telefonic. | Muzeul Științei și Tehnicii „Ștefan Procopiu”, Iași | Cimec    |
|      | Schimbător                                                                                              | Școală: Electromagnetica Descoperit: jud. Constanța, CONSTANȚA Dimensiuni: L: 46 cm; La: 24 cm; Î: 48 cm Material: lemn; ebonită; fier; cupru; pânză | Schimbătorul este de tip baterie locală pentru 30 abonați, cu posibilitatea de mărire a capacității până la 60 abonați. Legătura între abonați este făcută de operatoare, prin unul din cele 12 cordoane cu fișe; în derivație pe fiecare cordon este inserată câte una din cele 14 chei prin care operatoarea conectează microreceptorul său pentru a intra în legătură cu abonatul. Totul este montat în cutie de culoare maro, având în față pertinax tot de culoare maro. | Muzeul Științei și Tehnicii „Ștefan Procopiu”, Iași | Cimec    |
|      | Centrală telefonică                                                                                     | Datare: 1960 Școală: Electromagnetica Descoperit: jud. Iași, IAȘI Dimensiuni: L: 26 cm; La: 22 cm; Î: 45 cm Material: lemn; ebonită; fier; cupru | Centrală telefonică cu baterie locală tip 5501, 30/30 linii are forma unei cutii paralelipipedice. Pe partea frontală sunt plasate 30 jacuri și 30 anunciatoare, repartizate în șase rânduri de câte cinci. În partea inferioară sunt două rânduri de câte cinci chei (una lipsește) prin care telefonista stabilește legătura cu abonații, prin intermediul cordoanelor aflate la baza cutiei. Lateral stânga se află microreceptorul, deasupra clopotul soneriei, iar lateral dreapta manivela cu care se acționează inductorul telefonic. | Muzeul Științei și Tehnicii „Ștefan Procopiu”, Iași | Cimec    |
|      | Schimbător                                                                                              | Școală: Electromagnetica Descoperit: jud. Constanța, CONSTANȚA Dimensiuni: L: 25 cm; La: 23 cm; Î: 37 cm Material: lemn; ebonită; fier; cupru; material textil | Centrală telefonică este de tipul cu baterie locală, pentru 10 abonați telefonici interiori, cuplați la cele 10 anunciatoare, respectiv 10 jacuri repartizate în două rânduri de câte cinci. În partea inferioară sunt plasate nouă chei (una lipsește) prin care telefonista stabilește legătura cu abonații. Deasupra rândurilor de chei se află alte cinci anunciatoare, pe cutie este plasat clopotul soneriei iar în dreapta manivela inductorului. | Muzeul Științei și Tehnicii „Ștefan Procopiu”, Iași | Cimec    |
|      | Ceas | Școală: Elgin Descoperit: jud. Iași Dimensiuni: L: 2,6 cm; La: 2,5 cm; Î: 0,5 cm Material: sticlă; metal | Este un ceas de formă rotundă, pentru damă, prevăzut cu un capac de protecție. Conține în partea de sus cheița remontoare și lanțul pentru prinderea de gât. Cadranul emailat cuprinde cifre arabe de culoare neagră și cadranul mic pentru secundar. Pe cadran este inscripționat numele firmei producătoare. | Muzeul Științei și Tehnicii „Ștefan Procopiu”, Iași | Cimec    |
|      | MIKIPHONE Autor: E. Paillard Cie S.A                                                                    | Școală: Atelier elvețian Descoperit: jud. Prahova, BĂICOI Dimensiuni: D: 11,5 cm; Î: 5 cm Material: oțel nichelat; celuloid; pâslă; turnare; asamblare; serie mică | Patefonul este un model portabil în miniatură, de buzunar, cu mecanismul încorporat într-o cutiuță metalică, de formă circulară. Părțile componente ale aparatului, placa rotativă pentru disc, brațul acustic și doza din mică originală, sistem Vadasz, sunt demontabile și se montează pentru punerea în funcțiune a acestuia. Discul pentru audiție se fixează pe platan prin intermediul unui șurub. După utilizarea aparatului elementele componente se demontează și se poziționează corect în cutie astfel încât să se închidă perfect. În interiorul capacului superior se află lipită schema ce conține detaliile cu privire la asamblarea componentelor. Mecanismul cu arc se încordează cu o cheiță. Acest aparat a fost concept de către frații Nicolas și Etienne Vadasz. | Muzeul Științei și Tehnicii „Ștefan Procopiu”, Iași | Cimec    |
|      | Parlophone Autor: Carl Lindstrom Company Berlin                                                         | Școală: Atelier german Descoperit: jud. Brașov, PREDEAL Dimensiuni: L: 24 cm; La: 28,5 cm; Î: 13 cm; Dplatan: 15,5 cm Material: lemn; oțel; pâslă; pânză impermeabilă; piele; turnare; asamblare; de serie; imprimare                                                                              | Aparatul este un patefon model portabil, cu pavilion acustic intern, confecționat din lemn ușor și îmbrăcat la exterior cu pânză impermeabilă de culoare maro. Aparatul conține placa rotativă cu ramă nichelată pe care se așază discul, brațul acustic cu doză, iar sub platan se află mecanismul cu arc. Brațul acustic este detașabil și este păstrat într-un compartiment special, amplasat sub platan. Lateral stânga se află o mică ușiță practicată în peretele aparatului în care se depune brațul acustic. Manivela de antrenare a mecanismului se montează frontal. În interiorul capacului, central, este imprimată sigla color PARLOPHON a firmei producătoare. Sub siglă este lipită eticheta magazinului de comercializare a aparatului „La Harpa Română”. Aparatul prezintă mâner din piele pentru transport și două închizători metalice pentru siguranță. | Muzeul Științei și Tehnicii „Ștefan Procopiu”, Iași | Cimec    |
|      | Parlophone Autor: International Talking Machine Gmbh                                                    | Școală: Atelier german Descoperit: jud. Constanța, CONSTANȚA Dimensiuni: L: 54 cm; La: 50 cm; Î: 40 cm; Dplatan: 29,5 cm Material: lemn de stejar; fontă; oțel; bronz; pâslă; turnare; imprimare; lăcuire; asamblare manuală                                                                       | Patefonul este un model de masă, confecționat din lemn de stejar, lăcuit, ce conține două pavilioane acustice interioare, unul de formă conică și al doilea de formă trapezoidală. Aparatul conține paltanul pentru disc, braț acustic mobil terminat cu doză originală „Grand Odeon”, regulator de viteză. Sub platan este montat mecanismul mecanic cu două arcuri pentru antrenarea acestuia când se pune discul spre audiție. Lateral-dreapat se montează manivela pentru armarea arcului mecanismului. Central în interiorul capacului este imprimată color sigla firmei Odeon. În fața pavilionului acustic sunt montate două ușițe prinse în balamale și prevăzute cu buton. | Muzeul Științei și Tehnicii „Ștefan Procopiu”, Iași | Cimec    |
|      | Patefon Autor: Uzina Patefonul                                                                          | Școală: Atelier rusesc Descoperit: jud. Iași, IAȘI Dimensiuni: L: 41 cm; La: 29 cm; Î: 16,5 cm; Dplatan: 25 cm Material: lemn; oțel; pânză impermeabilă; piele; pâslă; turnare; asamblare de serie                                                                                                 | Aparatul este un model portabil sau de voiaj, cu pavilion acustic interior, îmbrăcat în pânză impermeabilă de culoare neagră ce imită pielea naturală. În interior se află platanul pentru disc antrenat de un mecanism cu arc, brațul mobil montat în partea dreaptă ce se termină cu doza acustică, regulatorul de viteză plasată în partea stângă a platanului și pârghia de pornire-oprire montată sub platan, în partea dreaptă. Conține deschizătură cu resort pentru păstrarea acelor montată în peretele aparatului, lateral dreapta. La baza capacului, în interior, este montat un suport metalic pentru păstrarea manivelei de antrenare. Conține încuietoare la capac. În interiorul capacului, central, aplicată eticheta producătorului, care este parțial lizibilă. | Muzeul Științei și Tehnicii „Ștefan Procopiu”, Iași | Cimec    |
|      | Gramofon                                                                                                | Datare: înc. sec. XX Școală: necunoscut Descoperit: jud. Prahova, SCORȚENI Dimensiuni: L: 40 cm; La: 40 cm; Î: 93 cm; Lpâlnie: 67 cm; Dplatan: 30 cm; Dpâlnie: 57 cm Material: lemn; alamă; fontă; oțel nichelat; postav; turnare; strunjire; lăcuire                                              | Gramofonul este un model de salon, elegant executat, cu pavilion extern în formă de floare, detașabil, cu funcție de amplificare a sunetului. Cutia pătrată din lemn de stejar, lăcuită, conține în interior mecanismul din oțel cu 2 arcuri pentru antrenarea platanului. Deasupra se află montată placa rotivă cu ramă nichelată pe care se așează discul, regulatorul de viteză, pârghia pentru pornire-oprire. Brațul acustic, mobil, este continuat cu doza acustică originală din mică, sistem Exhibition, ce face legătura cu pavilionul acustic. Aparatul este decorat frontal cu un basorelief, din tablă de cupru, argintată, reprezentând un bărbat și o femeie. Tot frontal, lateral, dreapta și stânga, sunt aplicate două coloane strunjite. Coține cot conic din nichel, perfecționat ce face legătura brațului acustic cu pavilionul extern. | Muzeul Științei și Tehnicii „Ștefan Procopiu”, Iași | Cimec    |
|      | Chantal                                                                                                 | Datare: înc. sec. XX Școală: Atelier belgian Descoperit: jud. Brașov, PREDEAL Dimensiuni: L: 37 cm; La: 33 cm; Î: 17 cm; Îtotală: 62 cm; ; Lpâlnie: 53 cm; Dplatan: 25 cm; Dpâlnie: 44,5 cm Material: lemn; oțel; tablă zincată; nichel; pâslă; turnare; asamblare; imprimare color; lipire        | Gramofonul este un model de salon, cu pavilion acustic exterior în formă de floare cu incrustații, confecționat din tablă și o cutie din lemn. În interiorul cutiei se află mecanismul cu arc pentru antrenarea platanului ce conține discul. Deasupra se află placa rotativă, prevăzută cu o ramă de nichel care face ca placa să nu oscileze în momentul rotirii, pârghia pentru pornire-oprire și regulatorul de viteză sub formă de buton. Brațul acustic mobil se termină cu o doză din mică și este legat de pâlnia de rezonanță. Specific este cotul conic din oțel, ce susține pavilionul și brațul acustic. Lateral-dreapta, se montează manivela pentru antrenarea mecanismului cu arc ce produce rotirea platanului. Marca Chantal, sub formă de rozetă, este imprimată color, pe partea dreaptă a cutiei, sub manivelă. Pe suport este fixată semnătură, în limba franceză, a magazinului de comercializare: Agenția Comercială pentru fonografe Jules Dopere, Longdoz, 80, Liege. | Muzeul Științei și Tehnicii „Ștefan Procopiu”, Iași | Cimec    |
|      | Chantal Autor: Thomas A.Edison Inc.                                                                     | Școală: Atelier american Descoperit: jud. Buzău, ULMENI Dimensiuni: L: 40 cm; La: 32 cm; Î: 33 cm Material: lemn; oțel; email; material textil; turnare; asamblare manuală; lăcuire | Fonograful este produs de renumita firmă a lui Thomas Halva Edison, cea mai mare firmă constructoare de aparate de acest tip din SUA. Aparatul este un model "Amberola 30" ce utilizează cilindri speciali din ceară, denumiți BLUE AMBEROL, pentru audiția înregistrărilor. Aparatul conține mecanism mecanic pentru antrenarea tamburului metalic pe care este introdus cilindrul din ceară, brațul fix terminat cu doza acustică originală, pârghia pentru pornire-oprire și manivela plasată la exterior-dreapta. Turația de rotire a cilindrului este de 90 rot/min. Doza este utilizată pentru cilindrii ce au o durată de audiție 2 min. Sunetul este redat prin intermediul unei doze terminată cu un ac care se deplasează pe orizontală urmărind șanțurile gravate pe cilindru, producând vibrațiile diafragmei. Acest tip de fonograf este dotat cu doză specială tip Diamond C pentru citirea înregistrării de pe cilindrii din ceară. Frontal, în fața camerei de rezonanță este montat un grilaj metalic cu material textil. Aparatul este în stare de funcționare. Pe cutia aparatului, frontal, imprimată semnătura atelierului Edison. În interiorul capacului este aplicată plăcuța de identificare a firmei cu seria nr.158439. | Muzeul Științei și Tehnicii „Ștefan Procopiu”, Iași | Cimec    |
|      | Chantal Autor: Thomas A.Edison Inc.                                                                     | Datare: perioada interbelică Școală: necunoscut Descoperit: jud. Prahova, BĂICOI Dimensiuni: L: 34 cm; La: 34 cm; Î: 8,5 cm Material: placaj; carton imprimat; material textil; metal; asamblare manuală; lipire                                                                                   | Valiză sau geantă de formă pătrată confecționată din placaj ușor, îmbrăcat cu material celuloidic imprimat și lăcuit, de culoare maro. Cele opt colțuri sunt protejate cu colțare prinse în nituri. În interior cutia este căptușită cu material textil de culoare violet. Cutia prezintă balama pentru închidere și mâner pentru transport. În geantă pot fi păstrate circa 20 de discuri, de toate dimensiunile. | Muzeul Științei și Tehnicii „Ștefan Procopiu”, Iași | Cimec    |
|      | Prometheus                                                                                              | Datare: perioada interbelică Școală: Atelier german Descoperit: jud. Prahova, BĂICOI Dimensiuni: L: 27,3 cm; La: 15,5 cm; Î: 14 cm Material: inox; lemn; ebonită; ceramică; carton; bumbac; turnare; acoperire; imprimare                                                                          | Trusă paralelipedică, pentru călătorie, confecționată din lemn și îmbrăcată în material celulozic de culoare neagră. Interiorul cutiei este căptușit integral cu bumbac de culoare roșie. În interiorul cutiei se află un platan metalic dreptunghiular ce conține o rezistență electrică destinată încălzirii unui mic fier de călcat. Deasupra rezistenței se află un grătar pe care se sprăjină fierul de călcat și un capac mobil. Platanul mai conține o cutie metalică dreptunghiulară ce conține în interior o altă cutie mai mică, cu două compartimente și un suport pentru fixat fierul de călcat atunci când este încălzit. Trusa conține și un clește metalic cu două brațe subțiri și mânere din lemn utizat pentru ondularea părului. Cleștele se încălzește prin fixarea acestuia pe grătarul sub care se află rezistența electrică. Trusa conține cordonul de alimentare. Alimentarea la curent electric se face la 110 V și 220 V. Cutia conține mâner pentru transport și clemă pentru închidere. În interiorul capacului, imprimat central cu litere argintii, în limba germană: Prometeus-Electrische Reisergarnitur (garnitură electrică). | Muzeul Științei și Tehnicii „Ștefan Procopiu”, Iași | Cimec    |
|      | Filtru de cafea Autor: A.E.G.                                                                           | Școală: Atelier german Descoperit: jud. Prahova, BĂICOI Dimensiuni: L: 27,5 cm; La: 25 cm; Î: 46,5 cm Material: oțel nichelat; alamă; sticlă; lemn; turnare; asamblare de serie | Aparatul este un filtru de cafea, model electric, utilizat la prepararea cafelei în casă. Aparatul este de formă cilindrică și se sprijină pe o talpă cu trei piciorușe. Conține două compartimente, la partea inferioară se află montată rezistența electrică, iar la partea superioară recipientul în care se introduce apa, sita în care se adaugă cafeaua și capacul. Sita pentru cafea este demontabilă. Lateral sunt montate două mânere din lemn pentru manipularea aparatului. Frontal se află robinetul de evacuare a cafelei preparate. Aparatul nu conține firul de alimentare de la curentul electric. | Muzeul Științei și Tehnicii „Ștefan Procopiu”, Iași | Cimec    |
|      | Fier de călcat                                                                                          | Datare: sf. sec. XIX Școală: Atelier german Descoperit: jud. Prahova, BĂICOI Dimensiuni: L: 23 cm; La: 6 cm; Î: 16 cm Material: oțel; lemn; turnare; șlefuire | Fierul de călcat este un model ce utilizează combustibil lichid, spirt sau petrol lampant, pentru încălzirea corpului metalic. Obiectul este greu, confecționat din oțel, prevăzut cu talpă șlefuită și cu mâner fixat pe un cadru metalic prins de corpul fierului. La un capăt este ascuțit și în partea opusă este plat, loc în care se află montat rezervorul pentru combustibil. Rezervorul pentru lichid este de formă circulară. Pe părțile laterale, corpul fierului este prevăzut cu orificii. în corpul fierului este fixată o tijă cu buton pentru reglarea flăcării ce încălzește metalul. Deoarece este un model cu rezervor pentru combustibil poate fi utilizat și pentru voiaj. | Muzeul Științei și Tehnicii „Ștefan Procopiu”, Iași | Cimec    |
|      | Fier de călcat                                                                                          | Datare: sf. sec. XIX Școală: Atelier german Descoperit: jud. Prahova, BĂICOI Dimensiuni: L: 20 cm; La: 7 cm; Î: 16 cm Material: oțel; lemn; turnare; șlefuire | Fierul de călcat este un model ce utilizează combustibil lichid, alcool sau petrol lampant, pentru încălzirea corpului metalic. Obiectul este greu, confecționat din oțel, prevăzut cu talpă șlefuită și cu un mâner fixat pe un cadru metalic și prins de corpul fierului prin intermediul a două șuruburi. La un capăt este ascuțit și în partea opusă este plat, loc în care se află montat rezervorul, de formă sferică, pentru combustibil. Părțile laterale ale corpului fierului sunt prevăzute cu orificii. În corpul fierului este fixată o tijă cu buton pentru reglarea flăcării ce încălzește metalul. Deoarece este un model cu rezervor pentru combustibil poate fi utilizat și pentru voiaj. | Muzeul Științei și Tehnicii „Ștefan Procopiu”, Iași | Cimec    |
|      | Fier de călcat                                                                                          | Datare: sf. sec. XIX Școală: Atelier german Descoperit: jud. Prahova, BĂICOI Dimensiuni: L: 15 cm; La: 8,7 cm; Î: 11 cm Material: oțel; lemn; turnare; șlefuire | Fierul de călcat, numit și sadiron, este confecționat din oțel și este prevăzut cu un mâner din lemn de formă circulară, detașabil. Mânerul se detașează cu ajutorul unei pârghii susținută de un buton din lemn, plasat central. Corpul fierului este gol și pentru a fi încălzit se introduceau cărbuni încinși, o bucată de cărămidă încinsă sau se plasa direct pe sursa de încălzire. Acest model are un capăt terminat cu un vîrf, iar celălalt capăt este plat. Pe suport gravat, în metal, S - NORMA. | Muzeul Științei și Tehnicii „Ștefan Procopiu”, Iași | Cimec    |
|      | Fier de călcat                                                                                          | Datare: 1900 Școală: necunoscut Descoperit: jud. Prahova, BĂICOI Dimensiuni: L: 13,3 cm; La: 5,2 cm; Î: 14 cm Material: oțel; lemn; turnare; șlefuire | Fierul de călcat este confecționat din fontă și prevăzut cu mâner fix, confecționat din lemn. Mânerul, de formă semicirculară, este fixat pe un cadru metalic și prins în șuruburi de corpul piesei. Un capăt este ascuțit, iar celălalt este plat și prevăzut cu o ușiță pe unde se introduc cărbunii încinși. Corpul metalic prezintă, parțial, oxidări. | Muzeul Științei și Tehnicii „Ștefan Procopiu”, Iași | Cimec    |
|      | Sobă Autor: Valor Co.LTD                                                                                | Datare: înc. sec. XX Școală: Atelier englez Descoperit: jud. Prahova, BĂICOI Dimensiuni: L: 44 cm; La: 44 cm; Î: 60 cm Material: metal; aluminiu; email; sticlă; perforare; vopsire; asamblare | Obiectul este un model de sobă portabilă confecționată din aluminiu, sprijinită pe patru piciorușe, utilizată pentru încălzirea unor spații mici sau sere. Piesa este compusă din două compartimente, la partea inferioară se află montat rezervorul pentru combustibilul lichid, detașabil, ce conține indicatorul de nivel, dispozitivul de alimentare, butonul de reglare a intensității flăcării și arzătorul de formă circulară. Partea superioară a sobei o constituie camera de ardere, acoperită cu email alb, care prezintă o bandă perforată, ornamentală și patru ferestre prevăzute cu sticlă și grilaj perforat. La partea superioară este montat un grătar ce poate fi utilizat și ca suport pentru încălzirea unui vas cu apă. Soba este prevăzută cu mâner pentru transport. Frontal, pe corpul piesei este aplicată plăcuță de identificare ce conține modelul și țara de proveniență. | Muzeul Științei și Tehnicii „Ștefan Procopiu”, Iași | Cimec    |
|      | Sobă Autor: Kronprinz, Werke                                                                            | Școală: Atelier austriac Descoperit: jud. Prahova, BĂICOI Dimensiuni: L: 31 cm; La: 22 cm; Î: 34 cm Material: tablă; alamă; bumbac; perforare; vopsire; turnare; șlefuire; asamblare | Piesa este o sobă de gătit, model nr. 1 produs de fabrica" Kronprinz" din Guntramsdorf, din Austria, tip portabil, cu utilizare casnică și care utilizează petrol lampant drept combustibil. La partea inferioară conține rezervorul pentru combustibil și arzătorul, poziționat orizontal, și care coține fitil din bumbac. Intensitatea flăcării este reglată prin intermediul a două tije, terminate cu un buton. Pe suport este fixat un cadran care indică cantitatea de combustibil existentă în rezervor. Orificiul pentru alimentarea cu combustibil este plasat pe rezervor. Flacăra este dirijată în camera de ardere ce conține deasupra grătarul pe care se așează vasul pentru gătit. În ansamblu, soba este montată într-un cadru metalic ce se sprijină pe patru piciorușe, iar pentru manipulare sunt prevăzute două mânere poziționate lateral. Conține două grătare metalice suplimentare, detașabile, de formă dreptunghiulară. Pe rezervorul de combustibil este imprimat "Kronprinz No.1", iar frontal este aplicată o plăcuță de identificare a producătorului. | Muzeul Științei și Tehnicii „Ștefan Procopiu”, Iași | Cimec    |
|      | Ventilator Autor: Allgemeine Elektrizitats Gesellschaft                                                 | Datare: 1938 Școală: Atelier german Descoperit: jud. Constanța Dimensiuni: L: 21 cm; La: 32 cm; Î: 37 cm Material: metal; alamă; turnare; asamblare de serie | Ventilatorul este un model portabil, electric, de uz casnic, alcătuit dintr-un motor extern pe care sunt montate 4 pale din alamă, protejate de o grilă metalică circulară. Întreg dispozitivul este susținut de un picior lărgit. Aparatul este folosit pentru răcirea aerului într-un spațiu închis prin producerea unor curenți de aer. Aparatul este dintre primele tipuri ce au utilizat grilă de protecție în jurul palelor. Pe motor este fixată plăcuța producătorului cu caracteristicile aparatului, specficate la rubrica inscripții. Lipsă firul de alimentare. | Muzeul Științei și Tehnicii „Ștefan Procopiu”, Iași | Cimec    |
|      | Teleimprimator                                                                                          | Datare: 1960 Școală: RFT Descoperit: jud. Iași Dimensiuni: L: 57 cm; La: 62 cm; Î: 35 cm Material: metal; electromagnet; panglică tușată | Teleimprimatorul mecanic RFT cu imprimare pe bandă tip T51 are următoarele părți componente: mecanismul de antrenare, transmițătorul, receptorul, șasiul aparatului. Posedă un dispozitiv de punere în mișcare cu electromotor, o claviatură cu 4 rânduri de clape, o panglică tușată prin intermediul căreia se face imprimarea; un emițător care emite impulsurile electrice pentru diferite semne transmise de postul corespondent. Pentru fiecare literă, cifră sau semn se transmit impulsuri de curent electric (+) și (-). Axele principale ale emițătorului, receptorului și traductorului sunt antrenate de același motor electric. | Muzeul Științei și Tehnicii „Ștefan Procopiu”, Iași | Cimec    |
|      | Teleimprimator                                                                                          | Școală: RFT Descoperit: jud. Iași Dimensiuni: L: 52 cm; La: 50 cm; Î: 29 cm Material: metal; electromagnet; panglică tușată | Teleimprimatorul mecanic RFT cu imprimare pe bandă tip T51 are următoarele părți componente: mecanismul de antrenare, transmițătorul, receptorul, șasiul aparatului. Posedă un dispozitiv de punere în mișcare cu electromotor, o claviatură cu 4 rânduri de clape, o panglică tușată prin intermediul căreia se face imprimarea; un emițător care emite impulsurile electrice pentru diferite semne transmise de postul corespondent. Pentru fiecare literă, cifră sau semn se transmit impulsuri de curent electric (+) și (-). Axele principale ale emițătorului, receptorului și traductorului sunt antrenate de același motor electric. | Muzeul Științei și Tehnicii „Ștefan Procopiu”, Iași | Cimec    |
|      | Adler Autor: Adler                                                                                      | Școală: Adler Descoperit: jud. Galați Dimensiuni: L: 49 cm; La: 45 cm; Î: 24 cm Material: metal; tipărire | Mașină de scris marca „Adler” ce cuprinde carul normal și claviatura pe care sunt montate cifrele, literele și semnele de punctuație. Carcasa mașinii este de culoare neagră. Prin intermediul unor pârghii, claviatura acționează niște ciocănele, dispuse în evantai, care conțin caracterele în relief. Prin apăsarea unei clape se acționează un ciocănel care imprimă litera respectivă pe hârtia derulată de pe tambur. | Muzeul Științei și Tehnicii „Ștefan Procopiu”, Iași | Cimec    |
|      | Mașină de calculat                                                                                      | Școală: Rheinmetall Dimensiuni: L: 43 cm; La: 32 cm; Î: 25 cm Material: metal; plstic; serie de atelier | Mașina de claculat electrică Rheinmetall constă dintr-un mecanism de potrivire a numerelor și un mecanism contor (numărător cu transfer decadic). În mecanismul de potrivire a numerelor, prin apăsarea clapei se introduce numărul cu care se face operația aritmetică. Mecanismul de potrivire și cel contor sunt antrenate de un motor electric. | Muzeul Științei și Tehnicii „Ștefan Procopiu”, Iași | Cimec    |
|      | Ceas | Descoperit: jud. Bacău, BACĂU Dimensiuni: L: 13,5 cm; La: 10 cm; Î: 16,5 cm Material: metal; sticlă; aramă; aplicare; de serie | Carcasa ceasului de formă paralelipipedică, conține margini metalice pe fețele laterale, laturi din sticlă și ușă metalică la spate. Cadranul de culoare albă are inscripționate prin cifre romane orele, indicate de arătătoarele orare din oțel. Al doilea cadran excentric, situat dedesubtul orei șase, este utilizat pentru fixarea orei de alarmă. În partea frontală este decupată o porțiune de formă dreptunghiulară din sticlă, prin care se poate vedea mecanismul care este de același tip ca cel utilizat la ceasul de buzunar. | Muzeul Științei și Tehnicii „Ștefan Procopiu”, Iași | Cimec    |
|      | Ceas de perete                                                                                          | Dimensiuni: L: 40 cm; La: 23 cm; Î: 19 cm Material: lemn; sticlă; metal; de serie; strunjire; lăcuire; pictat | Ceasul conține o carcasă paralelipipedică din lemn, prevăzută cu ușiță frontală din sticlă pictată și pereți laterali din sticlă. Mecanismul aparatului este cu arc fără casetă, prevăzut cu regulator circular, sistem știft anker, eșapament cu vergea și sistem de sonorizare a jumătăților și a orelor fixe. Este prevăzut cu mecanism muzical și se întoarce o dată la opt zile. | Muzeul Științei și Tehnicii „Ștefan Procopiu”, Iași | Cimec    |
|      | Ceas | Dimensiuni: L: 18 cm; La: 13 cm; Î: 15 cm Material: lemn; metal; oțel; serie de atelier | Ceasornic cu greutăți, lucrat manual, având cadranul pictat cu motive florale și cifre romane pentru ore și minute. Mecanismul ceasului este plasat într-o carcasă de lemn, de formă dreptunghiulară, având în partea de sus soneria, respectiv în partea de jos este prevăzută cu două orificii prin care coboară lanțurile cu greutăți în formă de conuri de brad. | Muzeul Științei și Tehnicii „Ștefan Procopiu”, Iași | Cimec    |
|      | Guillet                                                                                                 | Școală: Henry Guillet & Sons Company Descoperit: jud. Prahova, BĂICOI Dimensiuni: L: 28 cm; La: 15 cm; Î: 140 cm Material: alamă; sticlă; textile; ciocănire | Ceas tip pendulă, conține un cadran din email pe care sunt inscripționate cu cifre romane orele și este prevăzut cu o ramă din alamă realizată prin tehnica tablei ciocănire. Pendulul se prinde de mecanism cu ajutorul unui cârlig și cuprinde patru tije din alamă și alte cinci din oțel pentru compensație. Tija se poate urca sau coborî, determinând accelerarea sau încetinirea mișcării ceasului. Pendulul propriu-zis se termină cu un circular realizat din alamă. | Muzeul Științei și Tehnicii „Ștefan Procopiu”, Iași | Cimec    |
|      | Ceas | Datare: 1930 Școală: C.F.R. Descoperit: jud. Iași Dimensiuni: D: 12,5 cm; Î: 18 cm Material: metal; sticlă; serie de atelier | Ceas de masă mecanic, format din cadranul propriu-zis ce conține orele, marcate prin cifrele arabe verzi, secundarul și un cadran mic de fixare a orei de alarmă. Deasupra se află montat clopotul cu pârghia pentru cuplarea și decuplarea soneriei. | Muzeul Științei și Tehnicii „Ștefan Procopiu”, Iași | Cimec    |
|      | Riglă de calcul                                                                                         | Datare: 1920 Descoperit: jud. Iași, IAȘI Dimensiuni: L: 29,5 cm; La: 3,7 cm Material: lemn; carton; pânză; lăcuire | Construită dintr-o riglă gradată, prevăzută cu un șanț în care alunecă a doua riglă, tot gradată. Înmulțirea și împărțirea se efectuează prin scăderea lungimilor de pe cele două rigle, divizate în scară logaritmică. Pentru suprapunerea perfectă a diviziunilor se poate utiliza un cursor, prevăzut cu geam pe care este trasată o linie de reper. Pe spatele liniei sunt trecute, în limba franceză, diverse unități de măsură, formule de calcul și tabele. | Muzeul Științei și Tehnicii „Ștefan Procopiu”, Iași | Cimec    |
|      | Ceas | Datare: 1900 Dimensiuni: L: 13,5 cm; La: 10 cm; Î: 16,5 cm Material: metal; sticlă; alamă; serie de atelier | Carcasa de formă paralelipipedică conține margini metalice cromate pe fețele laterale și laturi de sticlă, totul fiind dispus pe un postament metalic. Cadranul conține cifrele arabe de culoare neagră, pentru indicarea orelor, iar în dreptul orei 6 este plasat cadranul pentru fixarea orei de alarmă. Ceasul este prevăzut cu mâner în partea superioară și ușiță metalică la spate. Postamentul conține mecanismul muzical de tip cilindru cu știfturi. Antrenarea ceasului se face cu ajutorul roții remontoare situată în spatele mecanismului. | Muzeul Științei și Tehnicii „Ștefan Procopiu”, Iași | Cimec    |
|      | Ceas | Descoperit: jud. Sibiu Dimensiuni: L: 38 cm; La: 26 cm; Î: 45 cm Material: lemn; metal; carton; strunjire; lăcuire | Mecanismul ceasului este introdus într-o carcasă paralelipipedică din lemn de brad lăcuit, prevăzută cu ușiță frontală și pereți laterali de sticlă. Cadranul din carton conține cifrele romane pentru ore. Posedă mecanism cu arc fără casetă, regulator circular, sistem știft-anker, eșapament cu vergea, pendulă și sistem de sonorizare a jumătăților și orelor întregi. Ceasul se întoarce odată la opt zile. | Muzeul Științei și Tehnicii „Ștefan Procopiu”, Iași | Cimec    |
|      | Louis Jourdan                                                                                           | Datare: după 1960 Școală: Louis Jourdan Descoperit: jud. Iași Dimensiuni: D: 4 cm Material: metal; argint; sticlă; gravat; cizelat | Ceas de buzunar de formă rotundă, prevăzut cu două capace de protecție realizate prin tehnica gravării și a cizelării. Este prevăzut în partea de sus cu cheiță remontoare și lanț pentru prinderea de buzunar. Cadranul emailat cuprinde cifrele arabe de culoare neagră și arătătoarele din oțel. Mecanismul ceasului este de tip Quartz. | Muzeul Științei și Tehnicii „Ștefan Procopiu”, Iași | Cimec    |
|      | Telefon                                                                                                 | Școală: TEFAG (Telefon-Fabrik Aktiengesellschaft) Descoperit: Băicoi Dimensiuni: L=33cm; l=25 cm; î= 25 cm Material: metal, ebonită, material textil; baterie locală; turnat | Telefon de secretariat, cu baterie locală, montat într-o carcasă de ebonită de culoare neagră. În partea dreaptă este montată manivela inductorului, iar deasupra, central, este amplasat suportul metalic al microreceptorului. Pe corpul aparatului sunt fixate 6 chei, care stabilesc legătura cu abonații. Dedesuptul cheilor se află șase anunciatoare (electromagneți speciali), iar din spatele aparatului pornesc 2 circuite de cordon (pot avea loc 2 convorbiri simultan). | Muzeul Științei și Tehnicii „Ștefan Procopiu”, Iași | Cimec    |
|      | Ericsson                                                                                                | Datare: 1895-1905 Școală: "Ericsson @ Co" Descoperit: jud. Brăila Dimensiuni: L = 18 cm; l = 12 cm; Î = 32 cm Material: ebonită, lemn, metal; serie de atelier | Telefonul de masă, cu baterie locală, montat într-o cutie din lemn, vopsit în negru, care are pictat, pe partea frontală, un decor din natură. În partea dreaptă este plasată manivela de acționare a inductorului telefonic, iar lângă furca aparatului este plasat butonul de apel, de culoare roșie. | Muzeul Științei și Tehnicii „Ștefan Procopiu”, Iași | Cimec    |
|      | Vacheron                                                                                                | Școală: Vacheron @ Constantin, Fabricants Geneve Descoperit: Iași Dimensiuni: L=5,5cm; l=4,5cm; Î =1,2cm Material: metal, email, argint, oțel, sticlă; argintare, gravat | Ceasul de buzunar din argint și cuprinde un cadran emailat pe care sunt plasate orele, prin cifre romane, indicate de arătătoarele din oțel. În partea de jos, cu cifre arabe, este montat secundarul. Ceasul deține trei capace argintate, unul în față, respectiv două pe reversul obiectului pentru protecție la praf și umiditate. Mecanismul ceasului este de tip cilindric, fiind prevăzut cu dispozitiv de întoarcere cu cheie. | Muzeul Științei și Tehnicii „Ștefan Procopiu”, Iași | Cimec    |
|      | Telektra                                                                                                | Școală: Telektra, Praga Descoperit: jud. Prahova Dimensiuni: L=30cm; l=11,5 cm; Î =19cm L=15 cm;l = 6 cm,Î = 19 cm Material: Lemn, metal, ebonită | Telefon de masă, cu baterie centrală, montat într-o cutie paralelipipedică de culoare maro, având un tip special de microreceptor, care folosește același electromagnet pentru transmisie și recepție. Furca microreceptorului are fixat, în prelungirea ei, un ax terminal printr-un picior de ebonită care acționează asupra unor contacte electrice. Curentul microfonic este dat de o baterie de alimentare, conectată prin intermediul unui cordon la o baterie centrală. | Muzeul Științei și Tehnicii „Ștefan Procopiu”, Iași | Cimec    |
|      | Adler                                                                                                   | Școală: ADLER Descoperit: jud. Iași Dimensiuni: L=153 cm; l =57 cm; Î=107 cm Material: Ebonită, metal, pânză, imprimare alb-negru | Mașina de scris „Adler 30” cuprinde carul normal și claviatura pe care sunt montate cifrele, literele și semnele de punctuație. Carcasa mașinii este de culoare neagră, iar blatul este acoperit cu un postav verde. Prin intermediul unor pârghii, claviatura acționează niște ciocănele, dispuse în evantai, care conțin caracterele în relief. Prin apăsarea unei clape se acționează un ciocănel care imprimă litera respectivă pe hârtia derulată de pe tambur. | Muzeul Științei și Tehnicii „Ștefan Procopiu”, Iași | Cimec    |
|      | Ceas Autor: Bulle Clock                                                                                 | Școală: Bulle Clock Descoperit: jud. Constanța Dimensiuni: L= 19 cm; l= 10,5 cm; Î = 24,5 cm Material: Lemn, sticlă, alamă, oțel | Ceas de tip electromagnetic, confecționat din lemn de mahon, decorat frontal și lateral cu motive japoneze. Are în componență un electromagnet acționat cu o baterie care înlocuiește arcul principal al ceasului mecanic, indicarea timpului putând fi mecanică și numerică. Energia bateriei este suficientă pentru funcționarea continuă pe un interval de 1,2 ani. Mecanismul este format dintr-un pendul ce conține o bobină cu un magnet permanent, o baterie, furca și cuiul. | Muzeul Științei și Tehnicii „Ștefan Procopiu”, Iași | Cimec    |
|      | Telefon                                                                                                 | Datare: 1920-1930 Descoperit: jud. Prahova Dimensiuni: L=27cm; l =13cm; Î=30cm Material: Lemn, ebonită, metal; serie de atelier | Telefon de masă, de tipul cu baterie locală, cu inductorul plasat în partea stângă. Manivela de acționare a inductorului, împreună cu soneria de apel, formează dispozitivul de chemare. Cutia telefonului este de formă paralelipipedică, de culoare neagră și are montată, prin intermediul unui braț nichelat, furca aparatului, cu rol de întrerupere a curentului microfonic. Pe furca aparatului este montat microreceptorul, prevăzut cu electromagnet, la microfon, respectiv la casca receptoare. | Muzeul Științei și Tehnicii „Ștefan Procopiu”, Iași | Cimec    |
|      | Sonora                                                                                                  | Școală: Schmidt@Co Descoperit: jud. Prahova, Băicoi Dimensiuni: L=31 cm; l=21,5 cm; Î=50 cm Material: lemn, metal, piele | Carcasa aparatului este din lemn lăcuit de nuc, având în partea frontală inscripția „Sonora”, încadrată de un element decorativ pictat. Acționarea mecanismului se face prin intermediul unei manivele, plasată lateral dreapta. Discul metalic perforat, plasat în spatele aparatului, este pus în mișcare de rotație și permite intrarea aerului comprimat în foale, peste anciile corespunzătoare perforațiilor de pe disc. | Muzeul Științei și Tehnicii „Ștefan Procopiu”, Iași | Cimec    |
|      | Royal KMM Autor: Royal "KMM"                                                                            | Școală: ROYAL Dimensiuni: L=37 cm; l=40cm; Î=23cm Material: metal, ebonită, pânză; de serie; imprimare alb-negru | Mașină de scris „Royal” KMM (Manual Magic Margin) cu carul normal. Posedă o claviatură pe care sunt notate cifrele, literele și semnele de punctuație. Prin intermediul unor pârghii, claviatura acționează niște ciocănele, dispuse în evantai care conțin caracterele în relief. Imprimarea se face prin apăsarea unei clape care acționează un ciocănel care imprimă litera pe un tambur ce conține o bandă tușată. Pe carcasa aparatului, în față, este inscripționat numele firmei constructoare „Royal”. | Muzeul Științei și Tehnicii „Ștefan Procopiu”, Iași | Cimec    |
|      | Erika Naumann                                                                                           | Școală: Firma "ERIKA @NAUMANN" Descoperit: jud. Argeș Dimensiuni: L=32 cm; l =31 cm; Î=14,5 cm Material: ebonită, metal; mașină de scris; de serie | Mașină portabilă de birou ce conține claviatura și carul propriu-zis. Fiecare caracter este compus din litere mari sau mici, semne, cifre amplasate prin intermediul unor pârghii ce permit imprimarea cu bandă tușată direct pe hârtie. În partea stângă este plasată o tastă ce permite carului să urce un rând, respectiv o altă tastă ce determină urcarea cu 2 rânduri. Fiecare ridicare a literei poate fi menținută, într-o poziție fixă, prin intermediul unei pârghii. Șasiul mașinii este de culoare neagră. | Muzeul Științei și Tehnicii „Ștefan Procopiu”, Iași | Cimec    |
|      | Henry Capitain                                                                                          | Școală: Henry Capitain Descoperit: jud. Iași, Iași Dimensiuni: L=4,5 cm; l=3,5 cm; Î=6,8 cm Material: email, argint, piele; argintată; de serie mică; placare | Ceasul miniatură, de formă paralelipipedică, cu cadranul realizat dintr-un email alb și arătătoare aurite. Orele sunt marcate prin cifre arabe de culoare neagră, ceasul de formă circulară este dispus într-o carcasă de formă paralelipipedică, din email albastru, cu desene aurii. Mecanismul este cu arc și coroană remontoare, sistem Anker. | Muzeul Științei și Tehnicii „Ștefan Procopiu”, Iași | Cimec    |
|      | Odeon Autor: International Talking Machine Gmbh                                                         | Școală: Atelier german Descoperit: jud. Prahova, Băicoi Dimensiuni: L=56 cm; LA=52 cm; Î=110 cm; Dplatan=30 cm Material: lemn; metal; fontă; oțel nichelat; materiale textile; lăcuire; imprimare; semi-manual                                                                                     | Model de cabinet confecționat din lemn lăcuit, alcătuit din trei compartimente și susținut pe patru picioare, ușor curbate. Partea superioară conține platanul pentru disc, brațul acustic mobil ce se termină cu doza acustică și montat în colțul din stânga al blatului, pârghia pentru pornire-oprire a platanului și regulatorul de viteză. Compartimentul din mijloc este reprezentat de camera de rezonanță și mecanismul cu arc pentru antrenarea platanului. În față este fixat un perete subțire din placaj, traforat, de culoare neagră. Compartimentul inferior reprezintă cutia pentru depozitarea colecției de discuri. Partea superioară a patefonului este prevăzută cu capac mobil, iar celelelte două compartimente sunt prevăzute cu câte două ușițe. La exterior, lateral-dreapta, este montată manivela pentru antrenarea mecanismului. Aparatul este funcțional. Capacul superior este desprins din balamale. Lipsă cele două butoane de la ușile aferente compartimentului din mijloc. În interiorul capacului superior este montată plăcuța cu inscripția magazinului de comercializare a obiectului: „Marele așezământ de muzică DAN - București, Calea Victoriei, 60, Piane mecanice, Instrumente”. | Muzeul Științei și Tehnicii „Ștefan Procopiu”, Iași | Cimec    |
|      | Patefon Autor: His Master Voice                                                                         | Datare: 1925 Școală: The Gramophone Company Ltd. Descoperit: jud. Prahova, Băicoi Dimensiuni: L=46 cm; LA=39 cm; Î=33 cm; Dplatan=25 cm Material: mahon; fontă; oțel; alamă nichelată; material textil; turnare; semi-manual                                                                       | Model de masă, prevăzut cu pavilion interior pentru amplificarea sunetului și capac exterior. În interiorul cutiei se află montat mecanismul cu două arcuri pentru antrenarea platanului. Conține un braț acustic lărgit montat pe bile și diafragmă model nr. 4, taler pentru disc, pârghie pornire-oprire, indicator și regulator de viteză, cutiuțe montate în suport pentru ace noi și uzate, susținător de capac. Cutia de rezonanță conține două ușițe. Lateral dreapta, la exterior, se află montată manivela pentru antrenarea mecanismului. Aparatul este confecționat din lemn de mahon mat. Pe suport se află aplicată marca firmei producătoare cu nr. model 109 și seria nr. 27964. | Muzeul Științei și Tehnicii „Ștefan Procopiu”, Iași | Cimec    |
|      | Parlophone Autor: Carl Lindstrom Company Berlin                                                         | Datare: înc. sec. XX Școală: Atelier german Descoperit: jud. Prahova, Băicoi Dimensiuni: L=35 cm; LA=35 cm; Î=71 cm; Dplatan=24,5 cm; Dpâlnie=51 cm Material: lemn; metal; fontă; oțel nichelat; material textil; semi-manual; turnare                                                             | Model de salon, cu pavilion acustic exterior lărgit, în formă de floare, confecționat din tablă. În interiorul cutiei se află mecanismul cu arc pentru antrenarea platanului ce conține discul. Pe suport este montată placa rotativă prevăzută cu o ramă nichelată, pârghia pentru pornire-oprire, regulatorul de viteză de formă circulară și brațul acustic cu diafragmă marca LUXUS, mobil, ce face legătura cu pâlnia de rezonanță. Lateral dreapta este amplasată manivela pentru antrenarea mecanismului cu arc. Frontal pe cutia aparatului este imprimată cu caractere aurii marca firmei. Aparatul este în stare de funcționare. | Muzeul Științei și Tehnicii „Ștefan Procopiu”, Iași | Cimec    |
|      | Odeon                                                                                                   | Datare: 1925 Școală: Atelier german Descoperit: jud. Prahova, Băicoi Dimensiuni: L=33 cm; LA=27 cm; Î=20,5 cm; Dplatan=22 cm Material: lemn; oțel inoxidabil; postav; piele; material textil cauciucat; turnare; asamblare; semi-manual                                                            | Model portabil confecționat din lemn, îmbrăcat cu material textil impermeabil, de culoare neagră, pentru protecție. Pe suport se află montat brațul acustic lărgit, mobil, ce se termină la un capăt cu diafragma, iar la celălalt capăt se continuă cu pâlnia de rezonanță interioară confecționată din oțel inoxidabil. Aparatul este prevăzut cu un mecanism cu arc, platan pentru discuri, cutiuță pentru ace săpată în suport, indicator de viteză, pârghia pentru pornire-oprire și braț pentru susținerea capacului. Lateral este fixat mânerul din piele pentru transport, iar în față manivela pentru antrenarea mecanismului. Cutia este prevăzută cu două închizători cu cleme. | Muzeul Științei și Tehnicii „Ștefan Procopiu”, Iași | Cimec    |
|      | His Master's Voice Autor: The Gramophone Company Ltd.                                                   | Școală: Atelier englez Descoperit: jud. Prahova, Băicoi Dimensiuni: L=45,5 cm; LA=50 cm; Î=93 cm; Dplatan=30 cm Material: mahon; fontă; alamă nichelată; material textil; turnare; asamblare; semi-manual                                                                                          | Model dulap, din lemn de culoare neagră, sprijinit pe patru picioare și alcătuit din două compartimente. Partea superioară conține platanul pentru disc, brațul acustic montat pe bile cu diafragma Nr.16, două cutiuțe săpate pentru păstrarea acelor noi și uzate și regulatorul de viteză. Opritorul platanului este automat și se manipulează prin aducerea brațului acustic până la extremitarea marginii drepte a discului. Capacul deschis este susținut de un braț metalic. Compartimentul inferior este reprezentat de camera de rezonanță pentru amplificarea sunetelor și mecanismul cu cele două arcuri pentru antrenarea platanului. Cutia de rezonanță este acoperită cu material textil și ornamente ușoare din baghete de lemn, aplicate pe suprafața sa. În interiorul capacului, central, este imprimată sigla înregistrată a firmei. Lateral dreapta este montată manivela pentru antrenarea mecanismului cu arcuri. Patefonul conține și o periuță specială, circulară, pentru ștergerea scamelor și a prafului depus pe discuri. | Muzeul Științei și Tehnicii „Ștefan Procopiu”, Iași | Cimec    |
|      | Ekophon Autor: Carl Lindstrom Company Berlin                                                            | Școală: Atelier german Descoperit: jud. Prahova, Băicoi Dimensiuni: L=39 cm; LA=33,5 cm; Î=31 cm; Dplatan=24,5 cm Material: lemn; metal; material textil; semi-manual; decupare | Model de masă, cu pavilion acustic interior, fără capac exterior pentru protecție. În dreptul camerei de rezonanță, amplasată în partea stângă a aparatului, lemnul este decupat sub forma unui grilaj cu opt baghete verticale. În interiorul aparatului, sub platan, este montat mecanismul cu un arc. Pe suport, în colțul din stânga este fixat brațul acustic ce se termină cu doza. Placa rotativă este prevăzută cu o ramă nichelată și este pornit-oprit prin intermediul pârghiei plasată în stânga acesteia, la margine. În partea dreaptă a platanului este amplasată pârghia ce reglează viteza de rotație. Sub platan este montată o plăcuță metalică pe care sunt inscripționate caracteristicile aparatului: „Ekophon nr. 11935” și „Moto nr. 2”. Pe doza acustică este inscripționată marca: „Special Electro-Goldring 24”. Lateral dreapta, la exterior, se află manivela pentru antrenarea arcului. | Muzeul Științei și Tehnicii „Ștefan Procopiu”, Iași | Cimec    |
|      | Dictafon Autor: Dictaphone Corporation                                                                  | Datare: 1924 Școală: Atelier american Descoperit: jud. Brăila, com. CHIȘCANI Dimensiuni: L= 42 cm; LA= 28 cm; Î = 83; Lcilindru=15 cm; Dcilindru=4 cm cm Material: metal; piele; cauciuc; pâslă; aluminiu; turnare; imprimare                                                                      | Mașina electrică este confecționată din metal vopsit în negru, folosită pentru transcrierea înregistrărilor de pe cilindrii din ceară. Corpul aparatului se sprijină pe 4 picioare metalice, terminate cu rotile și unite la mijloc cu o etajeră metalică utilizată pentru depunerea cilindrilor din ceară. Aparatul este alcătuit din suportul circular, metalic, în care se introduce cilindrul din ceară ce conține înregistrarea, motorul electric care antrenează un volant ce rotește cilindrul, butoane de comandă pentru pornirea-oprirea motorului electric și a cilindrului, pasul motorului. Dispozitivul în care se fixează diafragma pentru citirea înregistrării se depleasează pe orizontală, de-a lungul suportului din aluminiu. Manivela poziționată în partea stângă reglează poziția cilindrului din ceară, după cerințele operatorului. În corpul aparatului este montat motorul electric ce conține seria nr. 87526, regulatorul centrifugal de viteză, legăturile electrice dintre motor și dispozitivul de comandă. Pe spatele aparatului, imprimat color: patentul și sigla aparatului. Pe suportul din metal este fixată plăcuța cu datele de identificare ale aparatului. Din componența mașinii lipsesc căștile ce erau folosite pentru evitarea zgomotelor provocate de cei din jur, doza acustică pentru citirea înregistrării, firul de alimentare. Marca înregistrată „Dictaphone” a fost depusă în anul 1907 de Gramophone Company, fondată în 1888 de Al. Graham Bell și Charles Tainter. Înregistrarea sunetului pe cilindri de ceară era realizată prin intermediul aparatelor Dictaphone.                      | Muzeul Științei și Tehnicii „Ștefan Procopiu”, Iași | Cimec    |
|      | Mapă cu 4 discuri Autor: Columbia Graphophone Company Ltd.                                              | Școală: Atelier englez Descoperit: jud. Iași, Iași Dimensiuni: L=32 cm; LA=32 cm; Î=1,4 cm; Ddisc=30 cm Material: carton; pânză; ebonită; imprimare | Mapă confecționată din carton presat, îmbrăcată cu pânză de culoare neagră. În interior conține plicurile din hârtie în care sunt păstrate discurile din ebonită. Discurile conțin înregistrarea completă a Simfoniei Nr.5 în C minor de Beethoven. Înregistrarea e făcută la Teatrul Scala din Londra, simfonia fiind interpretată de Orchestra Royal Philarmonic dirijată de Felix Weingartner. Pe fiecare parte a plicului sunt indicate: partea din simfonie, orchestra, dirijorul și comentariile asupra părții înregistrate, în limba engleză. Central, pe fiecare parte a discului, sunt fixate etichetele ce indică marca, înregistrarea, orchestra, dirijorul, compozitorul, seria. Coperta nr. 1 conține imprimarea cu caractere aurii a lucrării înregistrate, compozitorul, orchestra, dirijorul și sigla cu marca înregistrată a companiei Columbia. Materialul textil cu care este acoperită mapa conține ușoare rosături pe margini. Discurile produse de Columbia Gramophone Company au marca înregistrată „Magic Notes” și a fost utilizată până în 1993. | Muzeul Științei și Tehnicii „Ștefan Procopiu”, Iași | Cimec    |
|      | Mapă cu 12 discuri Autor: Columbia Graphophone Company Ltd.                                             | Școală: Atelier englez Descoperit: jud. Iași, Iași Dimensiuni: L=30,5 cm; LA=26,5 cm; Î=4,3 cm; Ddisc=25 cm Material: carton; pânză; ebonită; imprimare | Mapă confecționată din carton presat și îmbrăcată cu pânză de culoare neagră. În interior conține plicurile din hârtie în care sunt păstrate discurile din ebonită. Discurile conțin înregistrarea Operei „Pangliacci” de Leoncavallo, în interpretarea corului și orchestrei Companiei de operă naționale britanice (British National Opera Company) sub conducerea lui Eugene Gaasens. Pe coperta nr. 2 este lipită eticheta pe care sunt indicate titlul operei (Pagliacci), compozitorul (Leoncavallo), libretul (Punchinello), corul și orchestra, dirijorul, distribuția (Nedda-Miriam Licette, Camio-Frank Mullings, Tonio-Harold Williams, Peppe-Heddle Nash, Silvio-Dennis Noble), câteva indicații asupra părții muzicale și a libretului, indicarea în ordine a discurilor (4347-4358) cu înregistrarea din operă precum și interpreții. Pe fiecare plic al discului este scris în limba engleză textul corespunzător al fiecărui personaj. Central, pe fiecare parte a discului, sunt fixate etichetele ce indică marca, înregistrarea, orchestra, dirijorul, compozitorul, viteza de rotație, seria. Coperta nr. 1 conține imprimarea cu caractere aurii a titlului operei muzicale, compozitorul, orchestra, dirijorul și sigla cu marca înregistrată a Companiei Columbia. Discurile sunt în stare foarte bună de conservare și funcționare. Discurile produse de Columbia Gramophone Company au marca înregistrată „Magic Notes” și a fost utilizată până în 1993. | Muzeul Științei și Tehnicii „Ștefan Procopiu”, Iași | Cimec    |
|      | Mapă cu 7 discuri Autor: Columbia Graphophone Company Ltd.                                              | Școală: Atelier englez Descoperit: jud. Iași, Iași Dimensiuni: L=32 cm; LA=32 cm; Î=2 cm; Ddisc=30 cm Material: carton; pânză; ebonită; imprimare | Mapă confecționată din carton presat și îmbrăcată cu pânză de culoare neagră. În interior conține plicurile din hârtie în care sunt păstrate discurile din ebonită. Discurile conțin înregistrarea Simfoniei nr. 3 (Eroica) de Beethoven, în interpretarea Orchestrei New Queen's Hali dirijată de Sir Henry J.Wood. Înregistrarea a fost realizată la Teatrul Scala din Londra. Pe fiecare parte a discului sunt indicate partea din simfonie, orchestra, dirijorul și comentariile, în limba engleză, asupra părții înregistrate. Central, pe fiecare parte a discului, sunt fixate etichetele ce indică marca, înregistrarea, orchestra, dirijorul, compozitorul, viteza de rotație, seria. Coperta nr. 1 conține imprimarea cu caractere aurii a titlului operei muzicale, compozitorul, orchestra, dirijorul și sigla cu marca înregistrată a Companiei Columbia. Discurile sunt în stare foarte bună de conservare și funcționare. Discurile produse de Columbia Gramophone Company au marca înregistrată „Magic Notes” și a fost utilizată până în 1993. | Muzeul Științei și Tehnicii „Ștefan Procopiu”, Iași | Cimec    |
|      | Mapă cu 5 discuri Autor: Columbia Graphophone Company Ltd.                                              | Școală: Atelier englez Descoperit: jud. Iași, Iași Dimensiuni: L=31,5 cm; LA=32 cm; Î=1,5 cm; Ddisc=30 cm Material: carton; pânză; ebonită; imprimare | Mapă confecționtă din carton presat, îmbrăcată cu pânză de culoare neagră. În interior conține plicurile din hârtie în care sunt păstrate discurile din ebonită. Discurile conțin înregistrarea completă a Simfoniei No. 6 (Pastorala) în F Major de Beethoven, în interpretarea Orchestrei Royal Philharmonic dirijată de Felix Weingartner. Înregistrarea a fost realizată la Teatrul Scala din Londra. Pe fiecare parte a plicului sunt indicate partea din simfonie, orchestra, dirijorul și comentariile, în limba engleză, asupra părții înregistrate. Central, pe fiecare parte a discului, sunt fixate etichetele ce indică marca, înregistrarea, orchestra, dirijorul, compozitorul, viteza de rotație, seria. Coperta nr. 1 conține imprimarea cu caractere aurii a titlului operei muzicale, compozitorul, orchestra, dirijorul și sigla cu marca înregistrată a Companiei Columbia. Discurile sunt în stare foarte bună de conservare și funcționare. Discurile produse de Columbia Gramophone Company au marca înregistrată „Magic Notes” și a fost utilizată până în 1993. | Muzeul Științei și Tehnicii „Ștefan Procopiu”, Iași | Cimec    |
|      | Mapă cu 6 discuri                                                                                       | Datare: 1926 Școală: Atelier englez Descoperit: jud. Iași, Iași Dimensiuni: L=35 cm; LA=32 cm; Î=2,5 cm; Ddisc=30 cm Material: carton; pânză; ebonită; imprimare | Mapă confecționată din carton presat acoperit cu pânză de culoare maro. În interior conține plicurile din hârtie în care sunt păstrate discurile din ebonită. Discurile conțin înregistrarea Simfoniei Nr. 3 în E Flat Major - Op.55 (Eroica) de Beethoven, în interpretarea Orchestrei Simfonice din Londra condusă de Albert Coates. Coperta nr. 1 conține imprimarea cu caractere aurii a titlului simfoniei, compozitorul, orchestra, dirijorul și sigla mărcii înregistrate „His Master's Voice”. Coperta nr. 2 conține eticheta cu prezentarea operei muzicale. Central, pe fiecare parte a discului, sunt fixate etichetele ce indică înregistrarea, titlul bucății muzicale, compozitorul, orchestra, viteza, seria D 1158. Coperta 1 este desprinsă din cotorul mapei. Discurile sunt în stare foarte bună de conservare. Discurile produse de „The Gramophone Company, Ltd” din Anglia au fost comercializate sub renumita marcă înregistrată „His Master's Voice”. | Muzeul Științei și Tehnicii „Ștefan Procopiu”, Iași | Cimec    |
|      | Mapă cu 4 discuri Autor: Societa Anonima Nazionale del „Gramofono”                                      | Datare: deceniul al terilea al sec. XX Școală: Atelier italian Descoperit: jud. Iași, Iași Dimensiuni: L=36 cm; LA=32,5 cm; Î=1,5 cm; Ddisc=30 cm Material: carton; pânză; ebonită; imprimare | Mapă confecționată din carton presat acoperit cu pânză de culoare bleumarin. În interior conține plicurile din hârtie în care sunt păstrate discurile din ebonită, ce pot fi audiate la gramofon sau patefon. Discurile conțin înregistrarea Cvartetului de Coarde în Fa major (Rasumowsky), Opus 59, Nr.1 de Beethoven, în interpretarea cvartetului de coarde din Budapesta alcătuit din Hauser, Reismann, Ipolyi și Son. Coperta nr. 1 conține imprimarea cu caractere aurii a titlului piesei, compozitorul, orchestra, dirijorul și sigla mărcii înregistrate „La Voce del Padrone”. Central, pe fiecare parte a discului, sunt fixate etichetele ce indică înregistrarea, titlul piesei, compozitorul, interpretarea, viteza, și nr. de catalog A.W.92 - A.W.95. Discurile sunt în stare foarte bună de conservare. | Muzeul Științei și Tehnicii „Ștefan Procopiu”, Iași | Cimec    |
|      | Mapă cu 5 discuri Autor: Dischi Columbia                                                                | Datare: deceniul al terilea al sec. XX Școală: Atelier italian Descoperit: jud. Iași, Iași Dimensiuni: L=36,5 cm; LA=31,5 cm; Î=2 cm Material: carton; pânză; ebonită; imprimare | Mapă confecționată din carton presat acoperit cu pânză de culoare bleumarin. În interior conține plicurile din hârtie în care sunt păstrate discurile din ebonită ce pot fi audiate la gramofon sau patefon. Discurile conțin înregistrarea Cvartetului de Coarde Nr. 15 în La Minor, Opus 132 de Beethoven, în interpretarea Cvartetului Lener String alcătuit din Lener, Smilovits, Roth și Hartman. Coperta nr. 1 conține imprimarea cu caractere aurii a titlului piesei, compozitorul și sigla mărcii înregistrate „Dischi Columbia”. Central, pe fiecare parte a discului, sunt fixate etichetele ce indică înregistrarea, titlul piesei, compozitorul, interpretarea, viteza, și nr. de catalog GQX 10811 -10815. Discurile sunt în stare foarte bună de conservare. | Muzeul Științei și Tehnicii „Ștefan Procopiu”, Iași | Cimec    |
|      | Mapă cu 8 discuri Autor: Columbia Graphophone Company Ltd.                                              | Datare: deceniul al terilea al sec. XX Școală: Atelier englez Descoperit: jud. Iași, Iași Dimensiuni: L=32 cm; LA=32 cm; Î=3 cm; Ddisc=25 cm Material: carton; pânză; ebonită; imprimare | Mapă confecționtă din carton presat, îmbrăcată cu pânză de culoare neagră. În interior conține plicurile din hârtie în care sunt păstrate discurile din ebonită. Discurile conțin înregistrarea completă a Simfoniei Nr. 9 în D Minor de Beethoven, în interpretarea Orchestrei Simfonice din Londra dirijată de Felix Weingartner și cu acompaniament vocal. Grupul vocal este constituit din Miriam Licette, Muriel Brunskill, Hubert Eisdell și Harold Williams, acompaniați de cor. Pe fiecare parte a plicului sunt indicate partea din simfonie, orchestra, dirijorul și comentariile, în limba engleză, asupra părții înregistrate. Central, pe fiecare parte a discului, sunt fixate etichetele ce indică marca, înregistrarea, orchestra, dirijorul, compozitorul, viteza de rotație, seria. Coperta nr. 1 conține imprimarea cu caractere aurii a titlului operei muzicale, compozitorul, orchestra, dirijorul și sigla cu marca înregistrată a Companiei Columbia. Discurile sunt în stare foarte bună de conservare și funcționare. Discurile produse de Columbia Gramophone Company au marca înregistrată „Magic Notes” și a fost utilizată până în 1993. | Muzeul Științei și Tehnicii „Ștefan Procopiu”, Iași | Cimec    |
|      | His Master's Voice Autor: The Gramophone Company Ltd.                                                   | Datare: 1931 Școală: Atelier englez Descoperit: jud. Iași, Iași Dimensiuni: L=40 cm; LA=28 cm; Î=16 cm; Dplatan=25 cm Material: metal; lemn; piele; postav; pânză impermeabilă; turnare; asamblare                                                                                                 | Patefon portabil de formă paralelipipedică, de culoare neagră, îmbrăcat în pânză impermeabilă, cu pavilion acustic interior. În interior se află platanul pentru suportul discului, brațul acustic cu diagragma model Nr. 5, regulatorul de viteză, pârghia de pornire-oprire. Lateral dreapta, sub platan se introduce manivela pentru antrenarea mecanismului cu arc. Conține deschizătură cu resort pentru păstrarea acelor, montată în peretele aparatului, dreapta. În interiorul capacului este imprimată sigla și marca „His Master's Voice”. Aparatul este prevăzut cu mâner de piele pentru transport. Aparatul nu este în stare de funcționare. | Muzeul Științei și Tehnicii „Ștefan Procopiu”, Iași | Cimec    |
|      | Autosifon Autor: Aerators Limited Makers                                                                | Datare: deceniul șase sec. XX Școală: Atelier englez Descoperit: jud. Prahova, SCORȚENI Dimensiuni: Î=29,5; D=10 cm Material: sticlă; crom; oțel; turnare | Corpul recipientului este din sticlă masivă, îmbrăcat cu o plasă confecționată din fire metalice. Capul sifonului este deșurubabil, confecționat din oțel cromat și conține gâtul, mânerul și suportul pentru introducerea capsulei cu dioxid de carbon. Se umple recipientul de sticlă cu apă până la linia roșie marcată pe sticlă, se introduce capsula și se degajă dioxidul de carbon pentru producerea apei carbogazoase. Plasa metalică exterioră prezintă ușoare oxidări, iar capătul sifonului ușoare zgârieturi. | Muzeul Științei și Tehnicii „Ștefan Procopiu”, Iași | Cimec    |
|      | Patefon Autor: Metrom                                                                                   | Școală: Atelier brașovean Descoperit: jud. Iași, Iași Dimensiuni: L=41 cm; LA=29 cm; Î=17 cm; Dplatan=25 cm Material: metal; lemn; piele; postav; pânză impermeabilă; oțel nichelat; turnare; asamblare                                                                                            | Model portabil sau de voiaj, cu pavilion interior, îmbrăcat în pânză impermeabilă de culoare neagră, ce imită pielea naturală. În interior se află platanul pentru disc, antrenat de un mecanism cu arc, brațul mobil montat în partea dreaptă ce se termină cu doza acustică, regulatorul de viteză plasată în partea stângă a platanului și pârghia de pornire-oprire montată sub platan, în partea dreaptă. Conține deschizătură cu resort pentru păstrarea acelor montată în peretele aparatului, dreapta. La baza capacului este montat suportul metalic pentru păstrarea manivelei. Central, în interiorul capacului este lipită eticheta de formă triunghiulară cu marca „Metrom - R.P.R”. Conține încuietoare la capac. Aparatul conține ușoare rosături ale materialului textil și nu funcționează. Aparatul este produs în totalitate în România. | Muzeul Științei și Tehnicii „Ștefan Procopiu”, Iași | Cimec    |
|      | Patefon Autor: Metrom                                                                                   | Școală: Atelier brașovean Descoperit: jud. Iași, Iași Dimensiuni: L=41 cm; LA=28 cm; Î=18 cm; Dplatan=25 cm Material: metal; lemn; piele; postav; pânză impermeabilă; oțel nichelat; turnare; asamblare                                                                                            | Model portabil sau de voiaj, cu pavilion interior, îmbrăcat în pânză impermeabilă de culoare roșu închis, ce imită pielea naturală. În interior se află platanul pentru disc, antrenat de un mecanismul cu arc, brațul mobil montat în partea dreaptă ce se termină cu doza acustică, regulatorul de viteză plasată în partea stângă a platanului și pârghia de pornire-oprire montată sub platan, în partea dreaptă. Conține deschizătură cu resort pentru păstrarea acelor montată în peretele aparatului, dreapta. La baza capacului este montat suportul metalic pentru păstrarea manivelei. Conține încuietoare la capac. Lipsă eticheta centrală din interiorul capacului. Aparatul este în stare de conservare foarte bună și funcționează. | Muzeul Științei și Tehnicii „Ștefan Procopiu”, Iași | Cimec    |
|      | Patefon Autor: Metrom                                                                                   | Școală: Atelier brașovean Descoperit: jud. Galați, GALAȚI Dimensiuni: L=42 cm; LA=29 cm; Î=18 cm; Dplatan=25 cm Material: metal; lemn; piele; postav; pânză impermeabilă; oțel nichelat; turnare; asamblare                                                                                        | | Muzeul Științei și Tehnicii „Ștefan Procopiu”, Iași | Cimec    |
|      | Ceas | Școală: Ancre Remontoir Spiral Breguet Descoperit: jud. Iași, Iași Dimensiuni: L=6,5 cm; l=5,2 cm; Î=1,5 cm Material: argint; metal; sticlă; email | Ceas de buzunar, prevăzut cu trei capace, unul în față și două pe revers. Este dotat cu un cadran emailat de culoare albă, pe care sunt marcate, prin cifre romane orele, respectiv prin cifre arabe minutele. Mecanismul ceasului este de tipul cu arc Spiral Breguet, de 16 rubine, cu remontoar la vedere și balansier compensatoriu. Primul capac și ultimul sunt gravate cu motive geometrice și florale. Pe reversul primul capac este inscripționată seria 98000. | Muzeul Științei și Tehnicii „Ștefan Procopiu”, Iași | Cimec    |
|      | Busolă                                                                                                  | Descoperit: jud. Prahova Dimensiuni: L=6 cm, l=5,5cm, Î=1,6 cm Material: metal, alamă | Busola, combinată cu un cadran solar, utilizează umbra purtată de un ac ce permite orientarea cadranului și obținerea unei ore aproximativ exacte. Pe cadran se disting punctele cardinale, iar în jurul unei rozete sunt trasate orele cu cifre romane. Acul magnetic al busolei indică direcția nordului magnetic al globului terestru, iar ceasul solar precizează ora. | Muzeul Științei și Tehnicii „Ștefan Procopiu”, Iași | Cimec    |
|      | Telefon de perete Autor: American District Telegraph                                                    | Școală: ADT Descoperit: jud. Prahova Dimensiuni: L=28 cm; l=21 cm; Î=26,5 cm Material: lemn, metal, ebonită; de serie | Pe o placă din lemn de culoare maro este fixată cutia aparatului, prevăzută cu o cheiță pentru deschiderea frontală. Deasupra cutiei se găsesc clopotele soneriei, care este de curent alternativ, lateral stânga este plasat receptorul polar, în partea frontală a cutiei este fixat microfonul, prevăzut cu electromagnet, iar în dreapta manivela de acționare a inductorului. | Muzeul Științei și Tehnicii „Ștefan Procopiu”, Iași | Cimec    |
|      | Parlophon                                                                                               | Datare: cca. 1930 Școală: Carl Lindström A.G. Berlin Descoperit: jud. Prahova, Băicoi Dimensiuni: L: 32 cm; l: 28 cm; H: 17 cm; Øplatan: 30 cm Material: lemn; nichel; oțel; pâslă; pânză impermeabilă; turnare; asamblare                                                                         | Aparat de redare a sunetului, cu disc de ebonită; marca Parlophon, model Primavera. Patefonul este un model portabil, antrenare mecanică cu arc, amplificare prin intermediul cutiei de rezonanță, elemente pentru reglarea vitezei de rotație a platanului și de pornire-oprire. În interiorul capacului, imprimat cu litere aurii: „PRIMAVERA”. | Muzeul Științei și Tehnicii „Ștefan Procopiu”, Iași | Cimec    |
|      | Decca Junior                                                                                            | Datare: 1924 Școală: Barnett Samuel & Sons Ltd. Londra Descoperit: jud. Iași, Iași Dimensiuni: L: 28 cm; l: 24,8 cm; H: 21,3 cm; Øplatan: 30 cm Material: lemn; piele; pâslă; nichelat; asamblare                                                                                                  | Aparat de redare a sunetului, cu disc de ebonită; model Portable Reflector Gramophone. Patefonul este un model portabil, antrenare mecanică cu arc, amplificare prin intermediul cutiei de rezonanță, elemente pentru reglarea vitezei de rotație a platanului și de pornire-oprire. Doză de redare a sunetului originală. Inscripționat în interiorul capacului: „DECCA JUNIOR; Made in London, England”; pe doză: „DECCA – The portable gramophone”; pe brațul acustic: „R.D. 631877, PA 3033, 1002520”. | Muzeul Științei și Tehnicii „Ștefan Procopiu”, Iași | Cimec    |
|      | His Master's Voice                                                                                      | Datare: 1927 Școală: The Gramophone Company Ltd. Hayes, Middlesex, England Descoperit: jud. Prahova, Ploiești Dimensiuni: L: 41 cm; l: 28 cm; H: 17 cm; Øplatan: 30 cm Material: lemn; nichel; pânză impermeabilă; turnare; asamblare                                                              | Aparat de redare a sunetului, cu disc de ebonită; model portabil „His Master's Voice 101”. Patefonul este un model portabil, antrenare mecanică cu arc, doză de amplificare a sunetului, elemente pentru reglarea vitezei de rotație a platanului și de pornire-oprire și cutiuțe pentru depozitarea acelor. Inscripționat în interiorul capacului: „His Master's Voice; The Gramophone Company Ltd. Hayes, Middlesex, England”. | Muzeul Științei și Tehnicii „Ștefan Procopiu”, Iași | Cimec    |
|      | Patefon                                                                                                 | Datare: 1957 Școală: Uzina Patefonul Moscova Descoperit: jud. Prahova, Băicoi Dimensiuni: L: 27,5 cm; l: 12 cm; H: 5 cm Material: tablă; nichel; oțel; pâslă; piele; lemn; turnare; imprimare | Aparat de redare a sunetului, cu disc de ebonită, model portabil. Conține un mecanism de antrenare mecanică cu arc, doză de amplificare a sunetului, elemente pentru reglarea vitezei de rotație a platanului și de pornire-oprire. Pe capacul detașabil, inscripționat, la exterior: „Pentru pace și prietenie”; în interiorul capacului: „Uzina Patefonul” Moscova. | Muzeul Științei și Tehnicii „Ștefan Procopiu”, Iași | Cimec    |
|      | Aparat de proiecție Autor: Pathé                                                                        | Datare: cca. 1930 Școală: Pathé Kok, Fran'a Descoperit: jud. Prahova, Băicoi Dimensiuni: L: 54 cm; l: 17 cm; H: 44 cm Material: metal; piele; sticlă | Aparatul, utilizat în cinematografie, are în totalitate piesele originale. Sașiul aparatului este o cutie paralelipipedică din lemn de culoare neagră. Aici sunt montate, prin intermediul unor cadre metalice, obiectivul, dispozitivul de transport al filmului, cele două role și dinamul de producere a energiei necesare funcționării. Aparatul utilizează film de 28 mm depus pe suport de diacetat de celuloză. | Muzeul Științei și Tehnicii „Ștefan Procopiu”, Iași | Cimec    |
|      | Patefon                                                                                                 | Școală: Grammophon Gramola Descoperit: jud. Prahova, Băicoi Dimensiuni: L: 57 cm; l: 46 cm; H: 104 cm; Øplatan: 30 cm Material: lemn; oțel inoxidabil; pâslă | Aparat de redare a sunetului, cu disc de ebonită. Patefonul este un model de salon, elegant lucrat, stil Art Nouveau, alcătuit din trei compartimente. Coține un mecanism de antrenare mecanică cu arc, o doză de amplificare a sunetului, pârghii pentru pornirea-oprirea platanului ce suportă discul și pentru reglarea vitezei de rotație. În interiorul capacului, imprimare color cu marca firmei: „Grammophon Gramola - Patentiert”; pe doza acustică: „Exibition Made in S.U.A., The Grammophone Co. LTD. London-Berlin-Paris”. | Muzeul Științei și Tehnicii „Ștefan Procopiu”, Iași | Cimec    |
|      | Movado Autor: Movado, Elveția                                                                           | Descoperit: jud. Iași, Iași Dimensiuni: L: 5 cm; l: 3,5 cm; H: 1,5 cm Material: metal; piele; sticlă | Aparat de măsurare a timpului. Ceasul este de formă pătrată, dispus într-o carcasă din piele de șarpe. Cadranul este realizat dintr-un email de culoare albă, pe care sunt marcate orele, prin cifre arabe de culare neagră. Este protejat de o ramă de sticlă, susținută de margini metalice de culoare aurie. În partea frontală a cadranului este inscripționată firma constructoare „Movado”, iar jos țara de origine „Swizerland”. Ceasul are un mecanism ce funcționează pe principiul sistemului Anker, fiind prevăzut cu 15 rubine. | Muzeul Științei și Tehnicii „Ștefan Procopiu”, Iași | Cimec    |
|      | Ceas Autor: Brauswetter János                                                                           | Școală: Brauswetter Janos Descoperit: jud. Iași, Iași Dimensiuni: L: 5 cm; l: 6 cm; H: 1,2 cm Material: argint metal; piele; sticlă | Aparat de măsurare a timpului. Ceasul de buzunar este prevăzut cu un cadran emailat alb pe care sunt inscripționate, cu cifre romane, de culoare neagră, orele. Atât pe cadran cât și pe capacul de protecție din fața ceasului este inscripționat „Brauswetter János”. Pe al doilea capac apare numărul de serie 101717. Ceasul, realizat din argint, are gravat pe capacele exterioare de protecție un cap de femeie, realizat prin tehnica turnării. Mecanismul funcționează pe principiul sistemului cilindru. | Muzeul Științei și Tehnicii „Ștefan Procopiu”, Iași | Cimec    |
|      | Aparat de fotografiat Autor: Amourette                                                                  | Datare: 1930 Descoperit: jud. Prahova Dimensiuni: L: 5 cm; l: 6 cm; H: 10,5 cm Material: metal; piele; sticlă | Părțile principale ale aparatului cuprind magazia cu sistemul de antrenare a filmului, sistemul de obturare și vizorul. În partea frontală, central, se găsește amplasat obiectivul, unde este menționat numele firmei „Amourette”. Aparatul utilizează casete speciale de film de 35 mm, iar viteza de tragere este 1/25, 1/50, 1/100. Se utilizează pentru 50 de expuneri. Aparatul este amplasat într-o carcasă de piele neagră, prevăzută cu mâner. | Muzeul Științei și Tehnicii „Ștefan Procopiu”, Iași | Cimec    |
|      | Rheinmetal                                                                                              | Datare: cca. 1945 Școală: Rheinmetall Descoperit: jud. Galați, Galați Dimensiuni: L: 60 cm; A: 46 cm; H: 105 cm Material: metal; piele; sticlă | Mașina de facturat electrică „Rheinmetall” este alcătuită în totalitate din piese originale. Este fixată pe un suport metalic de culoare gri. Posedă o claviatură cu litere și cifre. Mașina este acționată de un motor electric ampasat dedesuptul ei. Număr de serie 174944. | Muzeul Științei și Tehnicii „Ștefan Procopiu”, Iași | Cimec    |
|      | Mignon                                                                                                  | Școală: A.E.G. Descoperit: jud. Prahova, Băicoi Dimensiuni: L: 34 cm; l: 31,5 cm; H: 21 cm Material: metal; piele | Este un model cu carul mic și nu posedă clape. Un ac cântător se deplasează pe o placă ce are inscripționate litere, cifre și semne de punctuație. Cu ajutorul a două clape, litera necesară este transpusă pe un cilindru rotitor care o imprimă pe hârtie. Clapa din stânga selectează litera dorită, iar cea din dreapta declanșează operația de imprimare a literei. | Muzeul Științei și Tehnicii „Ștefan Procopiu”, Iași | Cimec    |
|      | Aparat de fotografiat Autor: Goertz                                                                     | Datare: cca. 1900 Școală: Patent Anschutz C.P. Goertz Descoperit: jud. Constanța, Constanța Dimensiuni: L: 17,5 cm; l: 7,5 cm; H: 15,5 cm Material: metal; lemn; piele | | Muzeul Științei și Tehnicii „Ștefan Procopiu”, Iași | Cimec    |
|      | Kopeczky Autor: Kopeczky                                                                                | Datare: 1936 Descoperit: jud. Galați, Galați Dimensiuni: L: 97; Î: 77; H: 112; cilindru: Diam: 22; L: 83 Material: lemn furniruit, lemn, oțel, bronz, alamă, material textil, pânză pictată, fier, fontă, piele, aramă, hârtie, sticlă                                                             | Automat muzical cu tuburi de orgă comandate de un tambur cu știfturi, acționat de un motor pneumatic prin intermediul unei manivele. Mecanismul este plasat într-o cutie de lemn furniruit de culoare maro cu o mască în partea frontală, din lemn și pânză pictată. Masca prezintă pe două coloane laterale din pânză pictată două personaje feminine viu colorate cântând la tamburină și liră. În mijloc sus este un medalion de pânză pictată cu un amoraș cântând la vioară în mijlocul naturii. Pe cilindrul din lemn sunt fixate știfturi și punți din oțel, astfel așezate încât automatul reproduce 9 melodii. Știfturile acționează asupra unui registru cu 42 de clape care, la rândul lor, printr-un sistem de pârghii și supape fac să pătrundă aerul comprimat din foale, în tuburile de orgă așezate în interiorul cutiei (54 tuburi) și față mijloc (34 tuburi). Alegerea melodiei se face printr-un levier pe laterală prin modificarea poziției cilindrului față de registrul cu 42 de clape. Pe etichetă aflată în interiorul capacului se află afișat repertoriul pentru doi cilindri. | Muzeul Științei și Tehnicii „Ștefan Procopiu”, Iași | Cimec    |
|      | Columbia-Grafonola                                                                                      | Datare: 1930 Școală: Columbia Phonograph Company Dimensiuni: L=48 cm, l=48 cm, î=33 cm, D platan=30 cm Material: lemn, alamă nichelată, fontă, postav | Aparat pentru redarea sunetului cu disc din ebonită, cu doză pentru redare originală. Pe interiorul capacului are inscripționată marca aparatului: „Viva-tonal Columbia-Grafonola”. | Muzeul Științei și Tehnicii „Ștefan Procopiu”, Iași | Cimec    |
|      | The Gramophone Tapewriter Autor: The Gramophone Tapewriter and Company                                  | Datare: 1900-1907 Dimensiuni: L=42 cm, l=42 cm, î=80 cm, D pâlnie=56 cm Material: lemn, alamă nichelată, fontă, postav, tablă | Aparat pentru redarea sunetului cu disc din ebonită. Pe brațul acustic are imprimată marca „Angel” a companiei și scris „Trade Mark Gramophon”. | Muzeul Științei și Tehnicii „Ștefan Procopiu”, Iași | Cimec    |
|      | Fonograf                                                                                                | Datare: Aprox. 1900 Dimensiuni: l=20 cm, î=32 cm, A=18 cm Material: alamă, oțel, lemn | Aparat pentru înregistrarea și redarea sunetului. Pe diafragma de înregistrare-redare: „Wiedergabe”. | Muzeul Științei și Tehnicii „Ștefan Procopiu”, Iași | Cimec    |
|      | Columbia Eagle                                                                                          | Datare: 1897 Școală: American Graphophone Company Dimensiuni: L=29 cm, l=18 cm, î=13 cm, H totală=39 cm Material: lemn, metal; turnare | Aparat pentru înregistrarea și redarea directă a sunetului de pe cilindru de ceară. Inscripție pe suport: „The Graphophone patent, Manufactured by the American Graphophone Company, type B, 456061” și „Columbia Phonograph Co.- sole sales agent for American Graphophone Company”. | Muzeul Științei și Tehnicii „Ștefan Procopiu”, Iași | Cimec    |
|      | Patefon                                                                                                 | Datare: Aprox. 1910 Dimensiuni: L=42 cm, l=42 cm, î=89 cm Material: lemn, postav, metal | Aparat pentru redarea sunetului, cu disc din ebonită. Inscripție pe doză: „Victoria Made in Germany, Berlin-Paris-London”. | Muzeul Științei și Tehnicii „Ștefan Procopiu”, Iași | Cimec    |
|      | His Master's Voice                                                                                      | Datare: Cca. 1925 Școală: The Gramophone Company Ltd. Hayes Dimensiuni: L=52 cm, l=43 cm, î=37 cm Material: lemn, metal, postav | Aparat pentru redarea sunetului, cu disc din ebonită. Inscripție pe doza de amplificare: „His Master's Voice - nr. 4” și în interiorul capacului ștanțat: „Magazinul de muzică IPCAR București, strada Edgar Quinet, nr. 6”. | Muzeul Științei și Tehnicii „Ștefan Procopiu”, Iași | Cimec    |
|      | Olotontal                                                                                               | Datare: 1925-1930 Școală: Pathé Freres Dimensiuni: L=41 cm, l=33 cm, î=16 cm Material: lemn, pânză impermeabilă, piele, postav, alamă nichelată | Aparat pentru redarea sunetului, cu disc din ebonită. Inscripție pe interiorul capacului: „Pathé-Olotontal”. | Muzeul Științei și Tehnicii „Ștefan Procopiu”, Iași | Cimec    |
|      | Valora                                                                                                  | Datare: 1930-1935 Dimensiuni: L=28 cm, l=19 cm, î=16 cm, D platan=15 cm Material: postav, metal, tablă, lemn | Aparat pentru redarea sunetului, cu disc din ebonită. Inscripție pe partea superioară a cutiei: „Trade Mark Valora, Made in Germany”. | Muzeul Științei și Tehnicii „Ștefan Procopiu”, Iași | Cimec    |
|      | Melodion                                                                                                | Datare: Aprox. 1920 Dimensiuni: L=60 cm, l=40 cm, î=20 cm Material: lemn, sticlă, metal, postav, pânză | Aparat pentru redarea sunetului, cu disc din ebonită. Inscripție pe suportul cutiei: „Melodion - Mark Deposeé”, iar pe doza de amplificare: „Normag”. | Muzeul Științei și Tehnicii „Ștefan Procopiu”, Iași | Cimec    |
|      | His Master's Voice                                                                                      | Datare: 1918 Școală: The Gramophone Company Ltd. Hayes Dimensiuni: L=47 cm, l=41 cm, î=32 cm Material: lemn de stejar, metal, postav | Aparat pentru redarea sunetului, cu disc din ebonită. Inscripție pe doză: „Exhibition - Made in USA, The Gramophone Co. Ltd.”. | Muzeul Științei și Tehnicii „Ștefan Procopiu”, Iași | Cimec    |
|      | His Master's Voice                                                                                      | Datare: 1925 Școală: The Gramophone Company Ltd. Hayes Dimensiuni: L=51 cm, l=46 cm, î=92 cm Material: lemn de stejar, metal, postav | Aparat pentru redarea sunetului, cu disc din ebonită. Inscripție în interiorul capacului, pe doză: „His Master's Voice - The Gramophone Company, Hayes, Midlesex, England”. | Muzeul Științei și Tehnicii „Ștefan Procopiu”, Iași | Cimec    |
|      | His Master's Voice                                                                                      | Datare: Cca. 1924 Școală: The Gramophone Company Ltd. Hayes Dimensiuni: L=55 cm, l=50 cm, î=111 cm Material: lemn, metal, postav | Aparat pentru redarea sunetului, cu disc din ebonită. Inscripții: interior capac imprimat: „His Master's Voice”, iar pe diafragmă: „His Master's Voice No. 4”. | Muzeul Științei și Tehnicii „Ștefan Procopiu”, Iași | Cimec    |
|      | The Star                                                                                                | Datare: 1906-1910 Dimensiuni: L=37 cm, l=37 cm, î=67 cm, D pâlnie=30 cm Material: lemn stejar, oțel, alamă, postav | Aparat pentru redarea sunetului, cu disc din ebonită. Inscripții: pe doză: „The Grand Opera Sound Box”, pe cutie, lateral stânga: „The Star-Trade Mark”, pe plăcuța aplicată frontal: „Grand Etablissement de Musique - Jean Feder fournisseur de la Court Royale, Musique, Pionos, Instruments, Bucharest, C. Victoriei 54”. | Muzeul Științei și Tehnicii „Ștefan Procopiu”, Iași | Cimec    |
|      | Thorens Excelda Cameraphone Autor: Thorens                                                              | Datare: 1930-1946 Dimensiuni: L=27,5 cm, l=12 cm, î=9 cm Material: tablă, oțel, pâslă, lemn, piele | Aparat pentru redarea sunetului, cu disc din ebonită. Inscripții: pe mânerul din piele: „Excelda”. | Muzeul Științei și Tehnicii „Ștefan Procopiu”, Iași | Cimec    |
|      | La Boheme (mapă cu 13 discuri)                                                                          | Datare: 1926-1935 Școală: The Gramophone Company Ltd. Dimensiuni: L=36 cm, l=31,5 cm, î=5,5 cm, D disc=30 cm Material: carton, hârtie, material textil, ebonită | Mapă cu 13 discuri. Inscripții: pe coperta exterioară: „Boema-Puccini”, pe blocul mapei este trecută seria albumului: nr. 65. | Muzeul Științei și Tehnicii „Ștefan Procopiu”, Iași | Cimec    |
|      | Madam Butterfly (mapă cu 14 discuri)                                                                    | Datare: 1930-1935 Școală: Columbia Graphophone Company Ltd. Dimensiuni: L=35 cm, l=31,5 cm, î=5,5 cm, D disc=30 cm Material: carton, material textil, ebonită, hârtie | Mapă cu 14 discuri. Inscripții pe copertă: „G. Puccini - Madam Butterfly in complete form - Columbia Records”, seria 37 pe blocul mapei. | Muzeul Științei și Tehnicii „Ștefan Procopiu”, Iași | Cimec    |
|      | Fedora (mapă cu 11 discuri)                                                                             | Datare: 1930-1935 Școală: Columbia Graphophone Company Ltd. Dimensiuni: L=36 cm, l=32 cm, î=5,5 cm, D disc=30 cm Material: carton, material textil, ebonită, hârtie | Mapă cu 11 discuri. Inscripție pe copertă: „Fedora - Columbia Records”. | Muzeul Științei și Tehnicii „Ștefan Procopiu”, Iași | Cimec    |
|      | Pathé Autor: Pathé Freres                                                                               | Datare: Cca. 1930 Dimensiuni: L=53,5 cm, l=48 cm, î=35 cm Material: lemn, metal, postav | Aparat pentru redarea sunetului, cu disc din ebonită „Pathé” produs de „Pathé Freres”, Franța. | Muzeul Științei și Tehnicii „Ștefan Procopiu”, Iași | Cimec    |
|      | Induphon Autor: Industria Fabrik Gmbh                                                                   | Dimensiuni: D=24 cm, î=25 cm Material: tablă, fontă, postav, alamă nichelată | Aparat pentru redarea sunetului, cu disc din ebonită „Induphon”, produs de „Industria Fabrik Gmbh”. | Muzeul Științei și Tehnicii „Ștefan Procopiu”, Iași | Cimec    |
|      | Luxus                                                                                                   | Datare: Cca. 1920 Dimensiuni: L=50 cm, l=50 cm, î=40 cm Material: lemn, postav, fontă, alamă nichelată | Aparat pentru redarea sunetului, cu disc din ebonită. Inscripție pe doza de amplificare: „Luxus”. | Muzeul Științei și Tehnicii „Ștefan Procopiu”, Iași | Cimec    |
|      | Centrală telefonică                                                                                     | Datare: Cca. 1942 Dimensiuni: L=35 cm, A=24 cm, I=26 cm Material: lemn, ebonită, fier, cupru, pânză | Centrală telefonică cu baterie locală 2202 10L, 3C.C. | Muzeul Științei și Tehnicii „Ștefan Procopiu”, Iași | Cimec    |
|      | Telefon                                                                                                 | Datare: 1940 Dimensiuni: L=16 cm, A=11 cm, I=22 cm Material: fier, cupru, ebonită | Telefon automat de perete. | Muzeul Științei și Tehnicii „Ștefan Procopiu”, Iași | Cimec    |
|      | Schimbător                                                                                              | Datare: Aprox. 1942 Școală: Bell-Telephone Company Dimensiuni: L=34 cm, A=26 cm, I=32 cm Material: lemn, ebonită, fier, cupru | Schimbător cu baterie locală 2202A, 5/10 L, 3/3 CC. | Muzeul Științei și Tehnicii „Ștefan Procopiu”, Iași | Cimec    |
|      | Schimbător                                                                                              | Datare: Cca. 1950 Școală: Bell-Telephone Company Dimensiuni: L=30 cm, A=24 cm, I=35 cm Material: textură de pânză, metal, ebonită | Schimbător cu baterie locală 2202A, 20/20 L, 5/5 CC. | Muzeul Științei și Tehnicii „Ștefan Procopiu”, Iași | Cimec    |
|      | Schimbător                                                                                              | Datare: 1942 Școală: Bell-Telephone Company Dimensiuni: L=39 cm, A=26 cm, I=32 cm Material: ebonită, fier, cupru, pertinax | Schimbător cu baterie locală 5/10 L, 2-3 CC. | Muzeul Științei și Tehnicii „Ștefan Procopiu”, Iași | Cimec    |
|      | Centrală telefonică                                                                                     | Datare: 1942 Școală: Electromagnetica Dimensiuni: L=62 cm, A=65 cm, I=120 cm Material: ebonită, fier, cupru, pânză, lemn | Centrală manuală de 30 de numere tip „Vestitorul”. | Muzeul Științei și Tehnicii „Ștefan Procopiu”, Iași | Cimec    |
|      | Radioreceptor                                                                                           | Datare: 1930-1940 Școală: D.R.G.M. Dimensiuni: L=13,6 cm, I=2,6 cm Material: ebonită, fier, cupru, material textil, lemn, metal, bachelită | Aparat radio cu galenă, produs de D.R.G.M. Germania. | Muzeul Științei și Tehnicii „Ștefan Procopiu”, Iași | Cimec    |
|      | Telefon de perete                                                                                       | Datare: Cca. 1930 Școală: Filiala Ericsson Dimensiuni: L=29 cm, I=43 cm Material: lemn, tablă de fier, miez de fier, cupru, ebonită | Telefon de perete cu baterie locală, produs de Filiala „Ericsson” Budapesta. | Muzeul Științei și Tehnicii „Ștefan Procopiu”, Iași | Cimec    |
|      | Hughes                                                                                                  | Datare: 1880-1890 Școală: Deutsche Telephonwerek nr. 775 Dimensiuni: L=74 cm, A=55 cm, I=149 cm Material: oțel, ebonită, alamă, fier, lemn | Aparat telegrafic „Hughes”. | Muzeul Științei și Tehnicii „Ștefan Procopiu”, Iași | Cimec    |
|      | Telefon Autor: Erikson                                                                                  | Datare: Cca. 1905 Dimensiuni: L=25 cm, A=14 cm, I=29 cm Material: lemn, tablă de fier, ebonită, cupru | Telefon cu baterie locală, produs de „Erikson”. | Muzeul Științei și Tehnicii „Ștefan Procopiu”, Iași | Cimec    |
|      | Telefon                                                                                                 | Datare: Cca. 1910 Școală: Companies de telephones Thomson Dimensiuni: L=16 cm, A=27,5 cm, I=39 cm Material: lemn, tablă de fier, ebonită, cupru | Telefon automat, produs de „Companies de telephones Thomson”. | Muzeul Științei și Tehnicii „Ștefan Procopiu”, Iași | Cimec    |
|      | Telefon                                                                                                 | Datare: Cca. 1910 Dimensiuni: L=23,5 cm, A=17 cm, I=43 cm Material: lemn, tablă de fier, ebonită, cupru | Telefon cu baterie locală, produs în Ungaria. | Muzeul Științei și Tehnicii „Ștefan Procopiu”, Iași | Cimec    |
|      | Schimbător                                                                                              | Datare: 1942 Școală: Bell-Telephone Company Dimensiuni: L=39 cm, A=26 cm, I=32 cm Material: lemn, tablă de fier, ebonită, cupru, pertinax | Schimbător cu baterie locală 2202A, 5/10, 3/3 CC. | Muzeul Științei și Tehnicii „Ștefan Procopiu”, Iași | Cimec    |
|      | Telefon Autor: Thomson-Huston                                                                           | Datare: Aprox. 1900 Dimensiuni: I=30 cm, D suport=14 cm Material: metal, lemn, ebonită, cupru | Telefon cu baterie centrală, produs de „Thomson-Huston” Paris, Franța. | Muzeul Științei și Tehnicii „Ștefan Procopiu”, Iași | Cimec    |
|      | Telefon                                                                                                 | Datare: Aprox. 1900 Dimensiuni: L=11 cm, A=8 cm, I=26 cm Material: lemn, fier, cupru, ebonită | Telefon cu baterie centrală. | Muzeul Științei și Tehnicii „Ștefan Procopiu”, Iași | Cimec    |
|      | Centrală telefonică                                                                                     | Datare: 1933 Dimensiuni: L=43 cm, A=22 cm, I=24 cm Material: lemn, fier, cupru, ebonită | Centrală automată produsă în Statele Unite ale Americii. | Muzeul Științei și Tehnicii „Ștefan Procopiu”, Iași | Cimec    |
|      | Telefon                                                                                                 | Datare: Cca. 1950 Dimensiuni: L=24 cm, A=13 cm, I=31 cm Material: lemn, fier, cupru, ebonită | Telefon automat cu jeton tip TM-2. Inscripționări: (față, stânga, sus): „IATC”, (dreapta, jos): „MTT-DPT-IATC; TIP1M2, Nr. 1390, 48V, -A-Hz; N.I.140; 58”. | Muzeul Științei și Tehnicii „Ștefan Procopiu”, Iași | Cimec    |
|      | Telefon                                                                                                 | Datare: Cca. 1910 Dimensiuni: L=33 cm, A=33 cm, I=134 cm Material: lemn, fier, cupru, ebonită, material textil | Telefon cu baterie locală. | Muzeul Științei și Tehnicii „Ștefan Procopiu”, Iași | Cimec    |
|      | Telefon                                                                                                 | Datare: 1900 Dimensiuni: L=28 cm, A=17 cm, I=30 cm Material: lemn, fier, cupru, ebonită, alamă | Telefon de masă produs în Ungaria. | Muzeul Științei și Tehnicii „Ștefan Procopiu”, Iași | Cimec    |
|      | Telegraf Autor: Ducretet, E.                                                                            | Datare: 1930-1940 Dimensiuni: L=35 cm, A=15,5 cm, I=23 cm Material: lemn, fier, alamă, hârtie, material textil | Telegraf Morse-receptor produs de firma „E. Ducretet” Paris. | Muzeul Științei și Tehnicii „Ștefan Procopiu”, Iași | Cimec    |
|      | Teleimprimator                                                                                          | Datare: Cca. 1910 Dimensiuni: L=65 cm, A=65 cm, I=50 cm Material: lemn, fier, cupru, ebonită | Teleimprimator S.T. 35 seria 48. | Muzeul Științei și Tehnicii „Ștefan Procopiu”, Iași | Cimec    |
|      | Aparat de proiecție                                                                                     | Școală: Willy Hagerdorn Descoperit: jud. GALAȚI, GALAȚI Dimensiuni: L: 39 cm; La: 48 cm; H: 28 cm Material: bachelita, plastic, sticla, carton | Aparatul este utilizat pentru proiecția cărților poștale. Episcopul are o carcasă argintie, și este prevăzut cu două dispozitive de reglare a manetei din față pentru a seta elevația, respectiv obiectivul, care se trage și se rotește pentru a regla focalizarea. Ca orice aparat de proiecție, aspectomatul conține sursa de lumină, condensorul de lumină și obiectivul. Aparatul de proiecție formează imagini reale, răsturnate și mărite ale unor cărți poștale, care sunt proiectate de obicei pe un ecran, obiectul fiind astfel așezat, cu capul în jos, astfel încât imaginea răsturnată, dată de aparat, să apară în pozitie verticală. Obiectivul se reglează manual. Cartea poștală se sprijină pe o foaie metalică, plasată în partea inferioară a episcopului, care poate fi deplasată în sus și în jos printr-un sistem de pârghii ingenios care ține întotdeauna într-o poziție orizontală. | Muzeul Științei și Tehnicii „Ștefan Procopiu”, Iași | Cimec    |
|      | Aparat de proiecție                                                                                     | Școală: SAWIER'S JUNIOR Descoperit: jud. GALAȚI, GALAȚI Dimensiuni: L: 18 cm; La: 19 cm; H: 13 cm Material: bachelita, plastic, sticla, carton | Aparatul de proiecție este utilizat pentru proiecția discurilor stereo color. Proiectorul are o carcasă din bachelită realizată în culori galben/brun roșcat și conține sursa, condensorul și obiectivul care se trage și se rotește pentru a regla focalizarea. Aparatul de proiecție formează imagini reale, răsturnate și mărite ale unor obiectelor transparente (diapozitive), care sunt proiectate de obicei pe un ecran. Discul este astfel așezat, încât imaginea răsturnată, dată de aparat, să apară în poziție verticală. Obiectivul se reglează manual. Elevația este controlată de reglarea piciorului din spate. Discul se așează într-un locaș special construit și avansează automat cu retragerea fiecărei imagini, permițând vizualizarea celor 14 imagini stereo color. | Muzeul Științei și Tehnicii „Ștefan Procopiu”, Iași | Cimec    |
|      | Balanță                                                                                                 | Școală: Franz Kustner Descoperit: jud. IAȘI, IAȘI Dimensiuni: L: 50 cm; La: 40 cm; H: 50 cm Material: metal, sticlă, lemn, aluminiu | Balanța analitică se folosește adesea în cadrul unui laborator de analiză pentru cântărirea cantităților mici de substanță, având o precizie foarte mare. Instrumentul de cântărit consta dintr-o pârghie cu brațe egale și două talere, care se echilibrează cu greutăți etalonate. Ca elemente de construcție mai importante ale balanței sunt pârghiile, cuțitele, pernițele, plăcuțele limitatoare, paftalele, indicatoarele, suporturile pentru sarcină și dispozitivele de izolare. Mai întâi se rotește butonul pentru a regla precizia balanței și apoi se așează substanța de cântărit pe centrul platanului doar după aducerea acestuia la zero. În partea dreaptă superioară se rotește butonul corespunzător gramelor, iar prin intermediul călăreților de pe talerul de cântărit se echilibrează balanța care indică, prin intermediul unui ecran luminos, masa de substanță cântărită. | Muzeul Științei și Tehnicii „Ștefan Procopiu”, Iași | Cimec    |
|      | Diaproiector semiautomat                                                                                | Școală: Heinrich Malinski Descoperit: jud. VASLUI, VASLUI Dimensiuni: L: 74 cm; La: 27 cm; H: 52,5 cm Material: metal, pânză, sticlă | Diaproiectorul (Epiproiectorul) permite proiectarea prin reflexie a unor imagini, fotografii, scheme etc. existente pe un suport opac. Aparatul a fost construit de opticianul Heinrich Malinski din Leipzig și funcționează pe același principiu ca un proiector de diapozitive de 35 mm, în care o lentilă de focalizare proiectează lumina dintr-un diapozitiv iluminat pe un ecran de proiecție unde se formează o imagine reală. Cu toate acestea, unele diferențe sunt impuse de dimensiunea mult mai mare a foliilor transparente utilizate (în general dimensiunea unei pagini imprimate) și cerința ca transparența să fie plasată cu fața în sus (și ușor de citit de prezentator). Pentru acest din urmă scop, proiectorul include o oglindă chiar înainte sau după obiectivul de focalizare pentru a alinia sistemul optic spre orizontală. Această oglindă realizează, de asemenea, o inversare a imaginii pentru ca imaginea proiectată pe ecran să corespundă cu cea a diapozitivului așa cum o vede prezentatorul. Prin urmare, folia este plasată cu fața în sus (către oglindă și obiectivul de focalizare), spre deosebire de un proiector de diapozitive de 35 mm sau de un proiector de film (care nu are o astfel de oglindă) și unde imaginea diapozitivului nu este inversată pe partea opusă obiectivului de focalizare-proiecție prin reflexie a unor imagini, fotografii, scheme etc. existente pe un suport opac. | Muzeul Științei și Tehnicii „Ștefan Procopiu”, Iași | Cimec    |
|      | Retroproiector                                                                                          | Școală: Epirex Descoperit: jud. VASLUI, VASLUI Dimensiuni: L: 58 cm; La: 30 cm; H: 49 cm Material: metal, sticlă, hârtie | Retroproiectorul funcționează pe același principiu ca un proiector de diapozitive de 35 mm, în care o lentilă de focalizare proiectează lumina dintr-un diapozitiv iluminat pe un ecran de proiecție unde se formează o imagine reală. Cu toate acestea, unele diferențe sunt impuse de dimensiunea mult mai mare a foliilor transparente utilizate (în general dimensiunea unei pagini imprimate) și cerința ca transparența să fie plasată cu fața în sus (și ușor de citit de prezentator). Pentru acest din urmă scop, proiectorul include o oglindă chiar înainte sau după obiectivul de focalizare pentru a alinia sistemul optic spre orizontală. Această oglindă realizează, de asemenea, o inversare a imaginii pentru ca imaginea proiectată pe ecran să corespundă cu cea a diapozitivului așa cum o vede prezentatorul. Prin urmare, folia transparentă este plasată cu fața în sus (către oglindă și obiectivul de focalizare), spre deosebire de un proiector de diapozitive de 35 mm sau de un proiector de film (care nu are o astfel de oglindă) și unde imaginea diapozitivului nu este inversată pe partea opusă obiectivului de focalizare. | Muzeul Științei și Tehnicii „Ștefan Procopiu”, Iași | Cimec    |
|      | Aparat de proiecție diapozitive                                                                         | Școală: Pentacon Descoperit: BUCUREȘTI, BUCUREȘTI Dimensiuni: L: 13,5 cm; La: 18 cm; H: 15 cm Material: metal, bachelită, sticlă | Aparatul de proiecție "Visena 55" poate reda diapozitive în format 5 x 5 cm (dimensiune exterioară) și imagini ale benzii de film în format 35 mm din dispozitiv. Vizualizatorul de diapozitive este în stare bună. Prezintă o carcasă din bachelită negru, conexiune la rețea 250 V, lampă 25 W și permite schimbarea manuală a diapozitivului și ghidarea manuală a filmului. | Muzeul Științei și Tehnicii „Ștefan Procopiu”, Iași | Cimec    |
|      | Aparat de proiecție film                                                                                | Școală: LOMO-LUCH (Mira 2) Descoperit: jud. IAȘI, IAȘI Dimensiuni: L: 17,5 cm; La: 21 cm; H: 23 cm Material: metal, sticla, plastic | Aparatul de proiecție cinematografică Myr 2 este utilizat pentru proiecția pe un ecran a filmelor de 8 mm. Fotogramele înșirate pe film sunt redate cu o frecvență de 24 imagini/sec, care trebuie să coincidă cu frecvența de filmare, cerință care, dacă nu este îndeplinită, apar dificultăți de redare. Pentru perceperea imaginii proiectate este necesar ca fiecare fotograma să fie menținută un timp nemișcată pe ecran. În acest sens, aparatul este prevăzut cu un sistem de transport sacadat al filmului cu grifă și cu un obturator de lumina, care are rolul de a "ascunde" deplasarea fotogramei pentru a face posibilă proiecția următoarei. Pentru redarea fonogramei este necesar ca filmul să se deplaseze cu o viteză constantă în fața traductorului care efectuează transformarea semnalelor luminoase modulate de către fonogramă în semnale electrice modulate, pentru a fi transmise la instalația de redare a sunetului. | Muzeul Științei și Tehnicii „Ștefan Procopiu”, Iași | Cimec    |
|      | Aparat de mărit fotografii                                                                              | Școală: PZO (Polish Optical Industry), Varșovia Descoperit: jud. IAȘI, IAȘI Dimensiuni: L: 45 cm; La: 65 cm; H: 85 cm Material: metal, sticlă, plastic, lemn | Aparatul de mărire conține o sursă de lumină, în mod normal un bec cu incandescență, un condensator pentru a asigura o iluminare uniformă, un suport pentru negativ (portnegativ), o lentilă specializată pentru proiecție și un suport de lemn pe care este fixat tripodul constituit din trei bare de metal. Mărirea este făcută prin focalizarea imaginii cu lumina aprinsă, imediat după ce negativul se introduce în portnegativ. După găsirea clarului se stinge sursa de lumină. Imaginea din negativ este proiectată printr-o lentilă, prevăzută cu o deschidere reglabilă, pe o suprafață plană care poartă hârtia fotografică sensibilizată. Prin reglarea raportului distanței dintre film și lentilă la cea dintre lentilă și hârtie, se pot obține diferite grade de mărire, funcție de structura dispozitivului de mărit și dimensiunea hârtiei. Pe măsură ce dimensiunea imaginii este schimbată, se impune și modificarea focalizarii obiectivului. După expunere, hârtia fotografică este developată, fixată, spălată și uscată urmând procesul cu gelatina-bromură de argint. | Muzeul Științei și Tehnicii „Ștefan Procopiu”, Iași | Cimec    |
|      | Aparat de mărit fotografii                                                                              | Școală: PZO, Varșovia, Polonia Descoperit: jud. IAȘI, IAȘI Dimensiuni: L: 45 cm; La: 65 cm; H: 85 cm Material: metal, lemn, sticla | Aparat mărit fotografii alb-negru KROKUS GFA este cu cap alb-negru și funcționează pe film lat și îngust. Aparatul de mărire conține o sursă de lumină, în mod normal un bec cu incandescență, un condensator pentru a asigura o iluminare uniformă, un suport pentru negativ (portnegativ), o lentilă specializată pentru proiecție și un suport de lemn pe care este fixat tripodul constituit din trei bare de metal. Mărirea este făcută prin focalizarea imaginii cu lumina aprinsă, imediat după ce negativul se introduce în portnegativ. După găsirea clarului se stinge sursa de lumină. Imaginea din negativ este proiectată printr-o lentilă, prevăzută cu o deschidere reglabilă, pe o suprafață plană care poartă hârtia fotografică sensibilizată. Prin reglarea raportului distanței dintre film și lentilă la cea dintre lentilă și hârtie, se pot obține diferite grade de mărire, funcție de structura dispozitivului de mărire și dimensiunea hârtiei. Pe măsură ce dimensiunea imaginii este schimbată, se impune și modificarea focalizarii obiectivului. După expunere, hârtia fotografică este developată, fixată, spălată și uscată urmând procesul cu gelatina-bromură de argint. | Muzeul Științei și Tehnicii „Ștefan Procopiu”, Iași | Cimec    |
|      | Aparat de mărit fotografii                                                                              | Școală: PZO, Varșovia Descoperit: jud. IAȘI, IAȘI Dimensiuni: L: 45 cm; La: 65 cm; H: 85 cm Material: metal, lemn, sticla | Aparat mărit fotografii KROKUS GFA este cu cap alb-negru și funcționează pe film lat și îngust. Aparatul de mărire conține o sursă de lumină, în mod normal un bec cu incandescență, un condensator pentru a asigura o iluminare uniformă, un suport pentru negativ (portnegativ), o lentilă specializată pentru proiecție și un suport de lemn pe care este fixat tripodul constituit din trei bare de metal. Mărirea este făcută prin focalizarea imaginii cu lumina aprinsă, imediat după ce negativul se introduce în portnegativ. După găsirea clarului se stinge sursa de lumină. Imaginea din negativ este proiectată printr-o lentilă, prevăzută cu o deschidere reglabilă, pe o suprafață plană care poartă hârtia fotografică sensibilizată. Prin reglarea raportului distanței dintre film și lentilă la cea dintre lentilă și hârtie, se pot obține diferite grade de mărire, funcție de structura dispozitivului de mărire și dimensiunea hârtiei. Pe măsură ce dimensiunea imaginii este schimbată, se impune și modificarea focalizarii obiectivului. După expunere, hârtia fotografică este developată, fixată, spălată și uscată urmând procesul cu gelatina-bromură de argint. | Muzeul Științei și Tehnicii „Ștefan Procopiu”, Iași | Cimec    |
|      | Mașină de înghețată Autor: Alexanderwerk                                                                | Școală: Atelier german Descoperit: BUCUREȘTI, BUCUREȘTI Dimensiuni: Î: 30 cm; D: 21,5 cm Material: Mașină executată sub forma unui butoi, confecționat din lemn, prevăzută în interior cu un cilindru metalic.                                                                                     | Mașina de înghețată era destinată utilizării casnice, fiind alcătuită dintr-un recipient din material lemnos, în interiorul căruia se află un dispozitiv din tablă, de formă cilindrică. În interiorul cilindrului se află un agitator cu 6 palete, pus în funcțiune manual, cu ajutorul manivelei montată la exteriorul capacului. În interiorul cilindrului din tablă se adauga crema pentru înghețată, fiartă și răcită; spațiul dintre cilindru și recipientul din lemn era umplut cu gheață mărunțită. Pentru prepararea produsului de rotea manivela aflată în legătură cu agitatorul până se obținea o consistență omogenă care era desprinsă de pe pereții butoiului cu ajutorul unei palete din lemn. Exteriorul recipientului este susținut de două cercuri metalice. Putea fi utilizată și pentru mărunțirea gheții. Capacitatea maximă a mașinii 2 l. | Muzeul Științei și Tehnicii „Ștefan Procopiu”, Iași | Cimec    |
|      | Sifon Autor: Fabrica Vultur                                                                             | Datare: 1936 Descoperit: jud. IAȘI, IAȘI Dimensiuni: D: 11 cm; Î: 31 cm Material: Dispozitiv etanș de sticlă, de formă cilindrică, cu pereții groși, folosit pentru păstrarea și debitarea sub presiune a apei acidulate cu dioxid de carbon.                                                      | Sifonul este confecționat din sticlă groasă, transparentă, de culoare albastră cu o capacitate de 1 litru. Capul de umplere-evacuare este metalic, fix și se continuă cu țeava din sticlă, plasată central în interiorul recipientului. Sistemul de debitare al apei carbogazoase este format dintr-un ansamblu de pârghii, arc, mâner de acționare și un tub de sticlă care ajunge până la partea inferioară a recipientului. Pe capul de umplere este ștanțată denumirea fabricii. Central, pe exteriorul corpului recipientului este scris numele fabricii și emblema acesteia. Ștuțul de pe capul recipientului este decorat cu cap de acvilă cu cioc deschis, ornament foarte des utilizat la fabricarea dispozitivelor. Sifonul se umplea cu apă carbogazoasă la punctele special amenajate pentru acest lucru. Nuanța recipientului de sticlă era dată din fabrică, cea albastră fiind pe bază de săruri de cobalt. | Muzeul Științei și Tehnicii „Ștefan Procopiu”, Iași | Cimec    |
|      | Sifon Autor: Uniunea de fabrici gazoase ”Sanitas”                                                       | Datare: 1930 Descoperit: jud. IAȘI, IAȘI Dimensiuni: D: 9 cm; Î: 28 cm Material: Dispozitiv etanș de sticlă, de formă cilindrică, cu pereții groși, folosit pentru păstrarea și debitarea sub presiune a apei acidulate cu dioxid de carbon.                                                       | Sifonul este confecționat din sticlă groasă, transparentă, de culoare albastră, cu o capacitate de 1/4 l. Capul de umplere-evacuare este metalic, fix și se continuă cu tubul de sticlă, plasat central în interiorul recipientului. Sistemul de debitare al apei carbogazoase este format dintr-un ansamblu de pârghii, arc, mâner de acționare și un tub de sticlă care ajunge până la partea inferioară a recipientului. Central sunt plasate două medalioane concentrice, ușor suprapuse. Medalionul din stânga, șters, avea imprimat chipul regelui Carol al II-lea. Sifonul se umplea cu apă carbogazoasă la punctele special amenajate pentru acest lucru. Tubul de sticlă din interiorul recipientului este spart. Nuanța recipientului de sticlă era dată din fabrică, cea albastră fiind pe bază de săruri de cobalt. | Muzeul Științei și Tehnicii „Ștefan Procopiu”, Iași | Cimec    |
|      | Mașină de curățat fructe Autor: Compania PEFRA                                                          | Datare: mijlocul sec. al XX-lea Școală: Atelier german Descoperit: jud. BRAȘOV, PREDEAL Dimensiuni: L: 28 cm; La: 9 cm; Î: 30 cm Material: Dispozitiv mecanic confecționat integral din oțel; mâner din lemn.                                                                                      | Mașina este un dispozitiv economic, cu acționare manuală, utilizat la curățarea de coajă a fructelor (mere, pere, piersici) și a legumelor (cartofi, morcovi). Fructul sau leguma pentru descojit se introduce în lama unei vergele orizontale, antrenată prin acțiunea manivelei laterale. Pe măsură ce se rotește manivela, coaja este îndepărtată de un cuțit plasat lateral, antrenat de un braț mobil, care îndepărtează circular coaja. Dispozitivul este prevăzut cu o clemă pentru prinderea de masă în poziție verticală pentru fixare solidă. | Muzeul Științei și Tehnicii „Ștefan Procopiu”, Iași | Cimec    |
|      | Expresor                                                                                                | Datare: începutul sec. al XX-lea Școală: atelier francez Descoperit: jud. BRAȘOV, PREDEAL Dimensiuni: D exterior: 33 cm; Î: 65 cm Material: Dispozitiv confecționat din oțel, de formă cilindrică, destinat praparării cafelei.                                                                    | Aparatul este o cafetieră cu filtru, denumit și percolator, înalt, de formă cilindrică, ce funcționează cu încălzire cu gaz, confecționat din oțel și destinat preparării cafelei în cantități mai mari în unitățile publice de consum. Aparatul este compus din două vase, suprapuse. Vasul de la partea inferioară, mai mare, este căptușit etanș la interior cu o cămasă metalică prin care circulă căldura generată de arderea gazului ce provine de la o butelie exterioară. Vasul prezintă la exterior două mânere pentru manipulare și o tijă verticală confecționată din metal și sticlă pentru distribuția gazului și reglarea presiunii. Vasul superior, mai mic, detașabil, conține sita pe care se pune cafeaua măcinată. Vasul este prevăzut cu două mânere și acoperit cu un capac metalic. Cafeaua preparată este colectată prin intermediul unui robinet, montat la partea inferioră. Dispozitivul nu conține butelia de alimentare cu gaz. | Muzeul Științei și Tehnicii „Ștefan Procopiu”, Iași | Cimec    |
|      | Avion Autor: OKB Yakovlev si Tbilisi Aircraft Manufacturing TAM                                         | Descoperit: jud. CARAȘ-SEVERIN, CARANSEBEȘ, U.M. 01917 Dimensiuni: L: 8,78 m; La: 9,20 m; Î: 2,5 m Material: alamă; aluminiu; cupru; metal; sticlă; vopsea | Avion IAK 17 - cu dublă comandă, de luptă, cu reacție. A fost dezvoltat de Yakovlev din IAK 15, principala diferență fiind trenul de aterizare triciclu. Versiunea IAK 17 a fost versiunea folosită pentru antrenament. Capacitatea de alimentare cu combustibil a fost redusă foarte mult, din cauza eliminării rezervoarelor din vârful aripilor. În SUA această aeronavă a fost cunoscută sub numele de „Tip 26” și având în vedere ASCC numele de raportare „Magnet”. | Muzeul Științei și Tehnicii „Ștefan Procopiu”, Iași | Cimec    |
|      | Disc Autor: Symphonion Musikwerke AG                                                                    | Datare: sfârșitul sec. al XIX-lea Școală: Atelier german Descoperit: București Dimensiuni: D: 30 cm Material: Disc confecționat din metal, prevăzut cu perforații. | Discul conține înregistrarea melodiei: Die Marseillaise; compozitor: Rouget de Lisle, anul 1792. Melodia este înregistrată prin operația de perforare. Fiecare perforație reprezintă o notă a partiturii muzicale. În procesul de fabricație, metalul rezultat în urma perforării este întors pe partea interioară a discului sub forma unei proeminențe. Pentru funcționare, discul metalic este montat, în poziție orizontală, în automatul mecanic denumit simfonion. La simfonion discul poate fi înlocuit. În momentul rotirii discului, proeminențele agață lamelele metalice, acordate pe notele muzicale. Sub disc se află mecanismul format din doi piepteni metalici, poziționați diametral, care conțin 84 de lamele. Mecanismul este fixat pe un cadru metalic în cutia aparatului. Discul este susținut în poziție orizontală cu ajutorul unui braț metalic, mobil, prins într-o clemă și este dirijat în mișcarea de rotație prin intermediul unui ax central. Discul este păstrat în discoteca automatului muzical, denumit simfonion. Stare bună de funcționare. | Muzeul Științei și Tehnicii „Ștefan Procopiu”, Iași | Cimec    |
|      | Disc Autor: Symphonion Musikwerke AG                                                                    | Datare: sfârșitul sec. al XIX-lea Școală: Atelier german Descoperit: București Dimensiuni: D: 30 cm Material: Disc confecționat din metal, prevăzut cu perforații. | Discul conține înregistrarea valsului: Roses du Sud/Rosen aus der Suden/Roses from the South; compozitor: Johann Strauss-fiul, anul 1880. Melodia este înregistrată prin operația de perforare. Fiecare perforație reprezintă o notă a partiturii muzicale. În procesul de fabricație, metalul rezultat în urma perforării este întors pe partea interioară a discului sub forma unei proeminențe. Pentru funcționare, discul metalic este montat, în poziție orizontală, în automatul mecanic denumit simfonion. La simfonion discul poate fi înlocuit. În momentul rotirii discului, proeminențele agață lamelele metalice, acordate pe notele muzicale. Sub disc se află mecanismul format din doi piepteni metalici, poziționați diametral, care conțin 84 de lamele. Mecanismul este fixat pe un cadru metalic în cutia aparatului. Discul este susținut în poziție orizontală cu ajutorul unui braț metalic, mobil, prins într-o clemă și este dirijat în mișcarea de rotație prin intermediul unui ax central. Discul este păstrat în discoteca automatului muzical, denumit simfonion. Stare bună de funcționare. | Muzeul Științei și Tehnicii „Ștefan Procopiu”, Iași | Cimec    |
|      | Disc Autor: Symphonion Musikwerke AG                                                                    | Datare: sf.sec.XIX-începutul sec.XX Școală: Atelier german Descoperit: București Dimensiuni: D: 30 cm Material: Disc confecționat din metal, prevăzut cu perforații. | Discul conține înregistrarea valsului românesc: Suspinul; compozitor: Iosif Ivanovici. Melodia este înregistrată prin operația de perforare. Fiecare perforație reprezintă o notă a partiturii muzicale. În procesul de fabricație, metalul rezultat în urma perforării este întors pe partea interioară a discului sub forma unei proeminențe. Pentru funcționare, discul metalic este montat, în poziție orizontală, în automatul mecanic denumit simfonion. La simfonion discul poate fi înlocuit. În momentul rotirii discului, proeminențele agață lamelele metalice, acordate pe notele muzicale. Sub disc se află mecanismul format din doi piepteni metalici, poziționați diametral, care conțin 84 de lamele. Mecanismul este fixat pe un cadru metalic în cutia aparatului. Discul este susținut în poziție orizontală cu ajutorul unui braț metalic, mobil, prins într-o clemă și este dirijat în mișcarea de rotație prin intermediul unui ax central. Discul este păstrat în discoteca automatului muzical, denumit simfonion. Stare bună de funcționare. | Muzeul Științei și Tehnicii „Ștefan Procopiu”, Iași | Cimec    |
|      | Disc Autor: Symphonion Musikwerke AG                                                                    | Datare: sf.sec.XIX-începutul sec.XX Școală: Atelier german Descoperit: București Dimensiuni: D: 30 cm Material: Disc confecționat din metal, prevăzut cu perforații. | Discul conține înregistrarea melodiei românești: Băttuta. Melodia este înregistrată prin operația de perforare. Fiecare perforație reprezintă o notă a partiturii muzicale. În procesul de fabricație, metalul rezultat în urma perforării este întors pe partea interioară a discului sub forma unei proeminențe. Pentru funcționare, discul metalic este montat, în poziție orizontală, în automatul mecanic denumit simfonion. La simfonion discul poate fi înlocuit. În momentul rotirii discului, proeminențele agață lamelele metalice, acordate pe notele muzicale. Sub disc se află mecanismul format din doi piepteni metalici, poziționați diametral, care conțin 84 de lamele. Mecanismul este fixat pe un cadru metalic în cutia aparatului. Discul este susținut în poziție orizontală cu ajutorul unui braț metalic, mobil, prins într-o clemă și este dirijat în mișcarea de rotație prin intermediul unui ax central. Discul este păstrat în discoteca automatului muzical, denumit simfonion. Stare bună de funcționare. | Muzeul Științei și Tehnicii „Ștefan Procopiu”, Iași | Cimec    |
|      | Disc Autor: Symphonion Musikwerke AG                                                                    | Datare: sf.sec.XIX-începutul sec.XX Școală: Atelier german Descoperit: București Dimensiuni: D: 30 cm Material: Disc confecționat din metal, prevăzut cu perforații. | Discul conține înregistrarea melodiei: Romneasca. Melodia este înregistrată prin operația de perforare. Fiecare perforație reprezintă o notă a partiturii muzicale. În procesul de fabricație, metalul rezultat în urma perforării este întors pe partea interioară a discului sub forma unei proeminențe. Pentru funcționare, discul metalic este montat, în poziție orizontală, în automatul mecanic denumit simfonion. La simfonion discul poate fi înlocuit. În momentul rotirii discului, proeminențele agață lamelele metalice, acordate pe notele muzicale. Sub disc se află mecanismul format din doi piepteni metalici, poziționați diametral, care conțin 84 de lamele. Mecanismul este fixat pe un cadru metalic în cutia aparatului. Discul este susținut în poziție orizontală cu ajutorul unui braț metalic, mobil, prins într-o clemă și este dirijat în mișcarea de rotație prin intermediul unui ax central. Discul este păstrat în discoteca automatului muzical, denumit simfonion. Stare bună de funcționare. | Muzeul Științei și Tehnicii „Ștefan Procopiu”, Iași | Cimec    |
|      | Disc Autor: Symphonion Musikwerke AG                                                                    | Datare: sf.sec.XIX-începutul sec.XX Școală: Atelier german Descoperit: București Dimensiuni: D: 30 cm Material: Disc confecționat din metal, prevăzut cu perforații. | Discul conține înregistrarea melodiei românești: Hora Moldoveană. Melodia este înregistrată prin operația de perforare. Fiecare perforație reprezintă o notă a partiturii muzicale. În procesul de fabricație, metalul rezultat în urma perforării este întors pe partea interioară a discului sub forma unei proeminențe. Pentru funcționare, discul metalic este montat, în poziție orizontală, în automatul mecanic denumit simfonion. La simfonion discul poate fi înlocuit. În momentul rotirii discului, proeminențele agață lamelele metalice, acordate pe notele muzicale. Sub disc se află mecanismul format din doi piepteni metalici, poziționați diametral, care conțin 84 de lamele. Mecanismul este fixat pe un cadru metalic în cutia aparatului. Discul este susținut în poziție orizontală cu ajutorul unui braț metalic, mobil, prins într-o clemă și este dirijat în mișcarea de rotație prin intermediul unui ax central. Discul este păstrat în discoteca automatului muzical, denumit simfonion. Stare bună de funcționare. | Muzeul Științei și Tehnicii „Ștefan Procopiu”, Iași | Cimec    |
|      | Disc Autor: Symphonion Musikwerke AG                                                                    | Datare: sfârșitul sec. al XIX-lea Școală: Atelier german Descoperit: București Dimensiuni: D: 30 cm Material: Disc confecționat din metal, prevăzut cu perforații. | Discul conține înregistrarea melodiei: Românul. Melodia este înregistrată prin operația de perforare. Fiecare perforație reprezintă o notă a partiturii muzicale. În procesul de fabricație, metalul rezultat în urma perforării este întors pe partea interioară a discului sub forma unei proeminențe. Pentru funcționare, discul metalic este montat, în poziție orizontală, în automatul mecanic denumit simfonion. La simfonion discul poate fi înlocuit. În momentul rotirii discului, proeminențele agață lamelele metalice, acordate pe notele muzicale. Sub disc se află mecanismul format din doi piepteni metalici, poziționați diametral, care conțin 84 de lamele. Mecanismul este fixat pe un cadru metalic în cutia aparatului. Discul este susținut în poziție orizontală cu ajutorul unui braț metalic, mobil, prins într-o clemă și este dirijat în mișcarea de rotație prin intermediul unui ax central. Discul este păstrat în discoteca automatului muzical, denumit simfonion. Stare bună de funcționare. | Muzeul Științei și Tehnicii „Ștefan Procopiu”, Iași | Cimec    |
|      | Disc Autor: Symphonion Musikwerke AG                                                                    | Datare: sfârșitul sec. al XIX-lea Școală: Atelier german Descoperit: București Dimensiuni: D: 30 cm Material: Disc confecționat din metal, prevăzut cu perforații. | Discul conține înregistrarea valsului: Lagunen; Opereta Eine Nacht in Venedig (O noapte la Veneția); compozitor: Johann Strauss-fiul. Premiera a avut loc la Berlin în data de 3 octombrie 1883. Melodia este înregistrată prin operația de perforare. Fiecare perforație reprezintă o notă a partiturii muzicale. În procesul de fabricație, metalul rezultat în urma perforării este întors pe partea interioară a discului sub forma unei proeminențe. Pentru funcționare, discul metalic este montat, în poziție orizontală, în automatul mecanic denumit simfonion. La simfonion discul poate fi înlocuit. În momentul rotirii discului, proeminențele agață lamelele metalice, acordate pe notele muzicale. Sub disc se află mecanismul format din doi piepteni metalici, poziționați diametral, care conțin 84 de lamele. Mecanismul este fixat pe un cadru metalic în cutia aparatului. Discul este susținut în poziție orizontală cu ajutorul unui braț metalic, mobil, prins într-o clemă și este dirijat în mișcarea de rotație prin intermediul unui ax central. Discul este păstrat în discoteca automatului muzical, denumit simfonion. Stare foarte bună de funcționare. | Muzeul Științei și Tehnicii „Ștefan Procopiu”, Iași | Cimec    |
|      | Disc Autor: Symphonion Musikwerke AG                                                                    | Datare: sfârșitul sec. al XIX-lea Școală: Atelier german Descoperit: București Dimensiuni: D: 30 cm Material: Disc confecționat din metal, prevăzut cu perforații. | Discul conține înregistrarea melodiei românești: Serba metușica; compozitor: L.Sterr. Melodia este înregistrată prin operația de perforare. Fiecare perforație reprezintă o notă a partiturii muzicale. În procesul de fabricație, metalul rezultat în urma perforării este întors pe partea interioară a discului sub forma unei proeminențe. Pentru funcționare, discul metalic este montat, în poziție orizontală, în automatul mecanic denumit simfonion. La simfonion discul poate fi înlocuit. În momentul rotirii discului, proeminențele agață lamelele metalice, acordate pe notele muzicale. Sub disc se află mecanismul format din doi piepteni metalici, poziționați diametral, care conțin 84 de lamele. Mecanismul este fixat pe un cadru metalic în cutia aparatului. Discul este susținut în poziție orizontală cu ajutorul unui braț metalic, mobil, prins într-o clemă și este dirijat în mișcarea de rotație prin intermediul unui ax central. Discul este păstrat în discoteca automatului muzical, denumit simfonion. Stare foarte bună de funcționare. | Muzeul Științei și Tehnicii „Ștefan Procopiu”, Iași | Cimec    |
|      | Disc Autor: Symphonion Musikwerke AG                                                                    | Datare: sfârșitul sec. al XIX-lea Școală: Atelier german Descoperit: București Dimensiuni: D: 30 cm Material: Disc confecționat din metal, prevăzut cu perforații. | Discul conține înregistrarea melodiei: Galop des Bandits/Banditen-Galopp/Bandit's Galop; compozitor: Johann Strauss-fiul. Melodia este înregistrată prin operația de perforare. Fiecare perforație reprezintă o notă a partiturii muzicale. În procesul de fabricație, metalul rezultat în urma perforării este întors pe partea interioară a discului sub forma unei proeminențe. Pentru funcționare, discul metalic este montat, în poziție orizontală, în automatul mecanic denumit simfonion. La simfonion discul poate fi înlocuit. În momentul rotirii discului, proeminențele agață lamelele metalice, acordate pe notele muzicale. Sub disc se află mecanismul format din doi piepteni metalici, poziționați diametral, care conțin 84 de lamele. Mecanismul este fixat pe un cadru metalic în cutia aparatului. Discul este susținut în poziție orizontală cu ajutorul unui braț metalic, mobil, prins într-o clemă și este dirijat în mișcarea de rotație prin intermediul unui ax central. Discul este păstrat în discoteca automatului muzical, denumit simfonion. Stare foarte bună de funcționare. | Muzeul Științei și Tehnicii „Ștefan Procopiu”, Iași | Cimec    |
|      | Disc Autor: Symphonion Musikwerke AG                                                                    | Datare: sfârșitul sec. al XIX-lea Școală: Atelier german Descoperit: București Dimensiuni: D: 30 cm Material: Disc confecționat din metal, prevăzut cu perforații. | Discul conține înregistrarea melodiei românești: Bulevardiștii. Melodia este înregistrată prin operația de perforare. Fiecare perforație reprezintă o notă a partiturii muzicale. În procesul de fabricație, metalul rezultat în urma perforării este întors pe partea interioară a discului sub forma unei proeminențe. Pentru funcționare, discul metalic este montat, în poziție orizontală, în automatul mecanic denumit simfonion. La simfonion discul poate fi înlocuit. În momentul rotirii discului, proeminențele agață lamelele metalice, acordate pe notele muzicale. Sub disc se află mecanismul format din doi piepteni metalici, poziționați diametral, care conțin 84 de lamele. Mecanismul este fixat pe un cadru metalic în cutia aparatului. Discul este susținut în poziție orizontală cu ajutorul unui braț metalic, mobil, prins într-o clemă și este dirijat în mișcarea de rotație prin intermediul unui ax central. Discul este păstrat în discoteca automatului muzical, denumit simfonion. Stare foarte bună de funcționare. | Muzeul Științei și Tehnicii „Ștefan Procopiu”, Iași | Cimec    |
|      | Disc Autor: Symphonion Musikwerke AG                                                                    | Datare: sfârșitul sec. al XIX-lea Școală: Atelier german Descoperit: București Dimensiuni: D: 30 cm Material: Disc confecționat din metal, prevăzut cu perforații. | Discul conține înregistrarea melodiei românești: Serenade. Melodia este înregistrată prin operația de perforare. Fiecare perforație reprezintă o notă a partiturii muzicale. În procesul de fabricație, metalul rezultat în urma perforării este întors pe partea interioară a discului sub forma unei proeminențe. Pentru funcționare, discul metalic este montat, în poziție orizontală, în automatul mecanic denumit simfonion. La simfonion discul poate fi înlocuit. În momentul rotirii discului, proeminențele agață lamelele metalice, acordate pe notele muzicale. Sub disc se află mecanismul format din doi piepteni metalici, poziționați diametral, care conțin 84 de lamele. Mecanismul este fixat pe un cadru metalic în cutia aparatului. Discul este susținut în poziție orizontală cu ajutorul unui braț metalic, mobil, prins într-o clemă și este dirijat în mișcarea de rotație prin intermediul unui ax central. Discul este păstrat în discoteca automatului muzical, denumit simfonion. Stare foarte bună de funcționare. | Muzeul Științei și Tehnicii „Ștefan Procopiu”, Iași | Cimec    |
|      | Disc Autor: Symphonion Musikwerke AG                                                                    | Datare: sfârșitul sec. al XIX-lea Școală: Atelier german Descoperit: București Dimensiuni: D: 30 cm Material: Disc confecționat din metal, prevăzut cu perforații. | Discul conține înregistrarea melodiei românești: Bucarestenii. Melodia este înregistrată prin operația de perforare. Fiecare perforație reprezintă o notă a partiturii muzicale. În procesul de fabricație, metalul rezultat în urma perforării este întors pe partea interioară a discului sub forma unei proeminențe. Pentru funcționare, discul metalic este montat, în poziție orizontală, în automatul mecanic denumit simfonion. La simfonion discul poate fi înlocuit. În momentul rotirii discului, proeminențele agață lamelele metalice, acordate pe notele muzicale. Sub disc se află mecanismul format din doi piepteni metalici, poziționați diametral, care conțin 84 de lamele. Mecanismul este fixat pe un cadru metalic în cutia aparatului. Discul este susținut în poziție orizontală cu ajutorul unui braț metalic, mobil, prins într-o clemă și este dirijat în mișcarea de rotație prin intermediul unui ax central. Discul este păstrat în discoteca automatului muzical, denumit simfonion. Stare foarte bună de funcționare. | Muzeul Științei și Tehnicii „Ștefan Procopiu”, Iași | Cimec    |
|      | Disc Autor: Symphonion Musikwerke AG                                                                    | Datare: sfârșitul sec. al XIX-lea Școală: Atelier german Descoperit: București Dimensiuni: D: 30 cm Material: Disc confecționat din metal, prevăzut cu perforații. | Discul conține înregistrarea melodiei: Sei nicht bös; lied din Opereta Der Obersteiger" (Nu fi supărat); compozitor: Carl Zeller. Premiera a avut loc la 5 ianuarie 1894, Teatrul din Viena. Melodia este înregistrată prin operația de perforare. Fiecare perforație reprezintă o notă a partiturii muzicale. În procesul de fabricație, metalul rezultat în urma perforării este întors pe partea interioară a discului sub forma unei proeminențe. Pentru funcționare, discul metalic este montat, în poziție orizontală, în automatul mecanic denumit simfonion. La simfonion discul poate fi înlocuit. În momentul rotirii discului, proeminențele agață lamelele metalice, acordate pe notele muzicale. Sub disc se află mecanismul format din doi piepteni metalici, poziționați diametral, care conțin 84 de lamele. Mecanismul este fixat pe un cadru metalic în cutia aparatului. Discul este susținut în poziție orizontală cu ajutorul unui braț metalic, mobil, prins într-o clemă și este dirijat în mișcarea de rotație prin intermediul unui ax central. Discul este păstrat în discoteca automatului muzical, denumit simfonion. Stare foarte bună de funcționare. | Muzeul Științei și Tehnicii „Ștefan Procopiu”, Iași | Cimec    |
|      | Disc Autor: Symphonion Musikwerke AG                                                                    | Datare: sfârșitul sec. al XIX-lea Școală: Atelier german Descoperit: București Dimensiuni: D: 30 cm Material: Disc confecționat din metal, prevăzut cu perforații. | Discul conține înregistrarea melodiei: Hier sind wir versammrelt/Ergo bibanus (Deci, să bem). Melodia este înregistrată prin operația de perforare. Fiecare perforație reprezintă o notă a partiturii muzicale. În procesul de fabricație, metalul rezultat în urma perforării este întors pe partea interioară a discului sub forma unei proeminențe. Pentru funcționare, discul metalic este montat, în poziție orizontală, în automatul mecanic denumit simfonion. La simfonion discul poate fi înlocuit. În momentul rotirii discului, proeminențele agață lamelele metalice, acordate pe notele muzicale. Sub disc se află mecanismul format din doi piepteni metalici, poziționați diametral, care conțin 84 de lamele. Mecanismul este fixat pe un cadru metalic în cutia aparatului. Discul este susținut în poziție orizontală cu ajutorul unui braț metalic, mobil, prins într-o clemă și este dirijat în mișcarea de rotație prin intermediul unui ax central. Discul este păstrat în discoteca automatului muzical, denumit simfonion. Stare foarte bună de funcționare. | Muzeul Științei și Tehnicii „Ștefan Procopiu”, Iași | Cimec    |
|      | Disc Autor: Symphonion Musikwerke AG                                                                    | Datare: sfârșitul sec. al XIX-lea Școală: Atelier german Descoperit: București Dimensiuni: D: 30 cm Material: Disc confecționat din metal, prevăzut cu perforații. | Discul conține înregistrarea valsului: Anina; Opereta "Die Chansonette", compozitor: Rudolf Dellinger. Opereta a fost compusă în 1894. Melodia este înregistrată prin operația de perforare. Fiecare perforație reprezintă o notă a partiturii muzicale. În procesul de fabricație, metalul rezultat în urma perforării este întors pe partea interioară a discului sub forma unei proeminențe. Pentru funcționare, discul metalic este montat, în poziție orizontală, în automatul mecanic denumit simfonion. La simfonion discul poate fi înlocuit. În momentul rotirii discului, proeminențele agață lamelele metalice, acordate pe notele muzicale. Sub disc se află mecanismul format din doi piepteni metalici, poziționați diametral, care conțin 84 de lamele. Mecanismul este fixat pe un cadru metalic în cutia aparatului. Discul este susținut în poziție orizontală cu ajutorul unui braț metalic, mobil, prins într-o clemă și este dirijat în mișcarea de rotație prin intermediul unui ax central. Discul este păstrat în discoteca automatului muzical, denumit simfonion. Stare foarte bună de funcționare. | Muzeul Științei și Tehnicii „Ștefan Procopiu”, Iași | Cimec    |